# 軍服 (ドイツ)

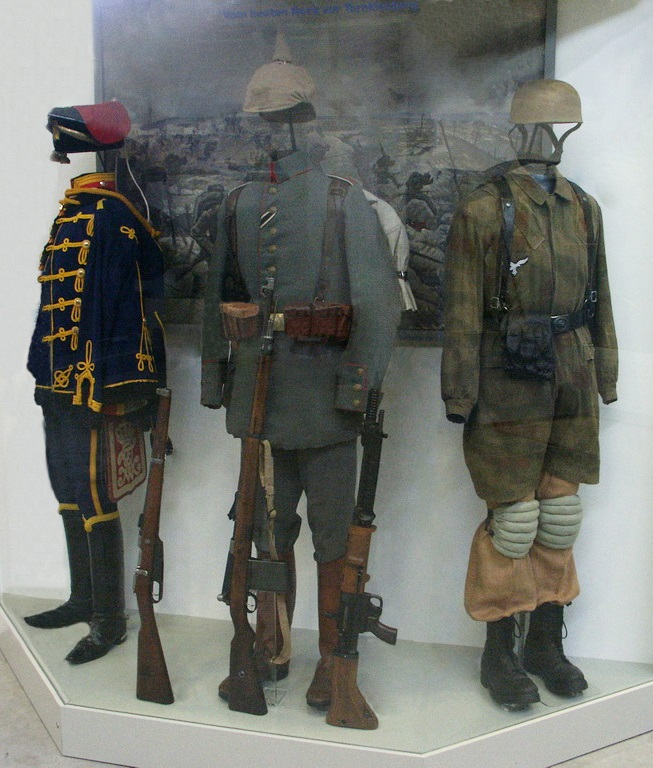
ドレスデンの軍事博物館に展示されている各時代の軍服。左から軽騎兵、陸軍歩兵（第一次世界大戦初期）、空軍空挺兵（第二次世界大戦期）。

ドイツの軍服では、軍隊に制服が導入された17世紀から現在に至るドイツにおける軍服の変遷、および各国への影響について述べる。また、特にヘルメットについては「ドイツ軍のヘルメット」も参照。

## ドイツ連邦以前（～1815年）
17世紀に入った頃からヨーロッパの軍隊では兵士が着る服の色の統一が図られるようになり、やがて仕立ても標準化されるようになった。そして、ドイツの一部領邦ではオランダ、デンマークと並んで最も早く服の色の統一が図られたとされている。
1660年代からフランスのルイ14世が行なった軍制改革によって近世ヨーロッパの軍制が確立し、その新しい服装（ジュストコール）もプロイセン王国および神聖ローマ帝国たるドイツの各領邦に制服として採用された。一方のフランス軍も七年戦争以降、衛兵隊の上衣にプルシアンブルー（ドイツ語ではプロイシッシュブラウ、ドイツ語: Preußisch Blau）と呼ばれる紺青の軍服を導入するなど相互に影響し合っていた。しかし1806年にプロイセン王国がナポレオンに敗北するとプロイセン軍は消滅。程なくゲルハルト・フォン・シャルンホルストによって再建された新生プロイセン軍は、エポレット、シャコー帽、燕尾服型の上衣（コレットと呼ばれた）など完全なフランス式となる。一方で、フランスを良しとしない反仏義勇軍は学生帽から発展したシルムミュッツェ（官帽）、市民の上着から発展したユーバーロック（ドイツ語: Überrock、フロックコート）など独自の制服を有し、ナポレオンに反攻を開始した1813年以降、これらは愛国的な軍服として国民軍（後備軍）制服に導入された。
普墺戦争でオーストリアを、普仏戦争でフランスを下すとその影響力は強まり、「ドイツ式」軍服がヨーロッパ各国に採用されるようになる。以降、ドイツ帝国が崩壊する第一次世界大戦まで「ドイツ式」が軍服の流行を主導する。
フランス革命前後より前合わせをホックで留める様になり、前留に連隊色を配した。擲弾兵はグレナディアーミュッツエと呼ばれる冠を被った。

プロイセンの軍服
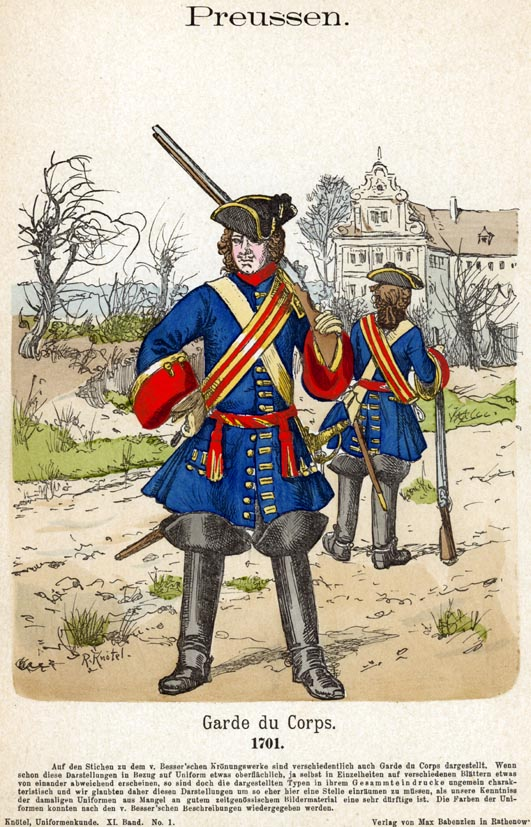
近衛兵（1701年）
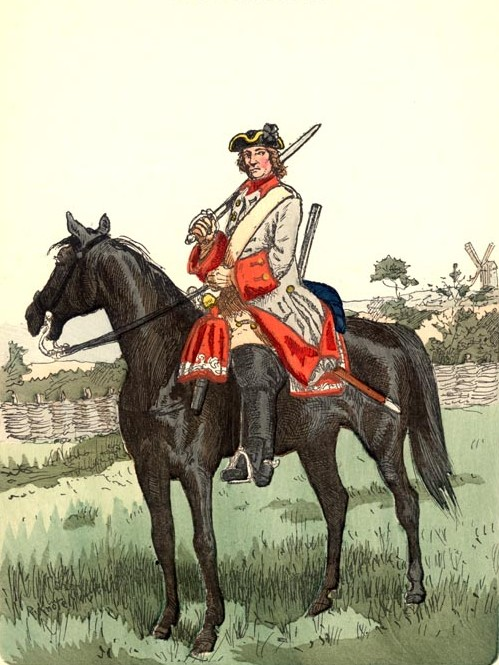
胸甲騎兵（1715年）
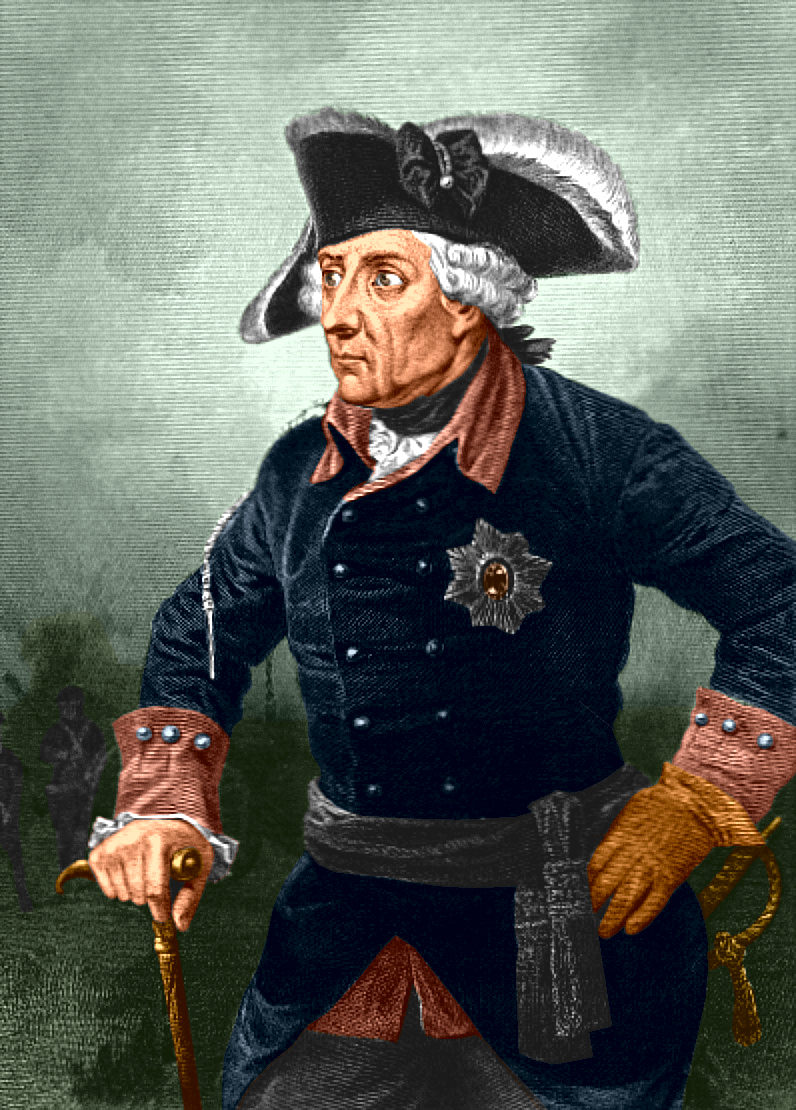
ユーバーロックを着用するフリードリヒ2世（1780年代）
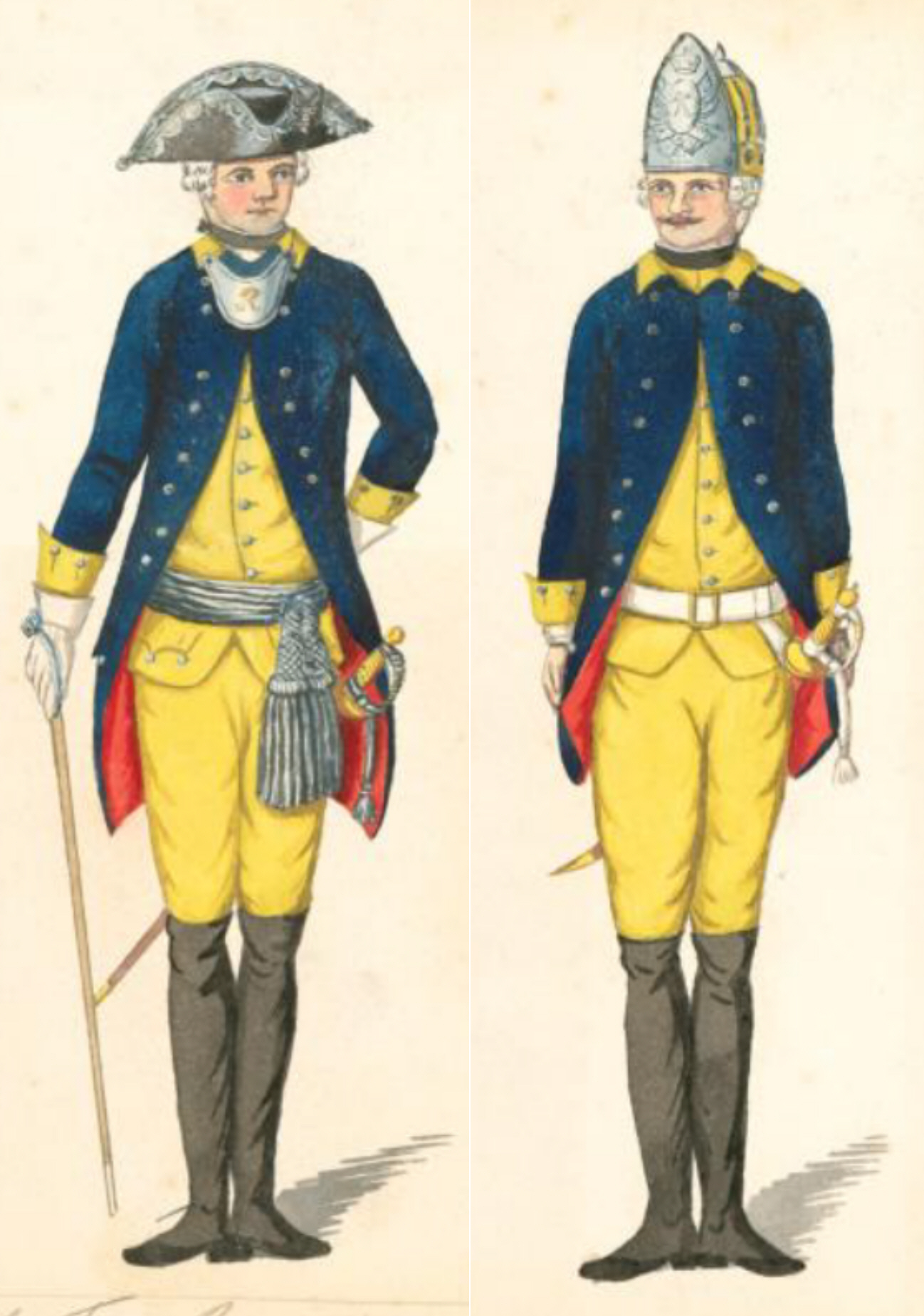
18世紀末のプロイセン第35フュージリア連隊将校および擲弾兵の軍装（1785年）
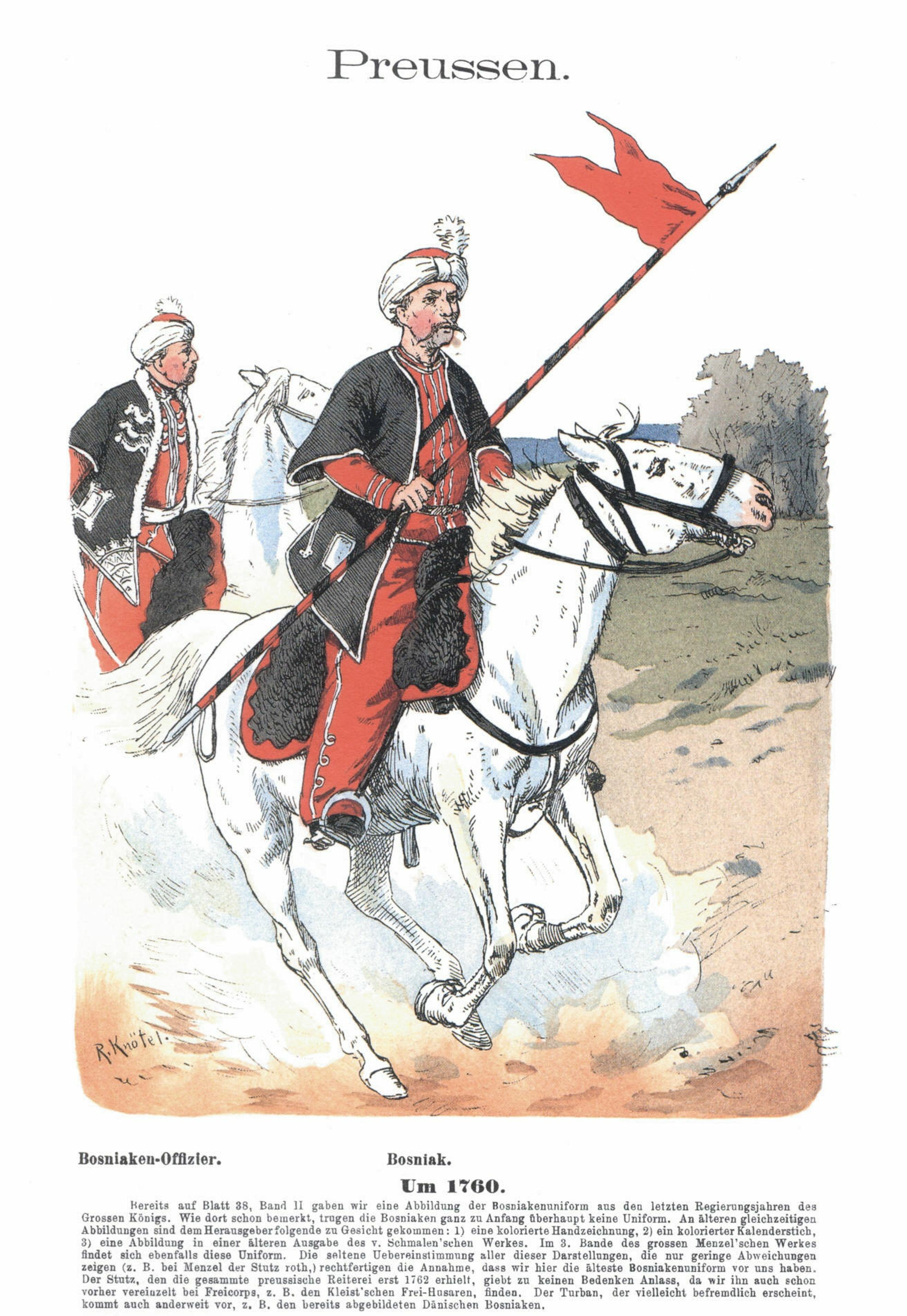
槍騎兵（1760年ごろ）
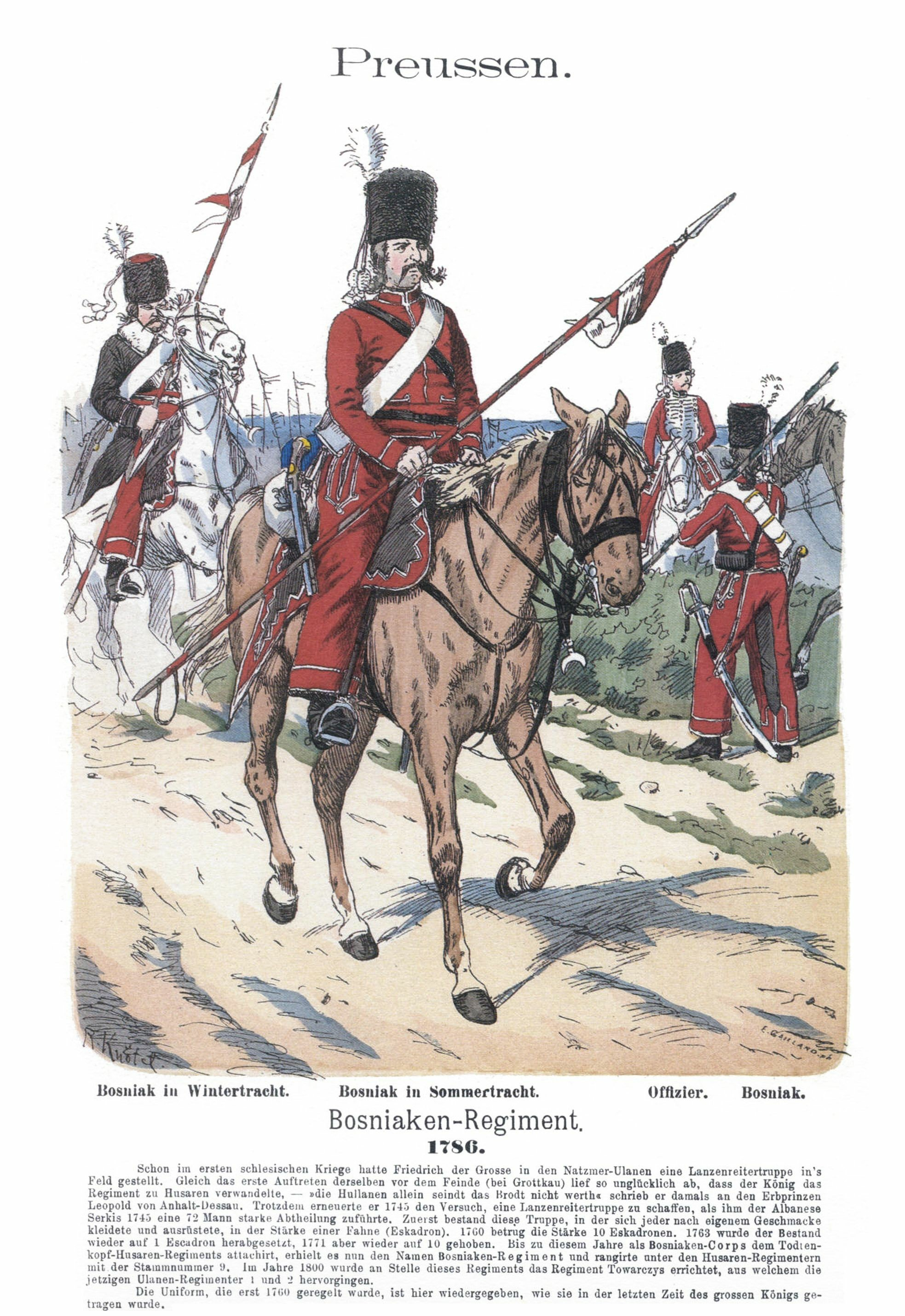
ボシュニャク連隊の騎兵（1786年）
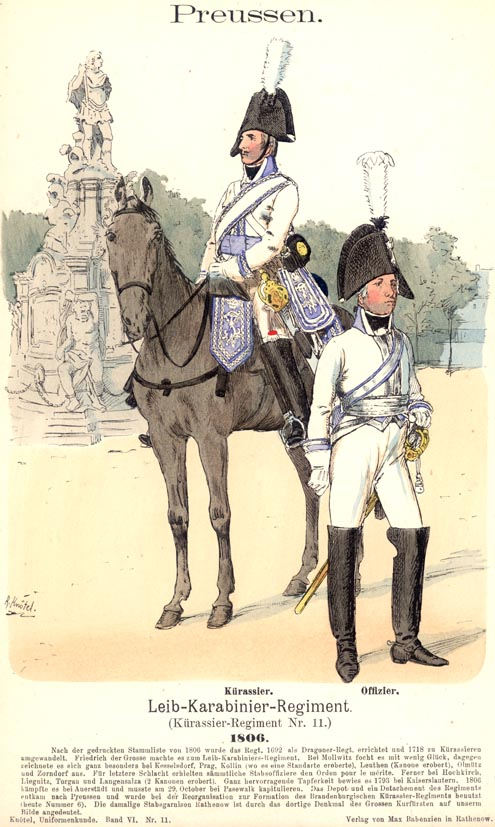
親衛騎兵（1806年）
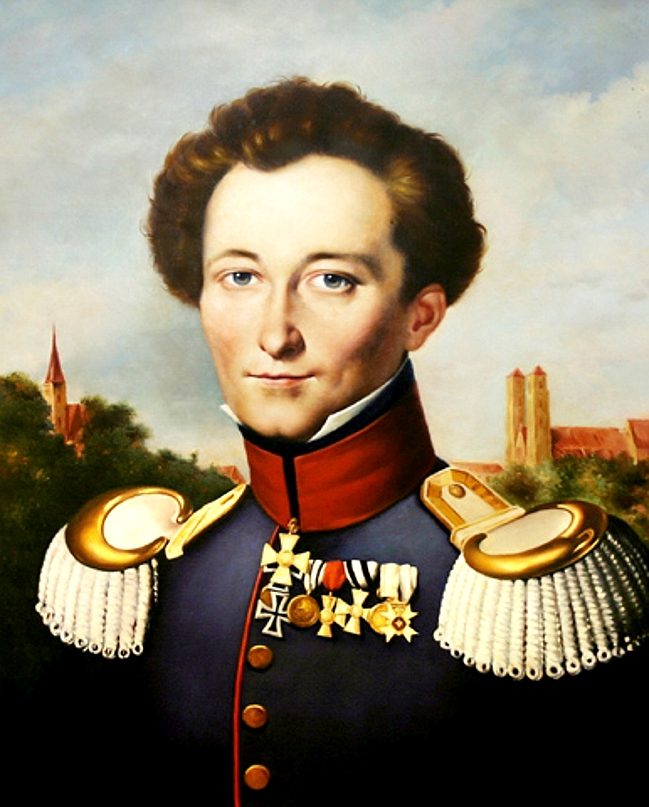
M1806略装の将校。14年より襟は閉じる。カール・フォン・クラウゼヴィッツ
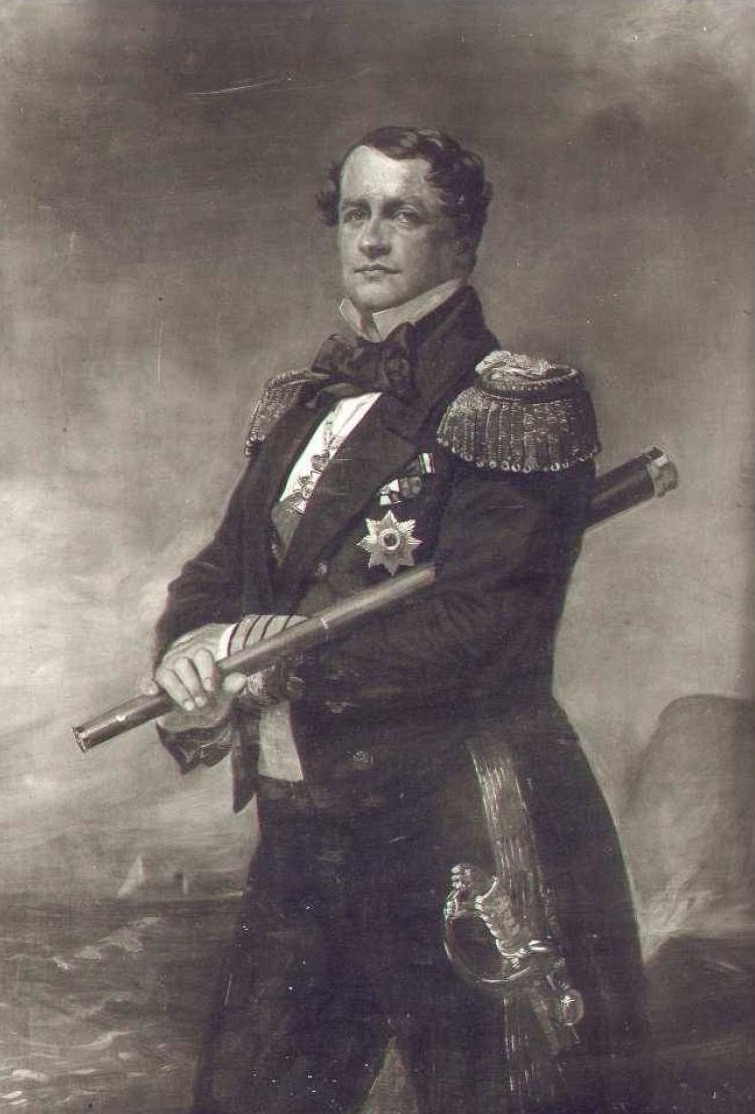
アーダルベルト・フォン・プロイセン

### 神聖ローマ帝国およびライン同盟の軍服
ドイツの各領邦ではナポレオンの侵攻を受ける以前よりフランスの影響が強く、ウーランカ（ナポレオンジャケット）が広く浸透していた。バイエルンでは1789年より歩兵連隊で袖口・襟・折返しを統一させた軍服が制定される。外套は白色であったが、1799年よりライトブルーに切り替えられた。

バイエルンの軍服
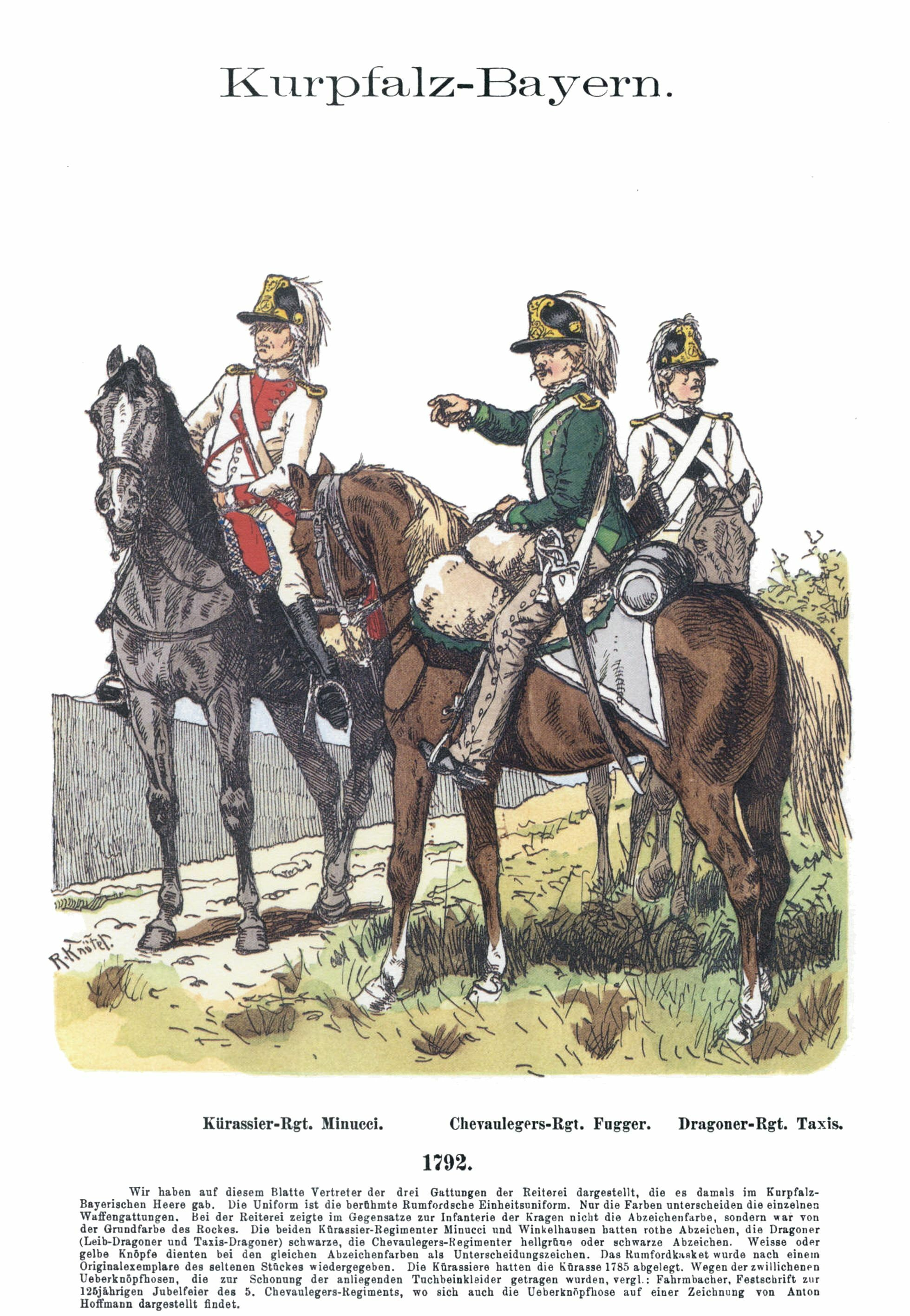
左より胸甲騎兵、軽騎兵、竜騎兵（1792年）
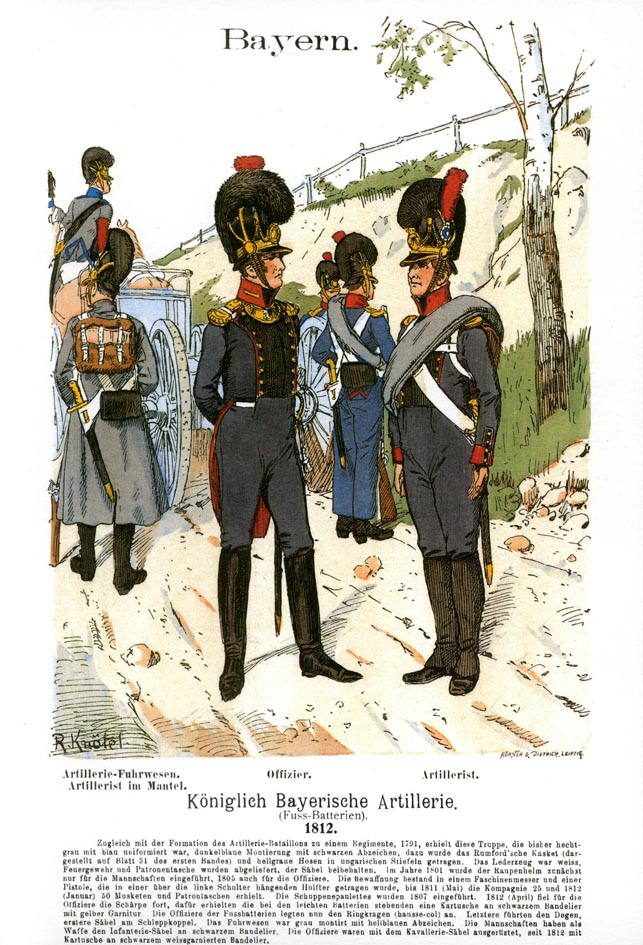
歩砲兵（1812年）

ザクセンの軍服
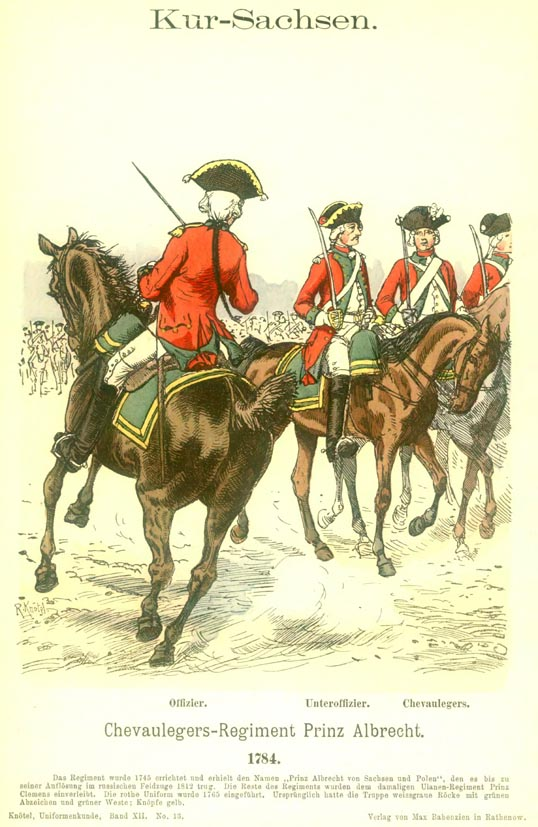
軽騎兵（1784年）

その他諸邦の軍服
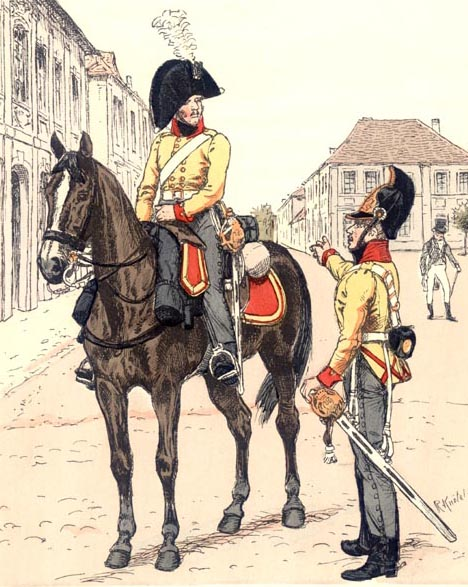
ブランデンブルク辺境伯領胸甲騎兵（1809年8月）
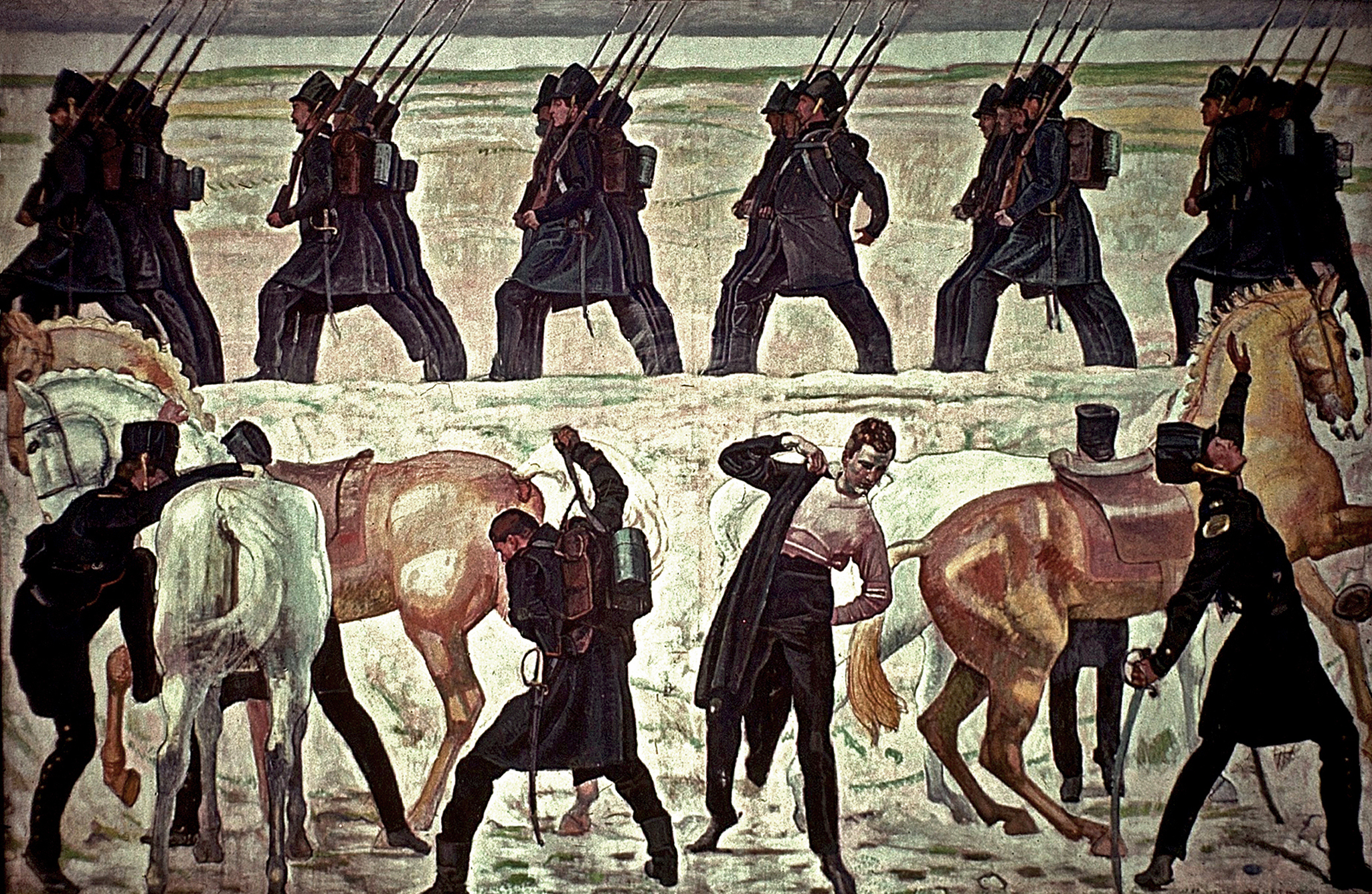
1813年解放戦争へ出征するイェーナの大学生。リュッツォウ義勇軍の服に着替えている

## ドイツ連邦時代

ザクセンの軍服
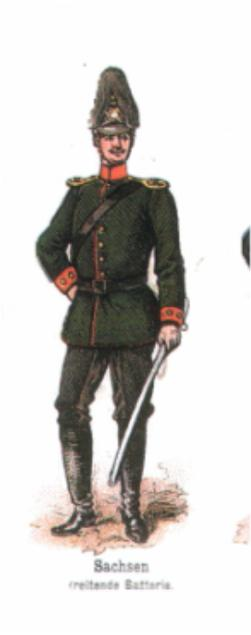
ザクセン騎砲兵
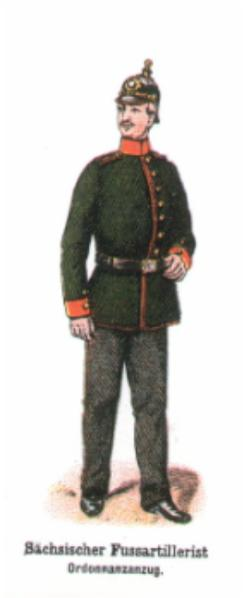
ザクセン歩砲兵
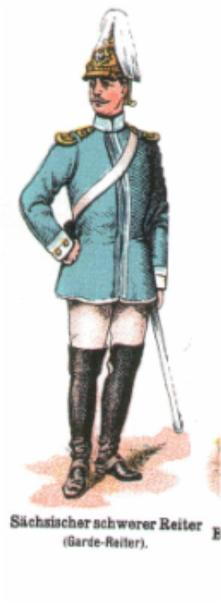
ザクセン重騎兵

その他諸邦の軍服
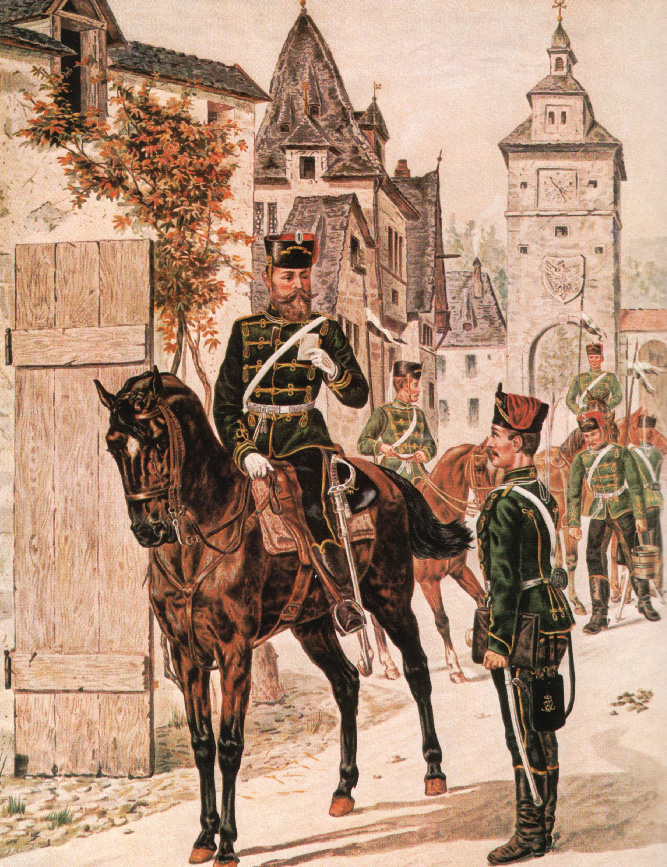
マクデブルク軽騎兵
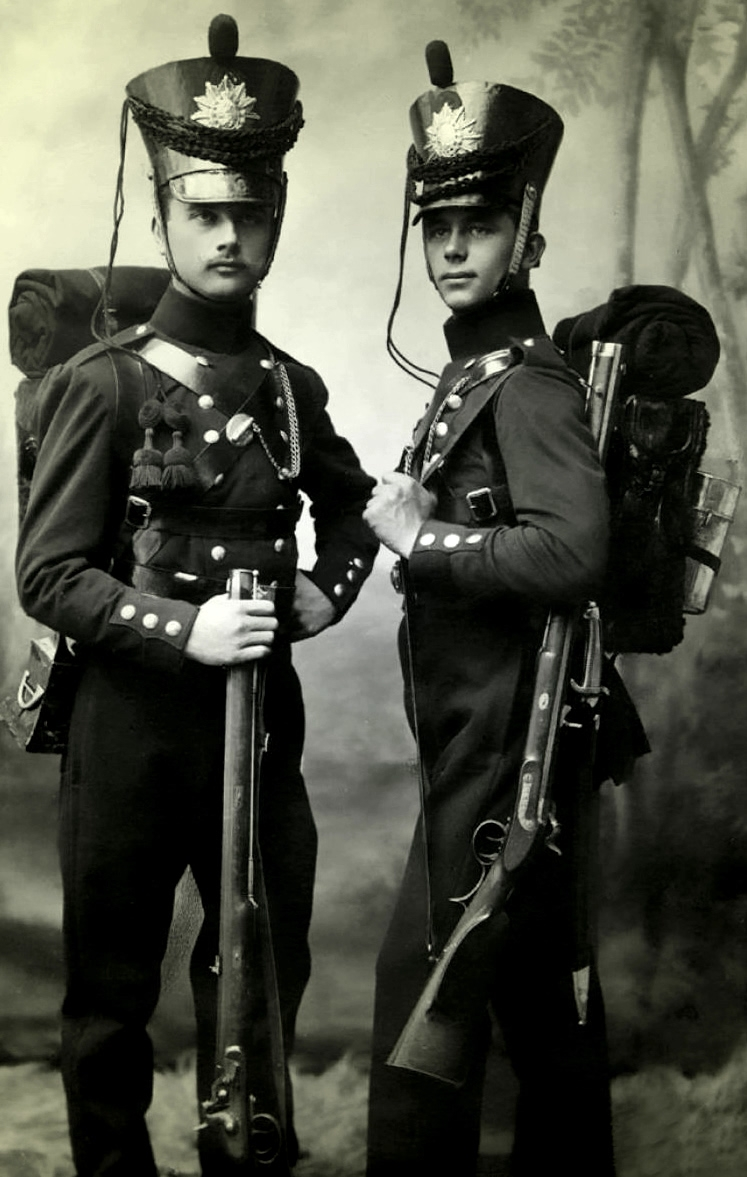
マクデブルク第14猟兵大隊
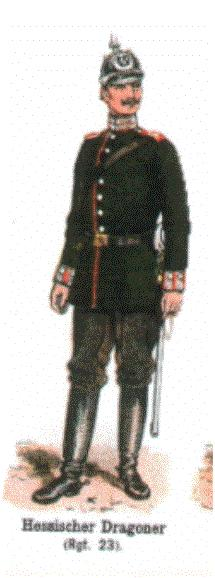
ヘッセン近衛竜騎兵
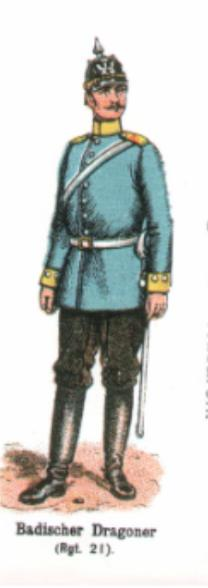
バーデン竜騎兵

ナポレオンの支配を脱したドイツ諸領邦は、軍服の脱フランス化を推進した。1842年、プロイセンはシャコー帽に代わってピッケルハウベと呼ばれる特徴的な槍つきヘルメットを導入。また1842年10月23日、コレットに代わり「ヴァッフェンロック」（ドイツ語: Waffenrock）と呼ばれる軍服を採用。生地はドスキン製で、直径25ミリのボタンが9個入る。着用対象は歩兵、砲兵、輜重、工兵、竜騎兵は水色、猟兵は深緑。襟の高さは7センチで、1867年以降は襟が4.75センチに下がる。諸領邦でも1849年以降広まった。マクデブルクは1864年よりダブルブレスト。ヴュルテンベルクでもダブルブレスト。ブラウンシュヴァイクは肋骨服型。

プロイセンの軍服
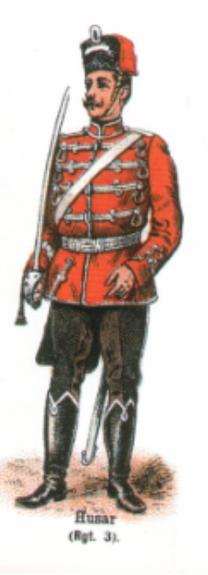
19世紀中頃のプロイセン第3軽騎兵連隊
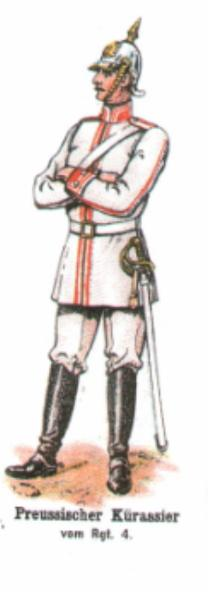
19世紀中頃のプロイセン第4胸甲騎兵連隊
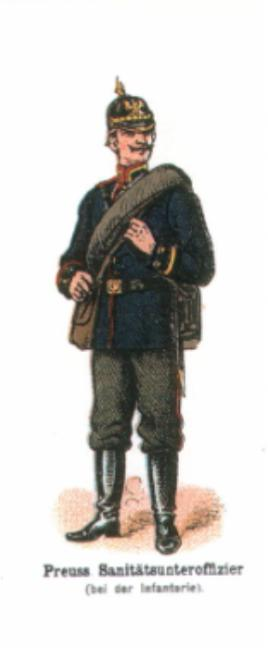
19世紀中頃のプロイセン歩兵科における衛生下士官
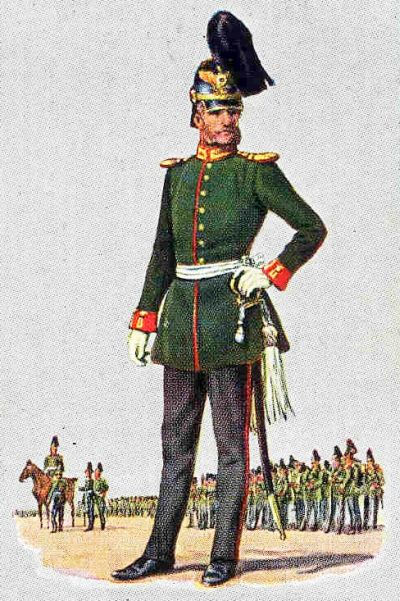
初期型ピッケルハウベの近衛猟兵大隊（英語版）士官
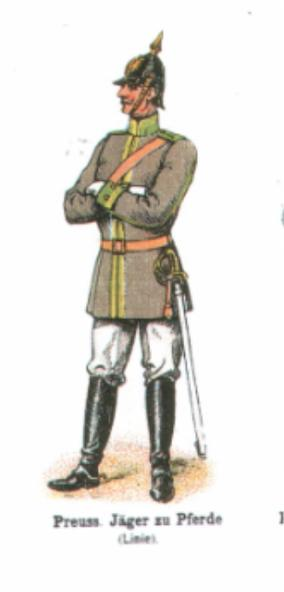
19世紀中頃の騎馬猟兵
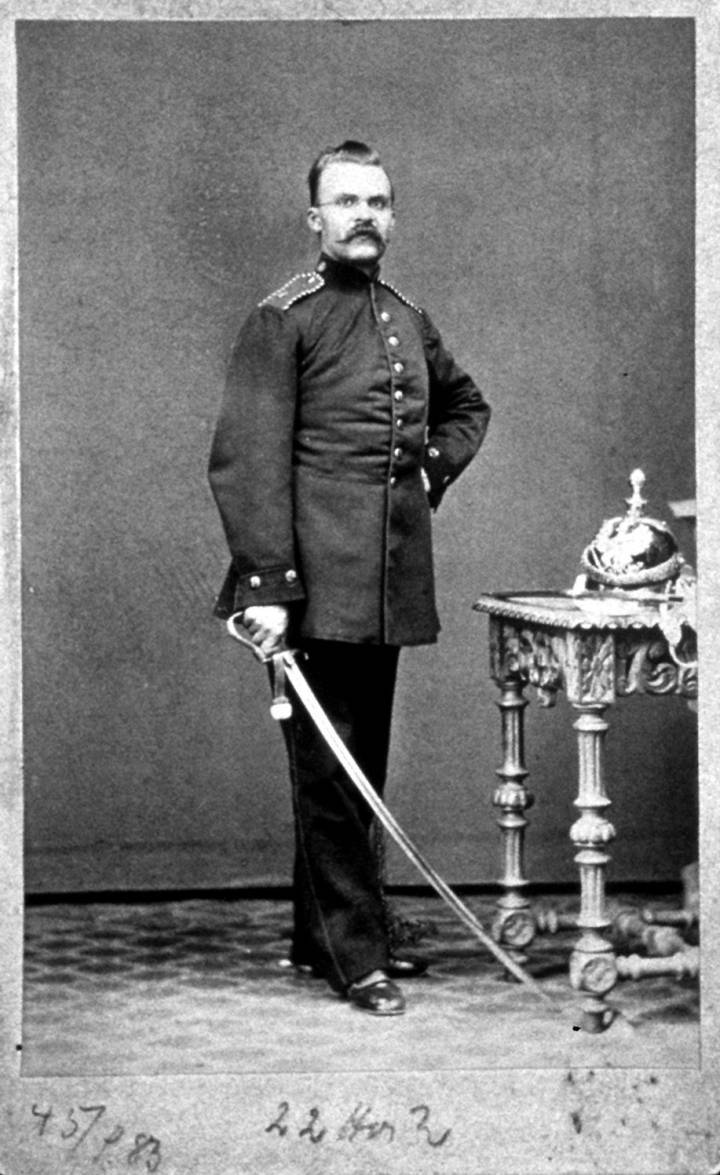
1868年当時の野戦砲兵第4連隊のヴァッフェンロックとサーベル。一年志願兵だったフリードリヒ・ニーチェが除隊する際に撮影
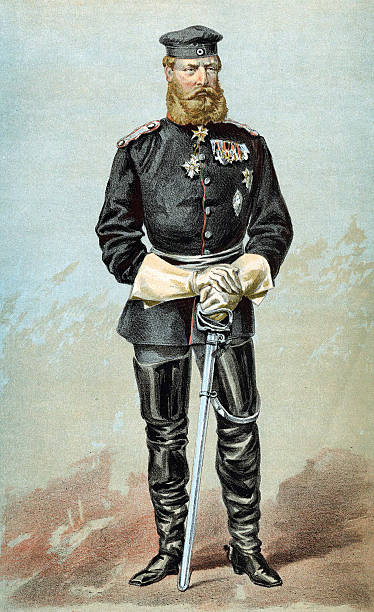
普仏戦争従軍時のフリードリヒ3世

バイエルンの軍服
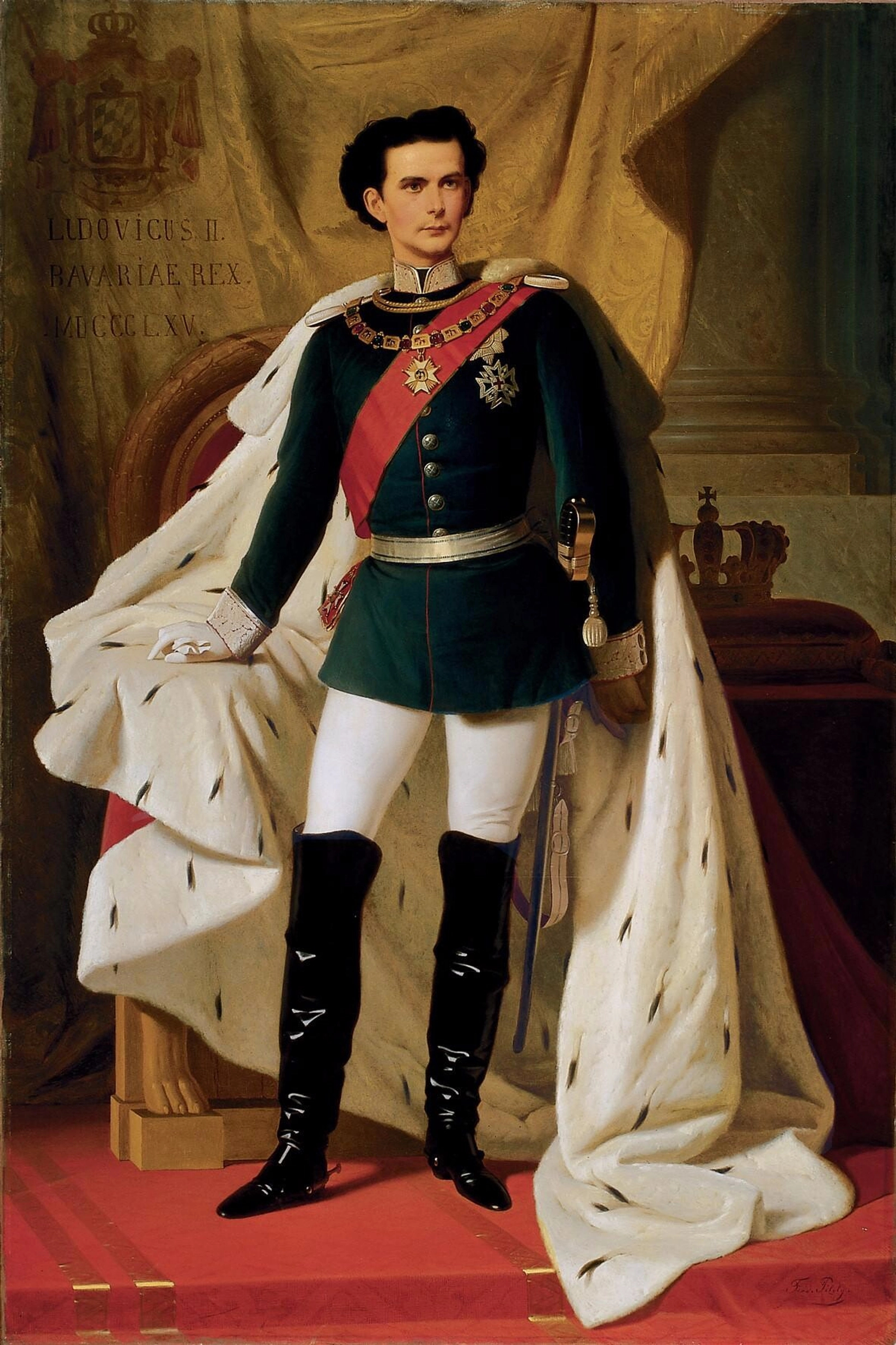
ルートヴィヒ2世 (バイエルン王)
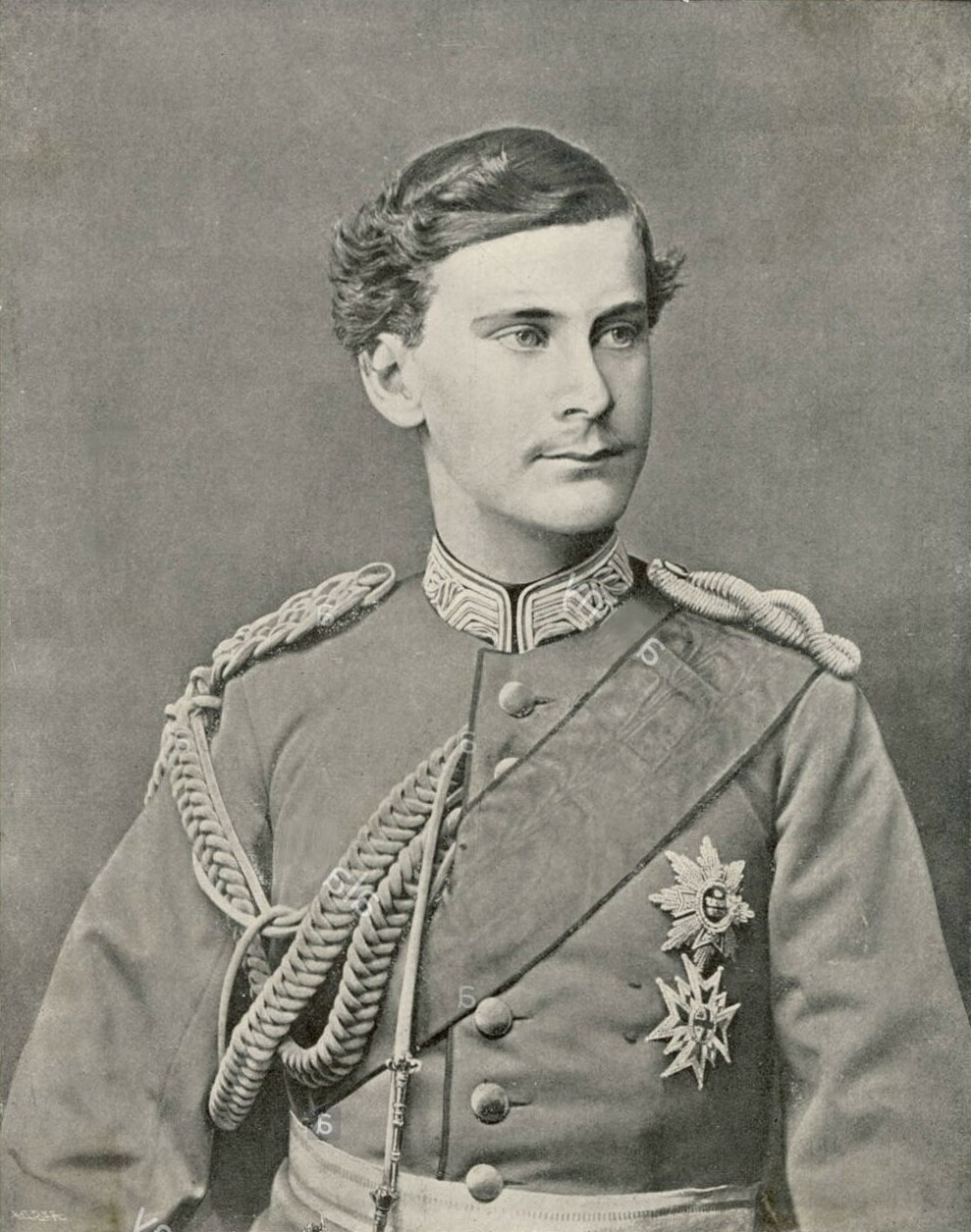
オットー王子（後のオットー1世）歩兵の軍服
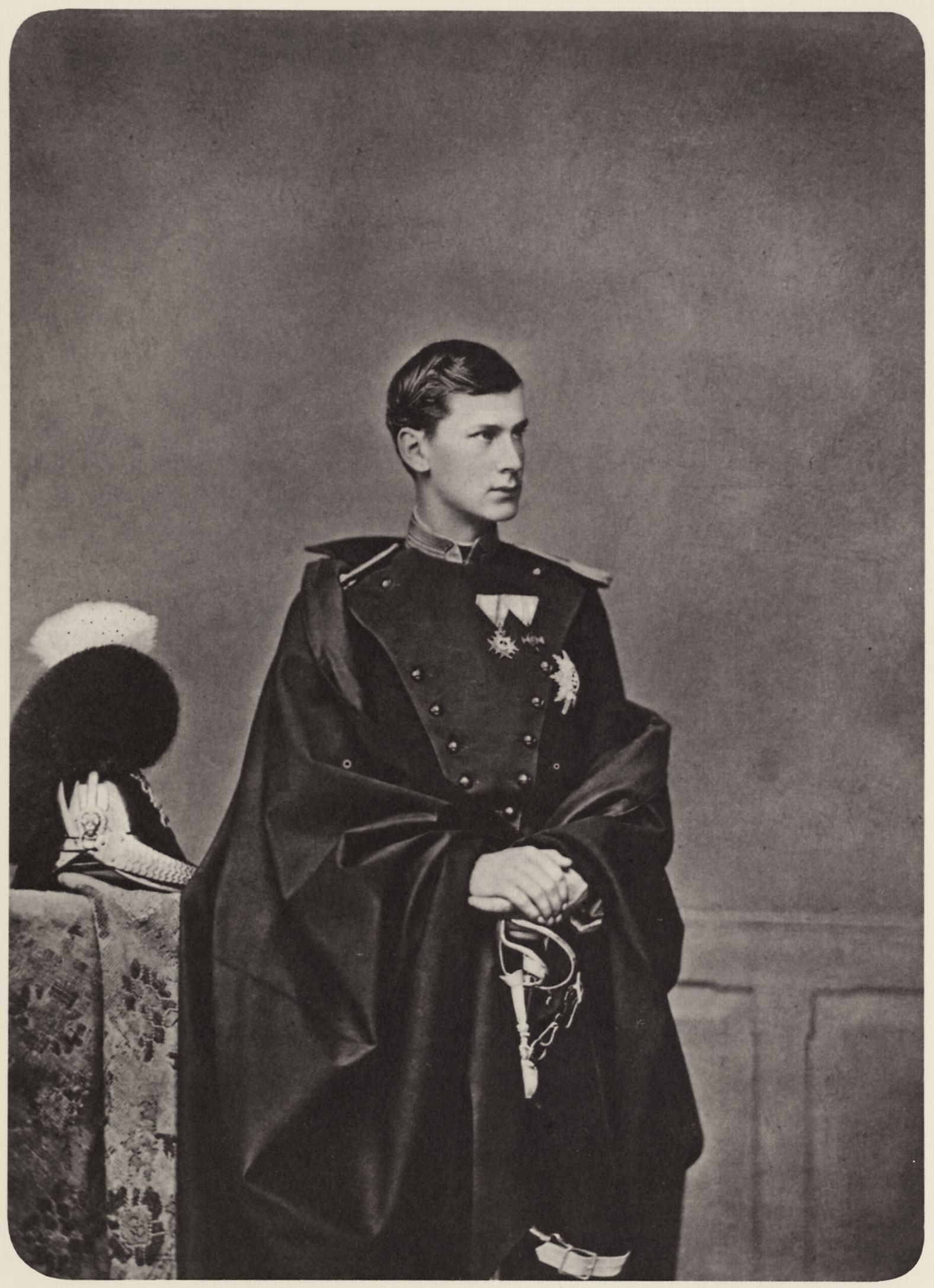
オットー王子（後のオットー1世）槍騎兵の軍服
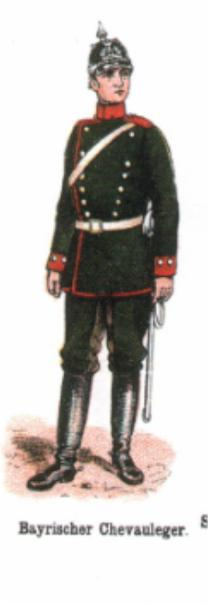
19世紀中頃の軽騎兵
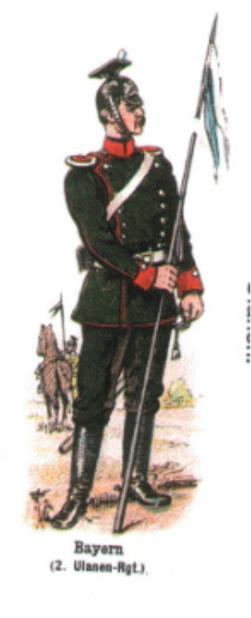
バイエルン槍騎兵
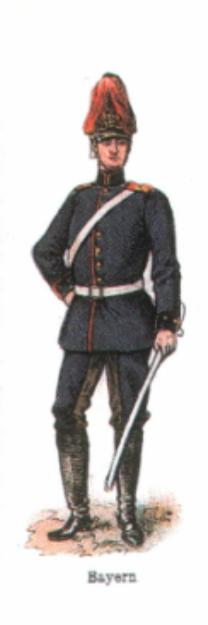
バイエルン砲兵
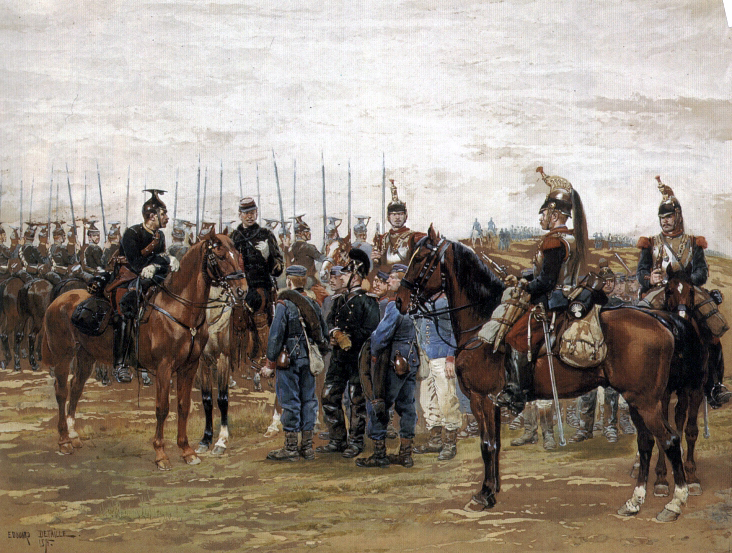
普仏戦争でフランス騎兵に捕えられたバイエルン兵。

ヴュルテンベルクの軍服
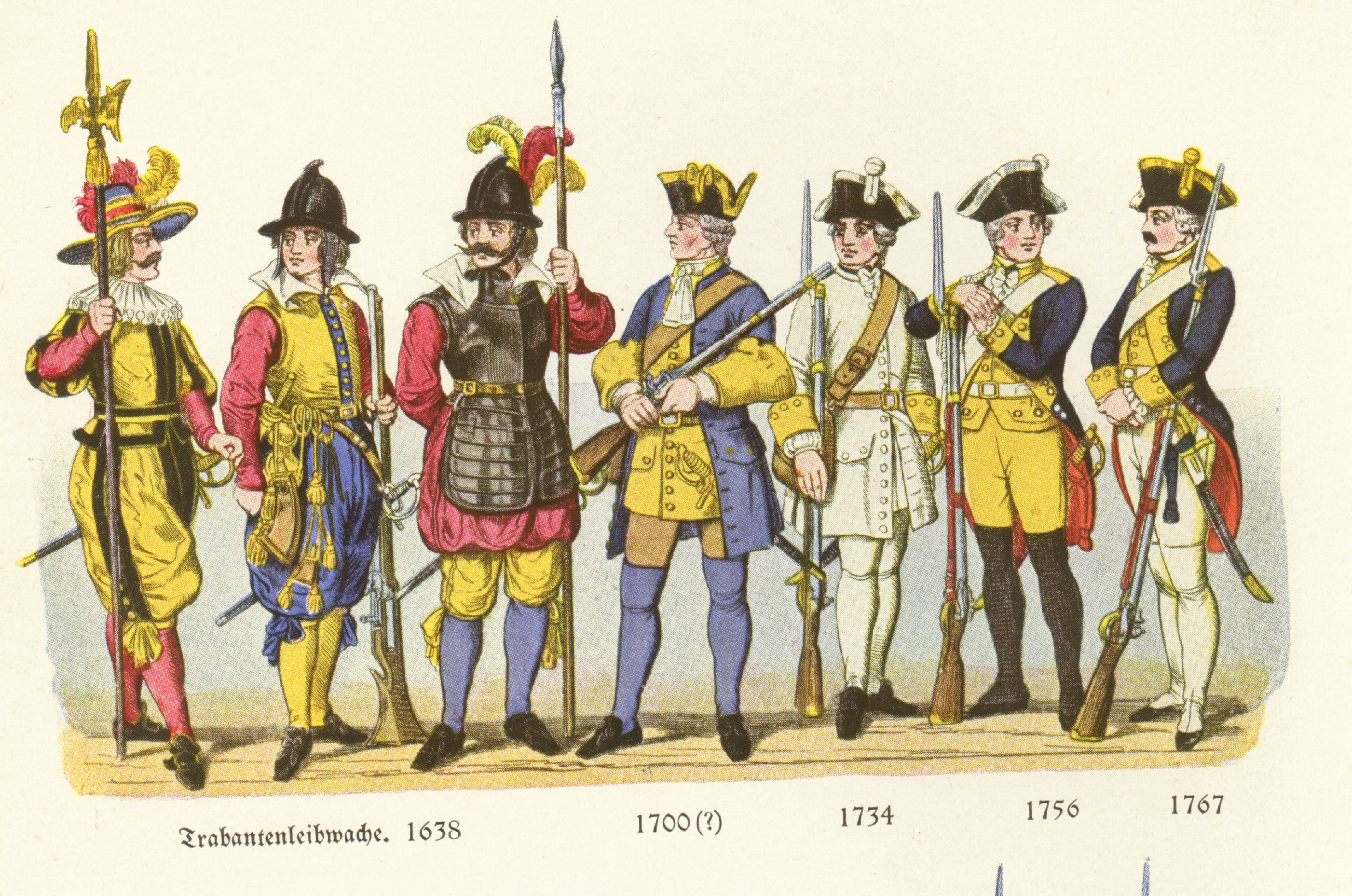
近衛兵（左）、歩兵第1連隊
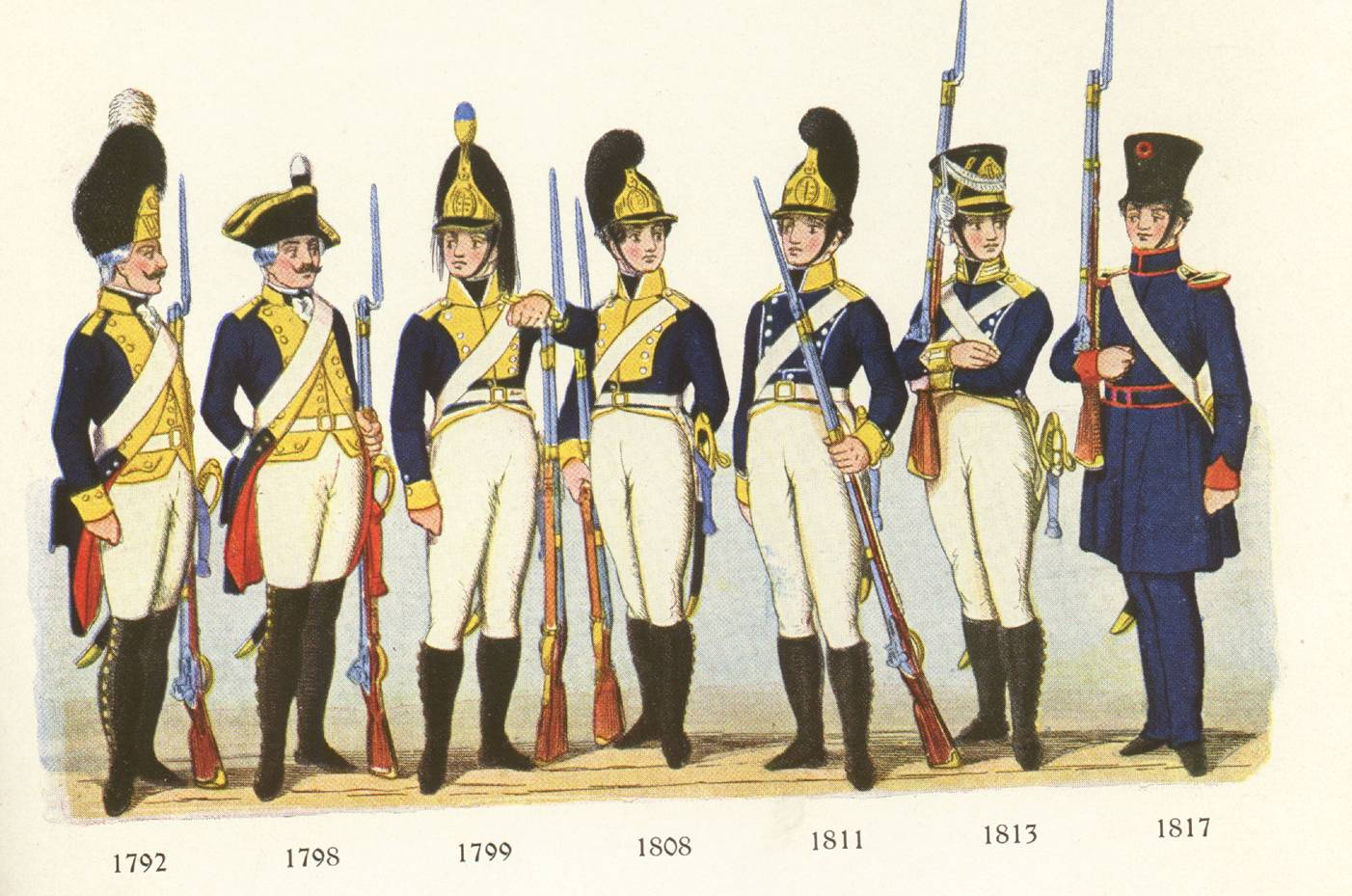
歩兵第1連隊の変遷
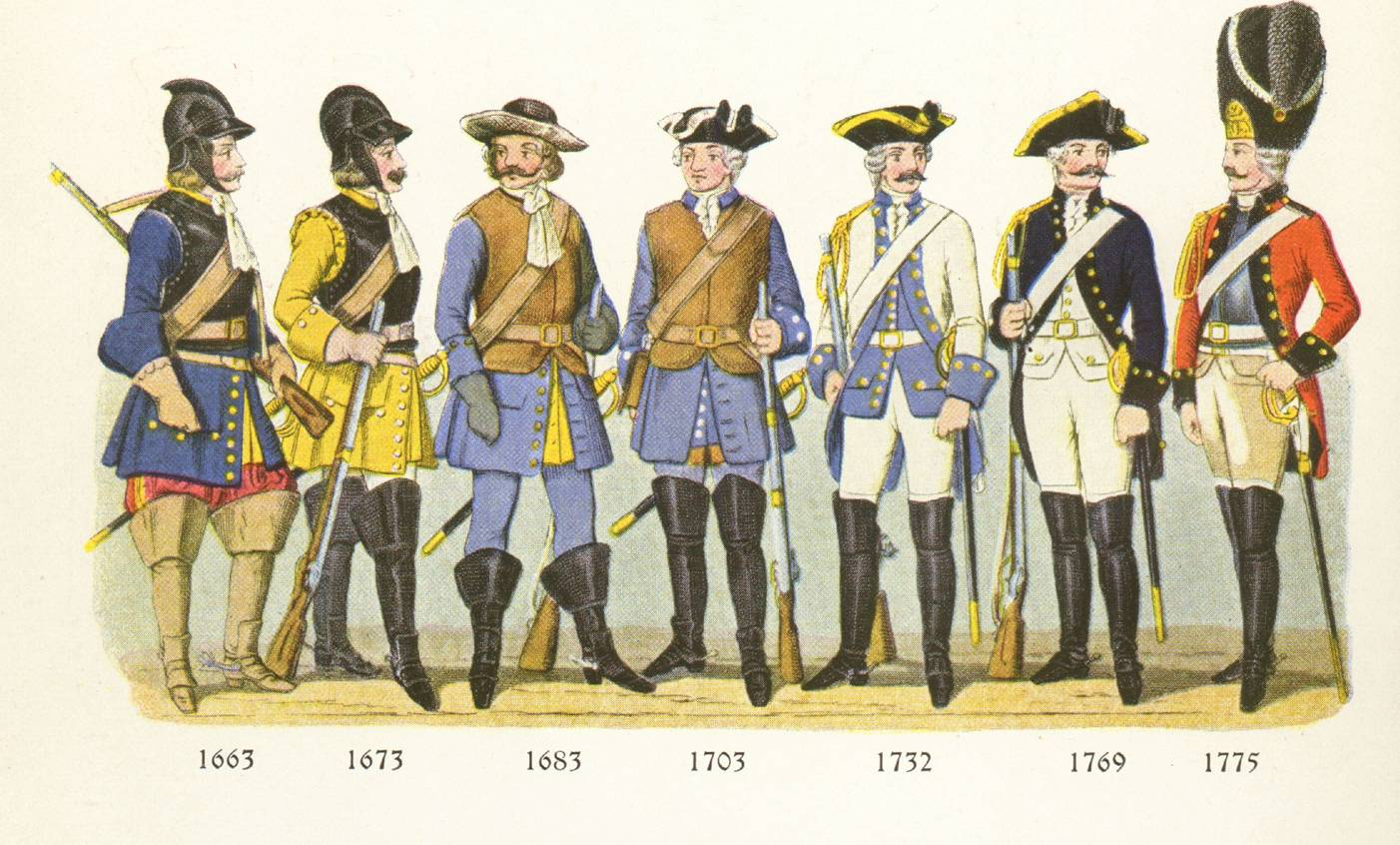
第1騎兵連隊（槍騎兵）の変遷
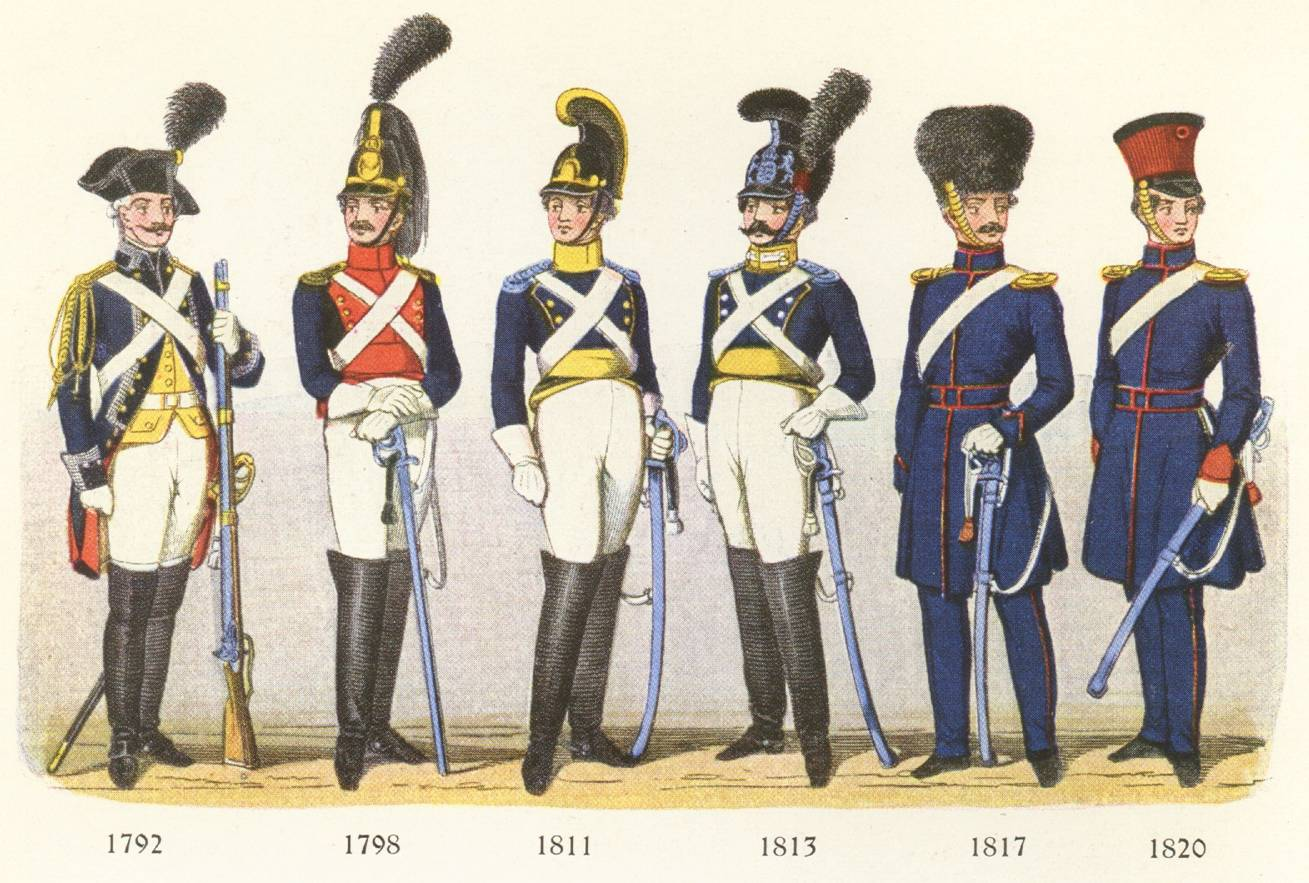
第2騎兵連隊（竜騎兵）の変遷
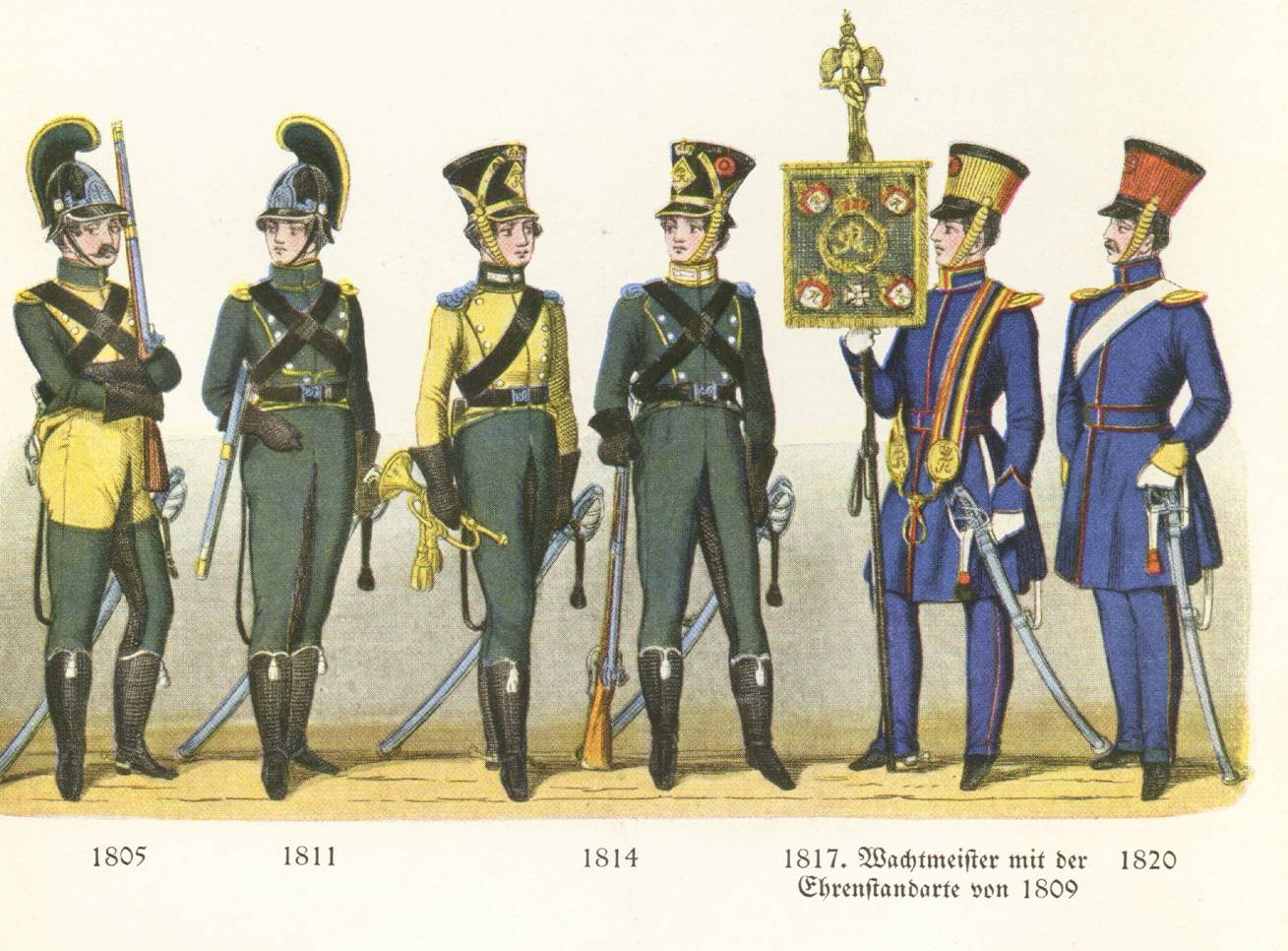
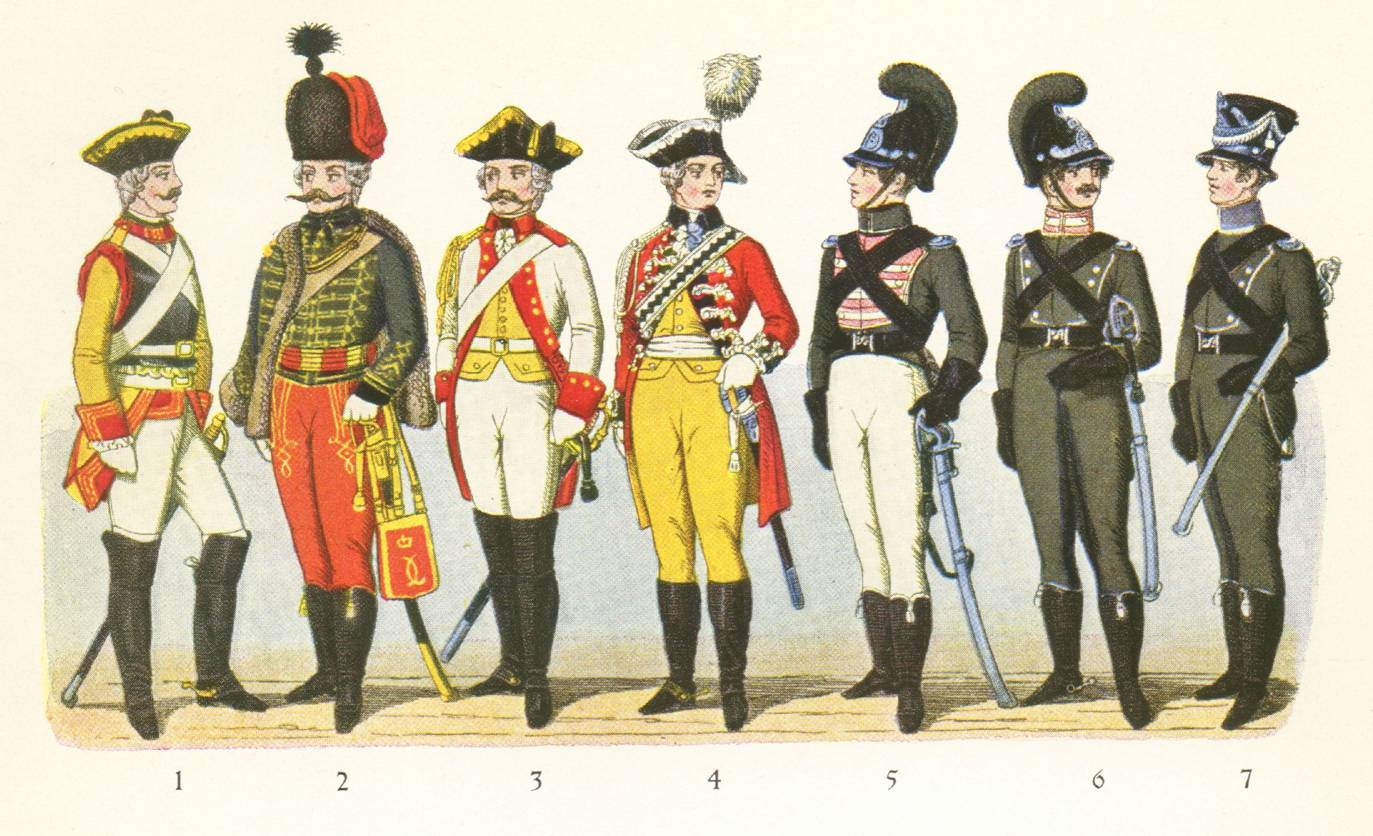
1胸甲騎兵 2軽騎兵 3竜騎兵 4近衛兵 5-7騎乗猟兵
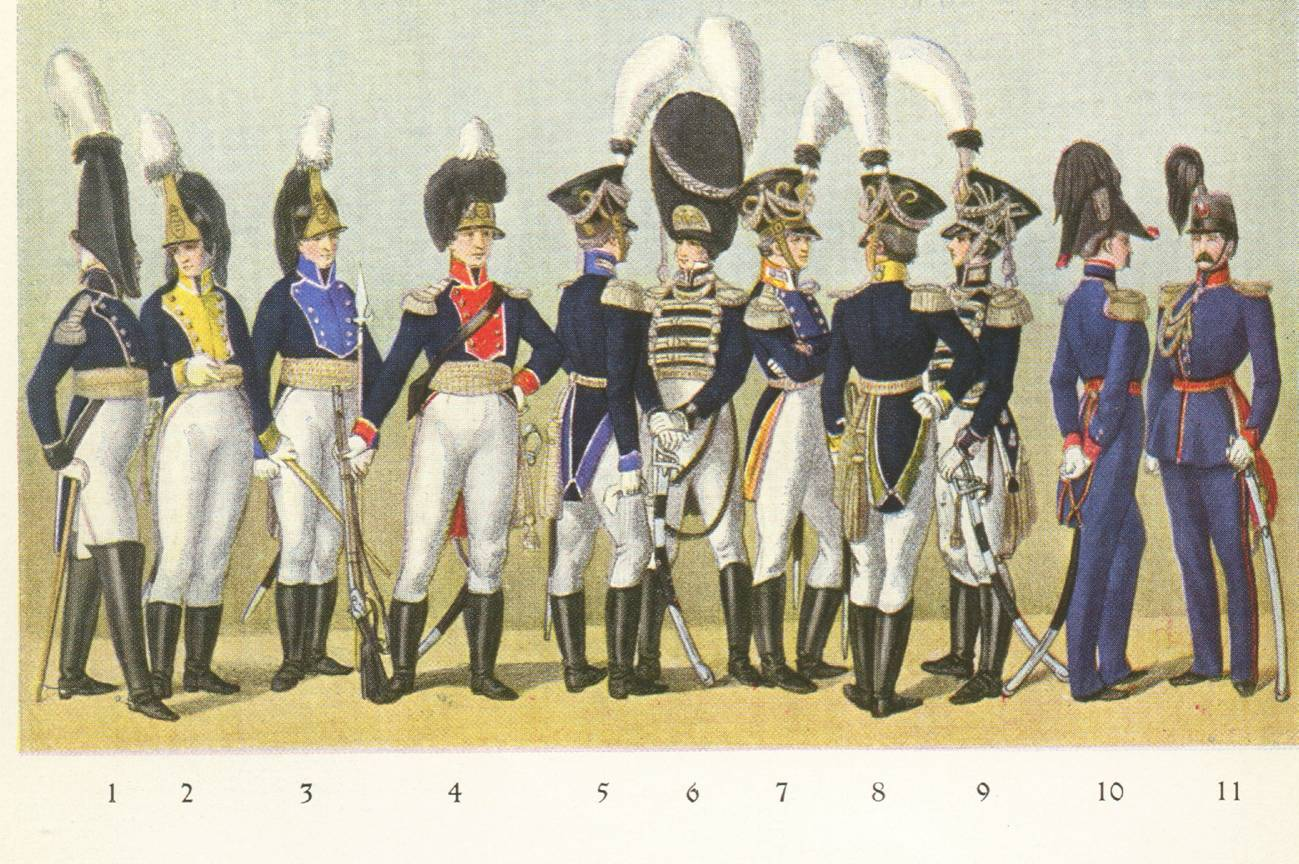
各兵科の将校、10-11は副官
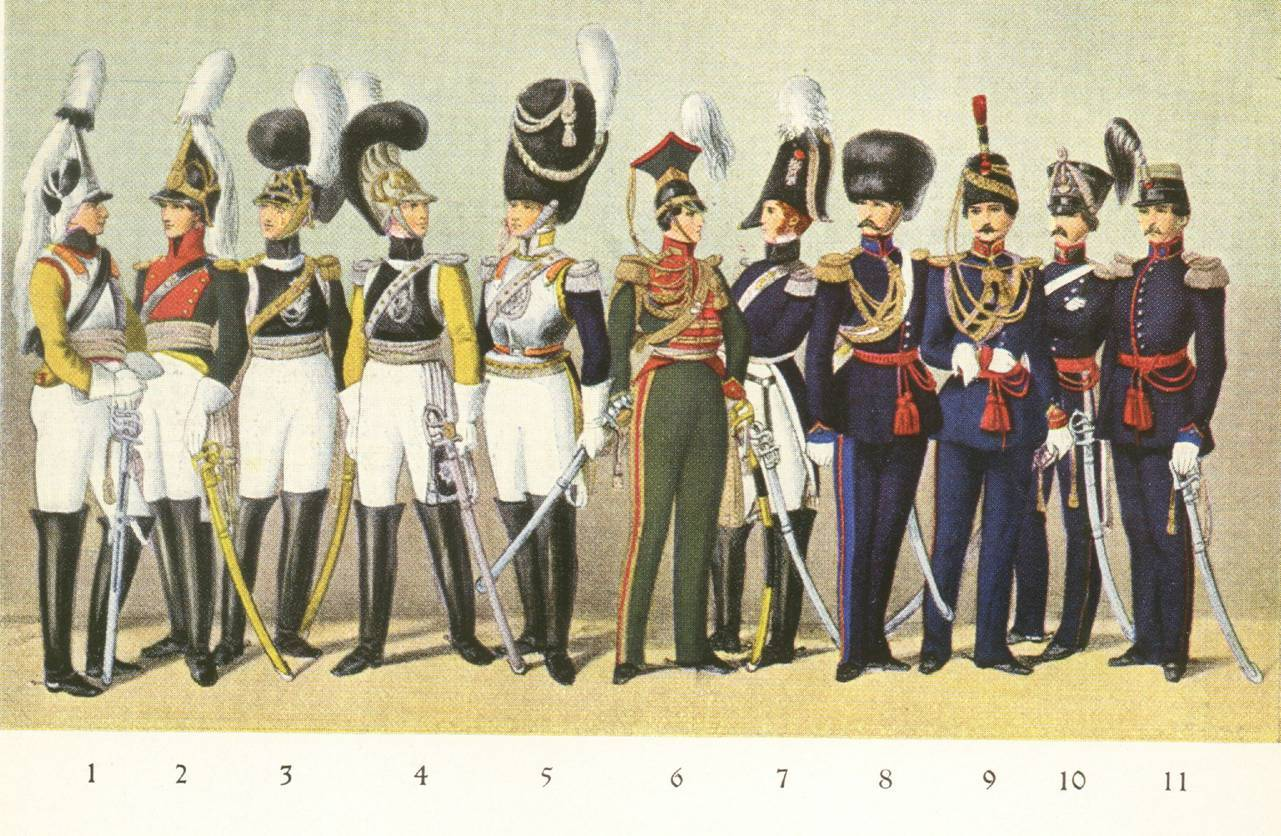
近衛兵（1-6,9)、憲兵（7,8）、警察軍（10,11）
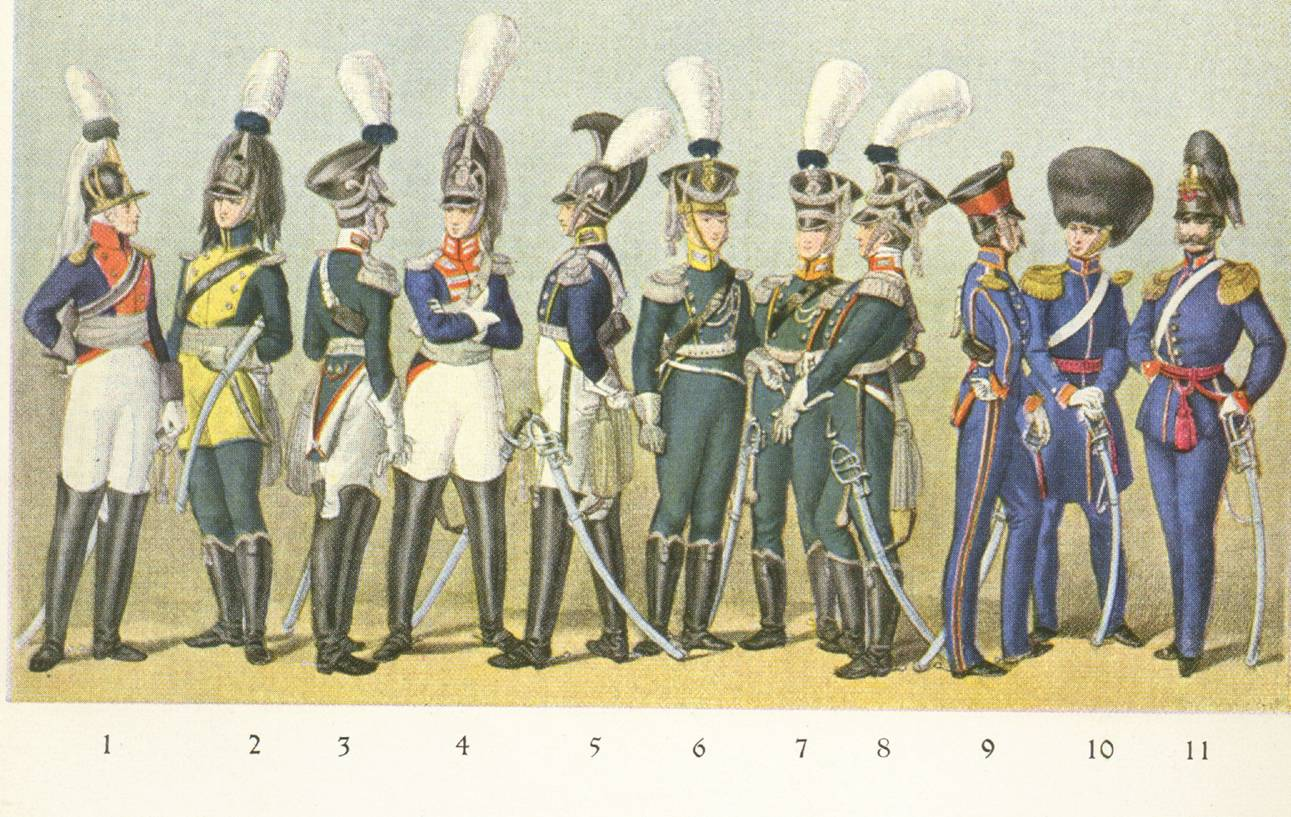
騎兵将校
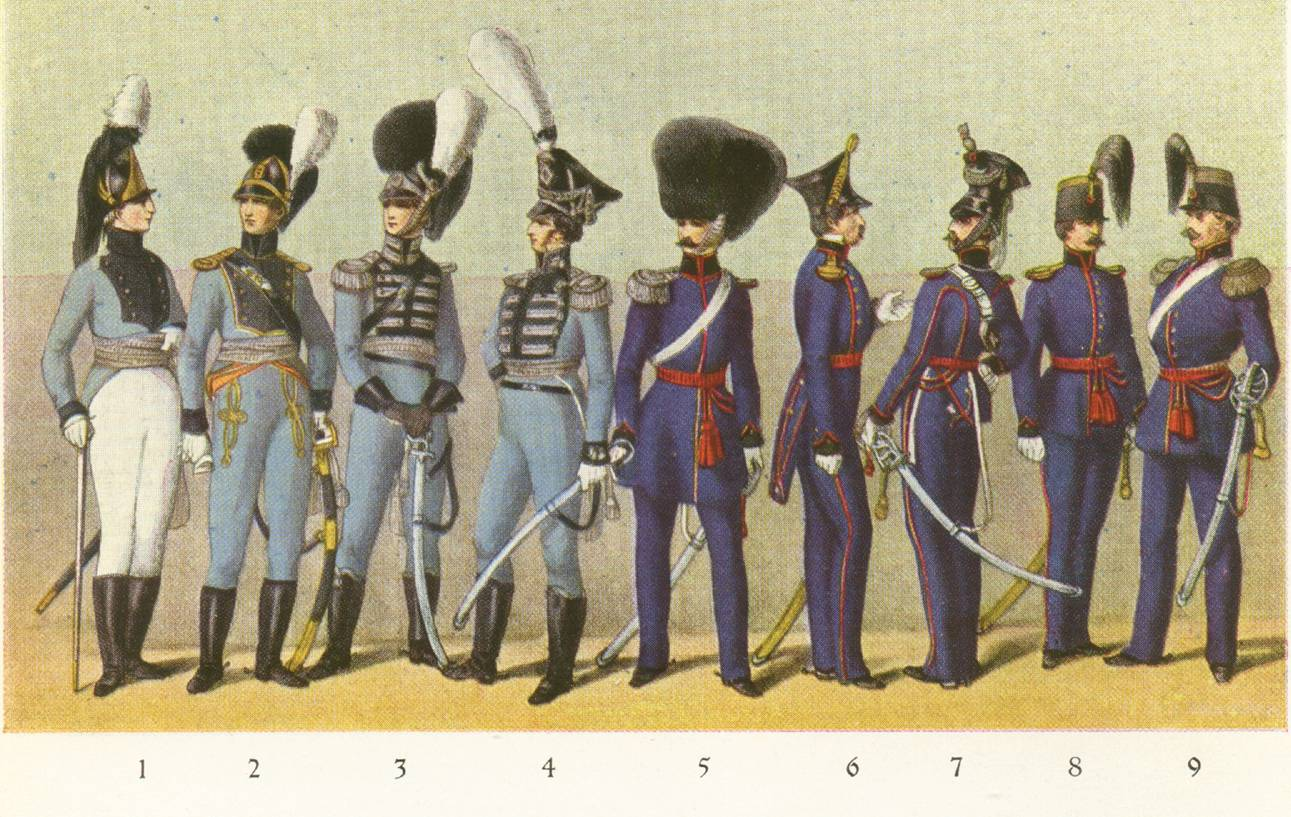
砲兵将校（1-5,7,9）、工兵将校（6,8）
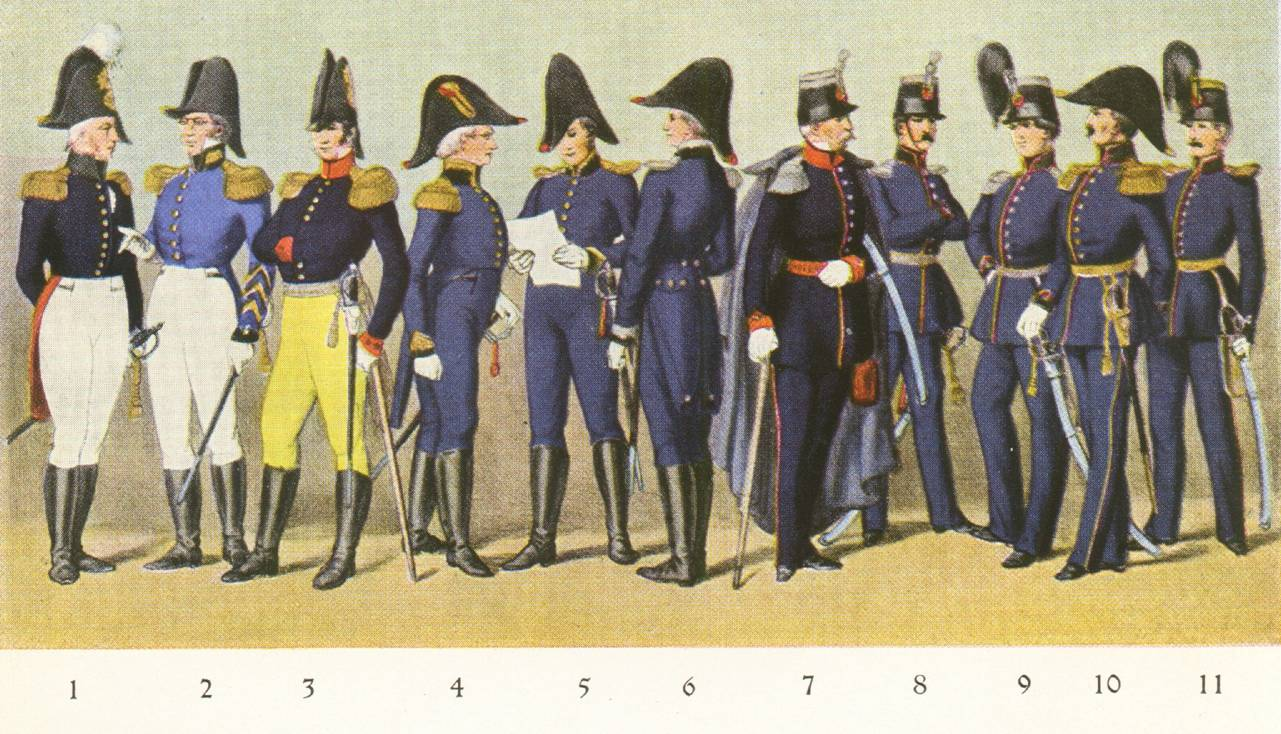
軍参議（1,4,10）、軍医（2,6,8,9）、輜重将校（5,11）、傷痍軍人団将校（3,7）
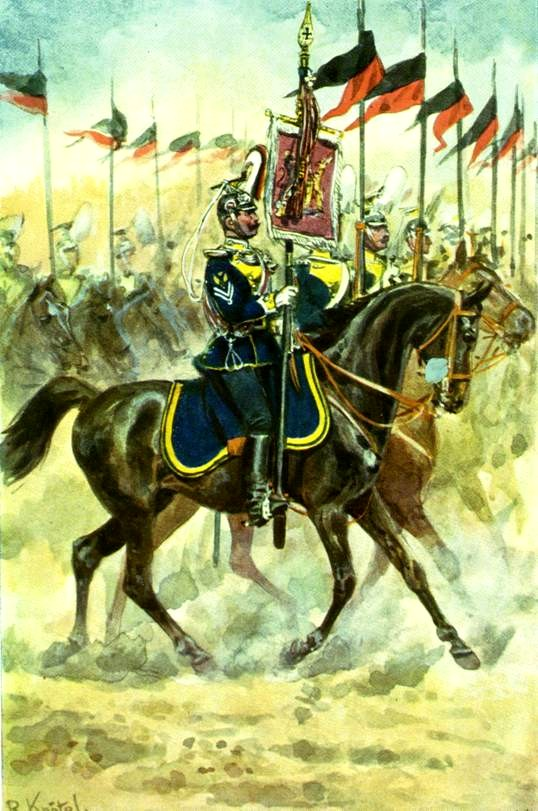
ヴュルテンベルク第2槍騎兵連隊
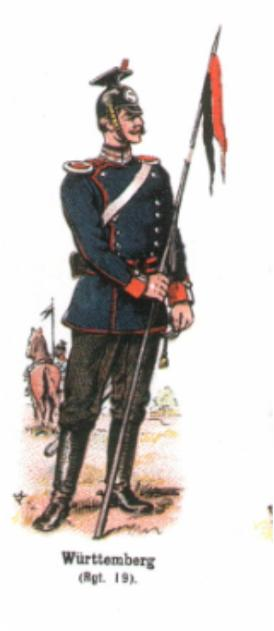
ヴュルテンベルク王立槍騎兵連隊
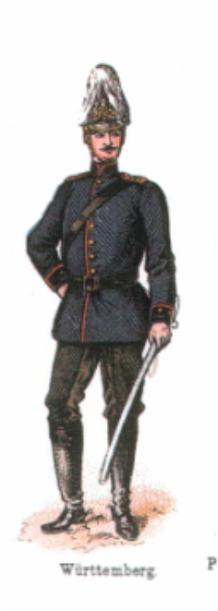
ヴュルテンベルク砲兵

- ザクセンの軍服
- ザクセン騎砲兵
- ザクセン歩砲兵
- ザクセン重騎兵

- その他諸邦の軍服
- マクデブルク軽騎兵
- マクデブルク第14猟兵大隊（ドイツ語版）
- ヘッセン近衛竜騎兵
- バーデン竜騎兵

## 帝政ドイツ時代
1871年のドイツ統一により、プロイセン王国を中心とする連邦国家ドイツ帝国が成立した。ただし、軍隊は領主の所有物であるという観念から「ドイツ帝国陸軍」というものは1918年の帝国崩壊まで存在せず、服の系統こそある程度統一が図られど、将官襟章やコカルデ、ボタンの紋章、肩章、サッシュ、刀緒等構成国ごとで仕様が異なった。とりわけ、バイエルン王国は普墺戦争敗北の借金によって併合されたという背景から独立意識が強く、徽章やパイピング、ボタンの色に至るまで差異が目立った。
ユーバーロックの襟には連隊色ないし軍団色が入る。将官でも名誉連隊長として各連隊色を入れていた。例えば、ヴィルヘルム1世は近衛歩兵第1連隊名誉連隊長のため赤、オットー・フォン・ビスマルクは重騎兵第7連隊名誉連隊長のため黄色であった。
1893年に前合わせがフライフロントの野戦服が導入される。基本的にポケットはないが、上級下士官や将校では個人の裁量で付けているものもある。色はプルシアンブルーだが、騎兵は灰色となり、バイエルン王国軍では水色となる。1907年4月19日、植民地で使用されていた「野戦灰色」（フェルトグラウ）の生地を本国でも歩兵および砲兵の野戦服に採用。1908年3月5日にウーラン、竜騎兵、胸甲騎兵、1910年2月23日には将校にも野戦灰色が導入された。軽騎兵はウーランカ、徒歩砲兵はブランデンブルク型袖で前合わせのパイピングが赤、袖が黒。工兵はスウェーデン型袖で胸、襟ともに黒。航空部隊は袖章を除き砲兵と同様で、肩章はグレーの台にプロペラが付く。略衣の襟章は黒に赤淵。制帽は砲、工、通信、鉄道兵は赤パイピングに黒い鉢巻。
コカルデは統一ドイツ帝国のものと諸邦のものが併用された。ピッケルハウベ・シャコー帽・毛皮帽では、正面に諸邦を示すコカルデ、着用者の右側面にドイツ帝国のコカルデが付けられた。制帽では上のクラウン部正面にドイツ帝国のコカルデ、下の鉢巻き部正面に諸邦のコカルデが付けられた。
第1次世界大戦勃発後の1915年3月3日には、M1907/10の袖口ボタンなどを廃した略式野戦服(Vereinfachte Feldrock)が制定される。同年9月21日の勅令にて、全兵科共通野戦服が制定され、同時に兵科色が制定される。前合わせはフライフロントとなった。ヴュルテンベルク王国は10月、ザクセン王国は11月、バイエルン王国は翌年3月31日通達。なお、特技兵たる猟兵、狙撃兵、騎猟兵、乗馬猟兵はグレーグリーンであった。また、以前までは国家毎に違った将官襟章も改定でプロイセン王国軍の柏葉に統一された。ただしバイエルンのみ銀刺繍、台がグレーと他の軍と違い襟元にバイエルンを示す水色と白のトレッセがあしらわれた。この他、同1915年に平時礼装が制定された。
第一次世界大戦中の1916年からピッケルハウベはシュタールヘルム（鉄兜）に変えられていった。

### 正装

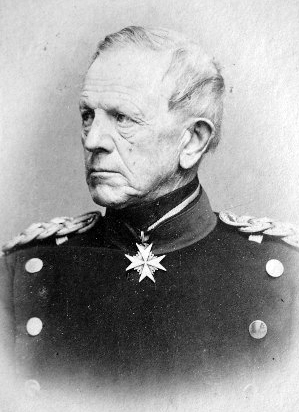
参謀本部総長ヘルムート・フォン・モルトケ（ドイツ軍最高位の勲章プール・ル・メリット勲章をつけている。）
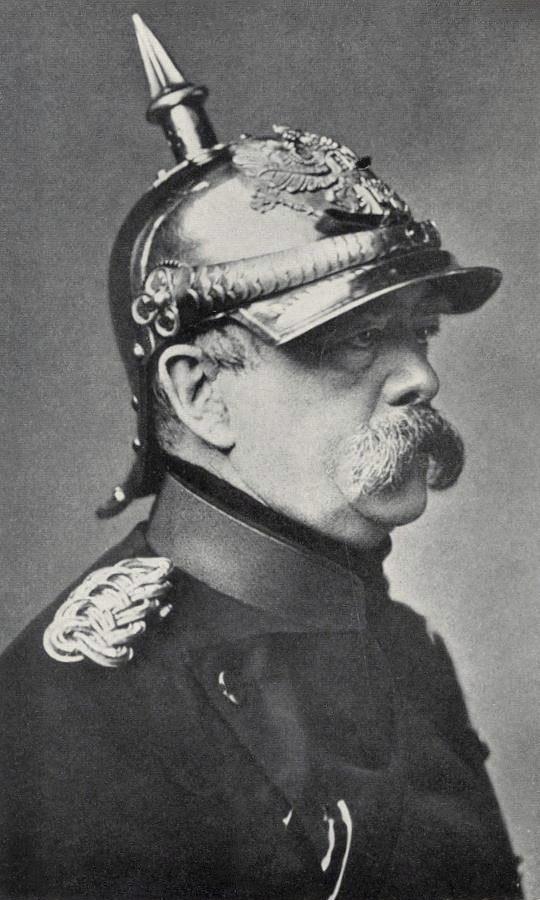
「ピッケルハウベ」を着用した帝国宰相オットー・フォン・ビスマルク。襟は重騎兵第7連隊名誉連隊長であることを示す。
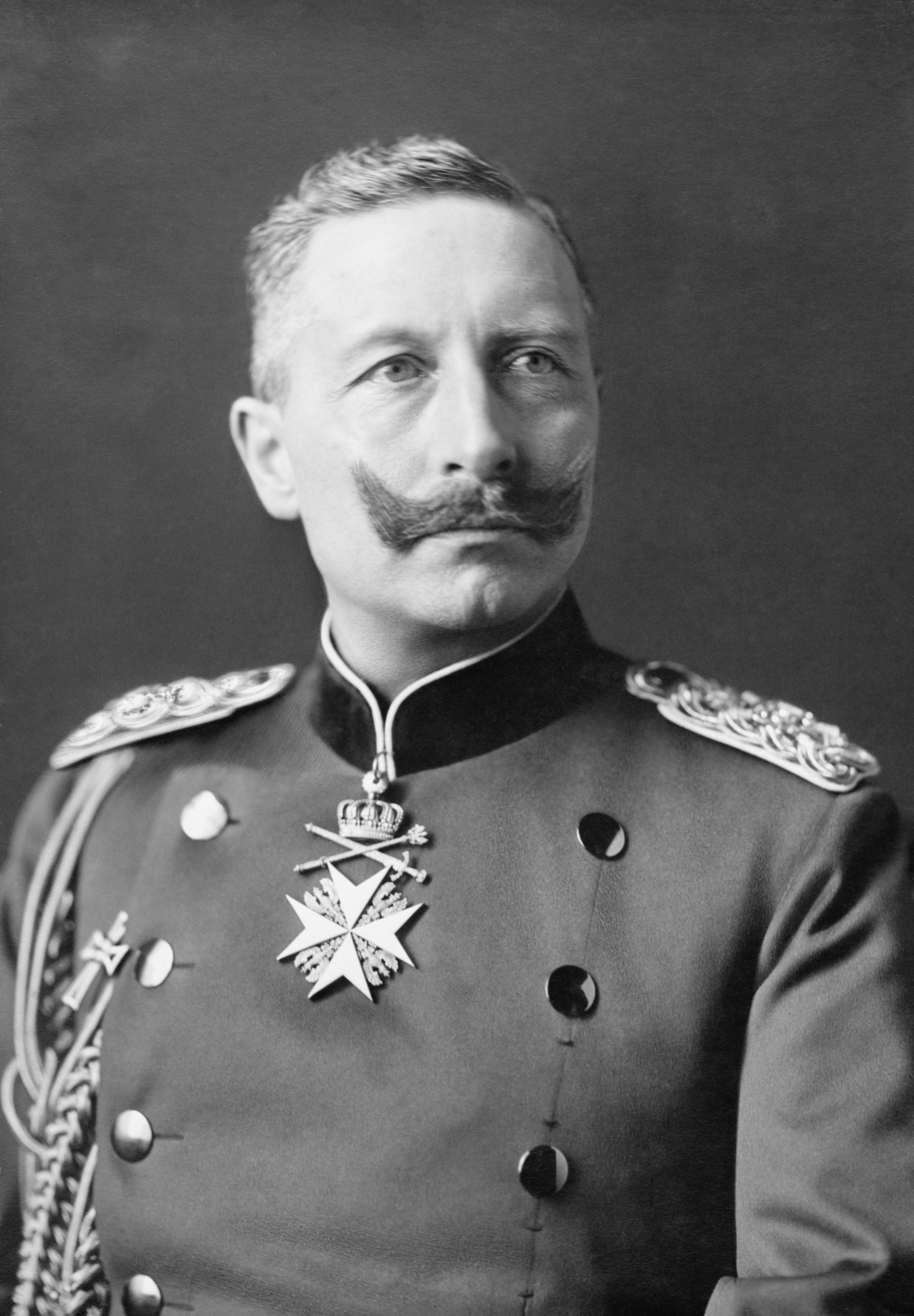
ドイツ皇帝ヴィルヘルム2世大元帥
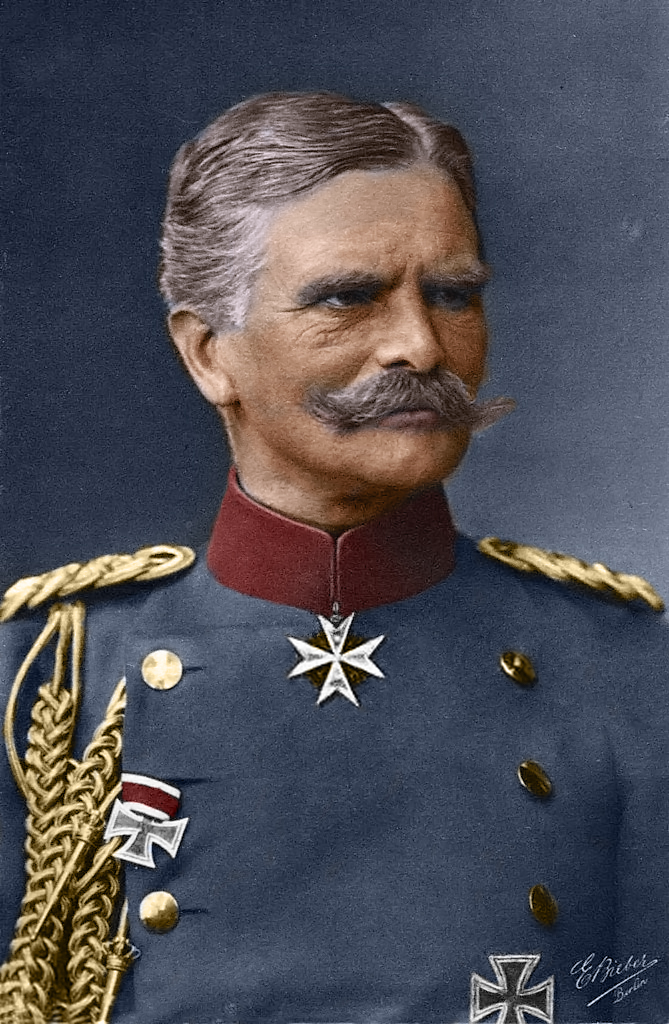
アウグスト・フォン・マッケンゼン（大日本帝国陸軍の礼服に非常に類似している。）
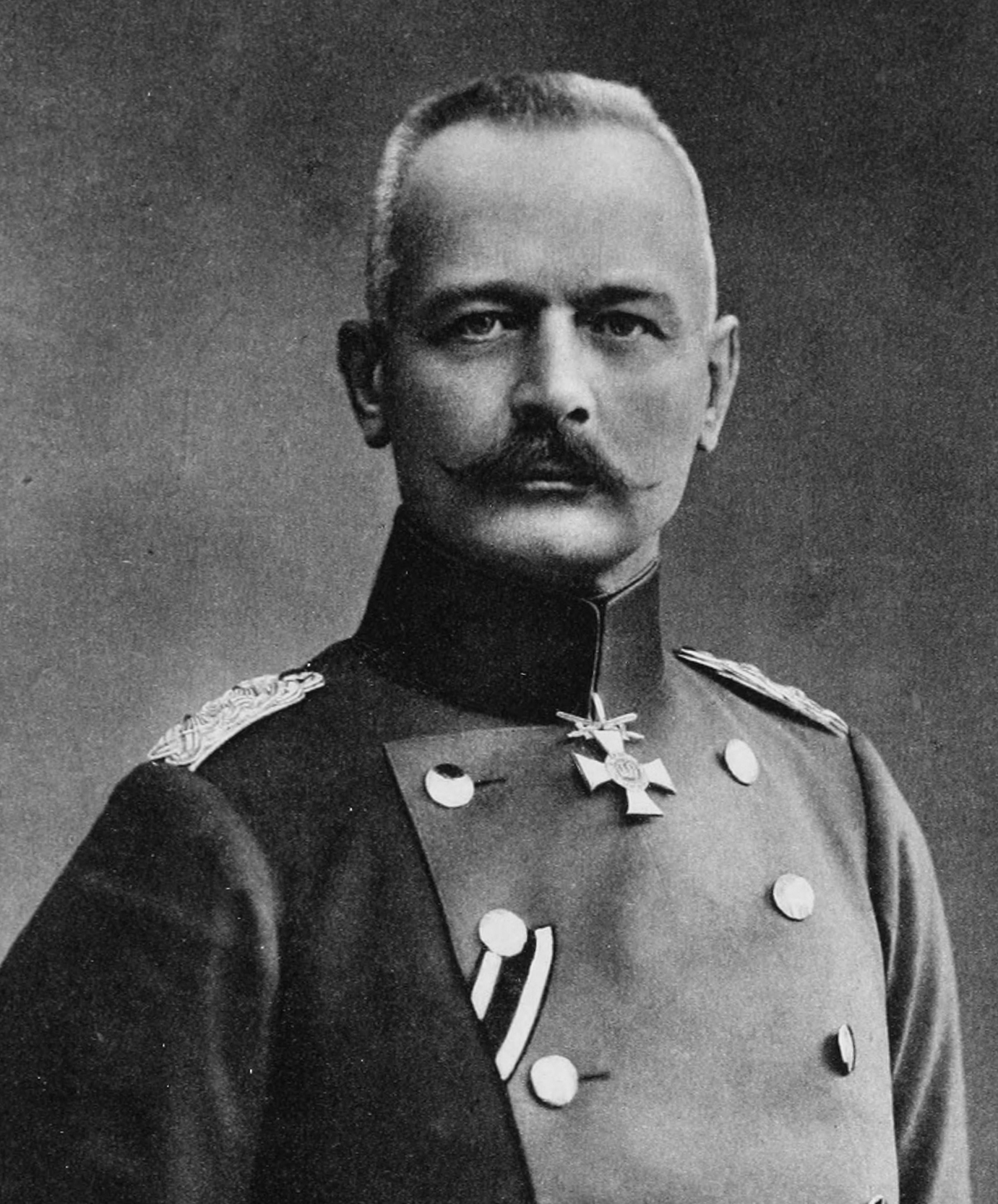
将官の礼装を着るエーリッヒ・フォン・ファルケンハイン
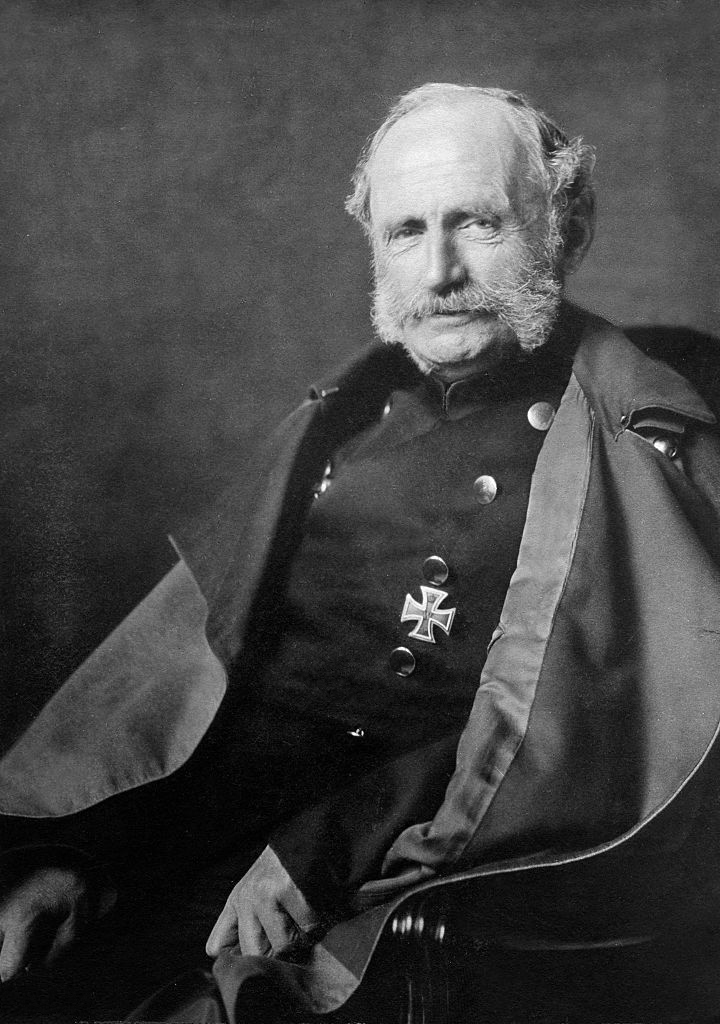
ザクセン国王アルベルト
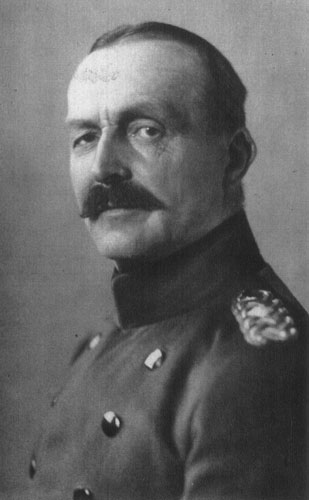
陸軍中将の軍服を着るヘルマン・フォン・ステイン
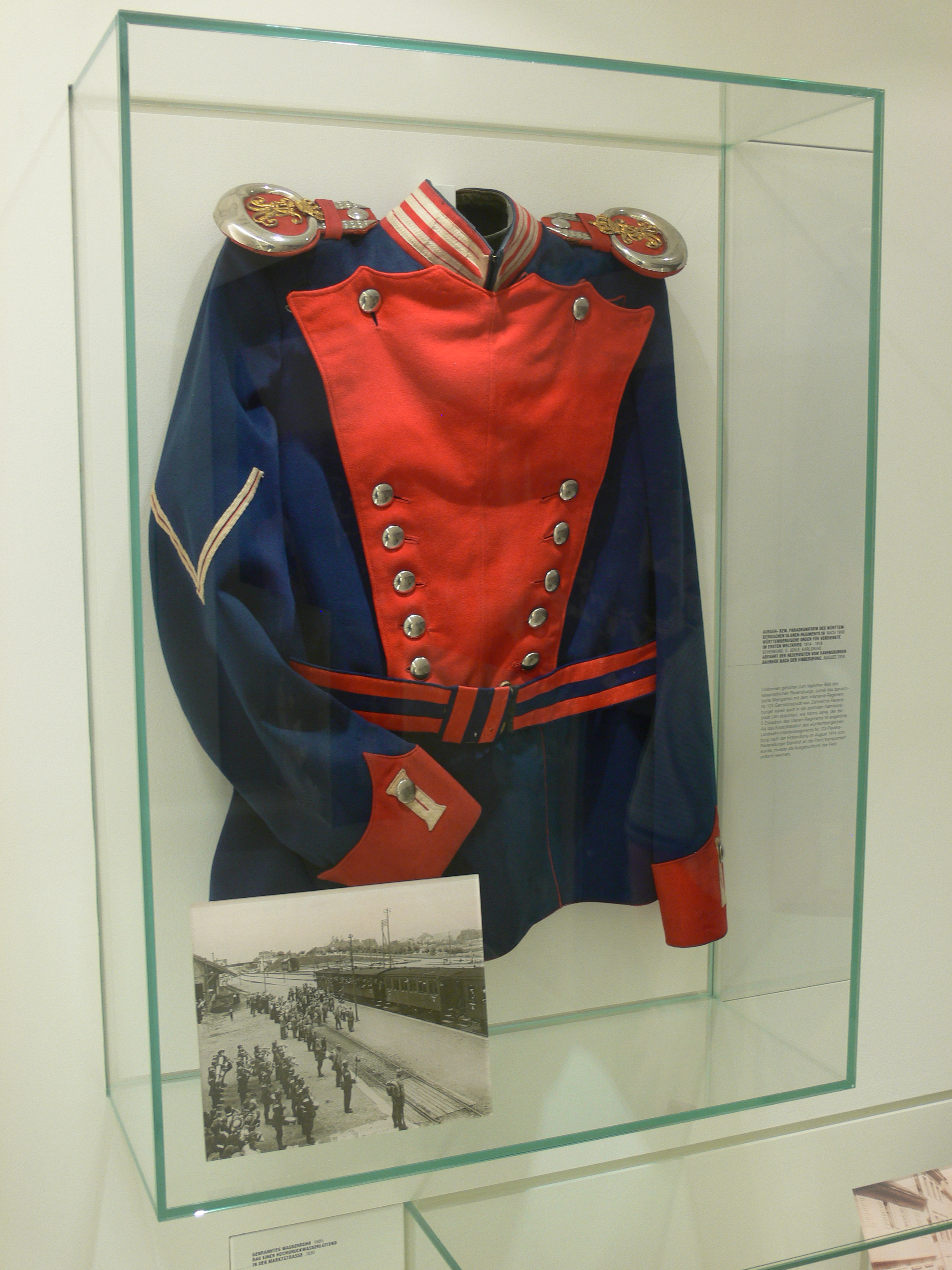
19世紀のドイツ軍では、近衛兵やその他の精鋭連隊は、襟の全部または大部分を二重のブレード（Doppellitze）で囲み、区別の印としていた。 第一次世界大戦の中頃までには、このような華麗な襟は、短い組紐の端を刺繍でつなぎ、襟の前につけるワッペンに縫い付けて表現するようになった。

### 野戦服
M1907/10
開戦時のM1907/10野戦服は、各構成国や兵科ごとに仕様が異なる。
将官用はポケットが付き、ヴァイマル共和政時代やナチス体制時代に非常に近いデザインとなっている。

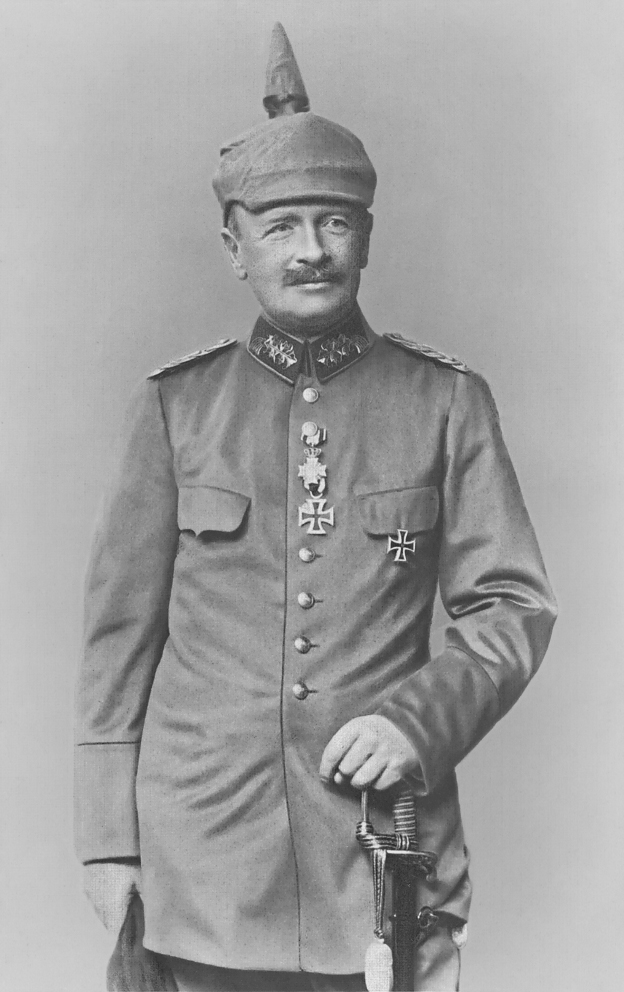
将官の軍服を着るザクセン国王フリードリヒ・アウグスト3世
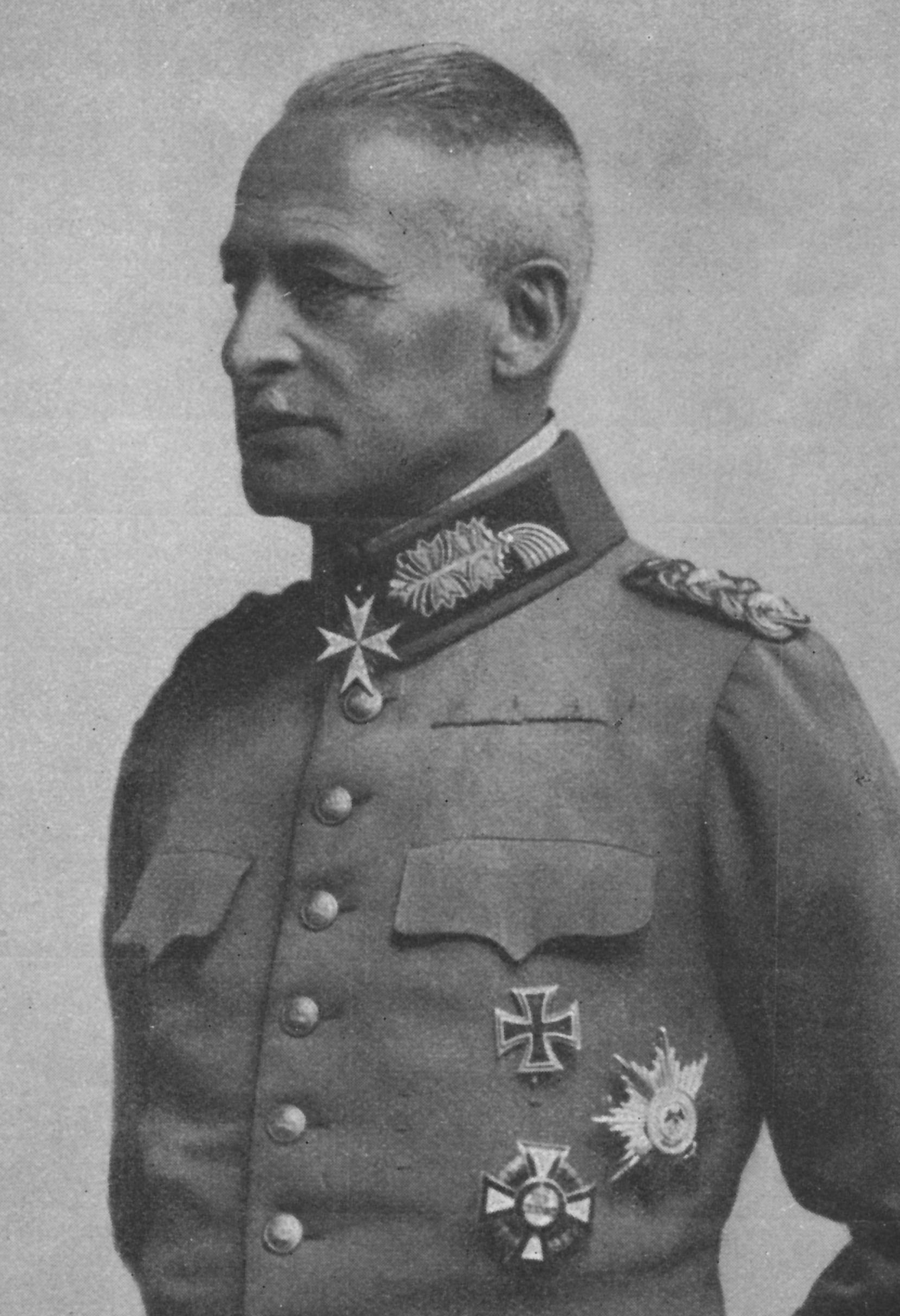
ヴュルテンベルク王国陸軍将官の軍服を着るフリードリヒ・フォン・ゲロック（英語版）
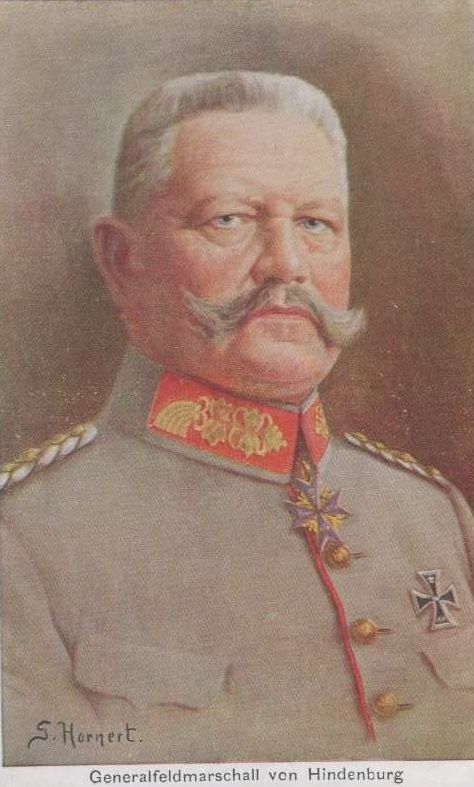
1915年、パウル・フォン・ヒンデンブルク元帥（後のドイツ国大統領）
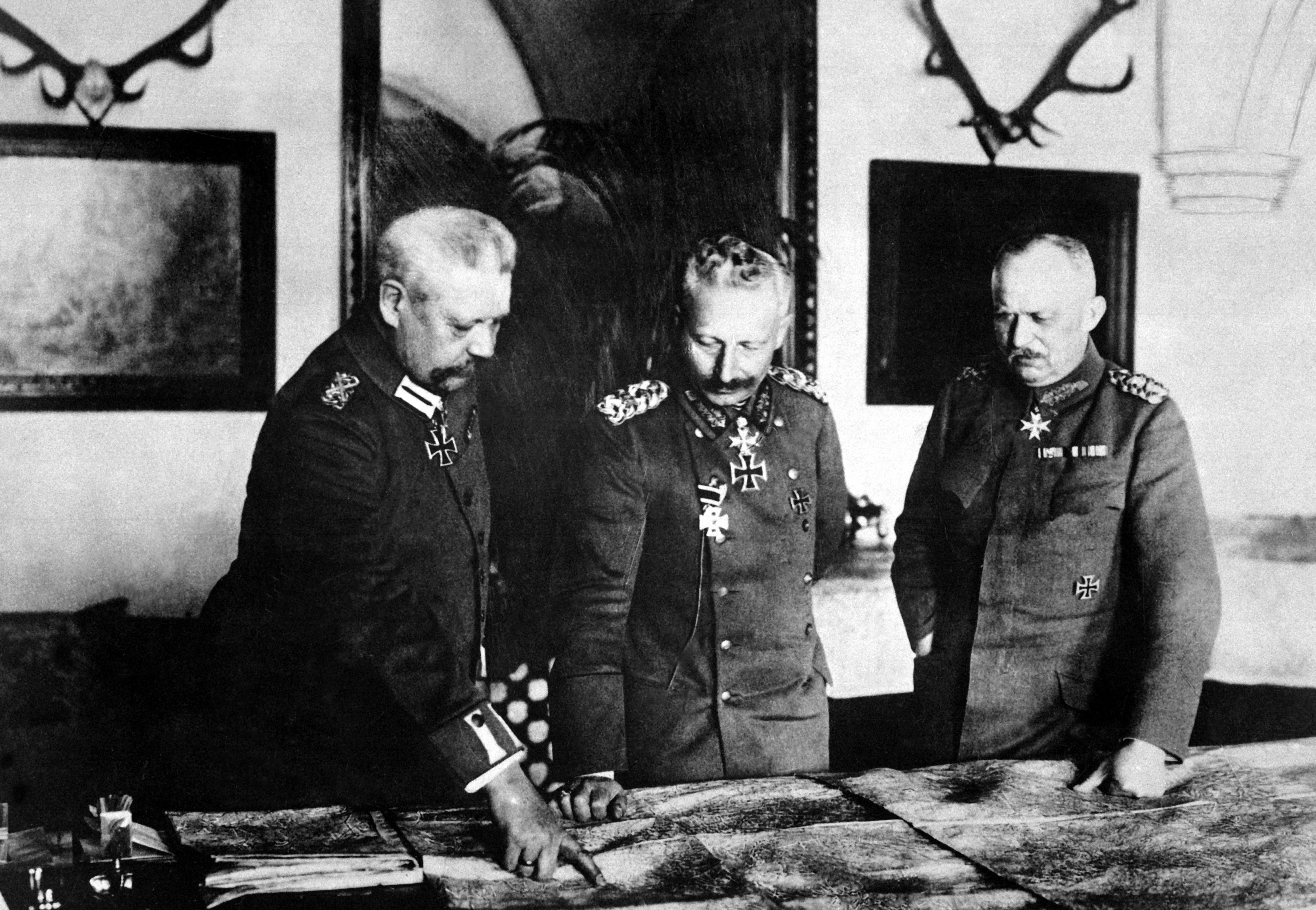
ヒンデンブルク参謀総長（左)とドイツ皇帝ヴィルヘルム2世（中央)とルーデンドルフ参謀次長（右)
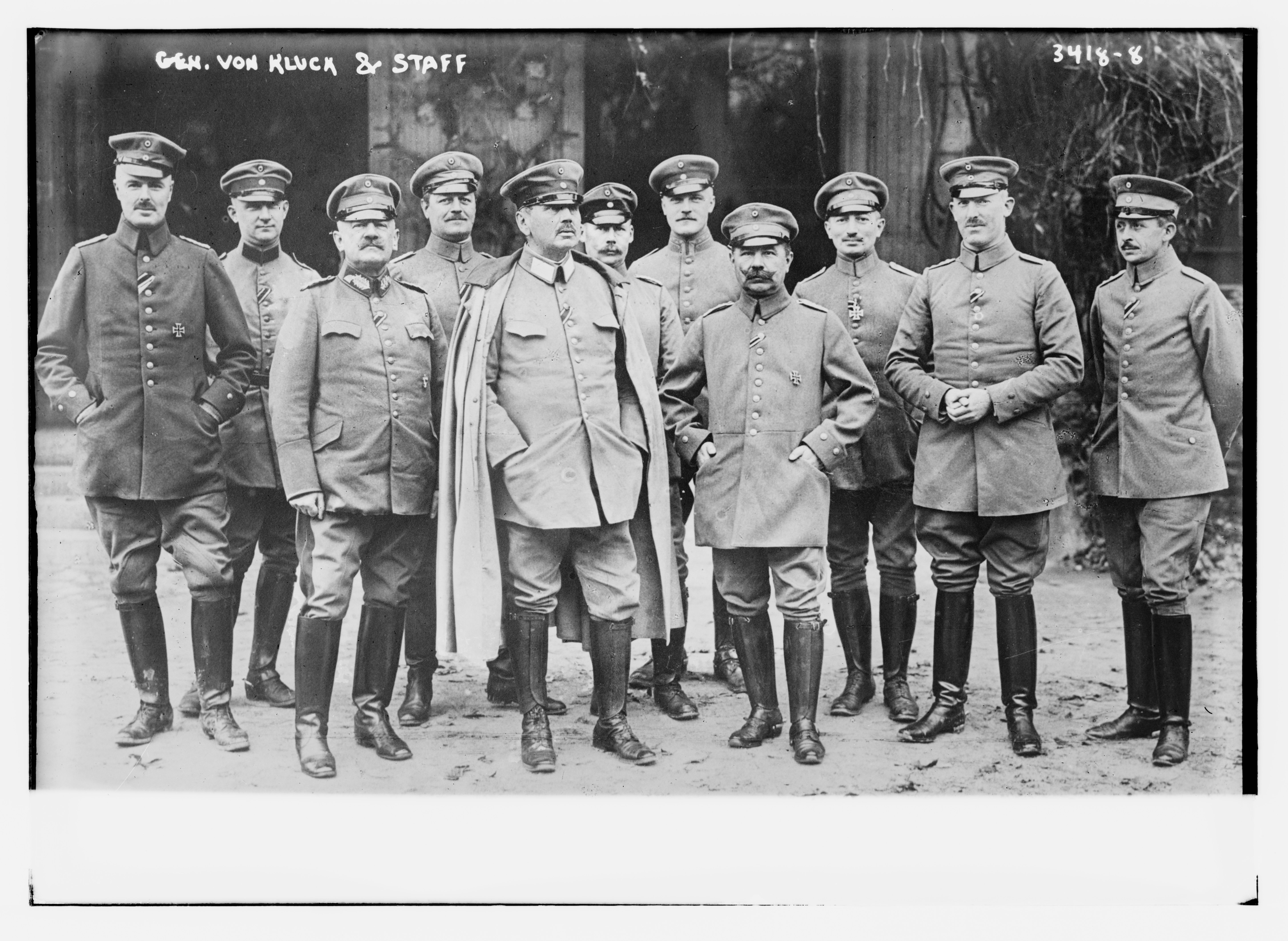
第1軍司令部幕僚。中央（アレクサンダー・フォン・クルック）と左の将官はM1907/10将官用野戦服を、それ以外は通常のM1907/10を着用（1914年）
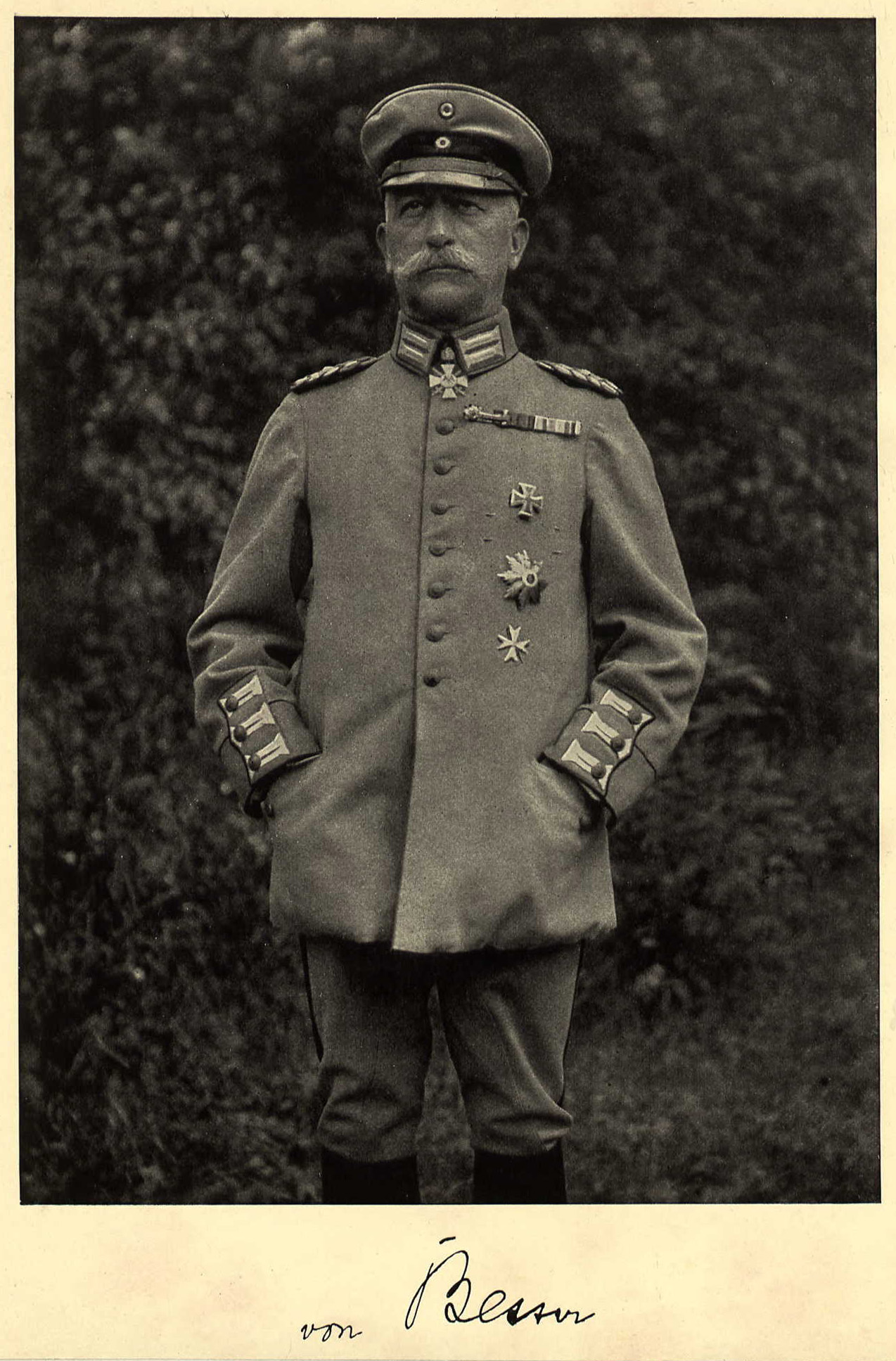
プロイセン王国陸軍中将。将官用ではなく、一般将校用野戦服を着用。（アルフレート・フォン・ベッセル（ドイツ語版）、1916年ごろ）
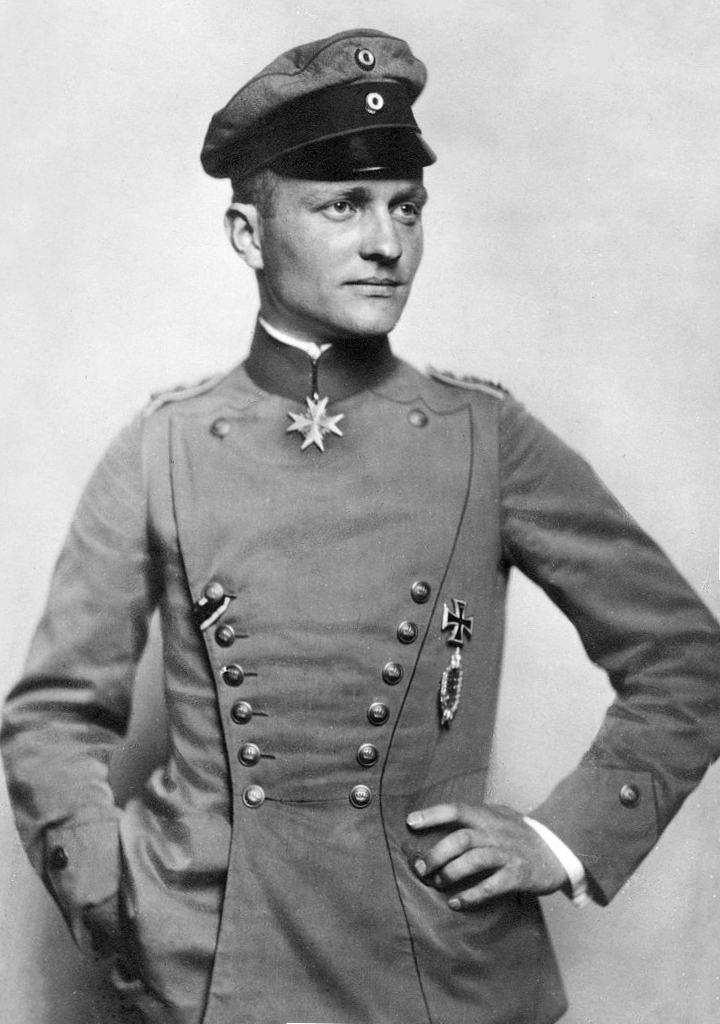
槍騎兵将校用M1907/10野戦服のプロイセン陸軍大尉（マンフレート・フォン・リヒトホーフェン、1917年頃）
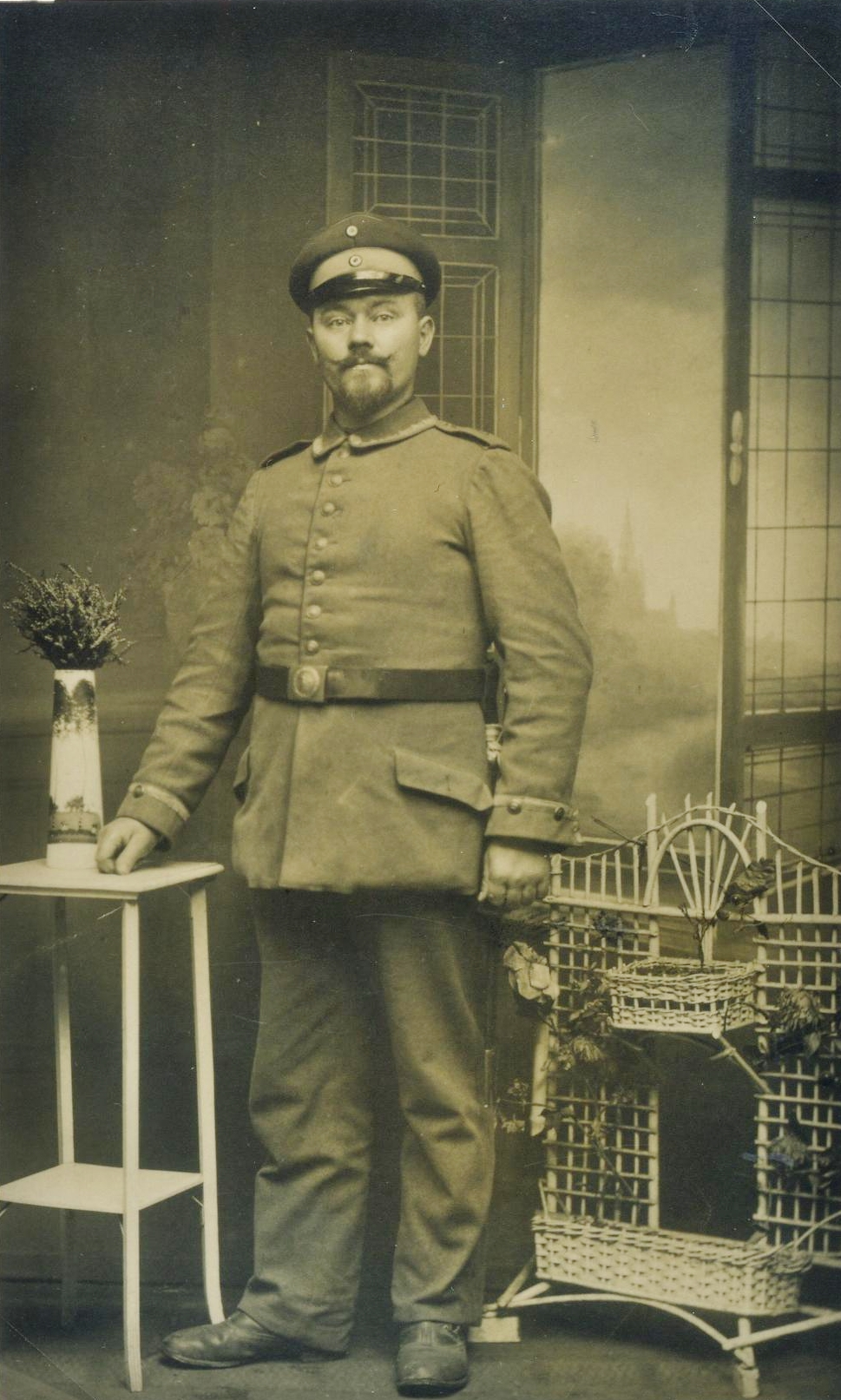
M1907/10着用の下士官（1914年）

M1915共通野戦服
前合わせはリテフカと呼ばれる隠しボタン式に変更された。将官用襟章のラーリシュ・シュティッケライがプロイセンの仕様に統一された。以後、ヴァイマル共和政時代、ナチス体制時代、更には東ドイツの国家人民軍、現在のドイツのドイツ連邦軍にも受け継がれている。

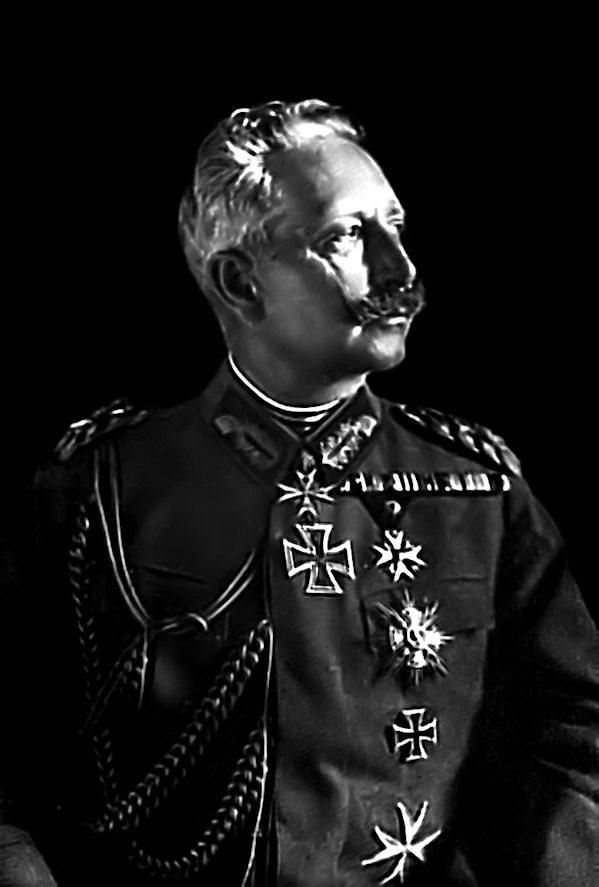
大元帥の軍服を着るドイツ皇帝ヴィルヘルム2世
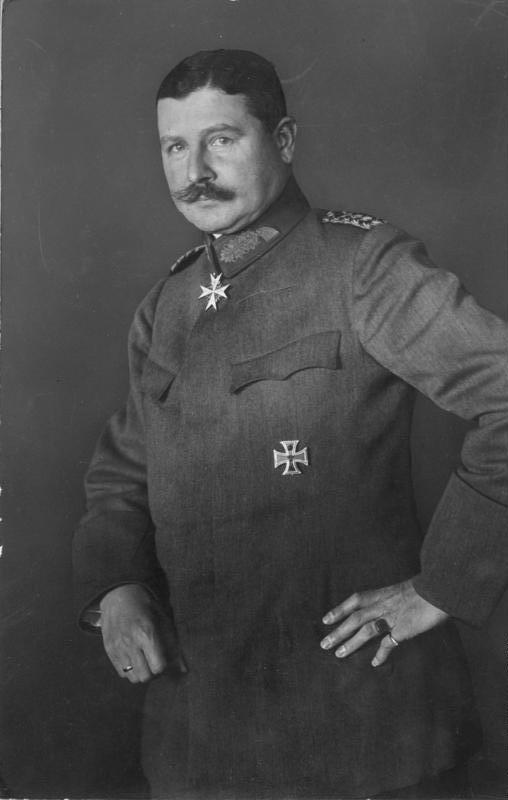
M1915/16共通軍衣を着るヴュルテンベルク王国陸軍中将（ヴィルヘルム・グレーナー、1916年5月）
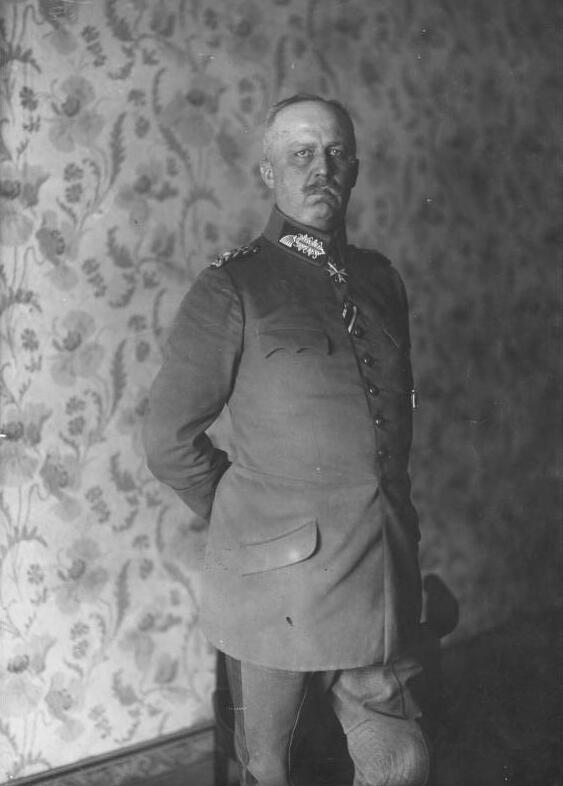
将官の軍服を着るエーリヒ・ルーデンドルフ
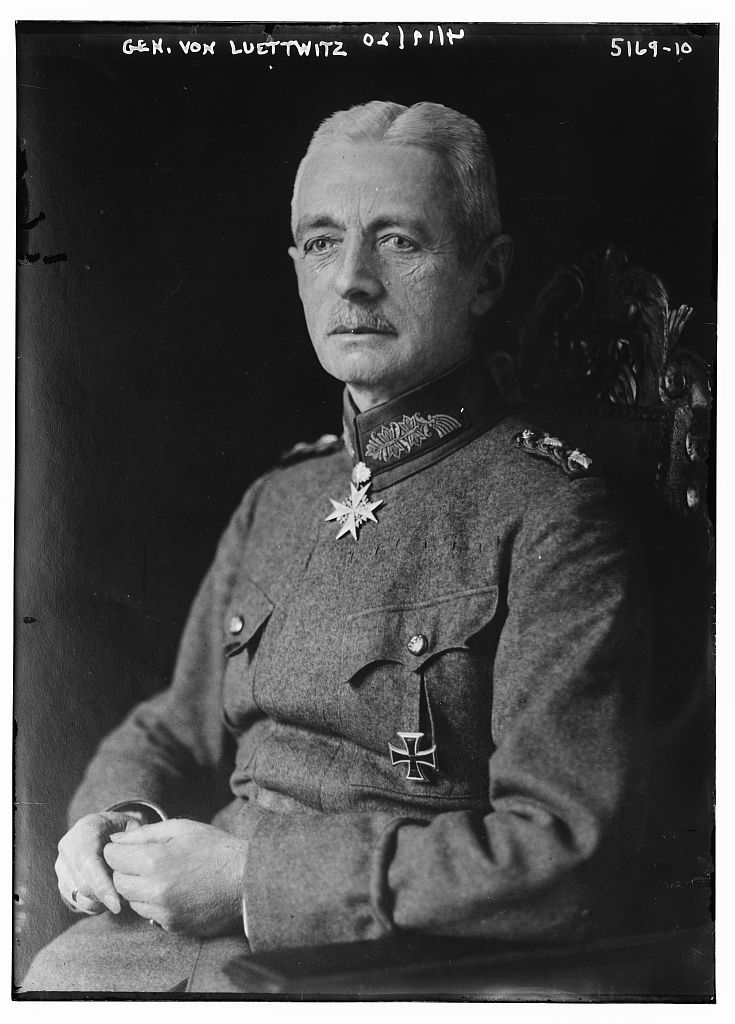
M1915/16共通軍衣を着るプロイセン王国陸軍大将（ヴァルター・フォン・リュトヴィッツ、1918年）
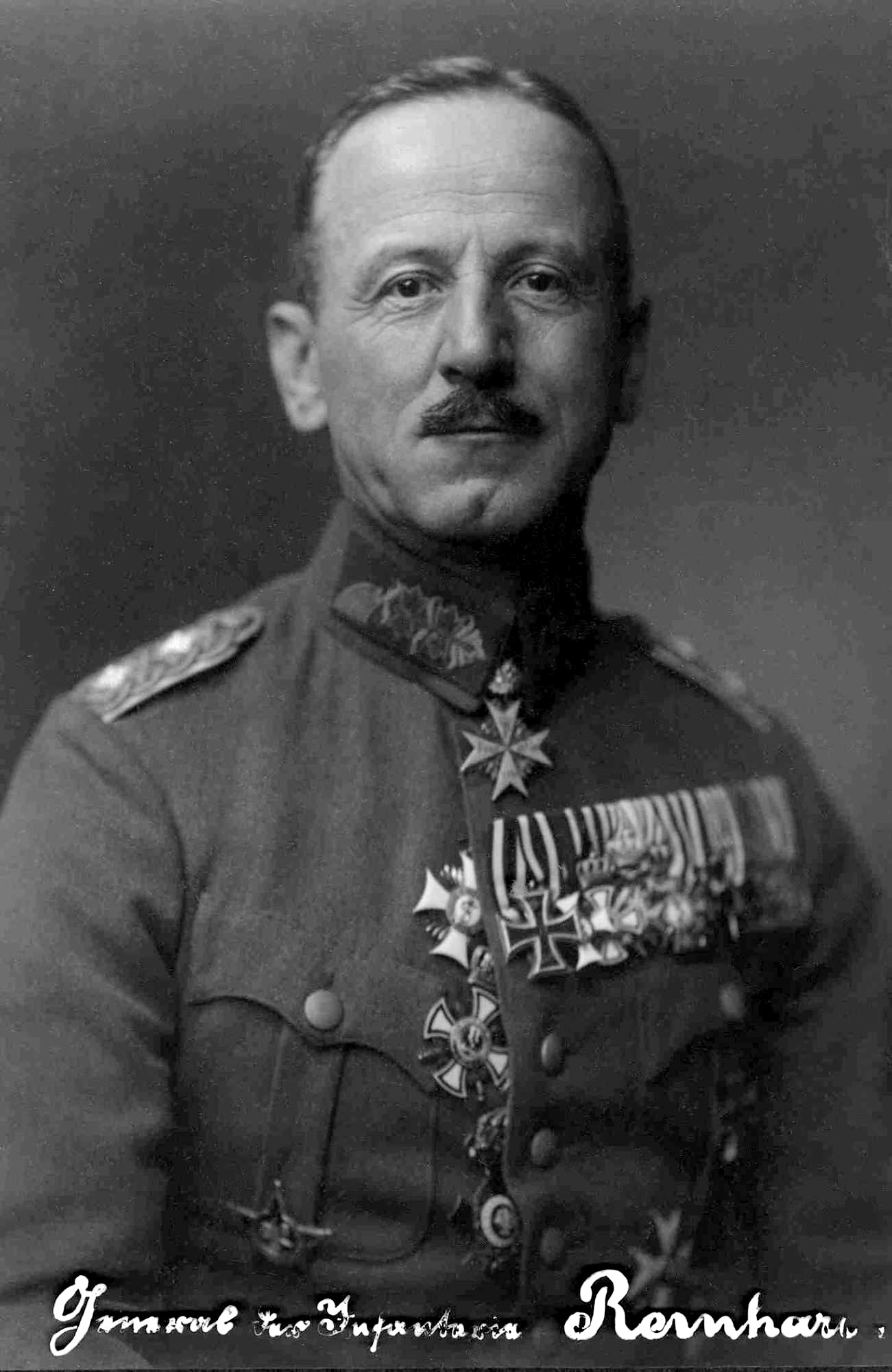
将官の軍服を着るヴァルター・ラインハルト
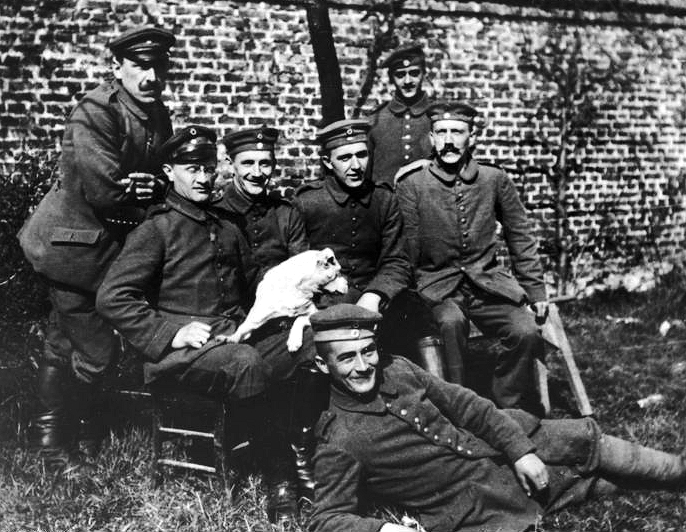
M1915略式野戦服着用のバイエルン第16予備歩兵連隊所属の兵士ら、1915年。
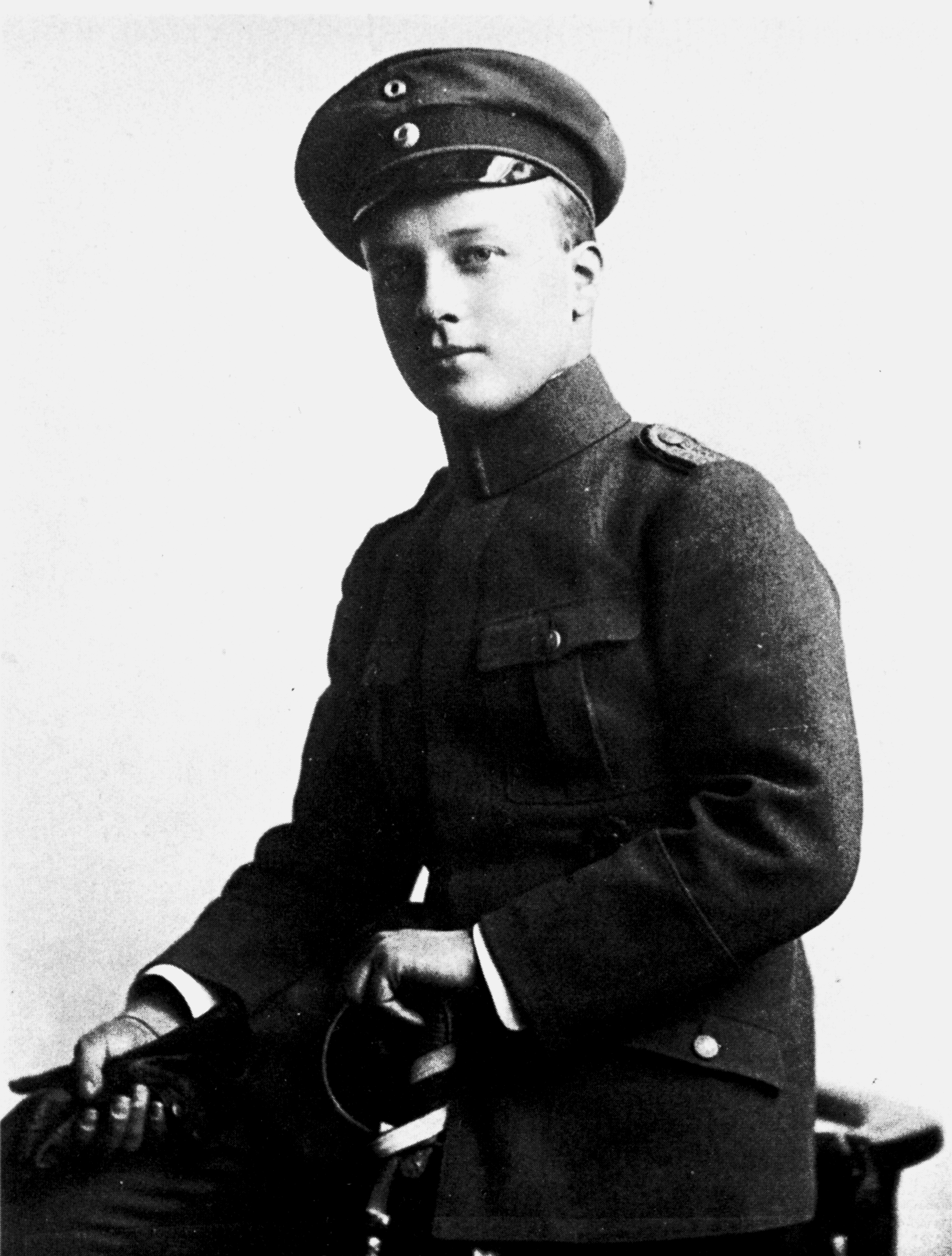
M1915全兵科共通野戦服着用のバイエルン王国軍近衛歩兵連隊所属の少尉。アントン・グラーフ・フォン・アルコ・アオフ・ファーライ
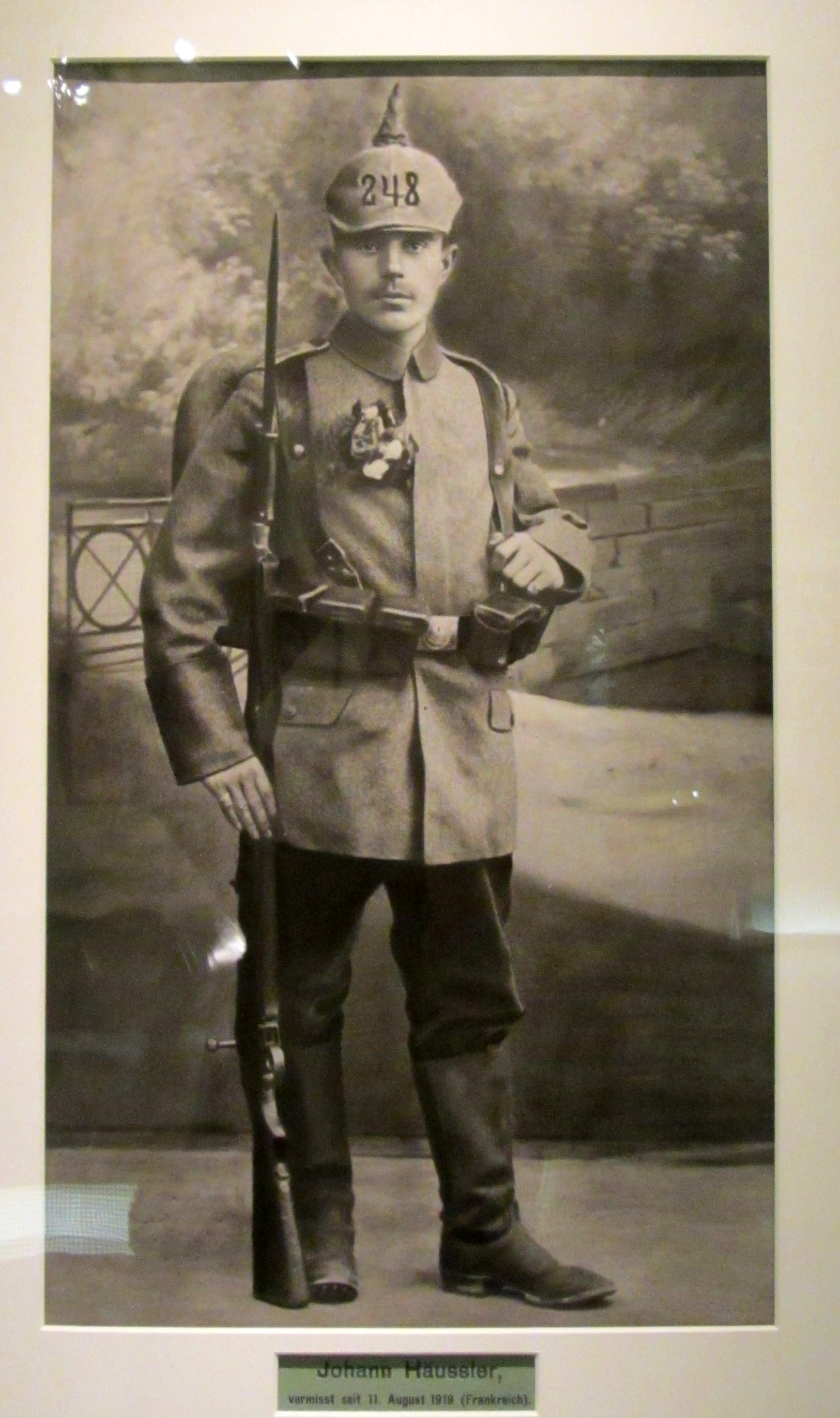
M1915全兵科共通野戦服着用の兵士（1918年ごろ）
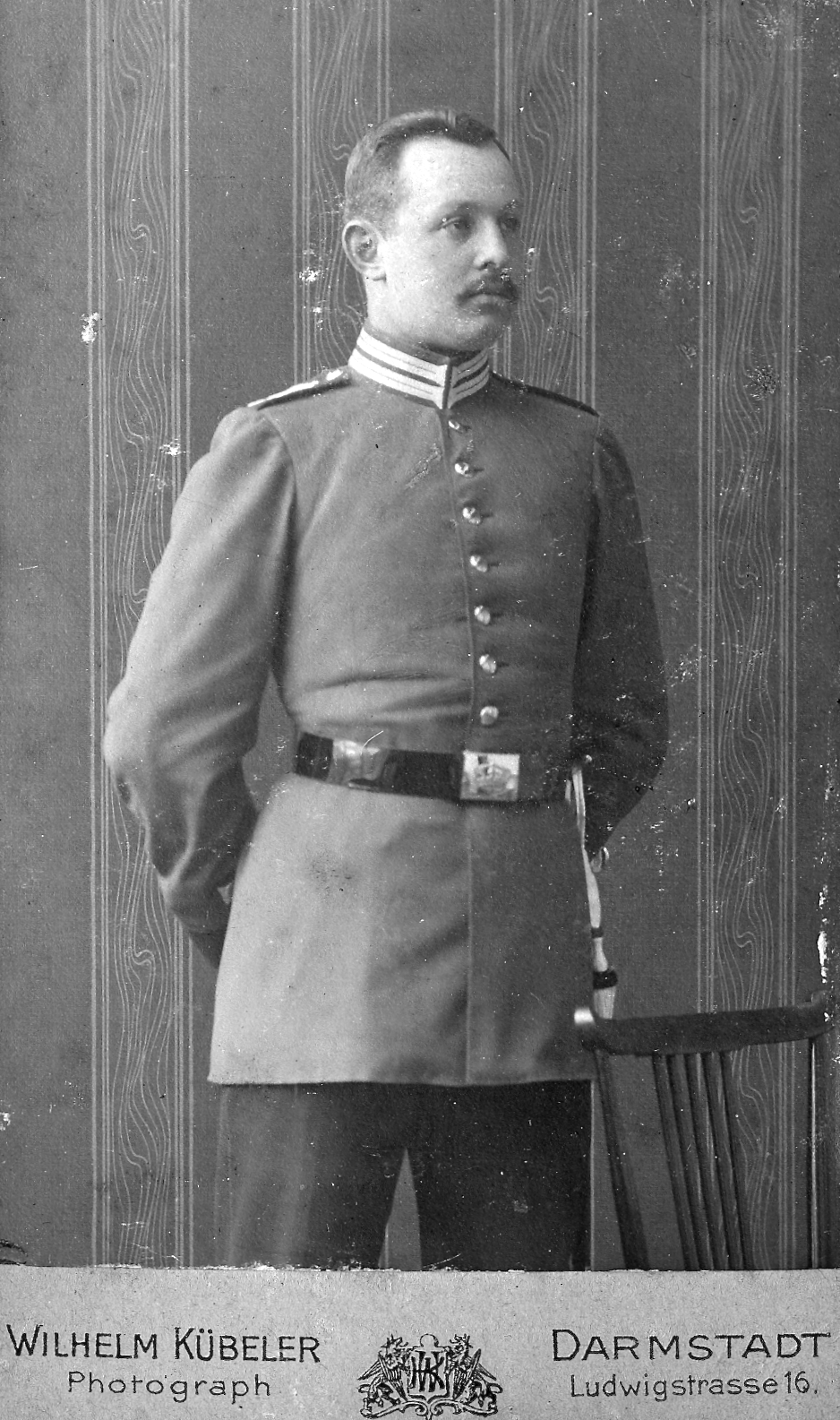
M1915平時礼装の下士官。
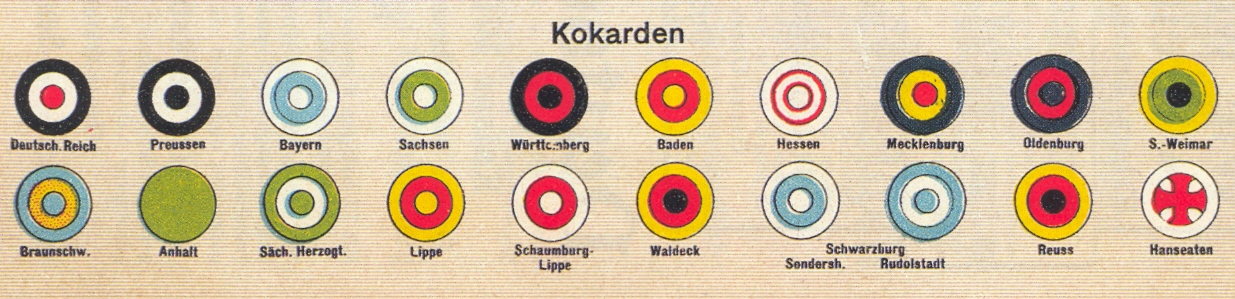
ドイツ帝国の軍帽に用いられた帽章。左上が統一ドイツ帝国、他はバイエルンなど諸邦を示す

### 海軍

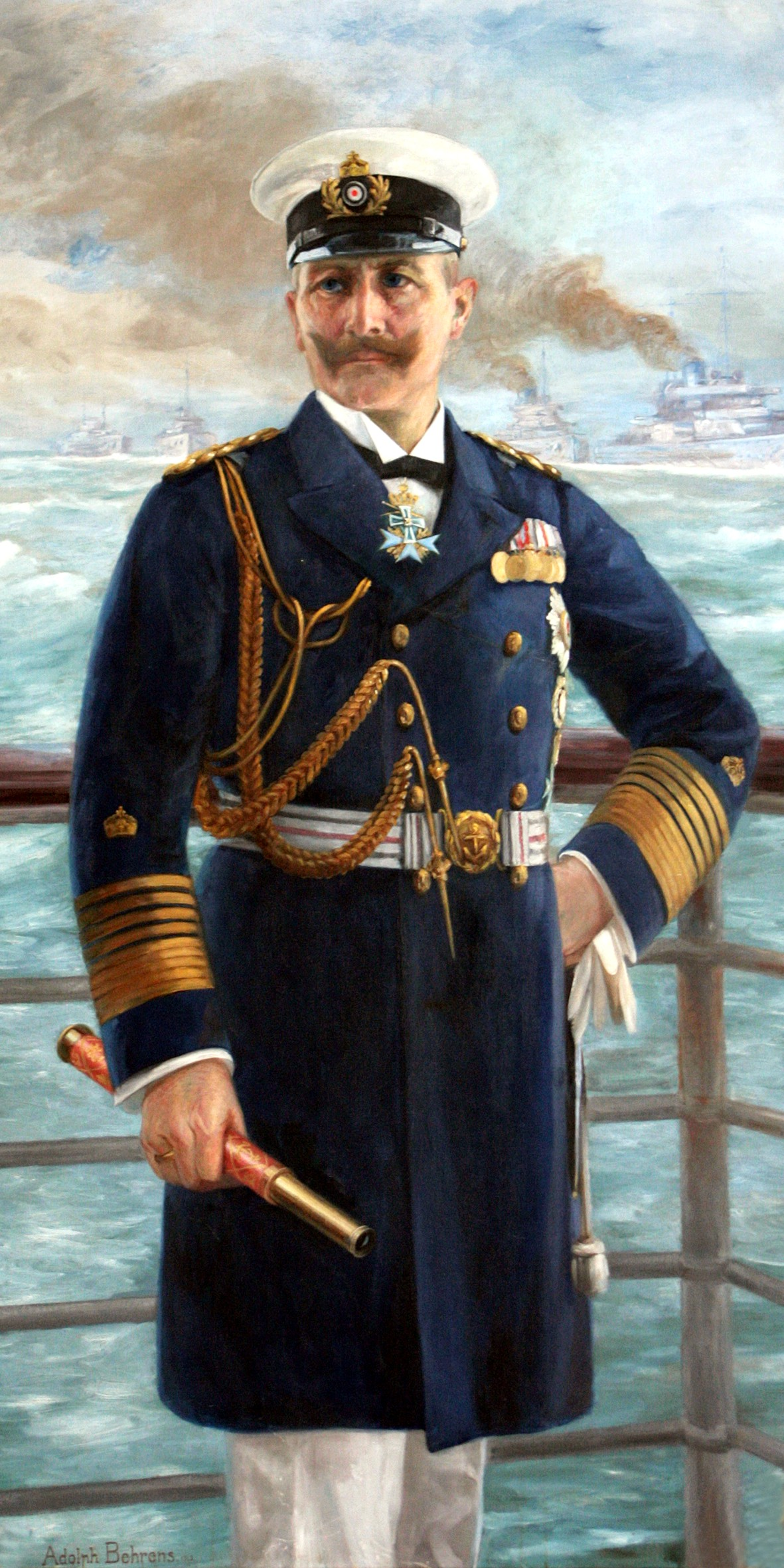
海軍元帥の軍服を着るドイツ皇帝ヴィルヘルム2世
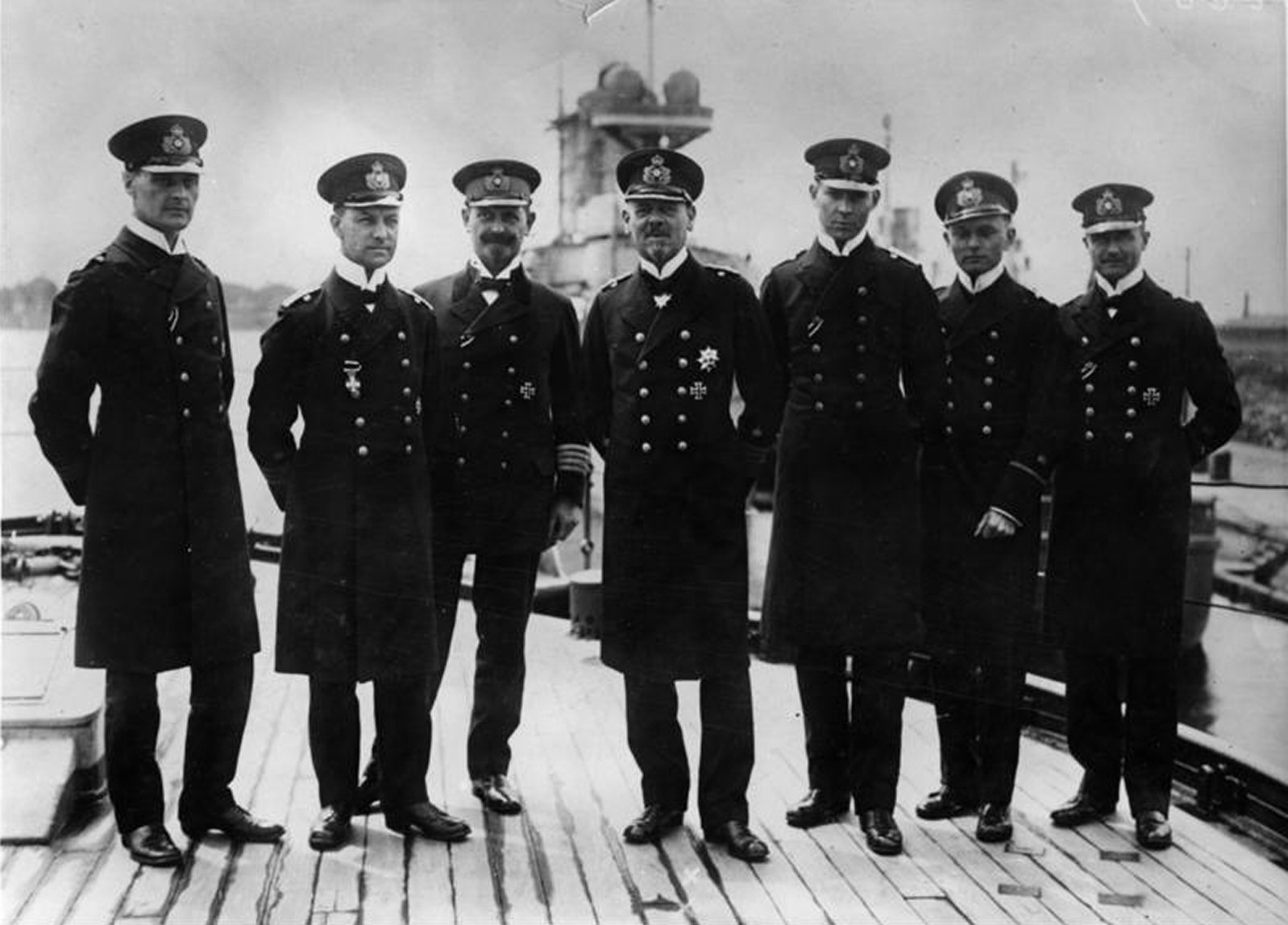
冬服の将官・佐官級士官（フランツ・フォン・ヒッパー中将および幕僚、1916年）
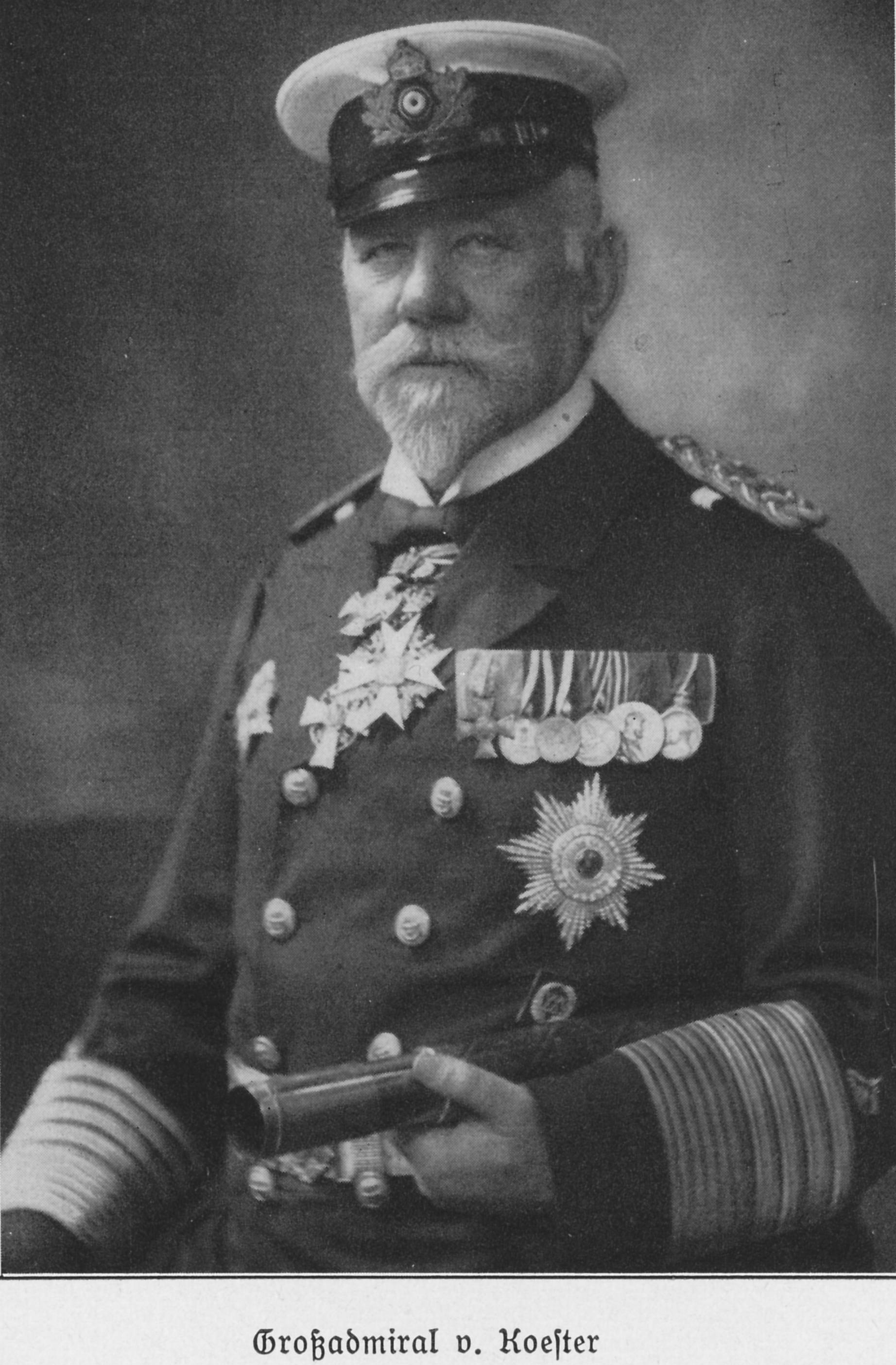
海軍元帥の軍服を着るハンス・フォン・ケースター
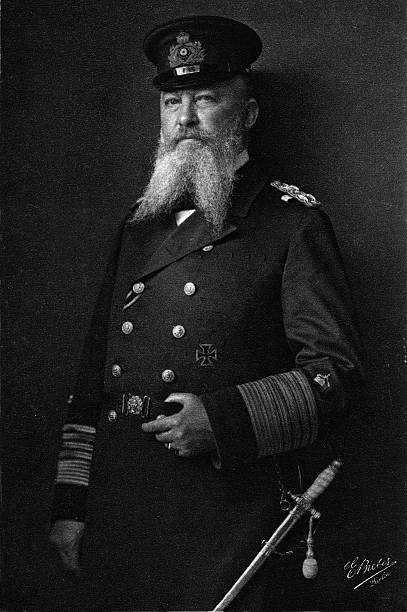
海軍将官の軍服を着るアルフレート・フォン・ティルピッツ
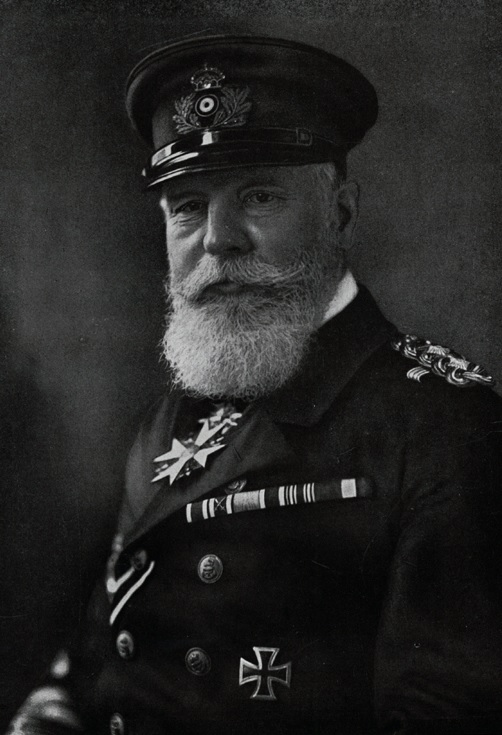
海軍将官の軍服を着るヘンニング・フォン・ホルツェンドルフ
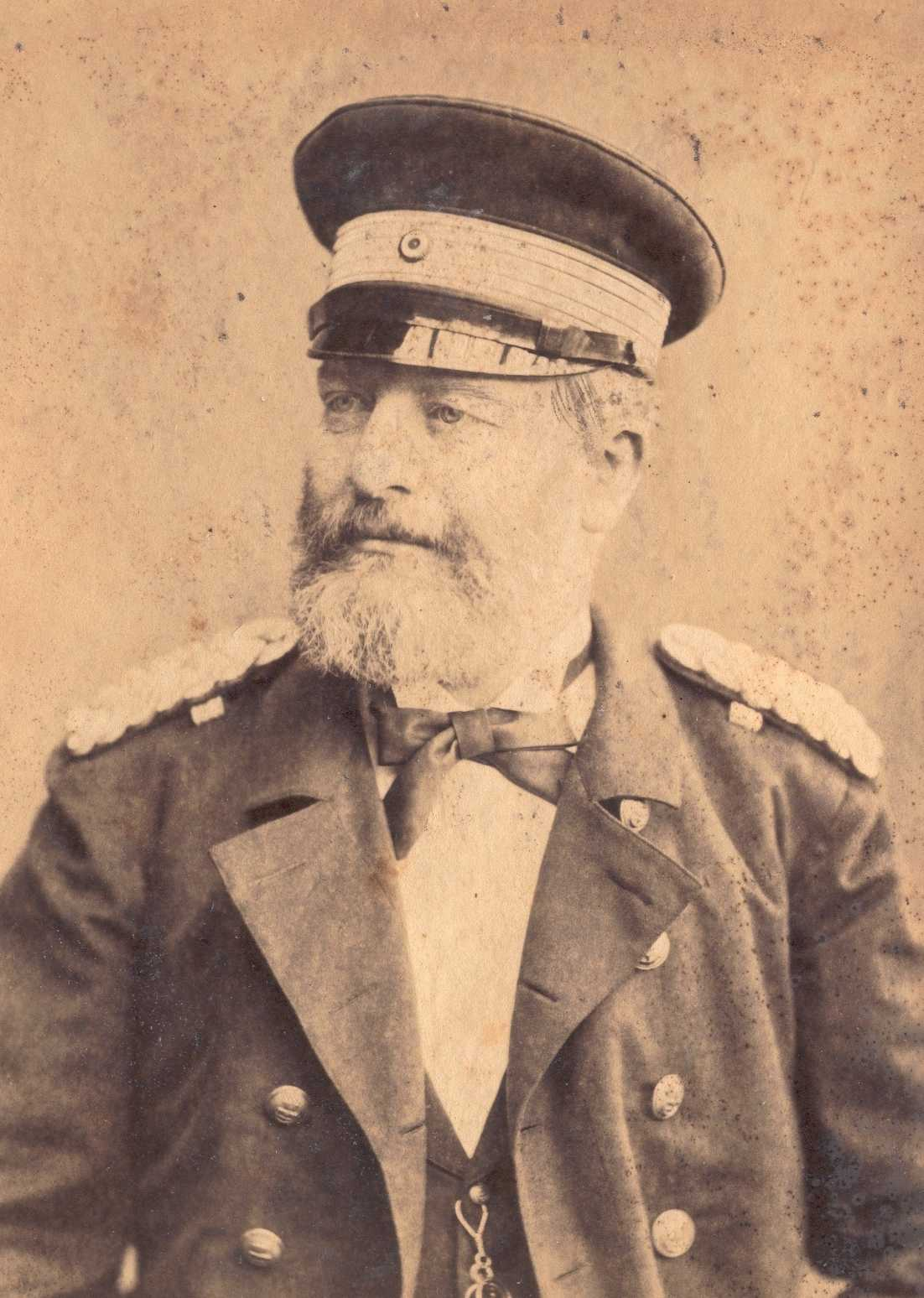
帽章改定前の海軍大佐（パウル・フォン・ライプニッツ、1881年）
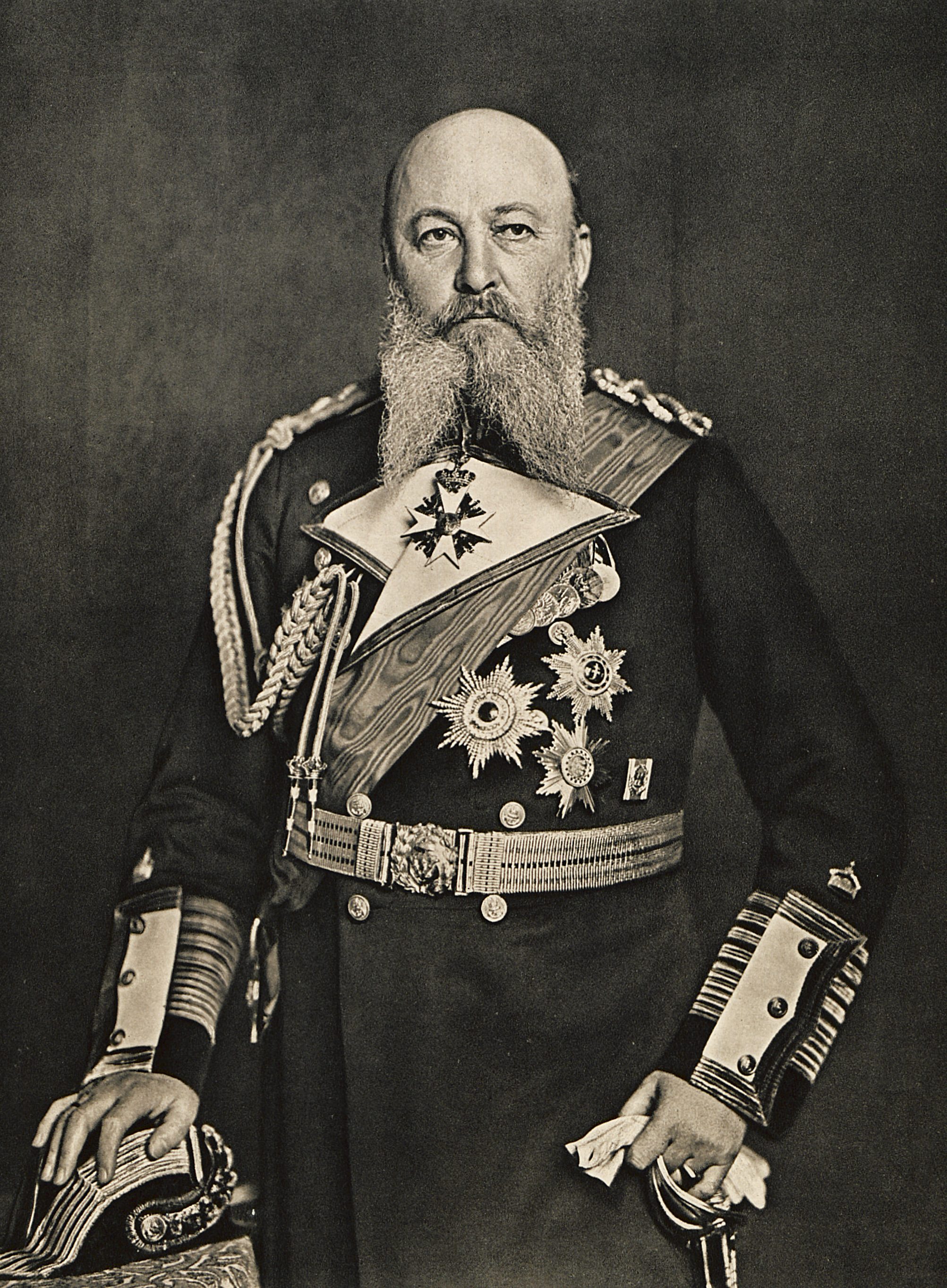
海軍将校礼装の着用例(アルフレート・フォン・ティルピッツ)
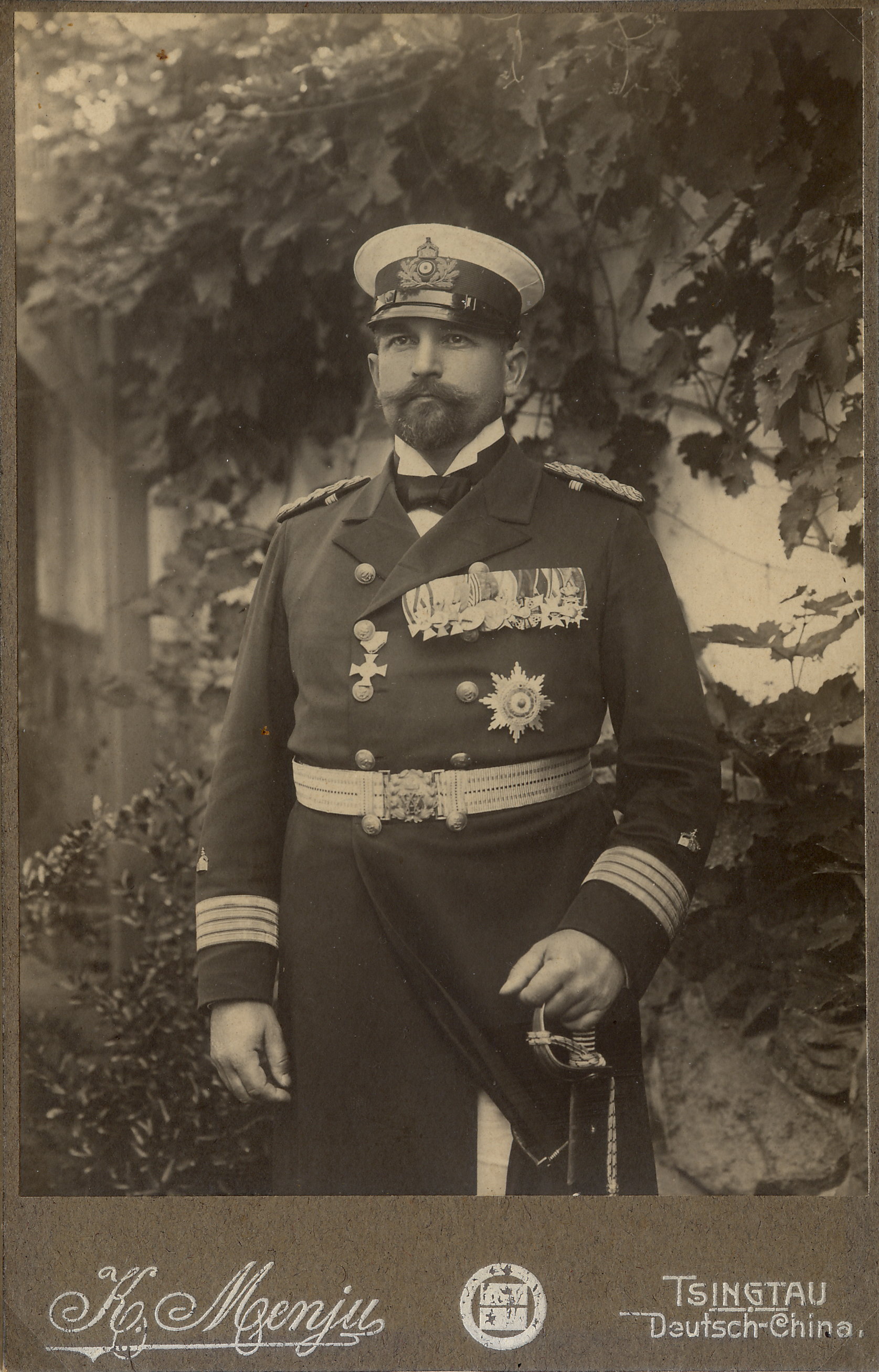
フェリクス・フンケ（ドイツ語版）、1904年1月
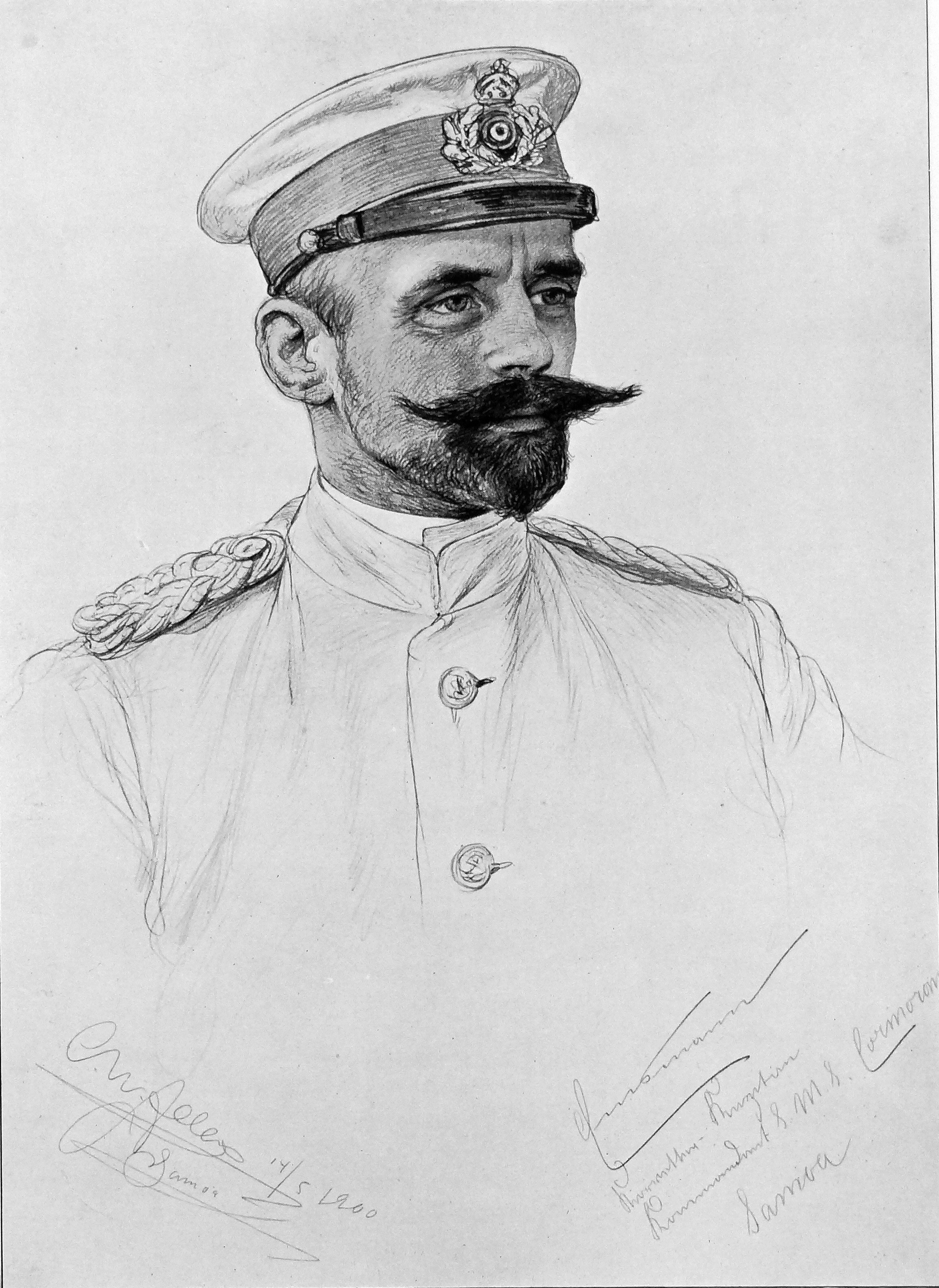
夏服の海軍大佐
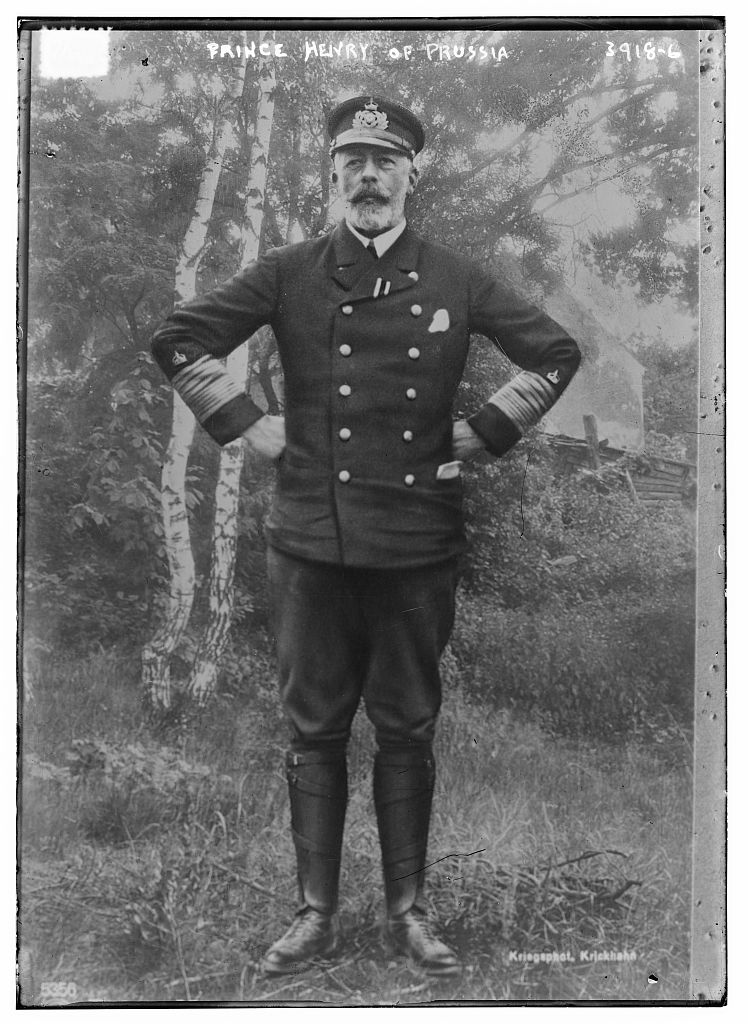
ハインリヒ・フォン・プロイセン（1915年）
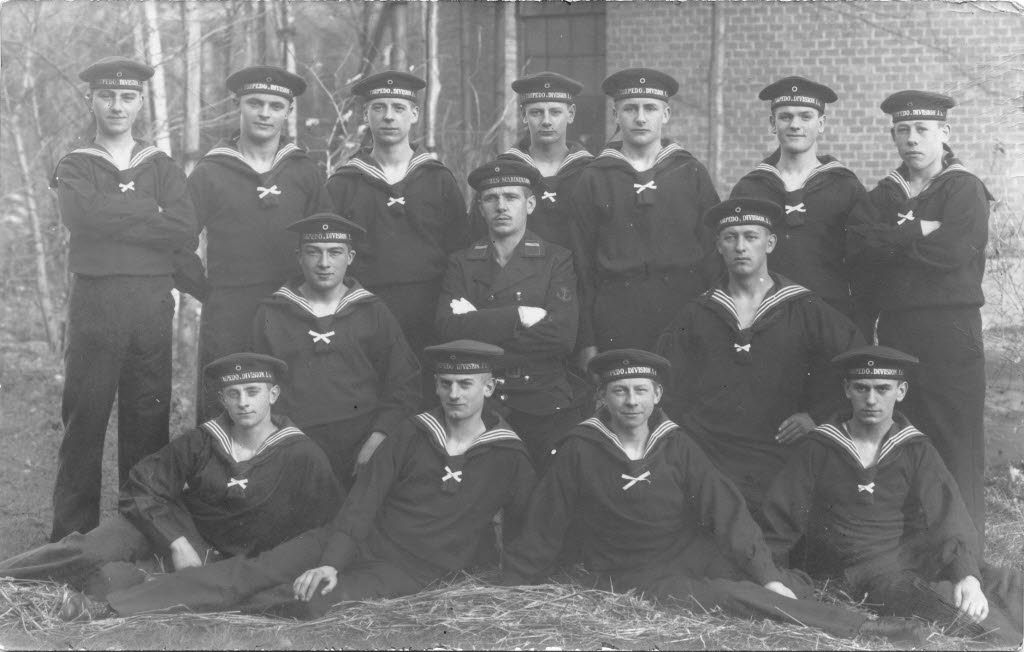
冬服の水兵
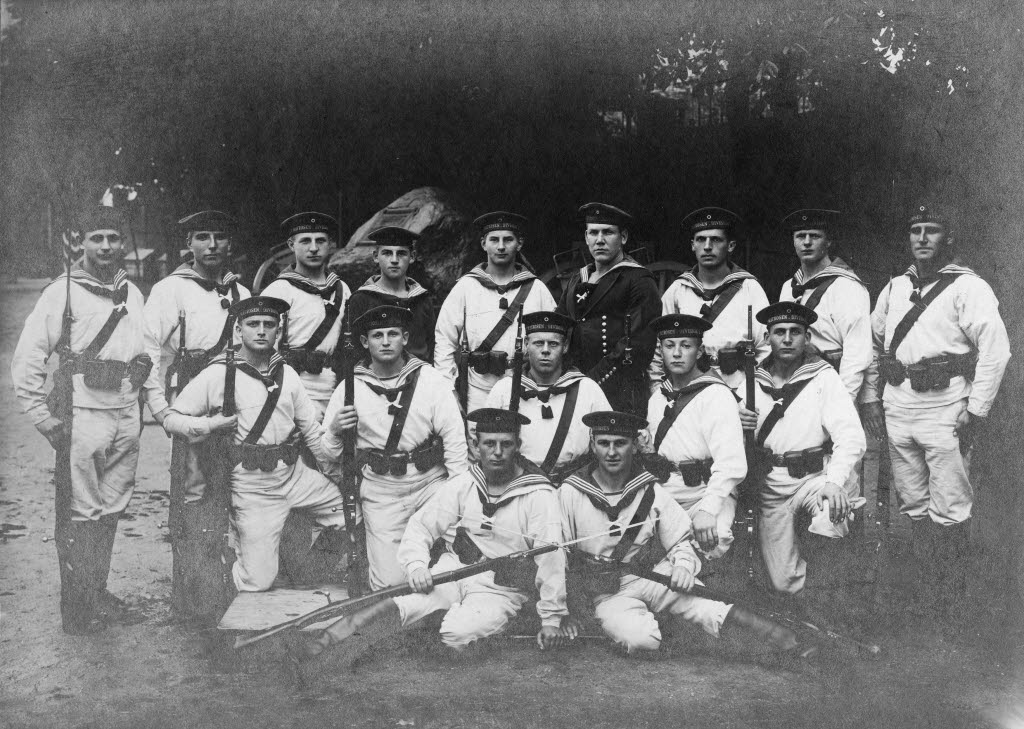
夏服の水兵
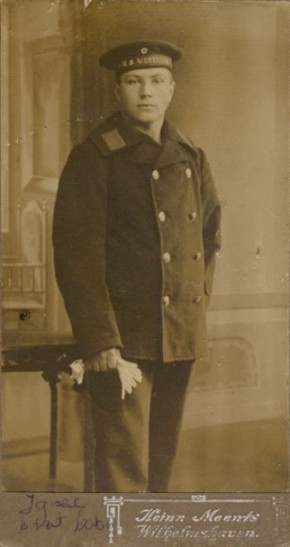
水兵用ピーコートの着用例
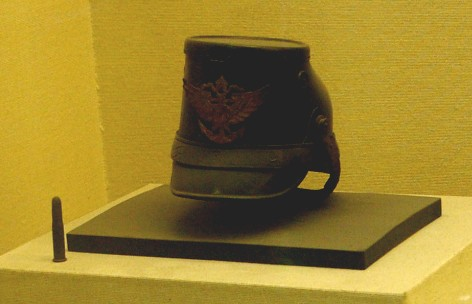
青島にて旧日本陸軍が鹵獲した海兵大隊シャコー帽
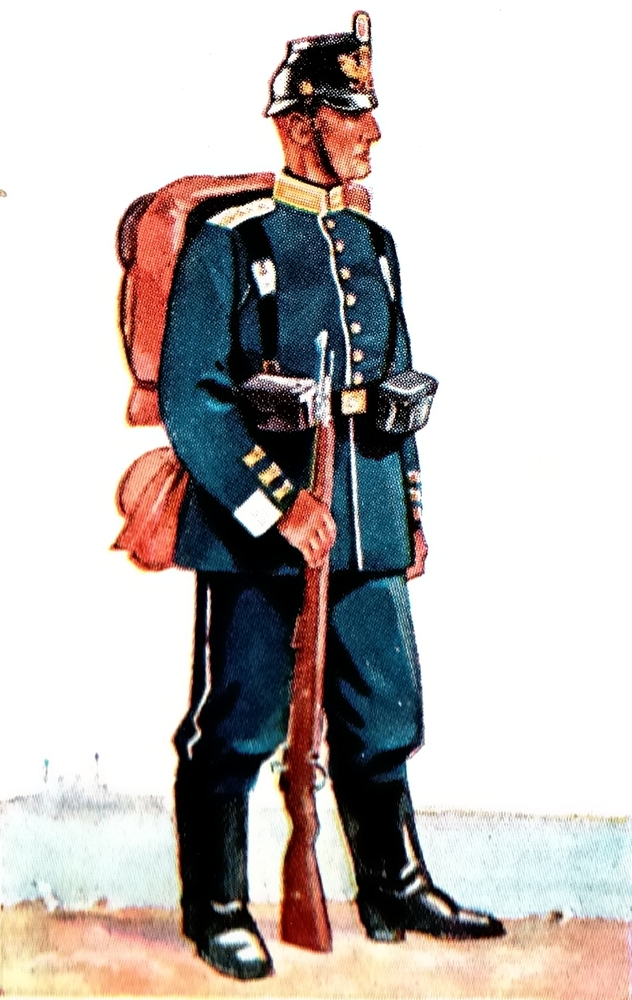
海兵大隊兵士（1910年）
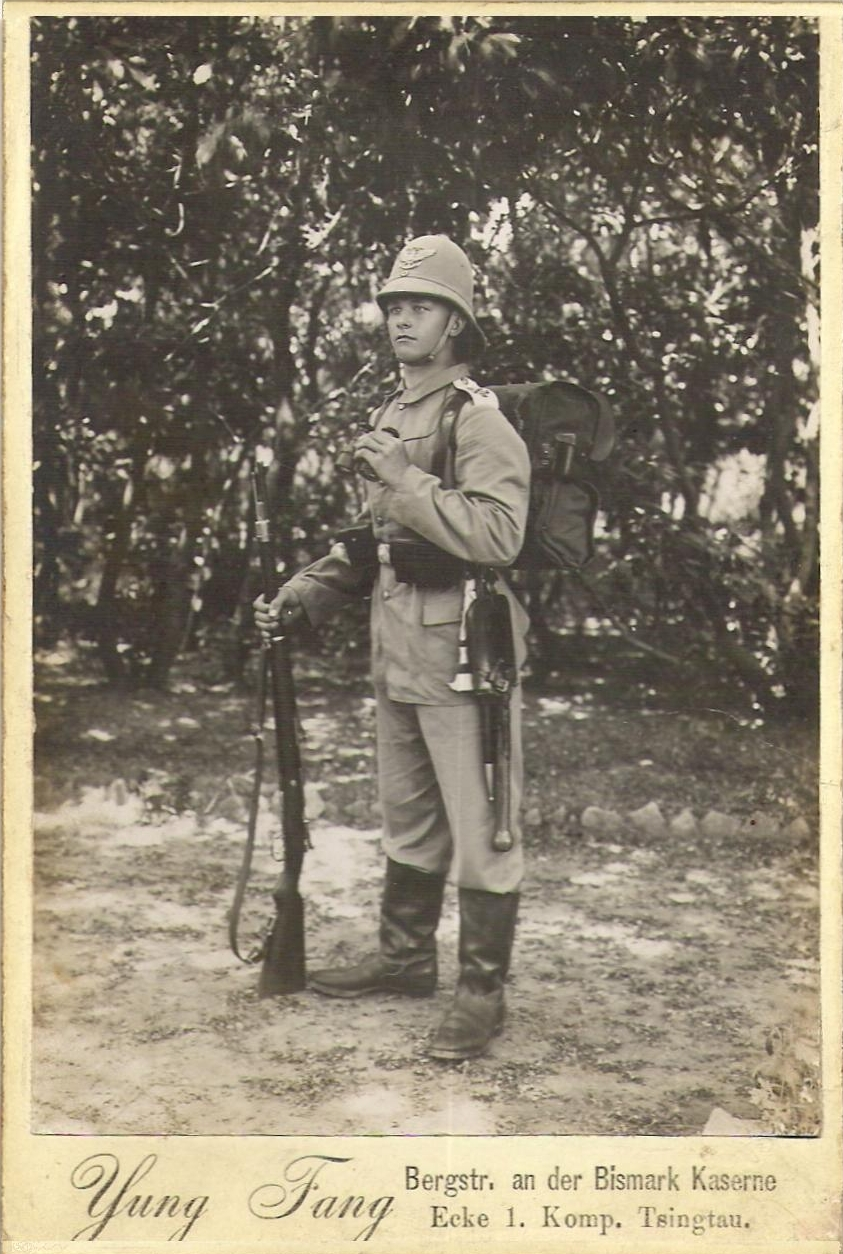
第3海兵大隊兵士（1912年）

### 海外領土の軍服
ドイツ領南西アフリカなどの植民地に展開する保護軍（Schutztruppe）では主にカーキ色、のち野戦灰色の軍服に防水帽（Südwester）が使用された。防水帽のパイピングの色は、南西アフリカは青、東アフリカは白、カメルーンは赤。
ドイツ領南西アフリカでは1889年、フランソワーズ部隊（Francois-Truppe）から詰襟6つボタンの簡素な野戦服が着用される。1891年6月4日に青の詰襟やポーランド式の袖に銀のパイピングを配したコーデュロイの被服が制定された。防水帽のほか、フランス風のケピ帽も使用した。襟、ボタン合わせ、袖に青のパイピングを配したカーキの防暑モデルもある。1894年6月11日にコーデュロイ、カーキともに折襟となる。
ドイツ領東アフリカ保護軍およびカメルーン保護軍では前身のヴィスマン部隊が1889年よりカーキの野戦服、白の勤務服、プルシアンブルーのパレード礼装の3種類を使用。徽章は海軍型袖章あるいは陸軍型肩章のみの簡素なものであったが、保護軍への昇格をきっかけに1891年7月4日、新型被服を導入。袖口にブランデンブルク型のボタン、襟章などが追加される。
1896年11月19日に植民地統一被服が制定される。帽子が官帽となるほか、袖もポーランド式の山形袖から直線に変更、1897年3月11日に野戦灰色となる。
義和団の乱後の1900年7月より天津に派遣されていた東アジア遠征軍団（Ostasiatisches Expeditionskorps）では遠征用野戦服が導入され、夏はカーキ色、冬はM1893であったが、翌年2月9日より冬服で野戦灰色の軍服が導入される。外観は後年の共通野戦服に似ている。1904年以降、夏も野戦灰色となった。

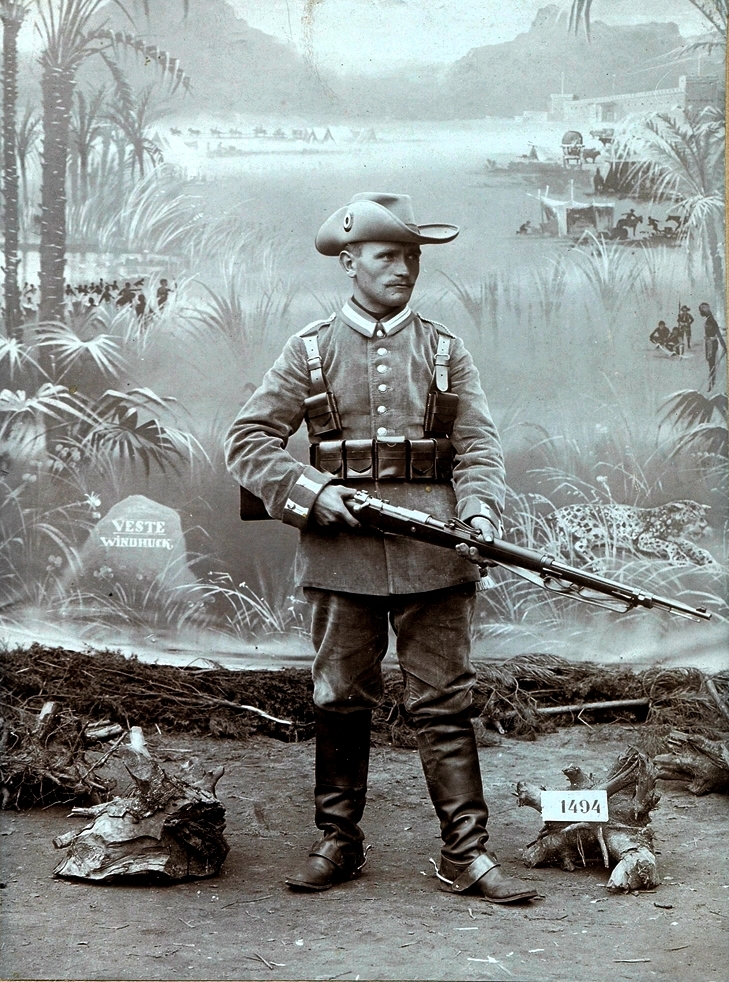
M1896コーデュロイ野戦服、外地派遣の前にスタジオ撮影された一葉（1904年）
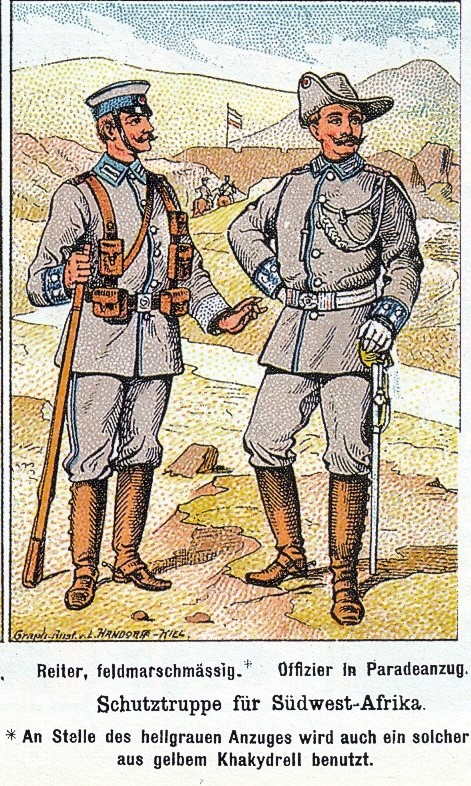
M1897着用のドイツ領南西アフリカ保護軍将兵。左は完全軍装の騎兵、右は礼装の将校。下段には、灰緑色のウール布地のほか、カーキ色のコットン布地も使用されているとの記載がある。（1901年）
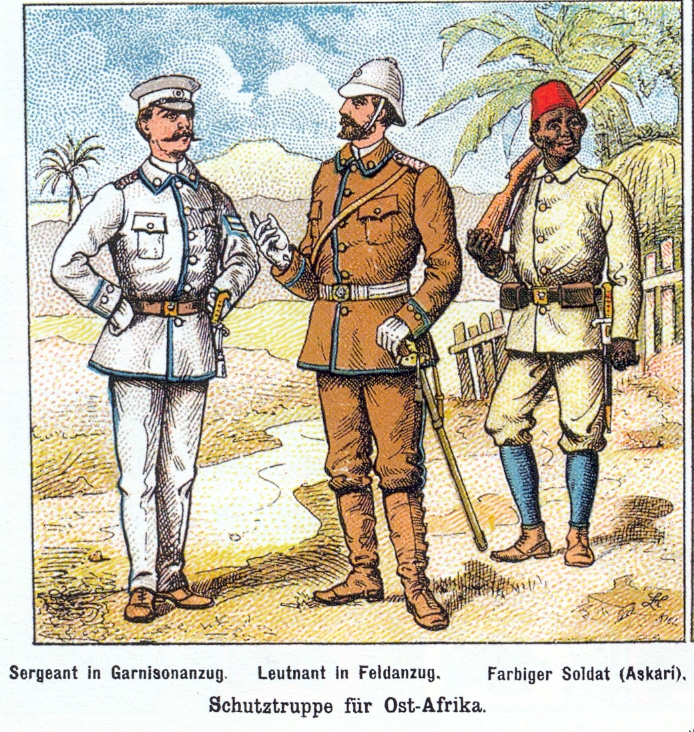
ドイツ領東アフリカ保護軍将兵。左より通常勤務服の軍曹、野戦服の少尉、アスカリ（1901年）
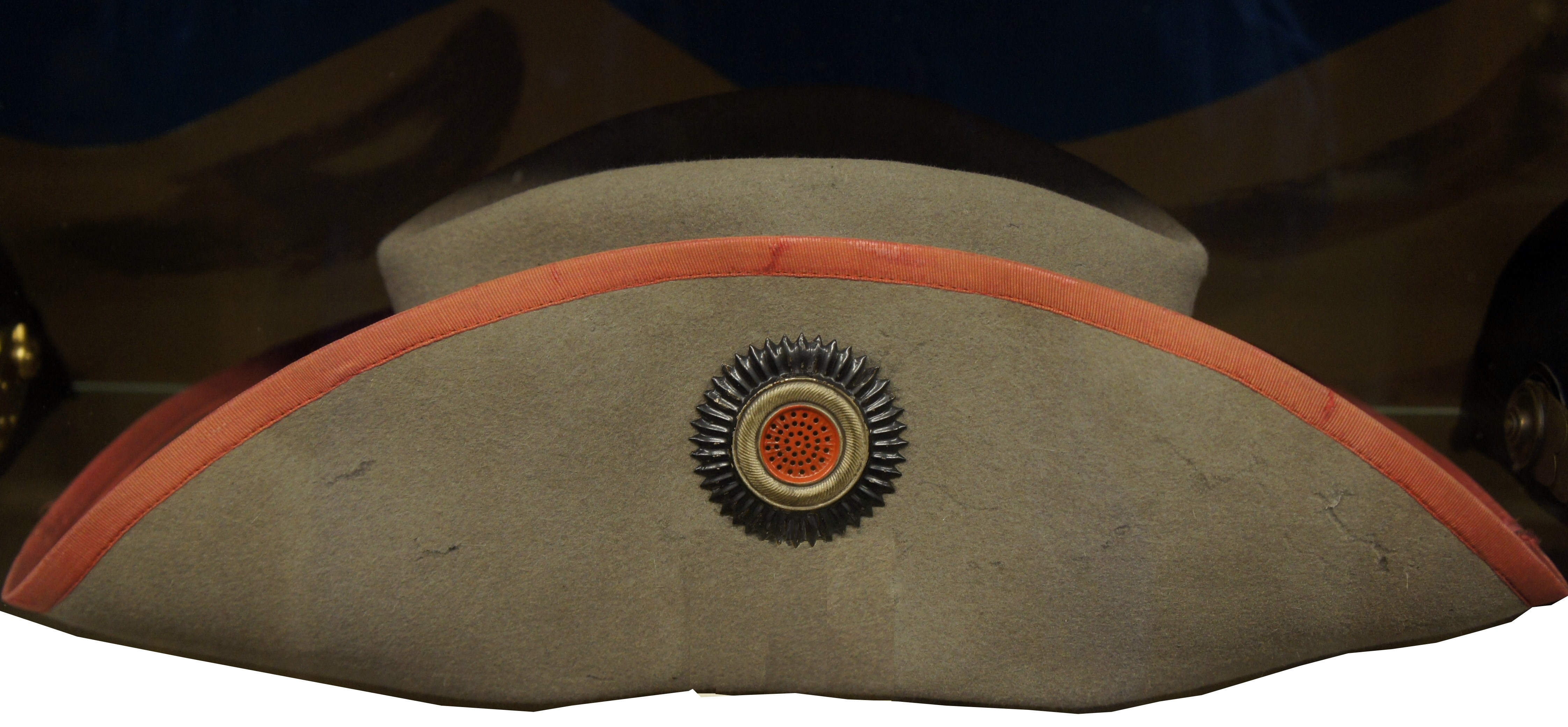
カメルーン保護軍防水帽
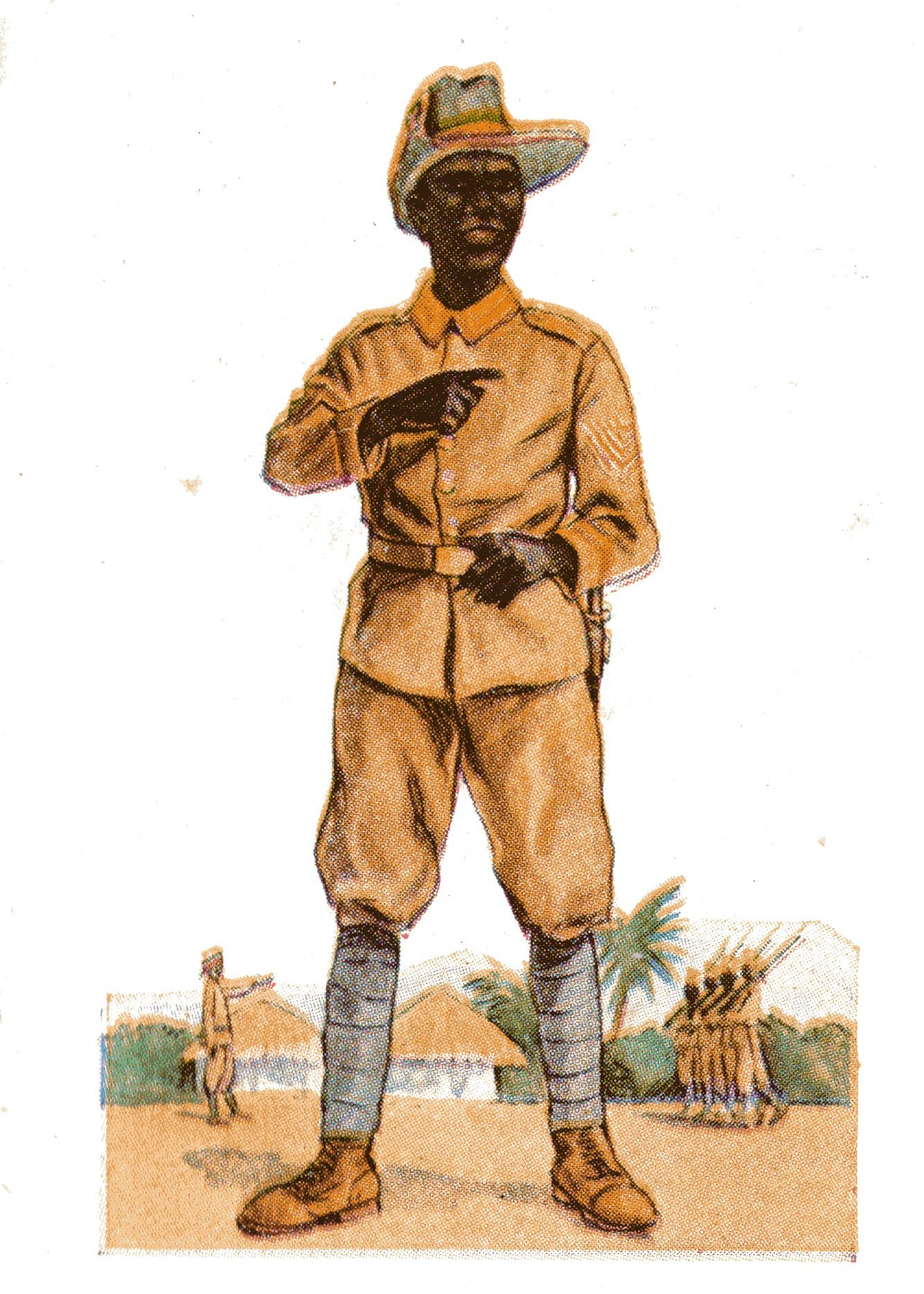
カメルーン保護軍アスカリ（1910年）
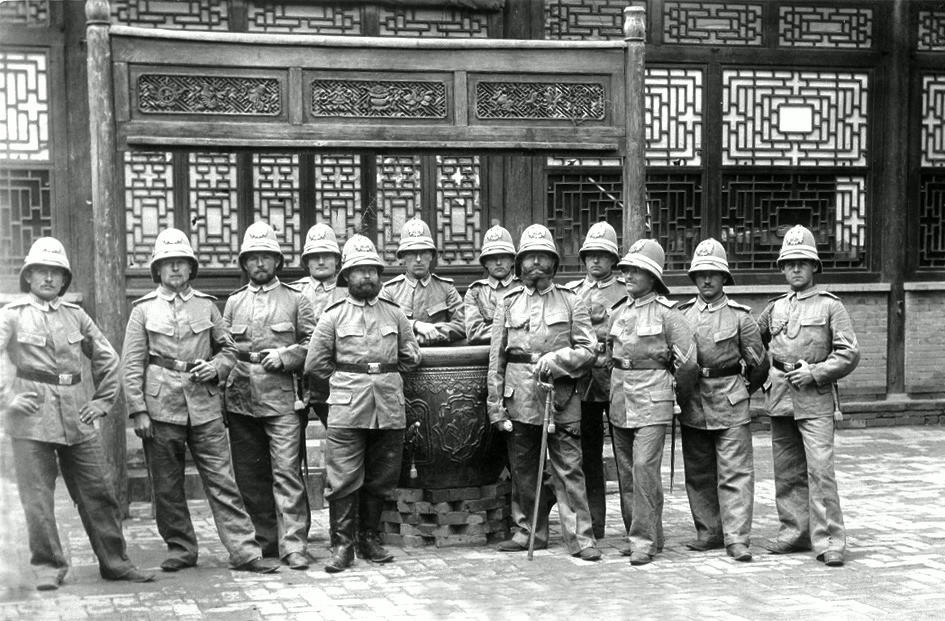
東アジア遠征軍団M1900夏季野戦服（1900年9月）

## ヴァイマル共和政時代

### 国軍

#### 陸軍
1921年から襟章に二本の線のドッペルリッツェンが将官を除く全陸軍軍人の共通の襟章に定められた。

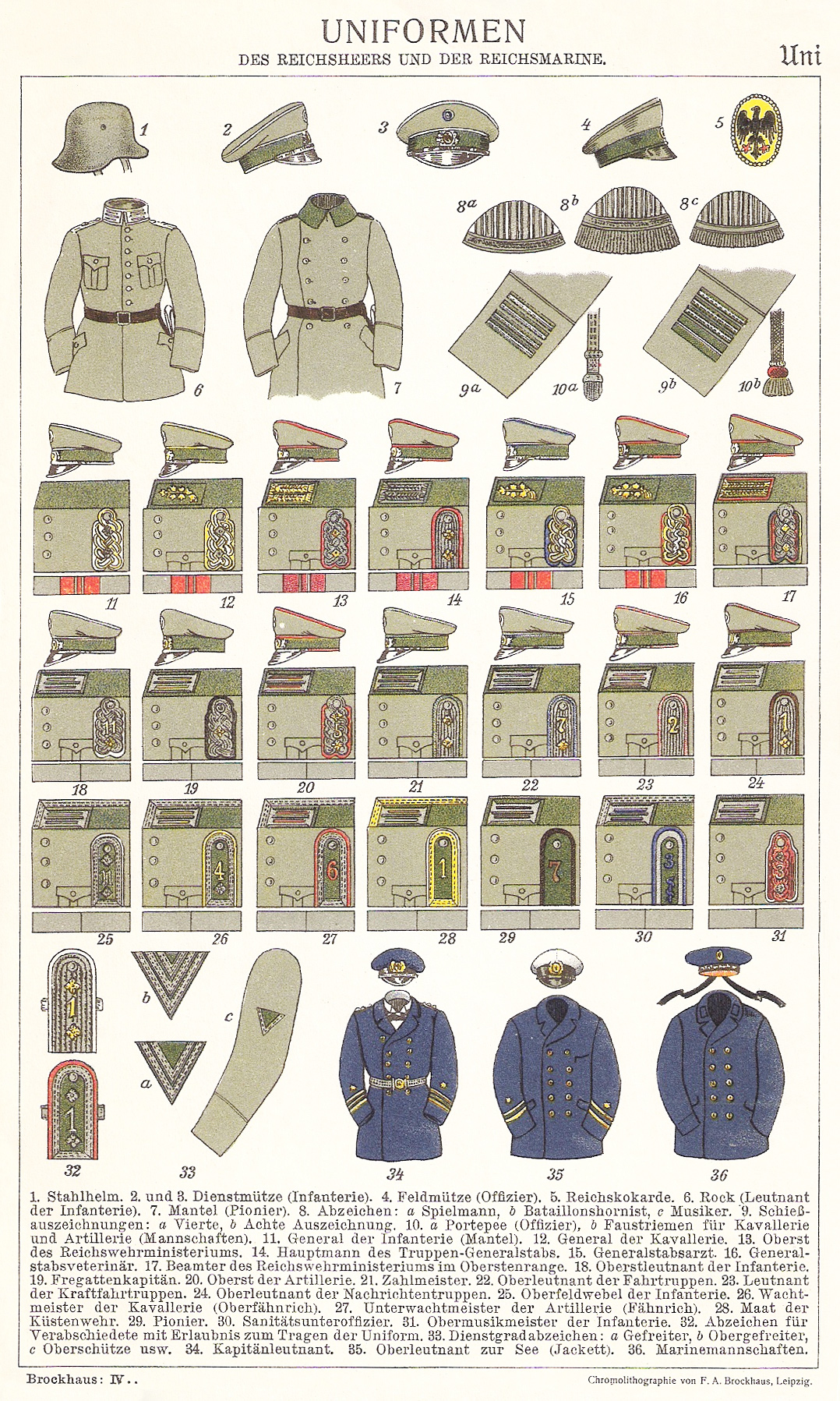
1926年の国軍軍服
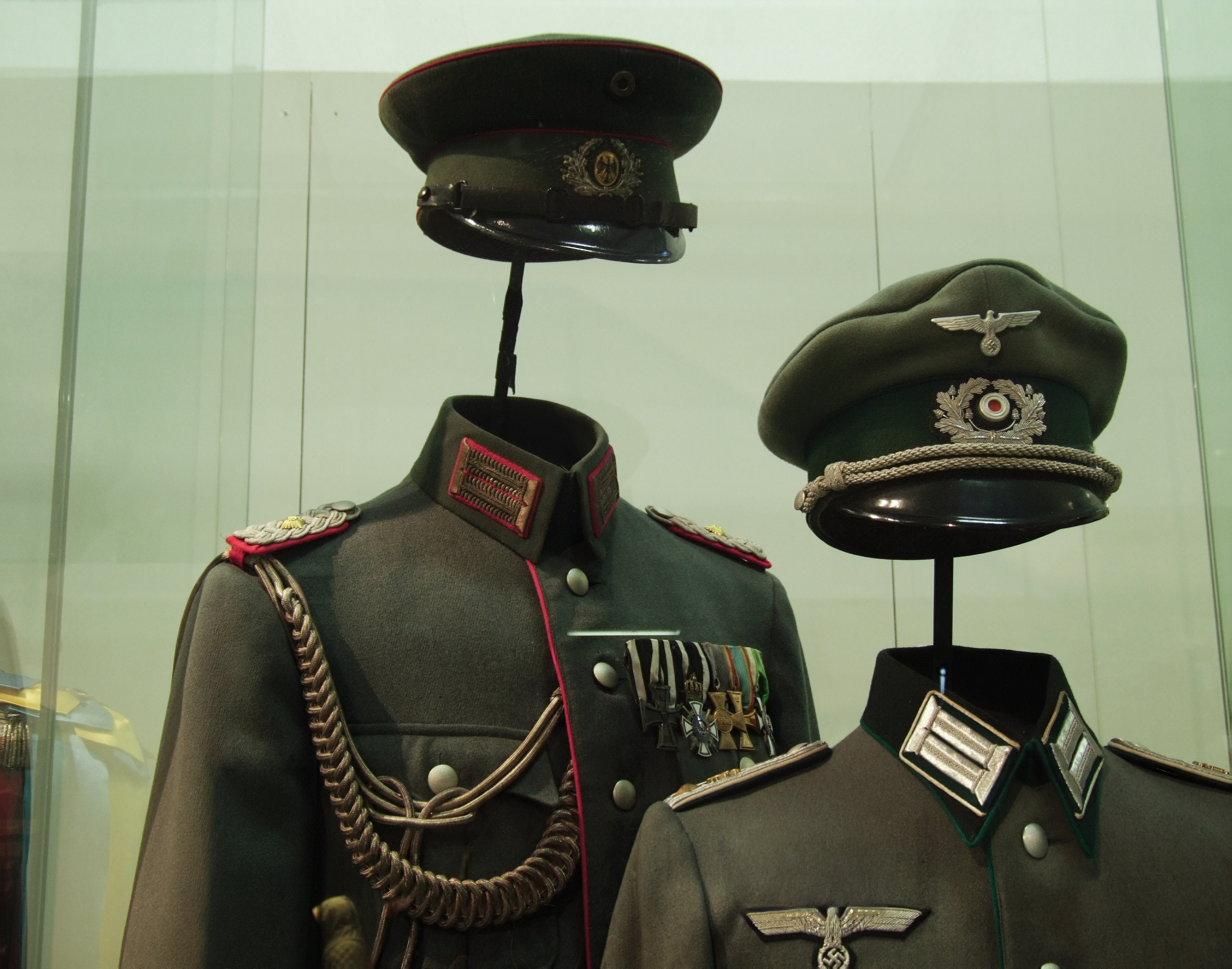
ヴァイマル共和政陸軍（Reichsheer）の士官用礼服（奥）と、ナチス・ドイツ陸軍（Heer）の士官用礼服（手前）。
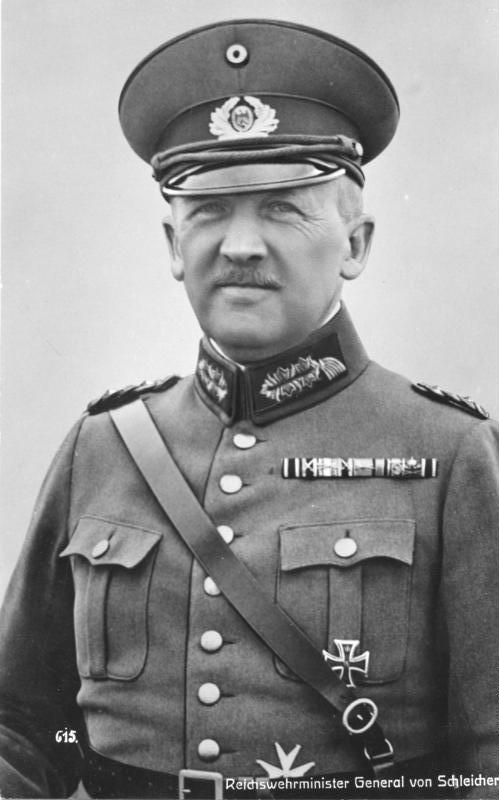
1932年、将官の軍服を着るクルト・フォン・シュライヒャー大将
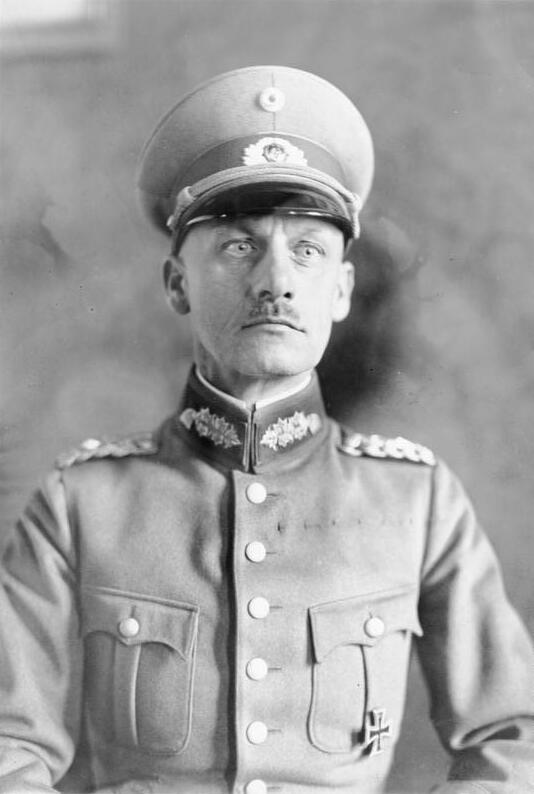
1930年、将官の軍服を着るヴィルヘルム・フォン・レープ中将
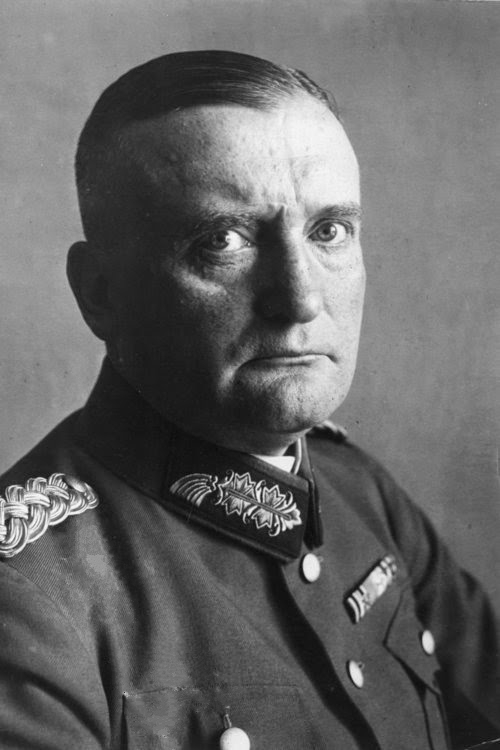
1930年、将官の軍服を着るクルト・フォン・ハンマーシュタイン＝エクヴォルト少将（ナチス体制時代の軍服もほぼ変わらないデザインである。）
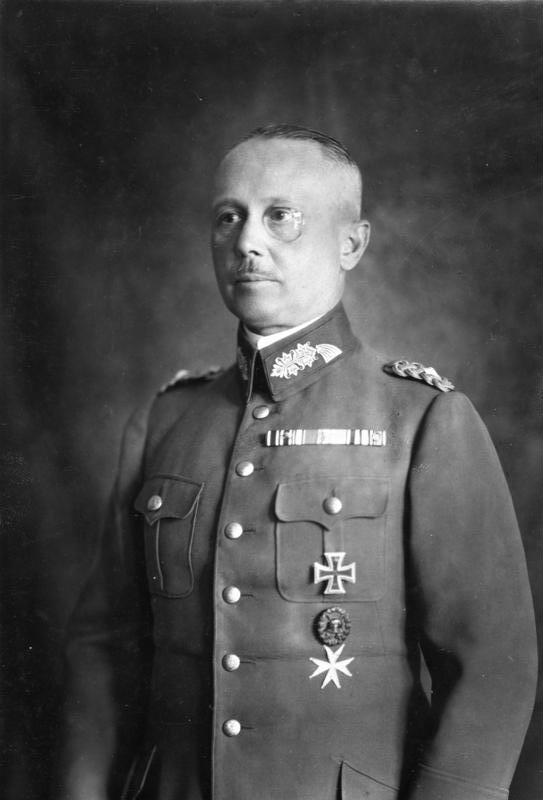
1932年、将官の軍服を着るヴェルナー・フォン・フリッチュ中将
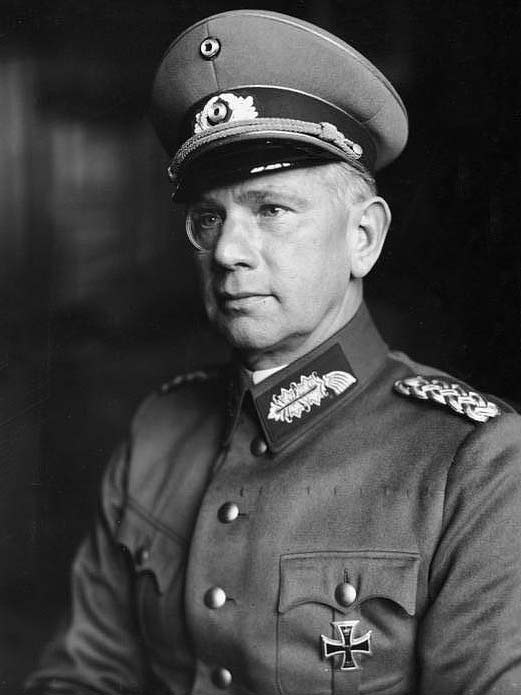
1933年、将官の軍服を着るヴァルター・フォン・ライヒェナウ少将
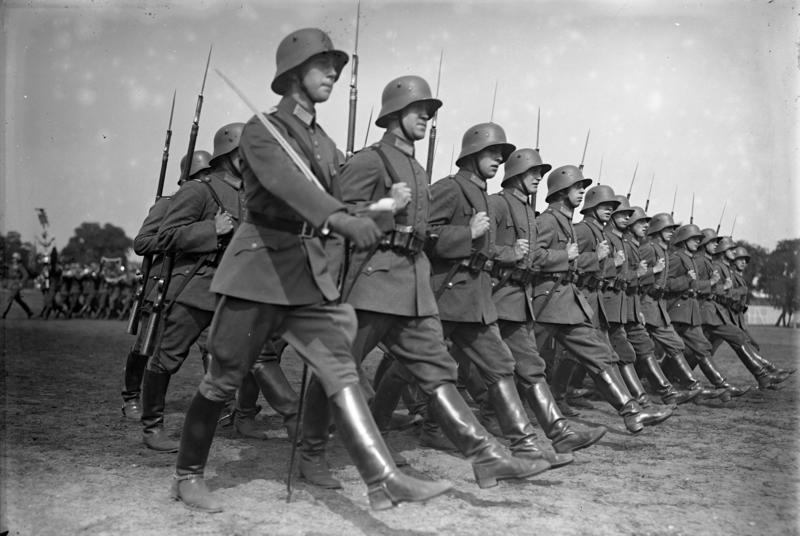
1930年の建軍10周年式典で観閲行進を行う陸軍将兵
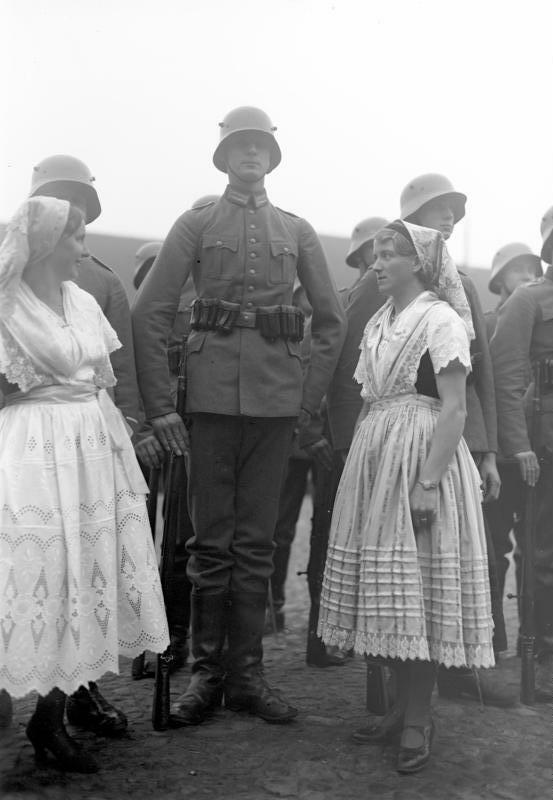
1931年にブランデンブルク州リュッベンで撮影された陸軍兵士
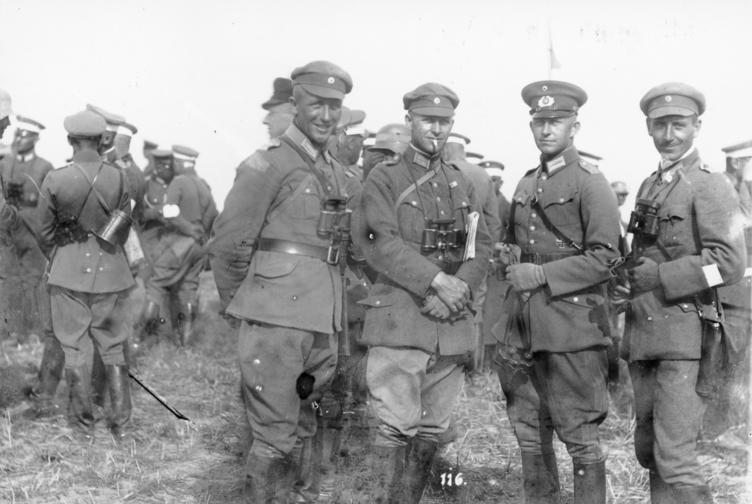
1926年の野戦演習時に撮影された陸軍士官。右から二人目はアルフレート・ヨードル

#### 海軍

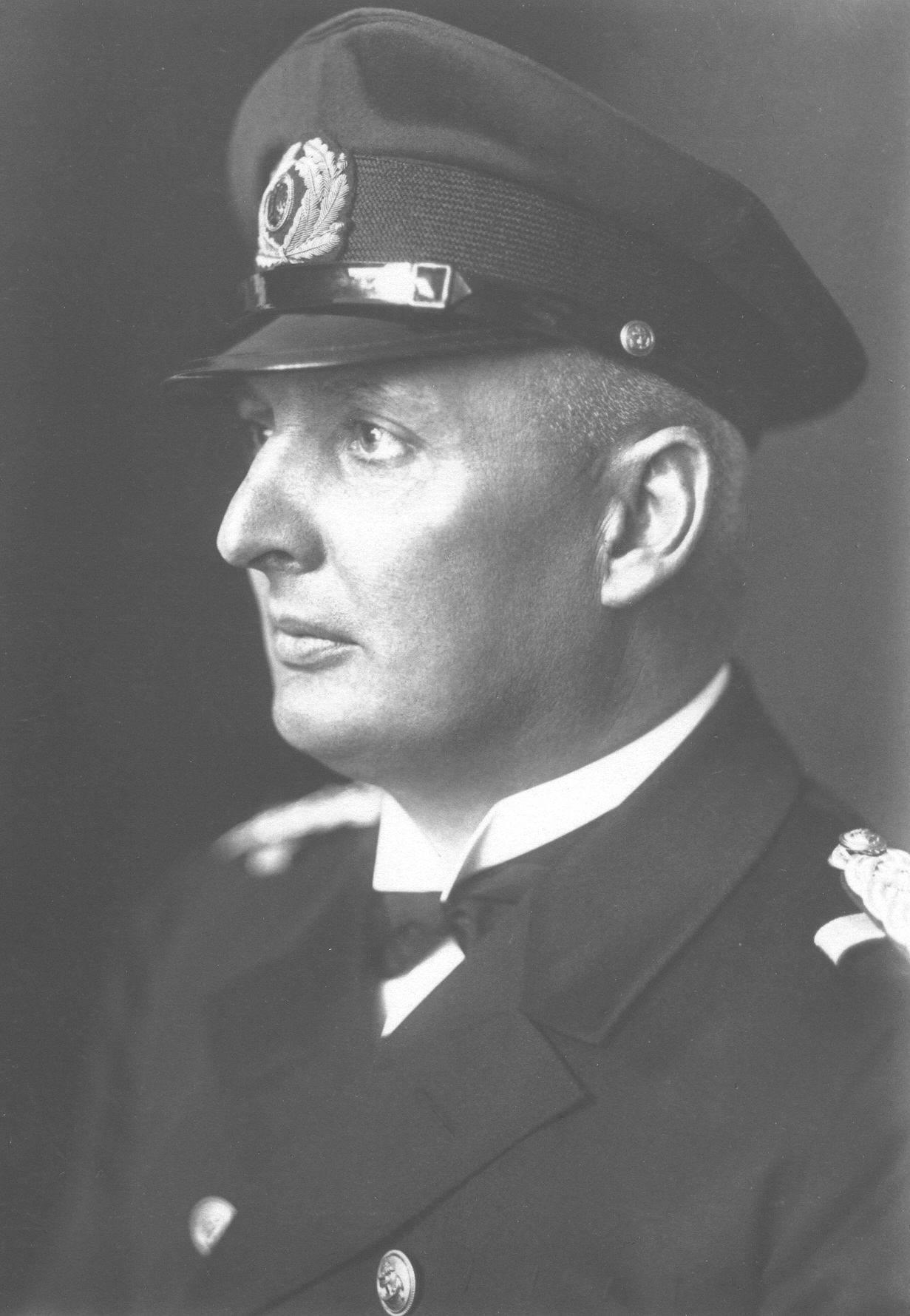
1929年アルブレヒト・マイスナー海軍大尉
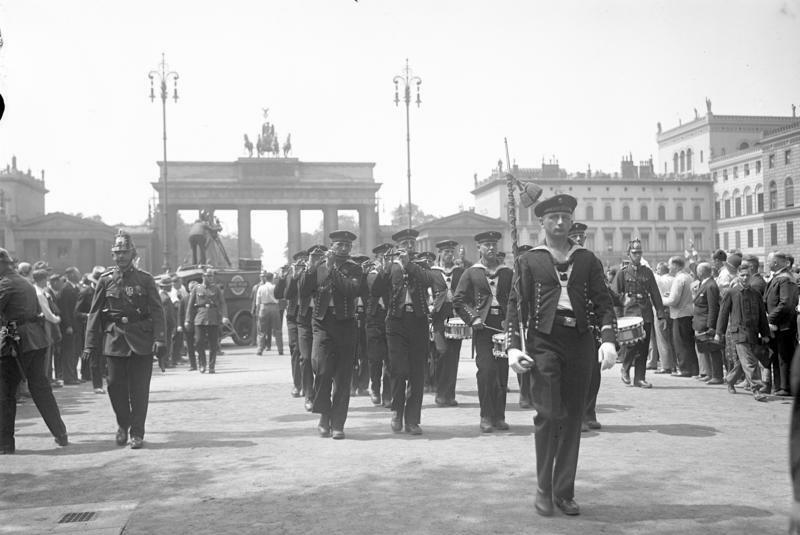
水兵正式制服。交通整理のため、左右にシャコー帽をかぶった警察官が随行している（1931年ベルリン）

### 政党や民間の準軍事組織

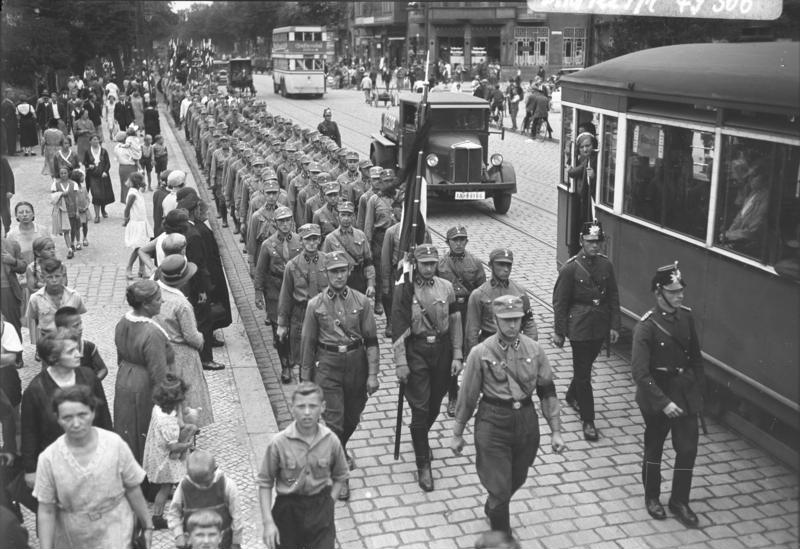
ナチ党の突撃隊の行進。車道側にシャコー帽をかぶった警察官が随行している（1932年ベルリン・シュパンダウ）
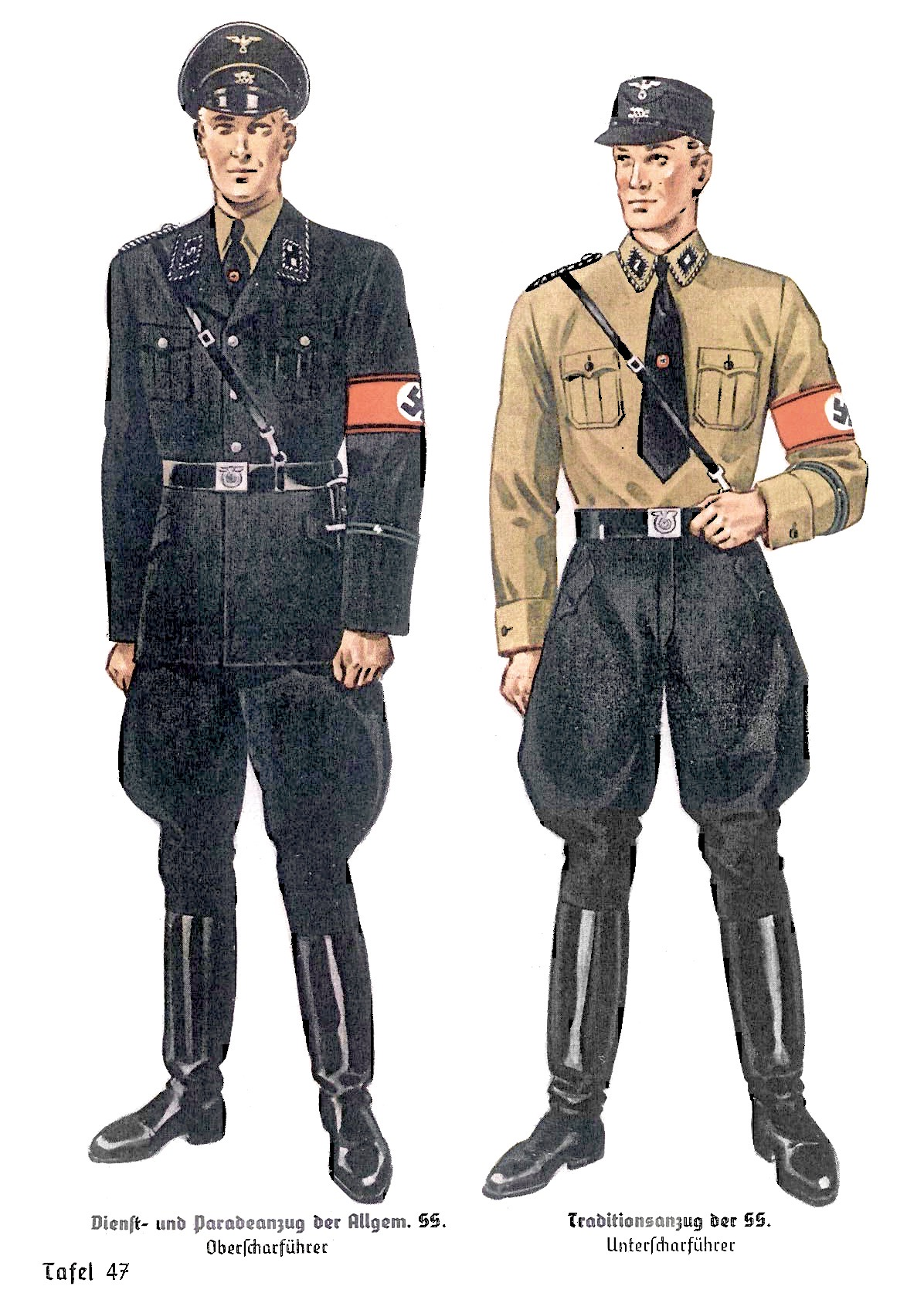
1932年以降（左）と1932年以前（右）のナチス親衛隊の制服
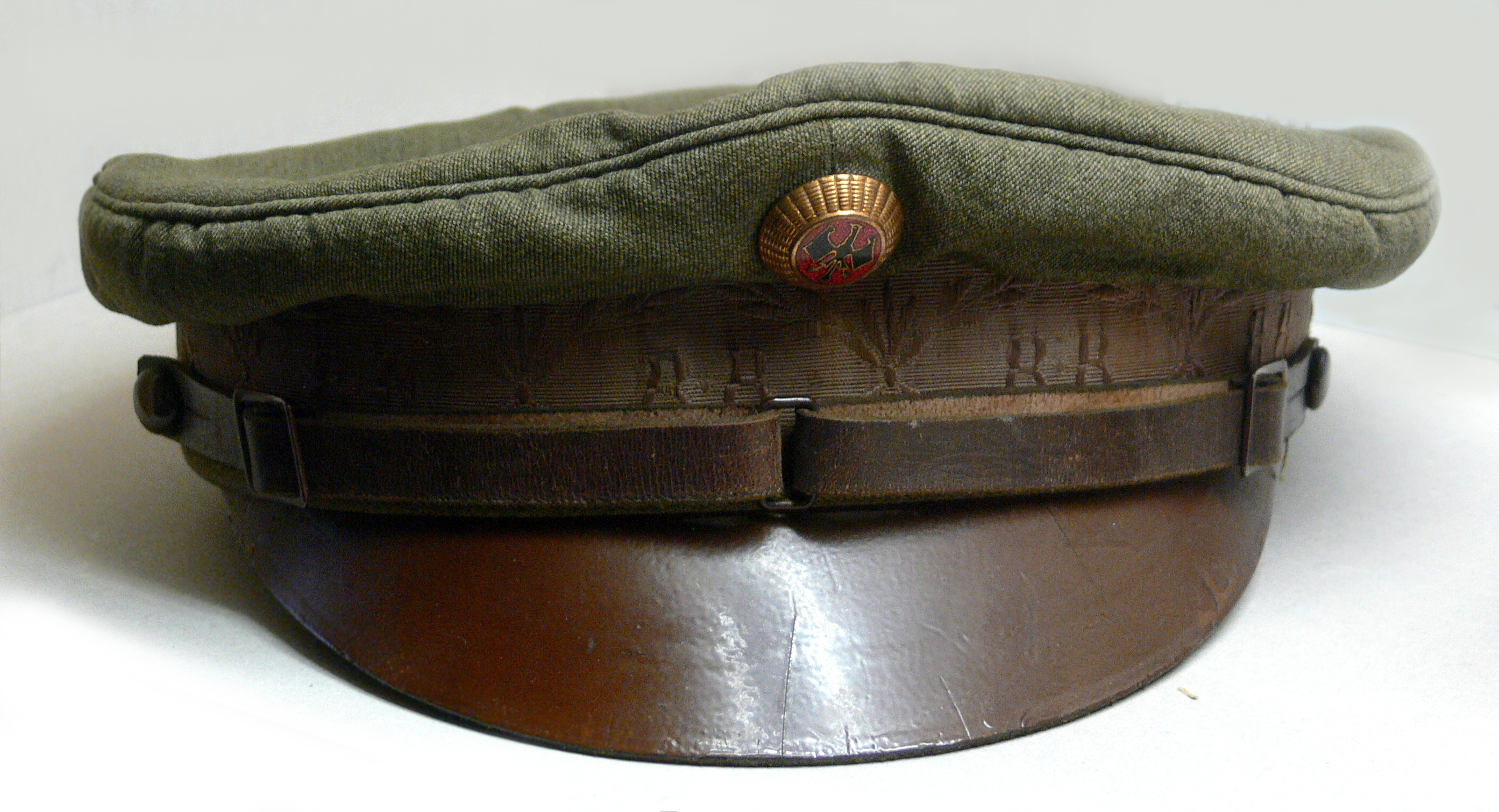
社民党の国旗団の制帽
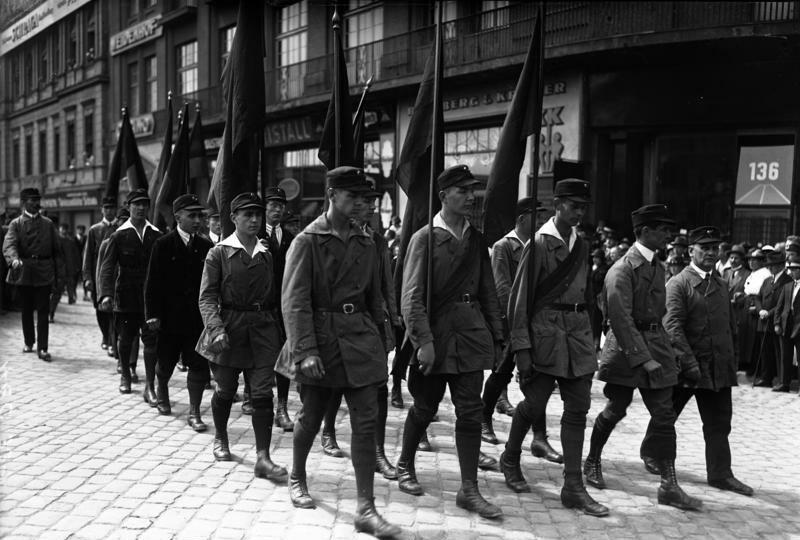
社民党の国旗団の行進（1930年ベルリン）
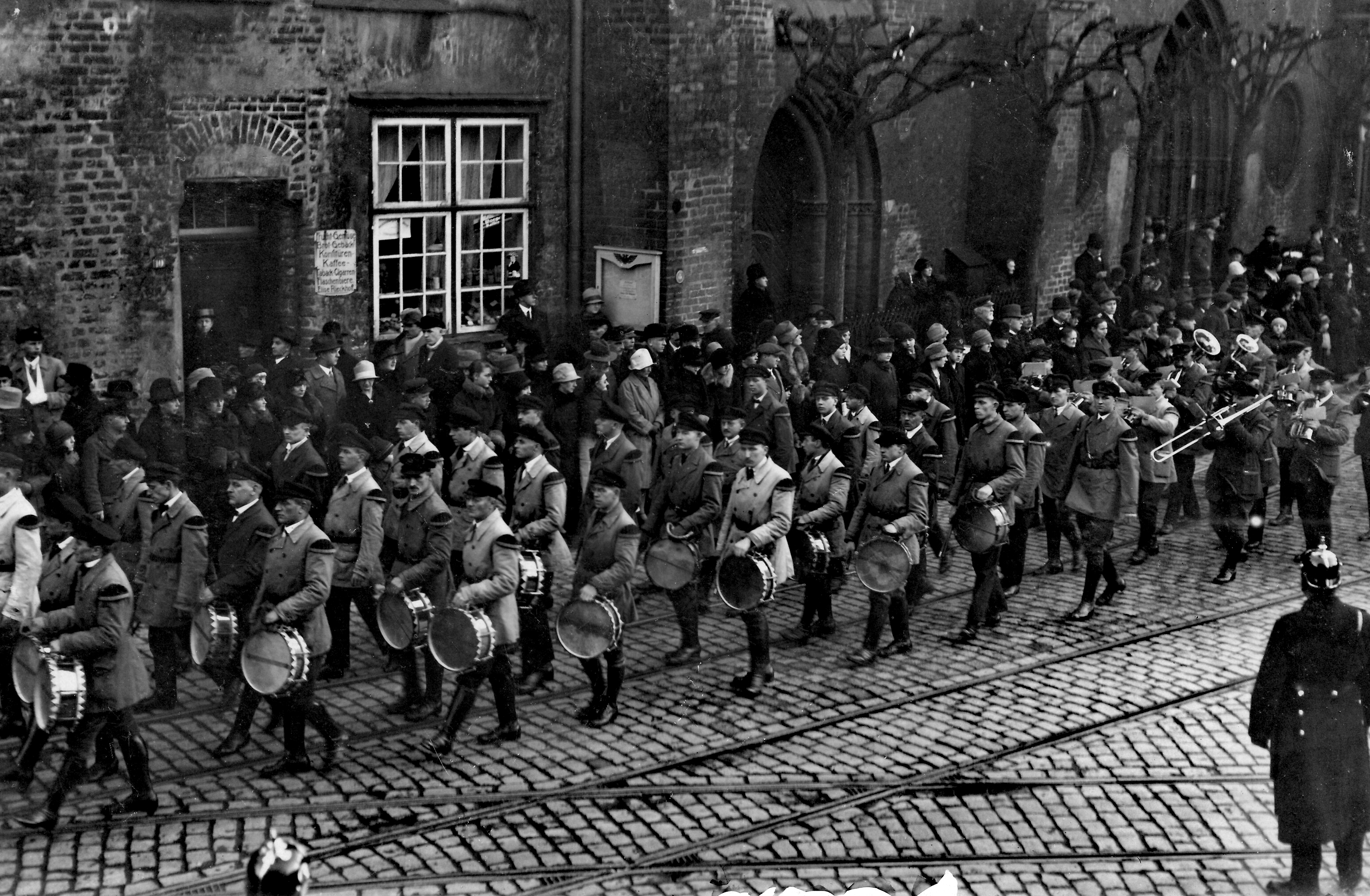
社民党の国旗団の軍楽隊の行進、手前にはピッケルハウベをかぶった警察官2名も写っている（1928年）
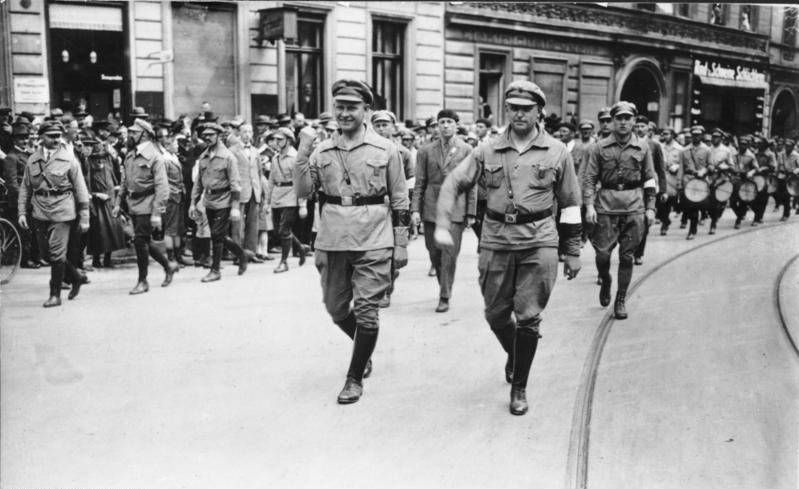
共産党の赤色戦線戦士同盟の行進（1927年ベルリン）

## ナチス・ドイツ時代
ナチス政権下のドイツの軍服は世界的に人気が高く、通常「ドイツ軍服」といった場合はこの時代の軍服を指すことが多い。

### 国防軍

#### 陸軍
陸軍の将兵の野戦服は野戦灰色を基調とし、襟のみダークグリーンで、胸と腰の左右に貼り付けポケットが付けられていた。右胸ポケットの上には国家鷲章が付く。肩章で階級が示される。襟章は将官がラーリシュ刺繍というアラビア風唐草模様、非将官はドッペルリッツェン (Doppellitzen) という並行した2本の線のデザインである。一方戦車・装甲車搭乗員は通常の野戦服と全く異なる髑髏の襟章の独特な黒い軍服を着用した。制帽の顎紐は将校が捻り紐（将官は金、大佐以下の佐官・尉官は銀）、下士官以下は革だった。制帽は携帯に便利な略帽や規格帽に変えることができた。戦闘用ヘルメットのシュタールヘルム（鉄兜）は一次大戦時のものと似ているが、デザイン的により洗練され、軽量化、耐破片能力向上も図られていた。靴ははじめ全兵に黒革のブーツが支給されており、それがドイツ軍の特徴の一つだったが、第二次世界大戦後期にはブーツが不足し、他国と同じように兵卒は編上靴にゲートルを巻くのが一般的になった。

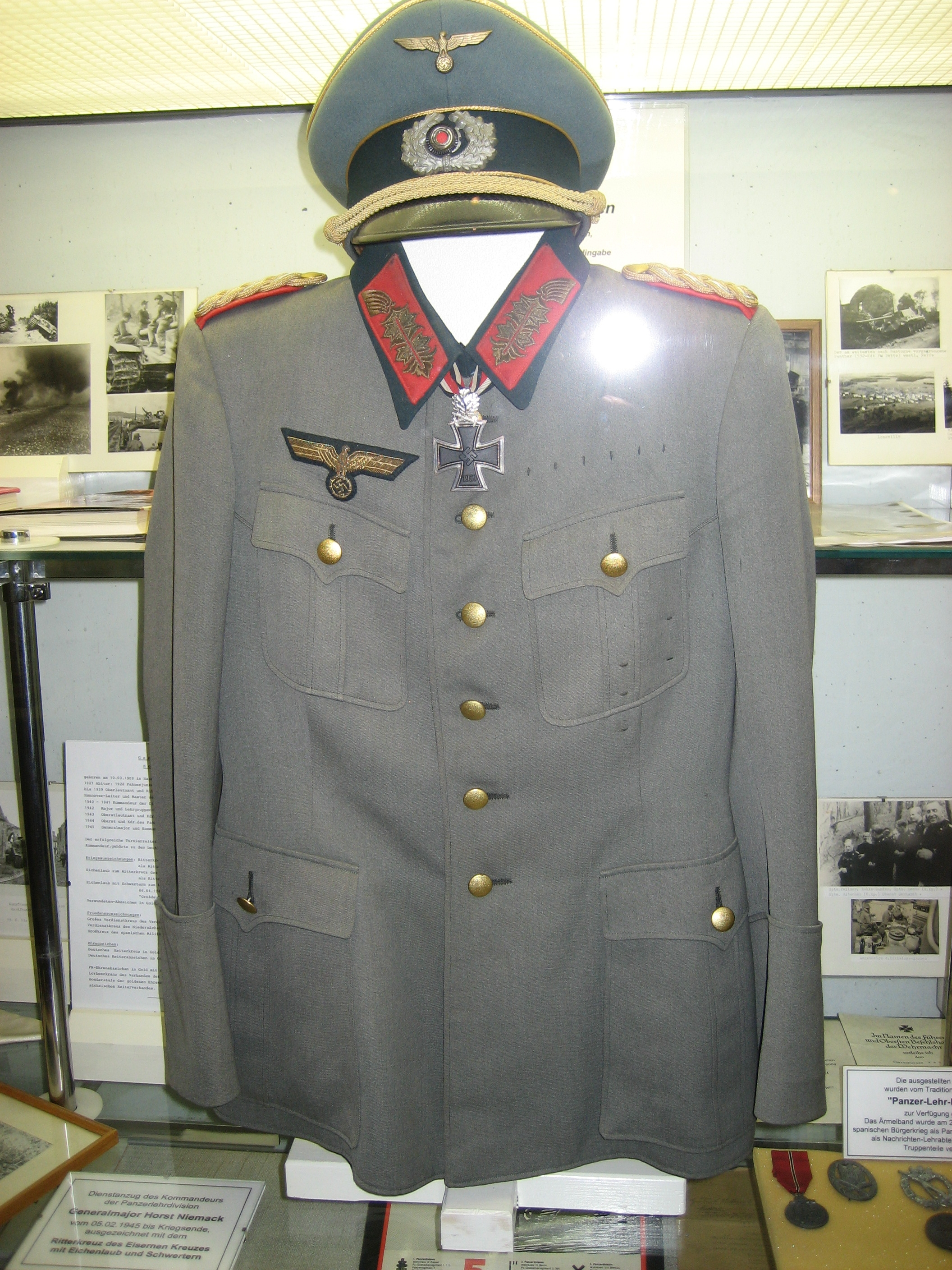
陸軍将官の軍服
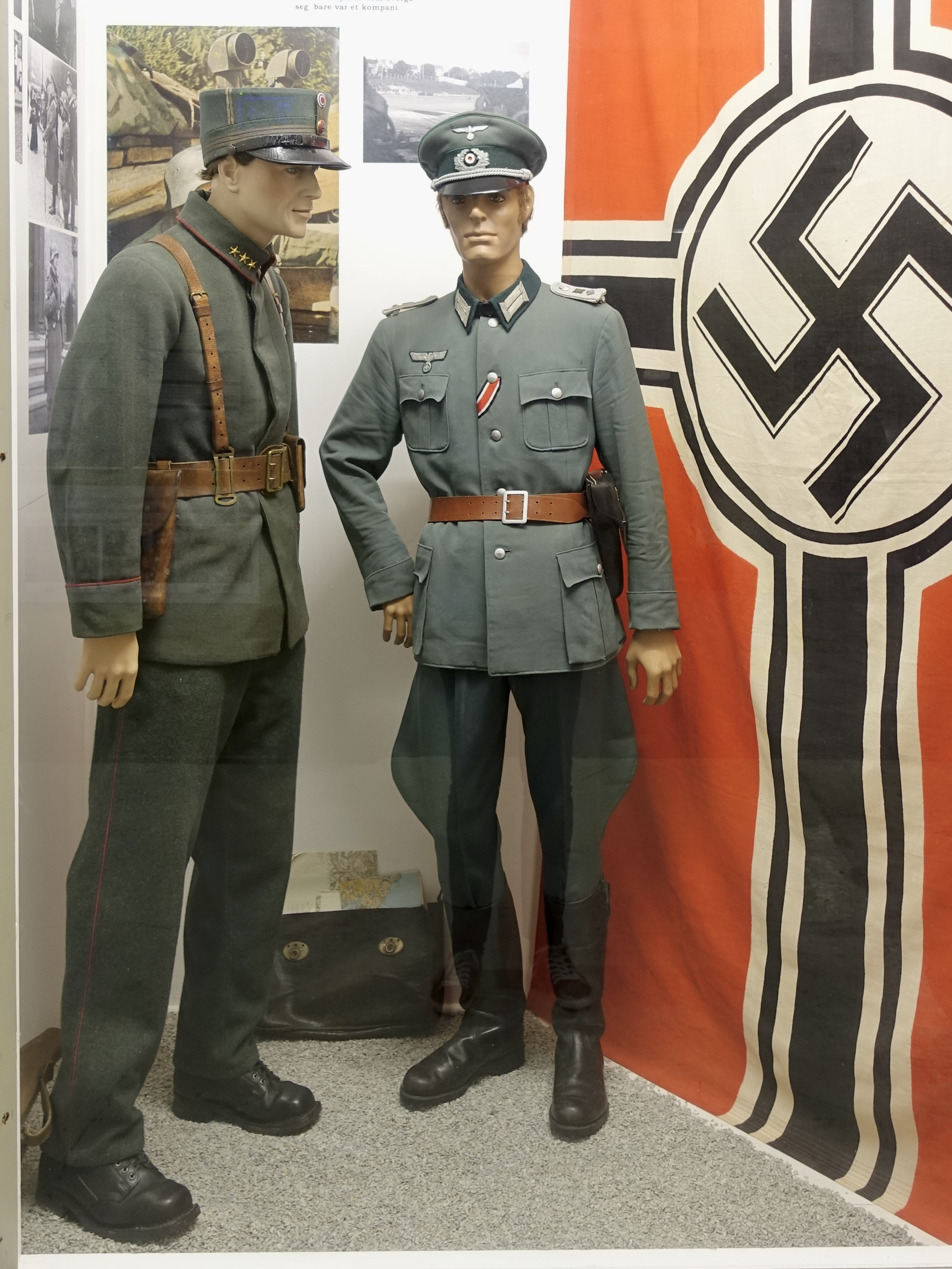
陸軍将校の軍服（中央）左はノルウェーの軍服
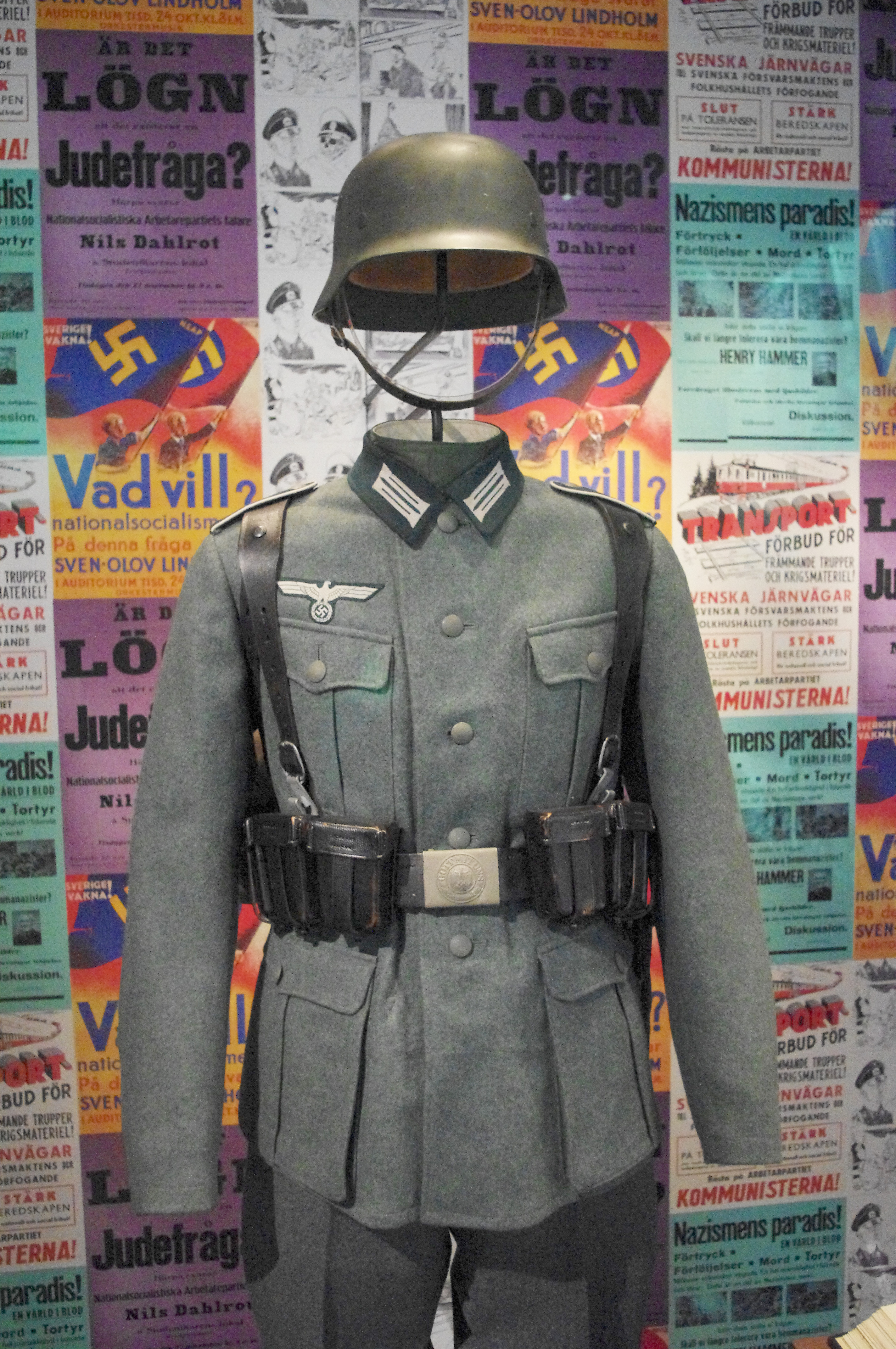
陸軍兵卒の軍服
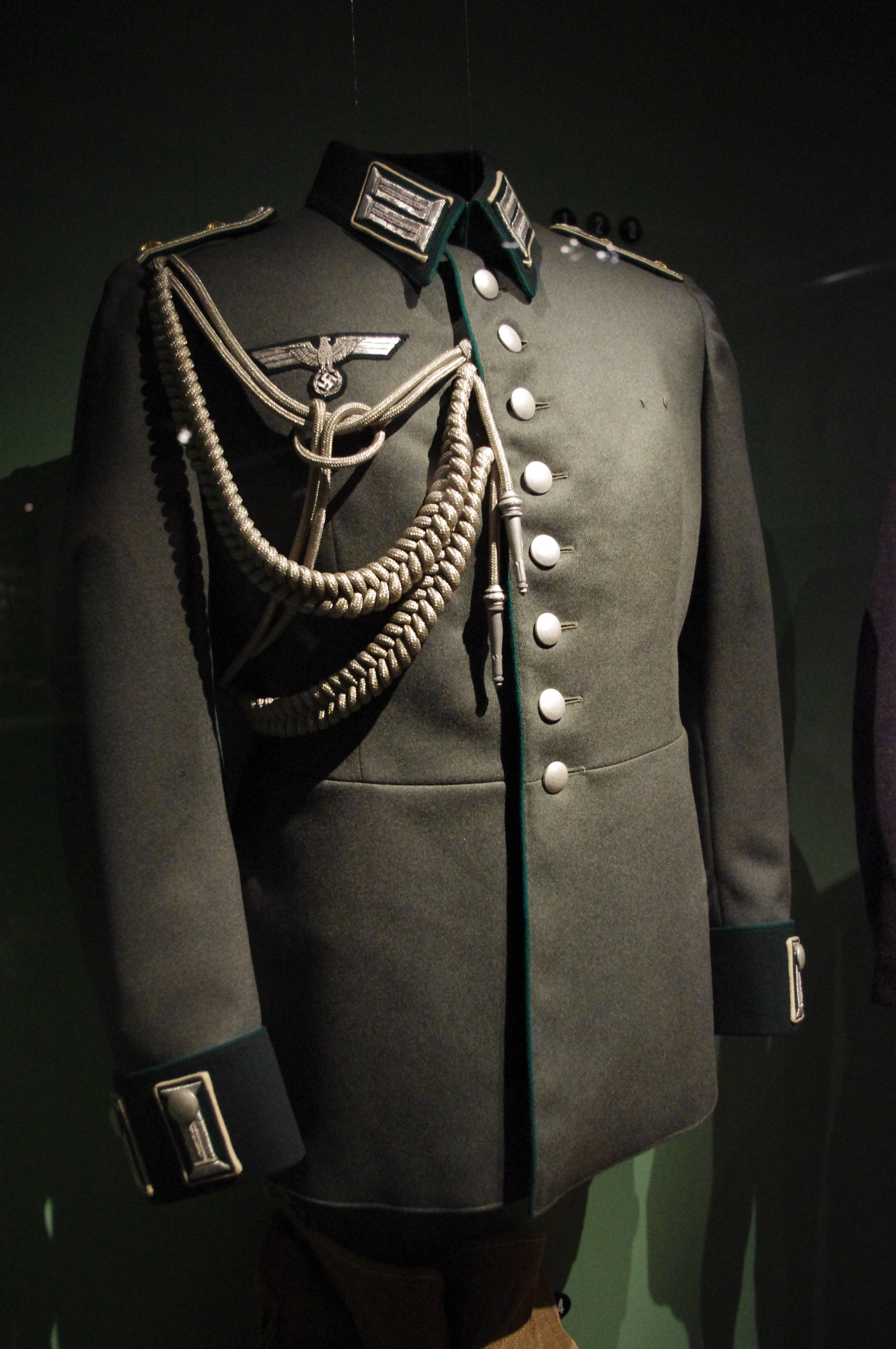
陸軍将校の礼服
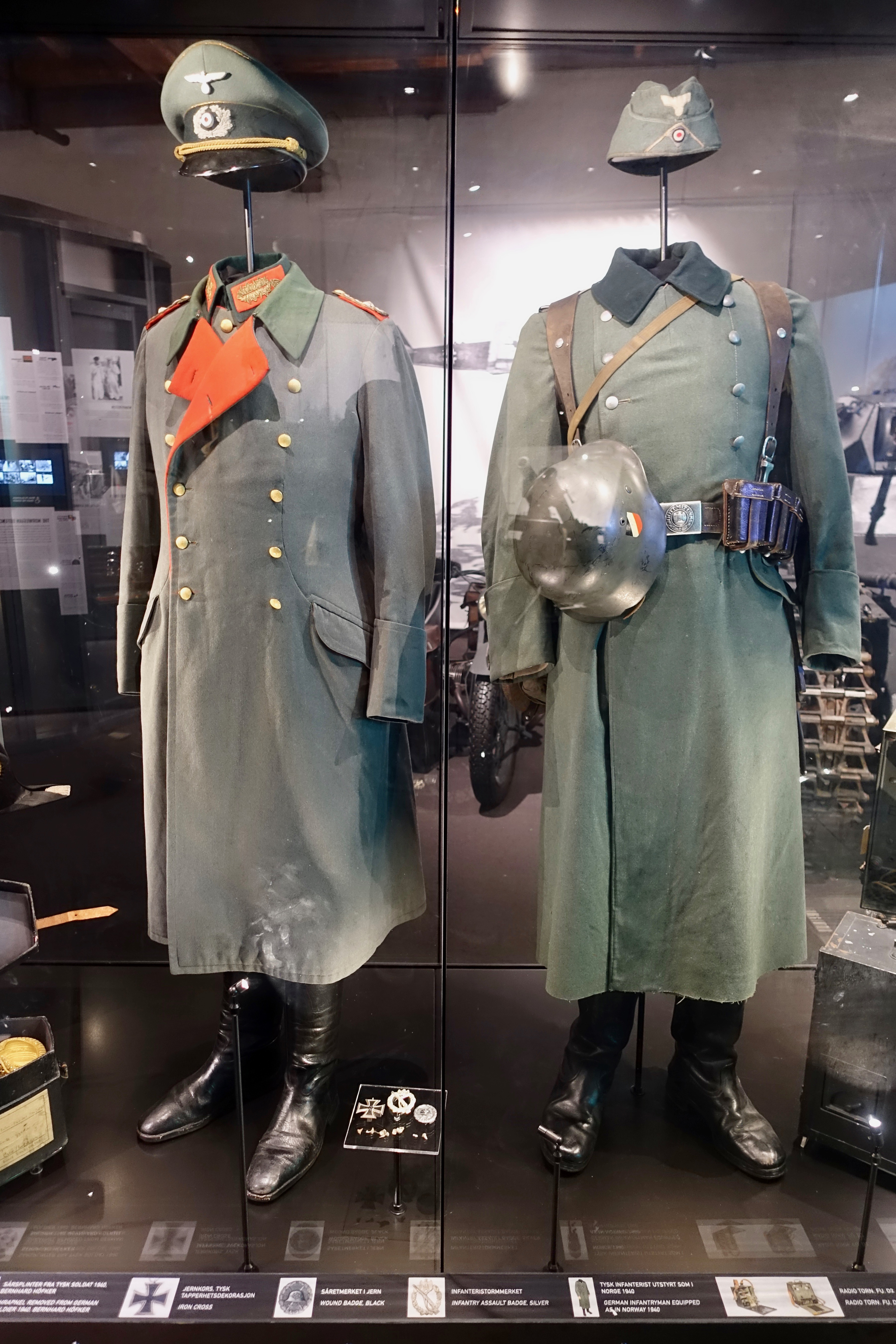
将官（左）と兵卒（右）のオーバーコート
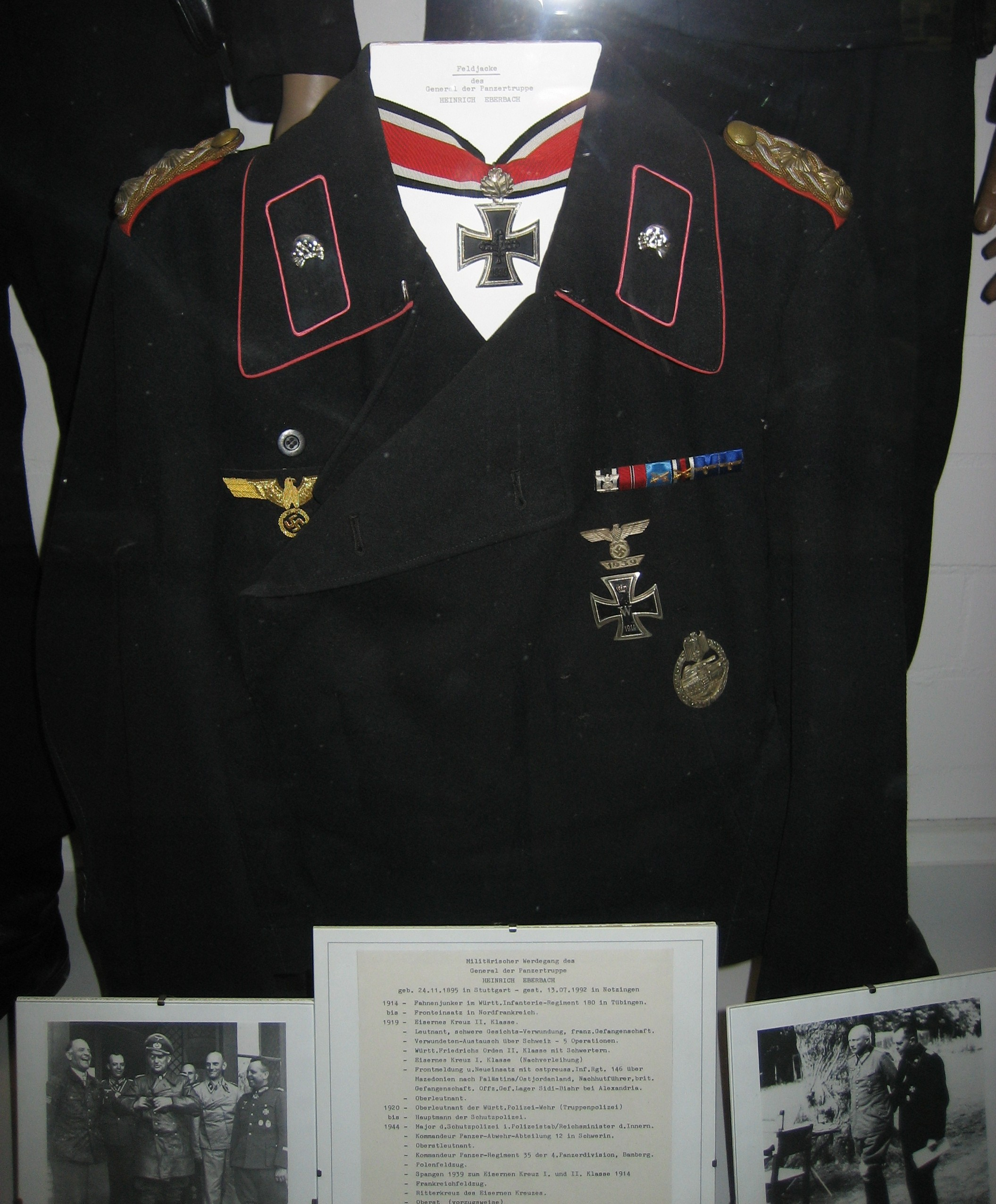
陸軍の戦車装甲車搭乗員の黒い軍服
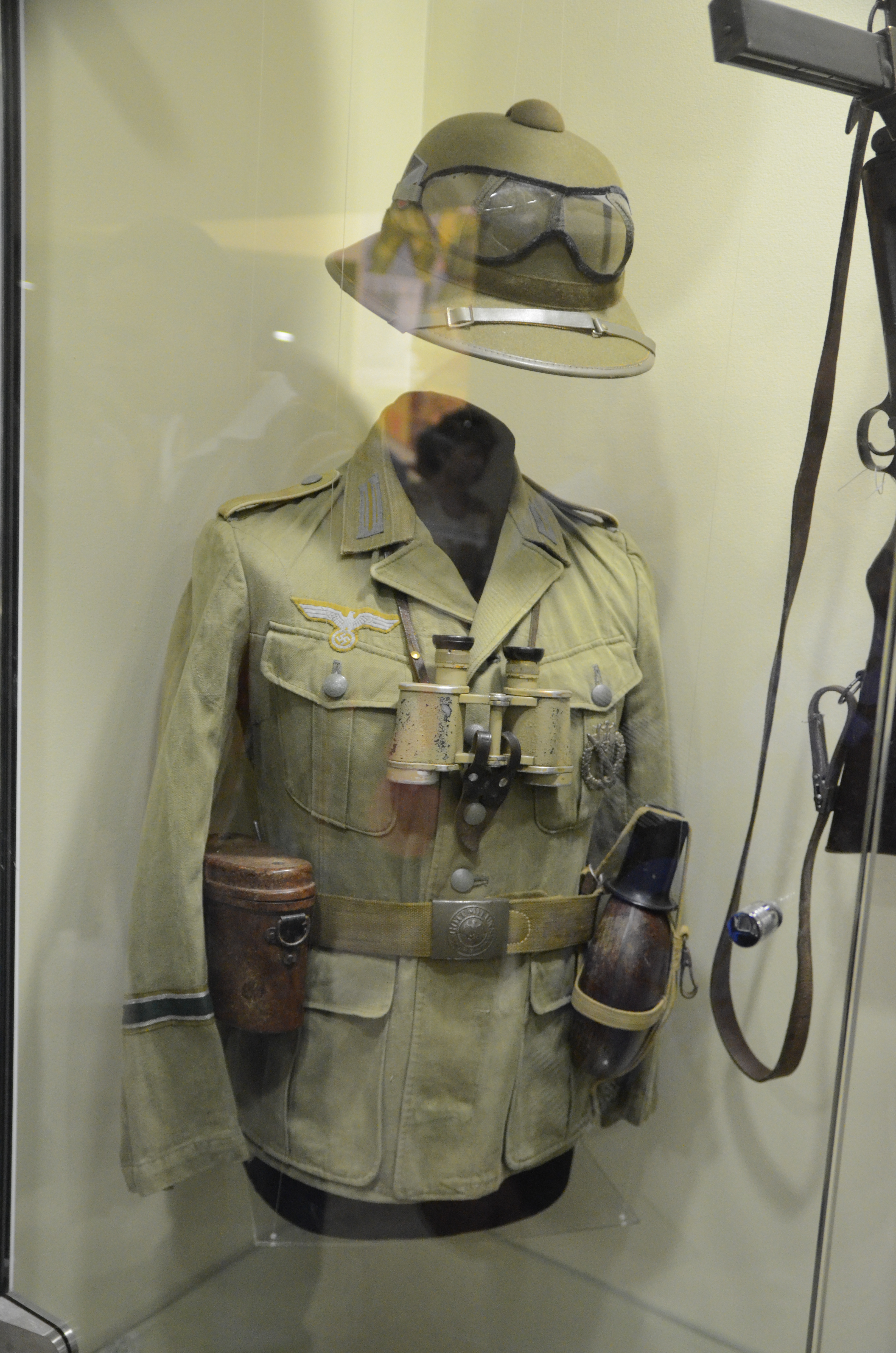
アフリカ軍団の熱帯野戦服と熱帯帽
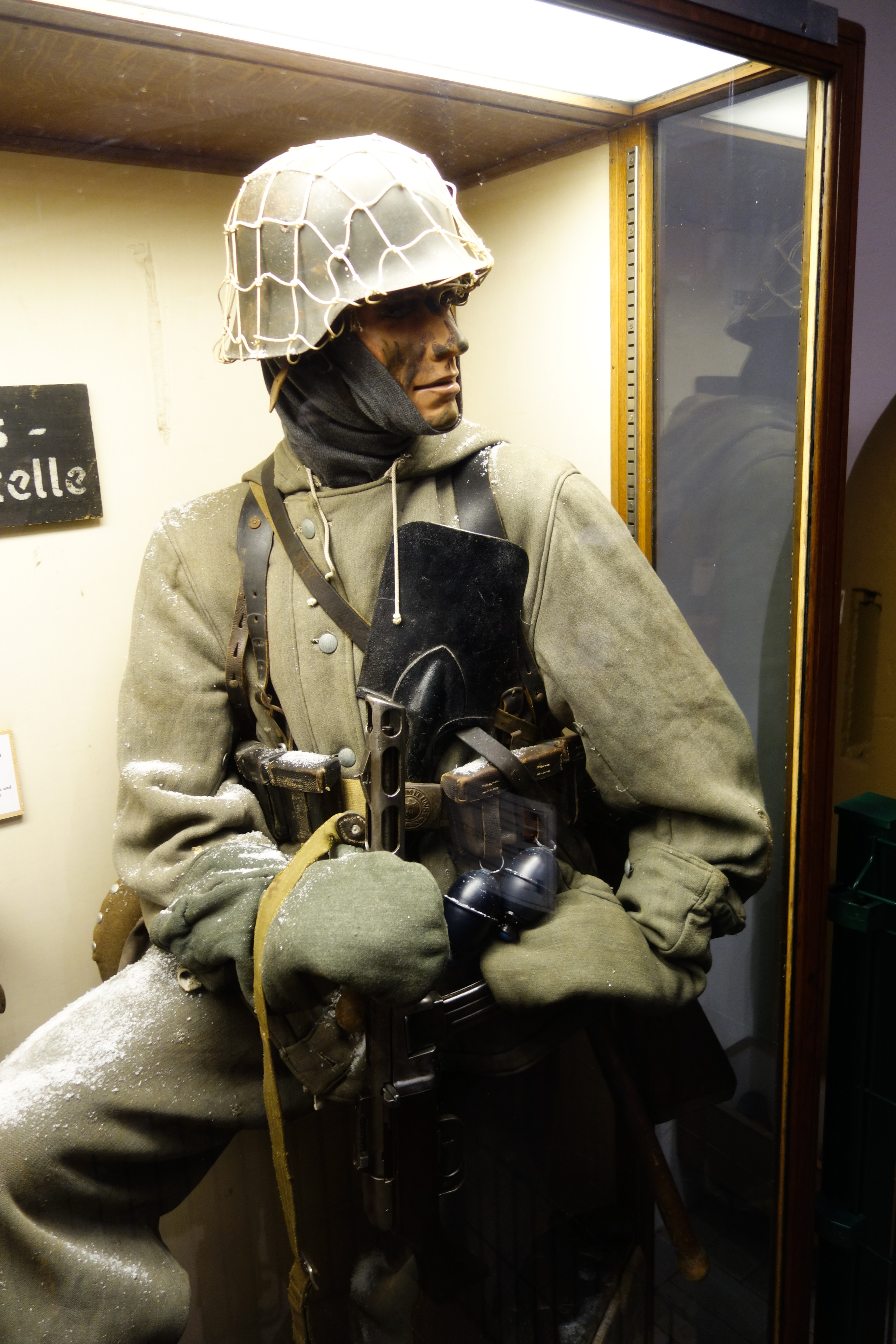
東部戦線の冬季防寒着
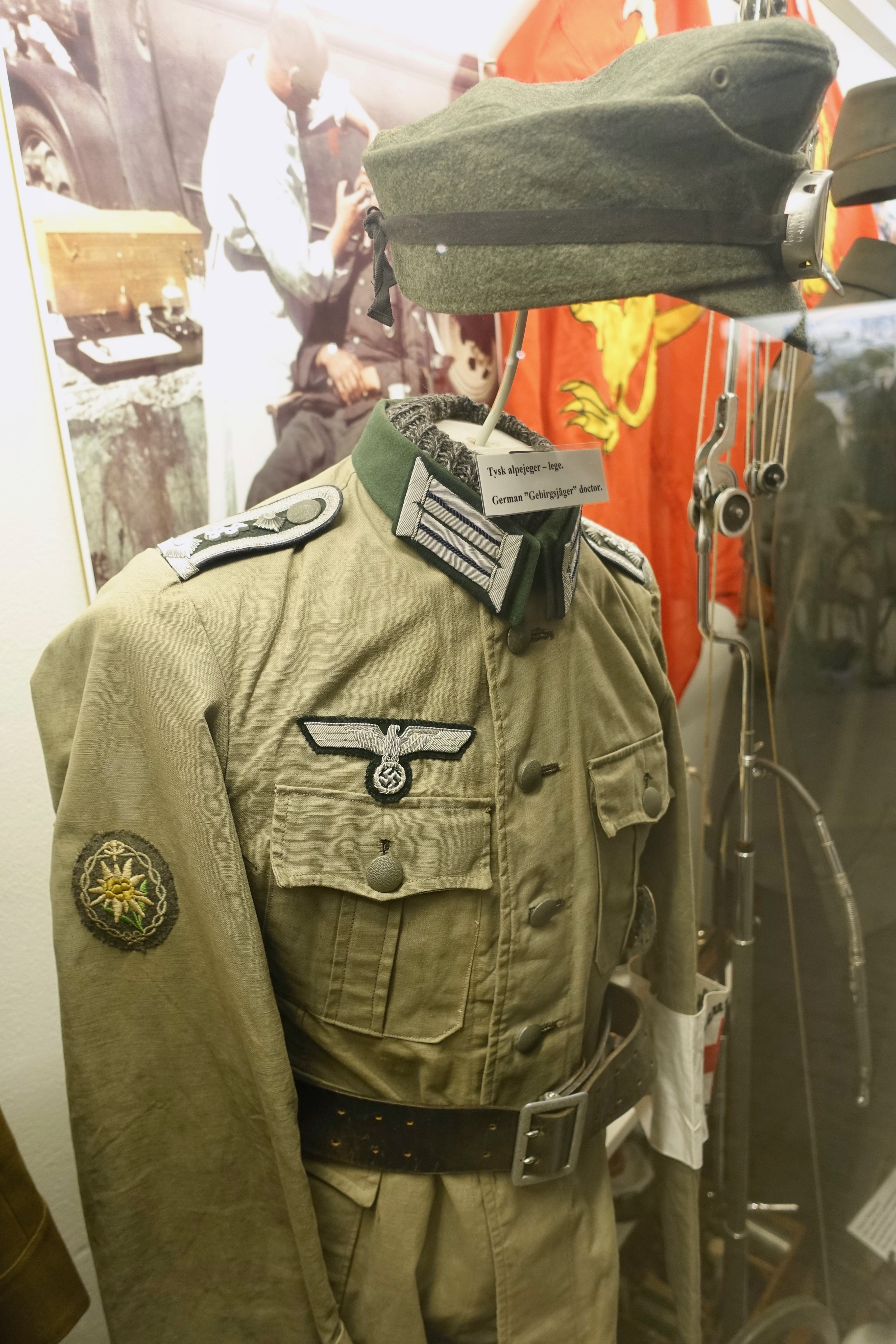
山岳部隊の山岳帽と軍服、後者はデニム生地で仕立てられている
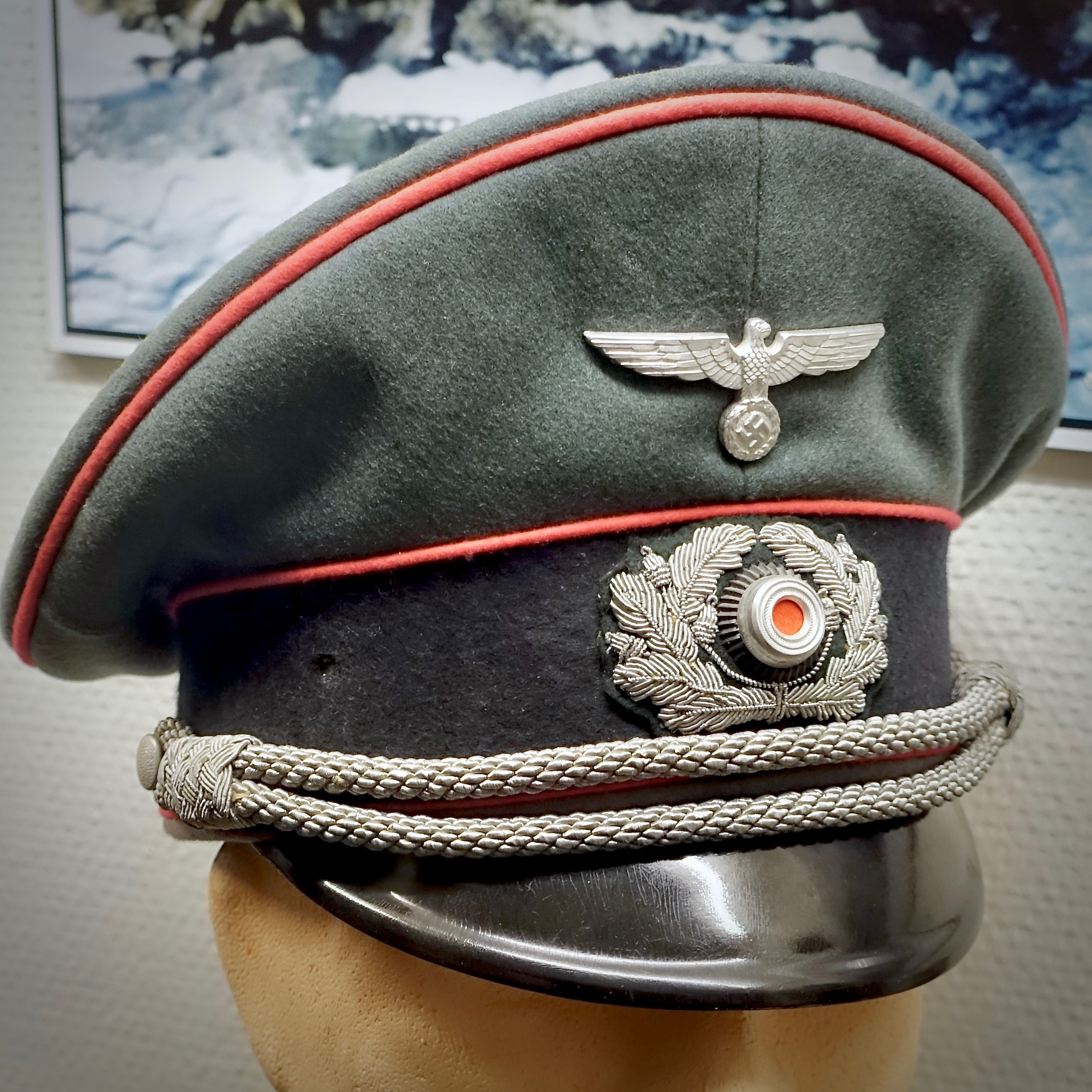
陸軍将校の制帽。ピンクのパイピングから装甲兵科である
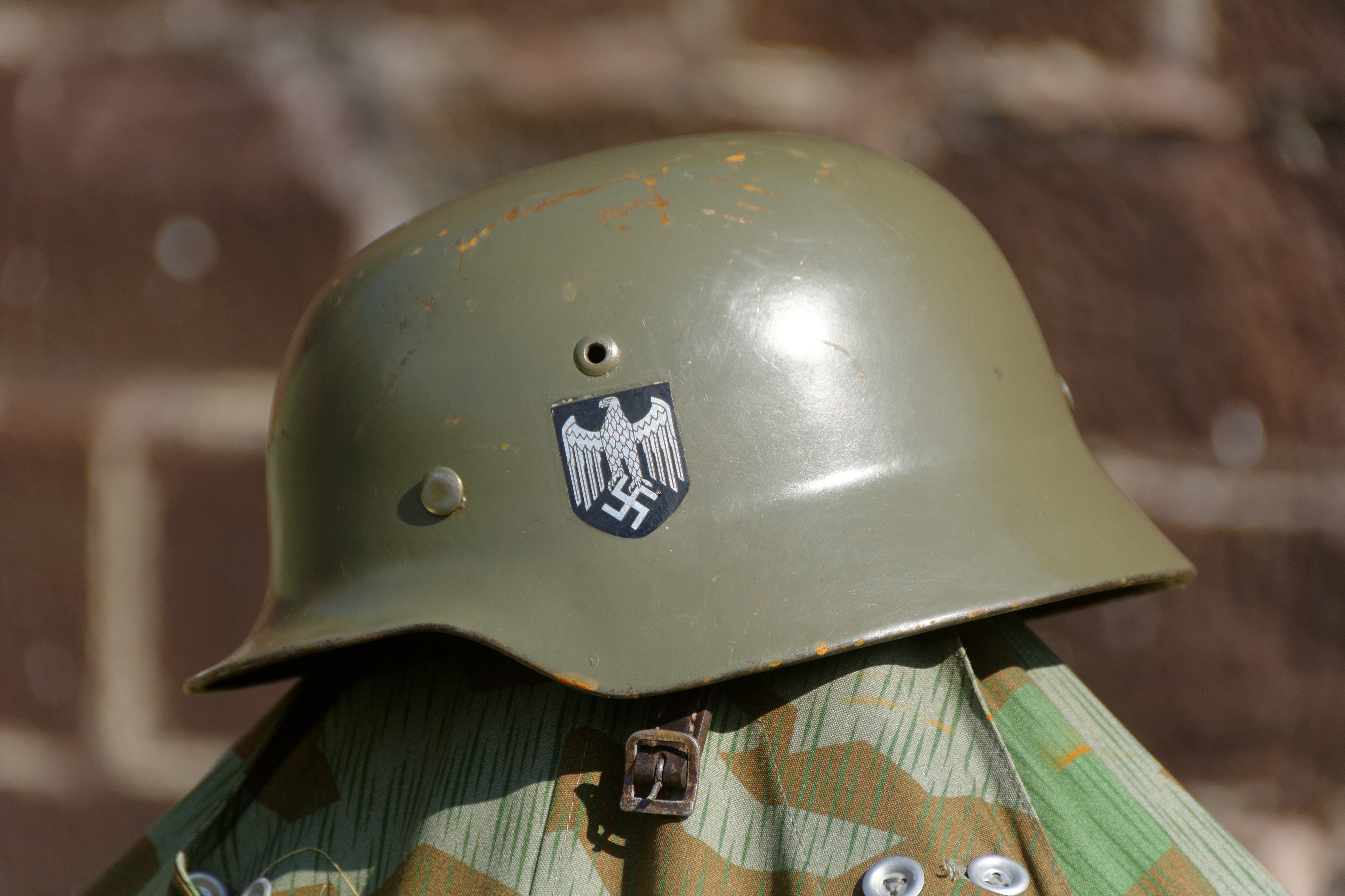
陸軍のシュタールヘルム（鉄兜）、軍用ポンチョを組み合わせた簡易テントの頂点に雨避けとして載せられている
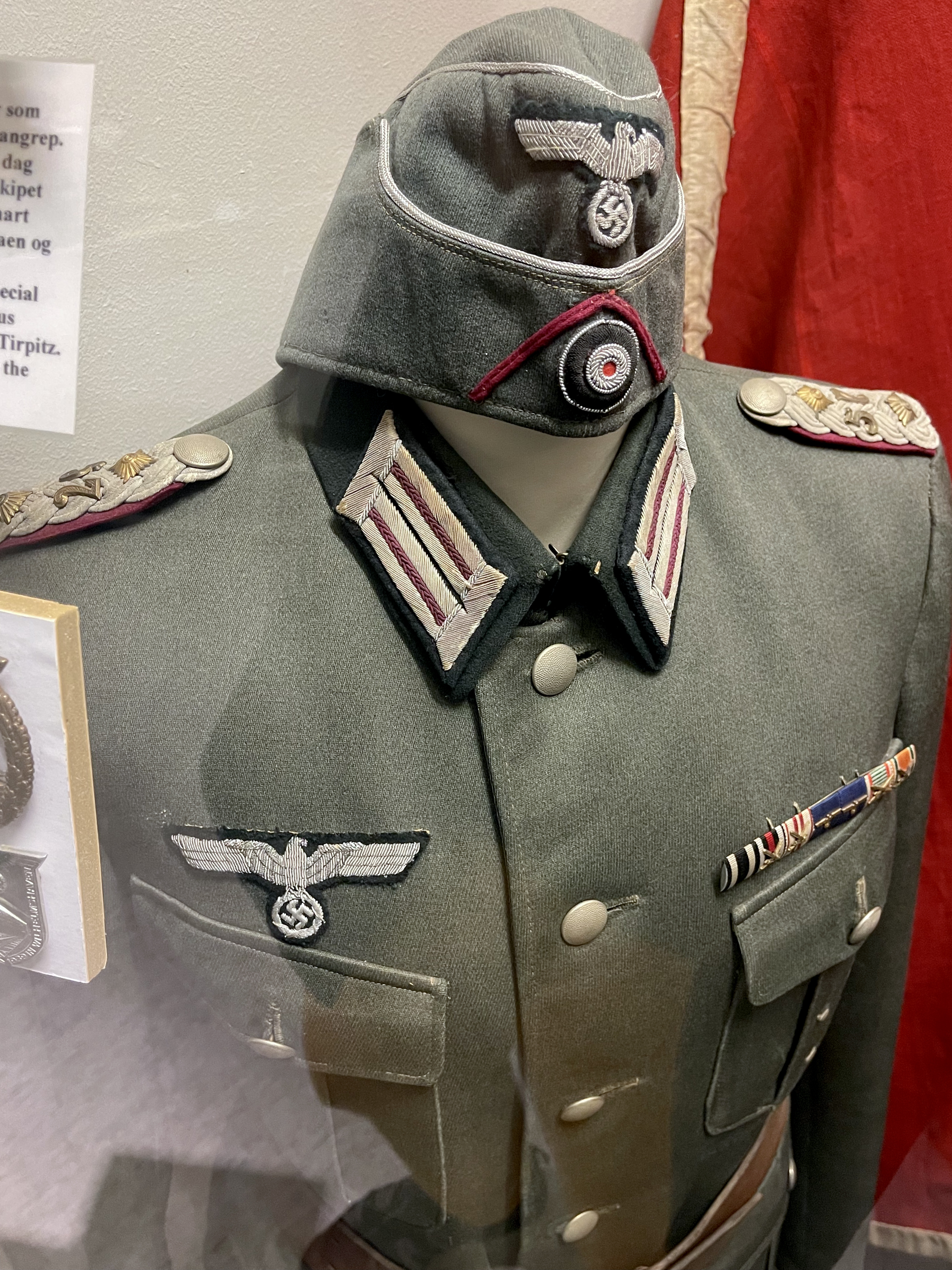
陸軍略帽
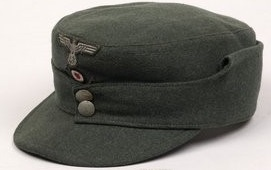
陸軍の規格帽
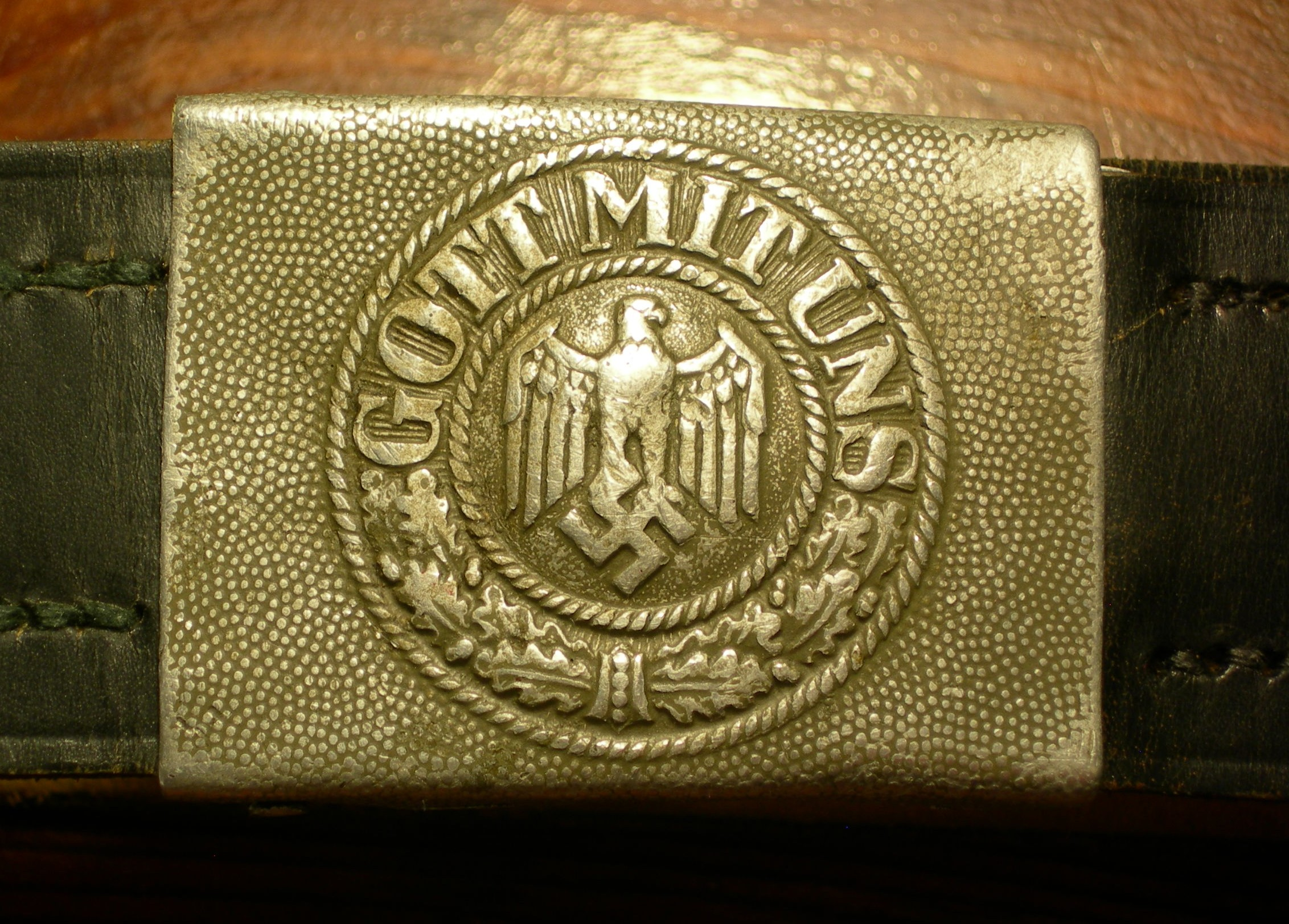
陸軍の下士官兵用ベルトバックル。文字は「神は我らと共に (GOTT MIT UNS)」

#### 海軍
海軍の軍服はネイビーブルー（濃紺）を基調とする。軍服に付く国家鷲章は金色である。海軍の軍服は帝政時代からさほど大きな変化はなかった。将校はネクタイ着用の開襟のダブルブレスレッドの軍服を通常勤務服とする。この服は肩章がなく、袖章で階級を識別する。下士官兵は水兵服（セーラー服）を基本とし、必要ならその上からピー・ジャケットや水兵正式制服を着用する。Uボート搭乗員は、比較的自由な服装が許されており、専用の皮コートがあった。海軍陸戦部隊は基本的に陸軍と同じ軍服を着用した。海軍の制帽の顎紐は将校も非将校も皮であるが、鍔の飾りが下士官兵、尉官、佐官、将官で異なる。水兵帽のペンネント（帽子を止めるための長いリボン）には当初は勤務艦名が記されていたが、保安上の理由から後に「Kriegsmarine」（海軍）の表記となった。

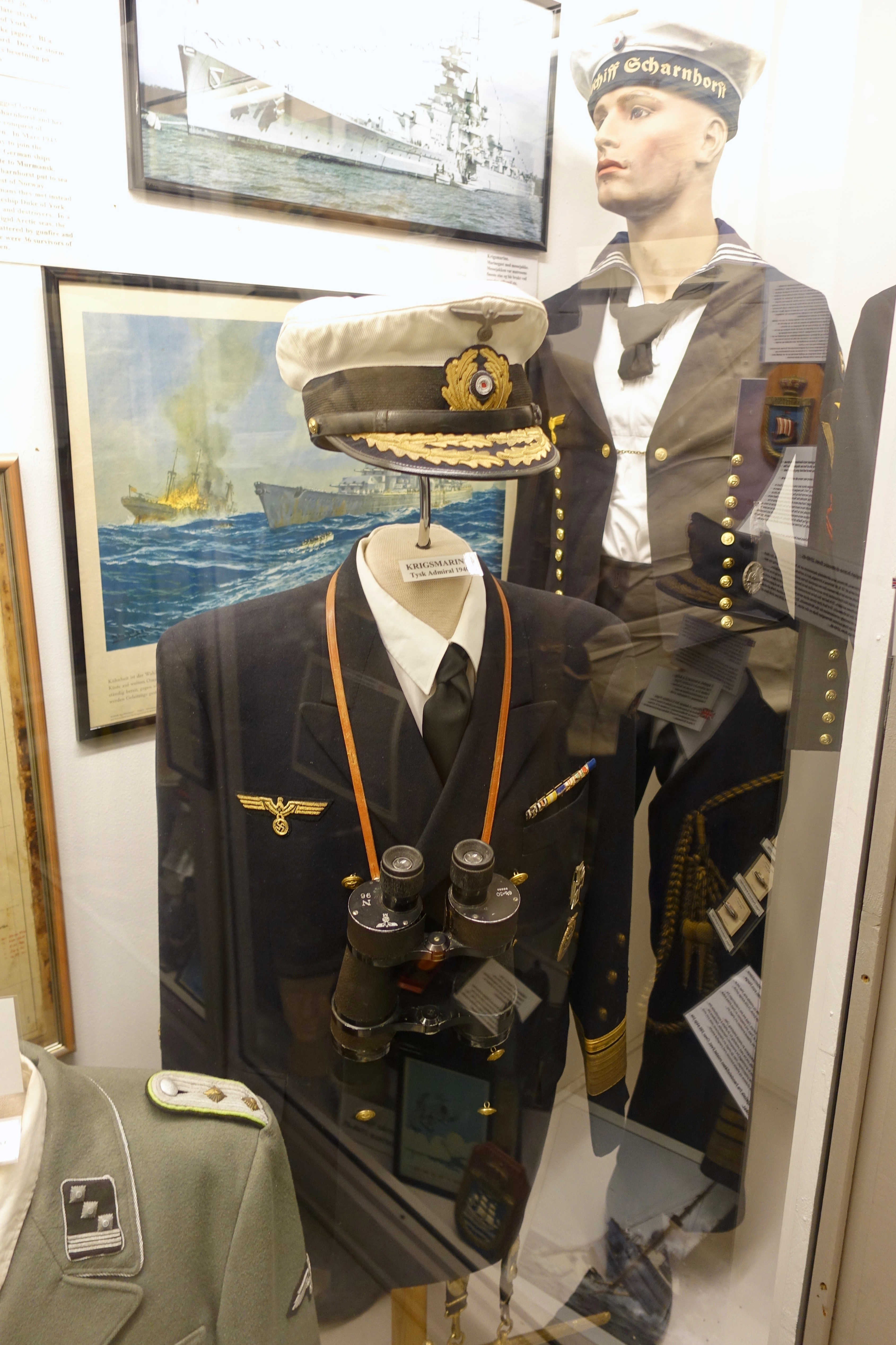
海軍将校の通常勤務服（手前）と水兵服の上に着る水兵正式制服（後ろ）
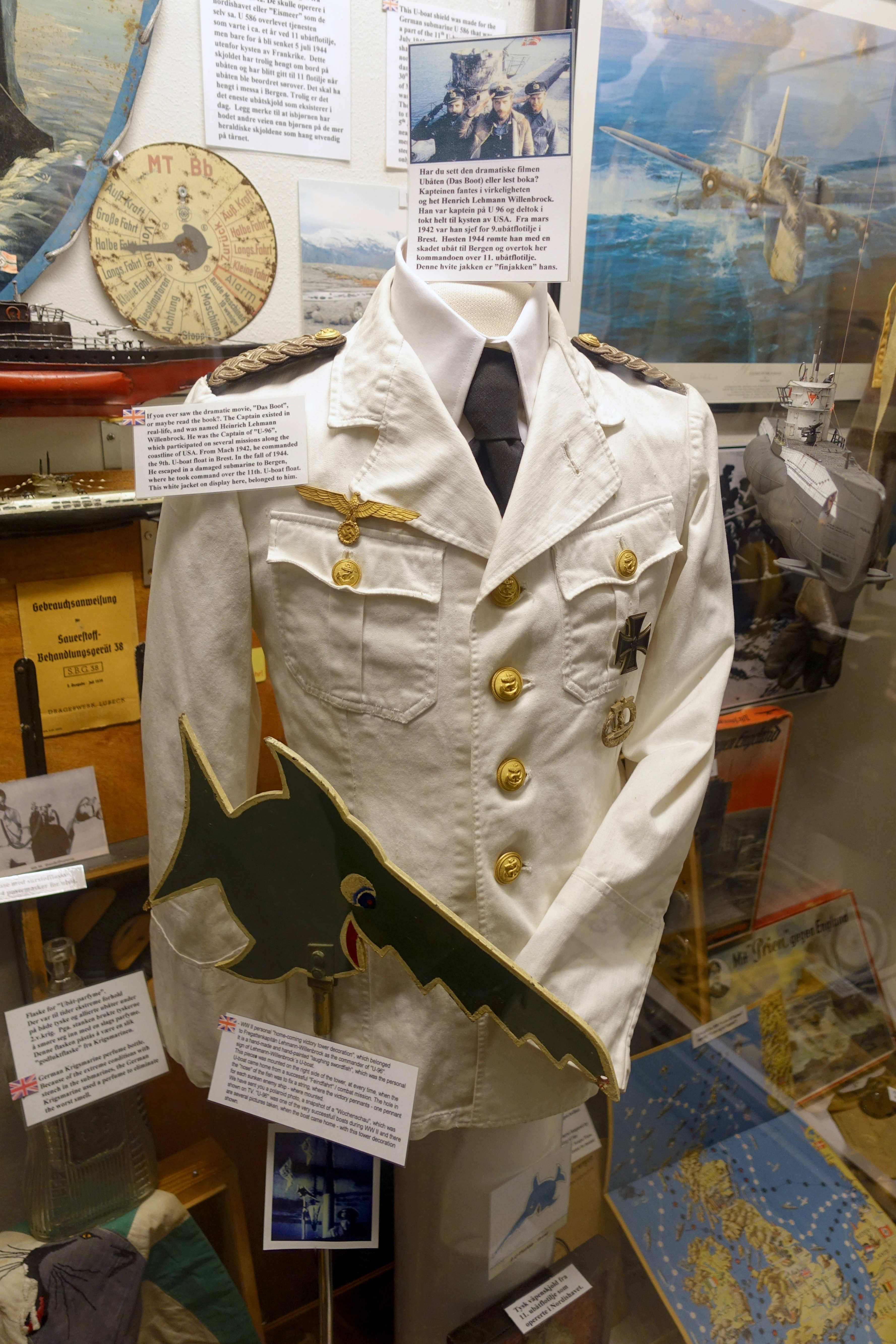
海軍将校の夏用の白い制服
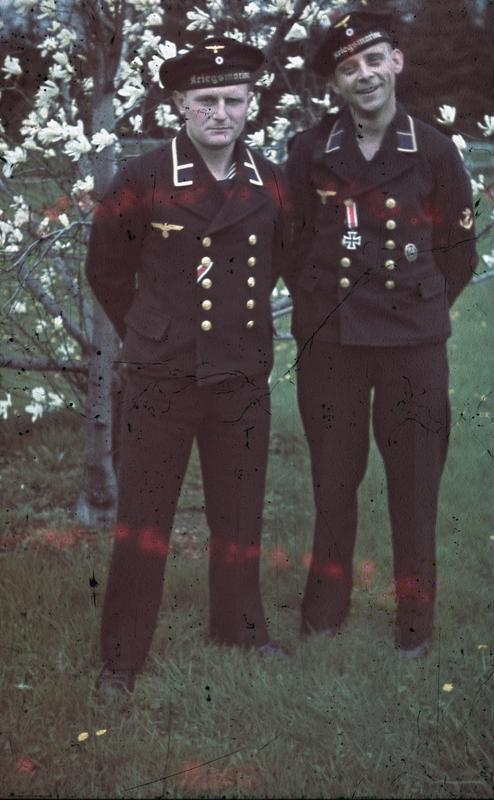
ピー・ジャケット。下士官兵が水兵服の上から着用する通常勤務服。
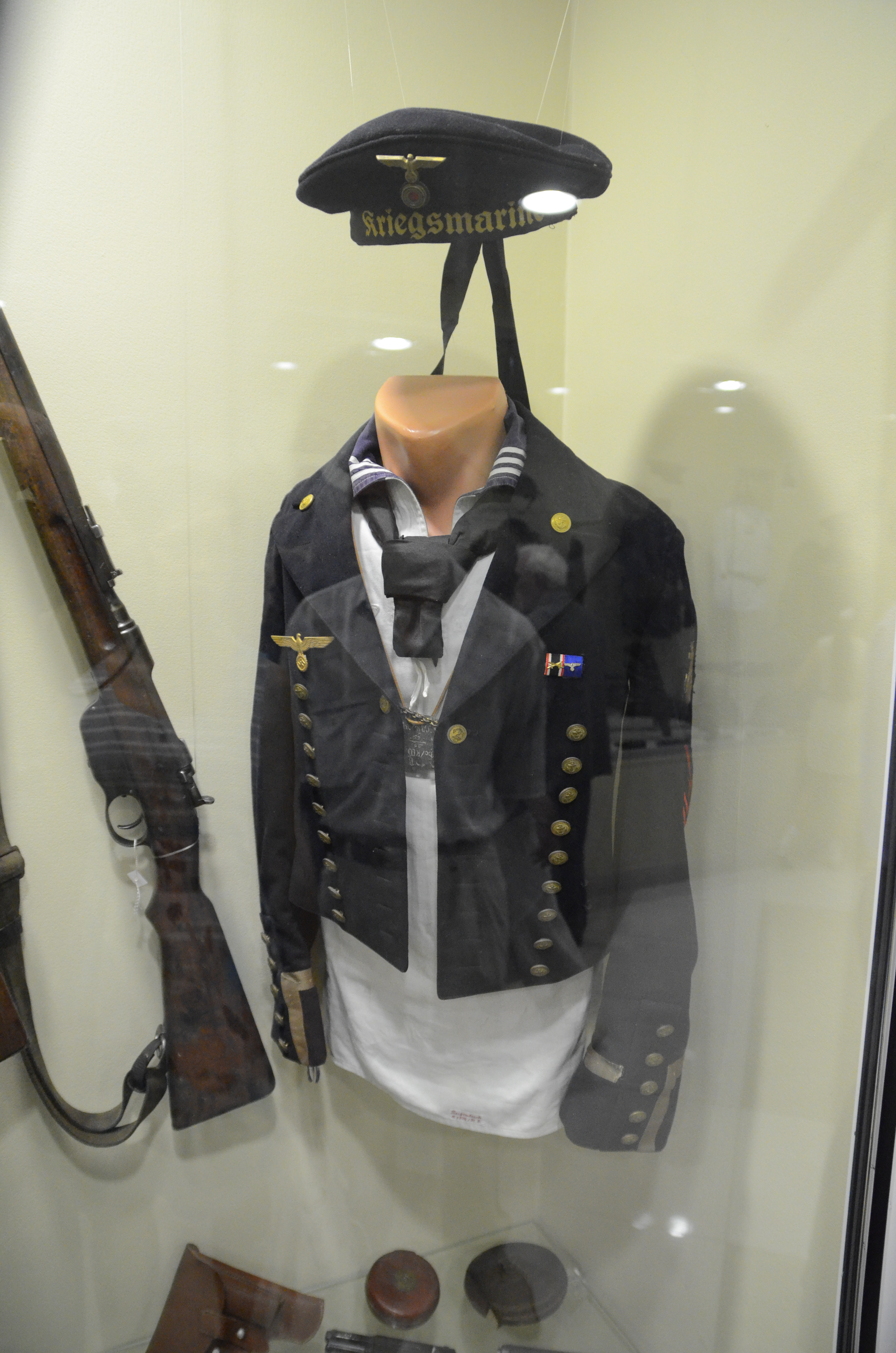
水兵服の上に着る水兵正式制服
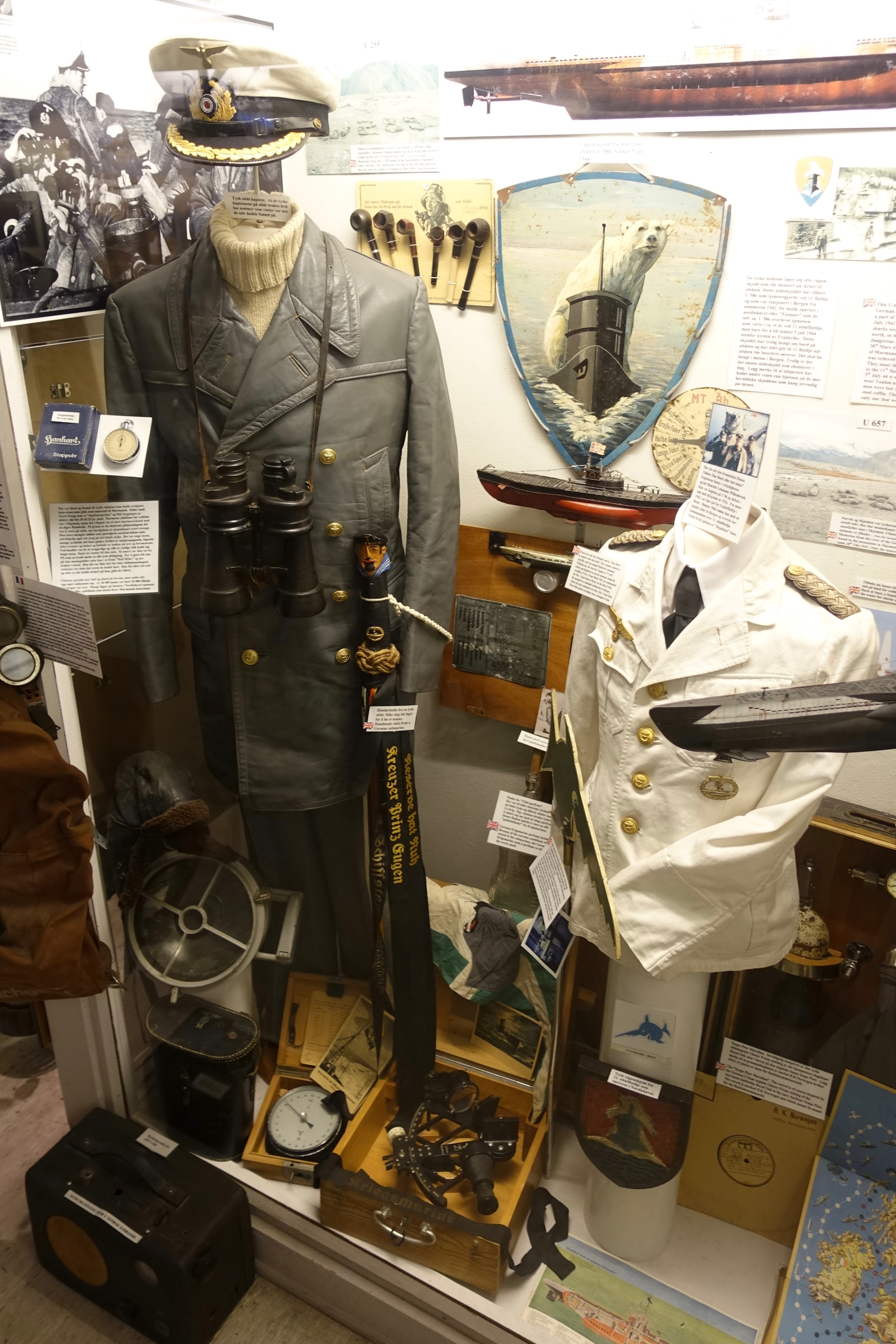
Uボートの将校用の革ジャケット（左）と海軍の夏期用制服（右）
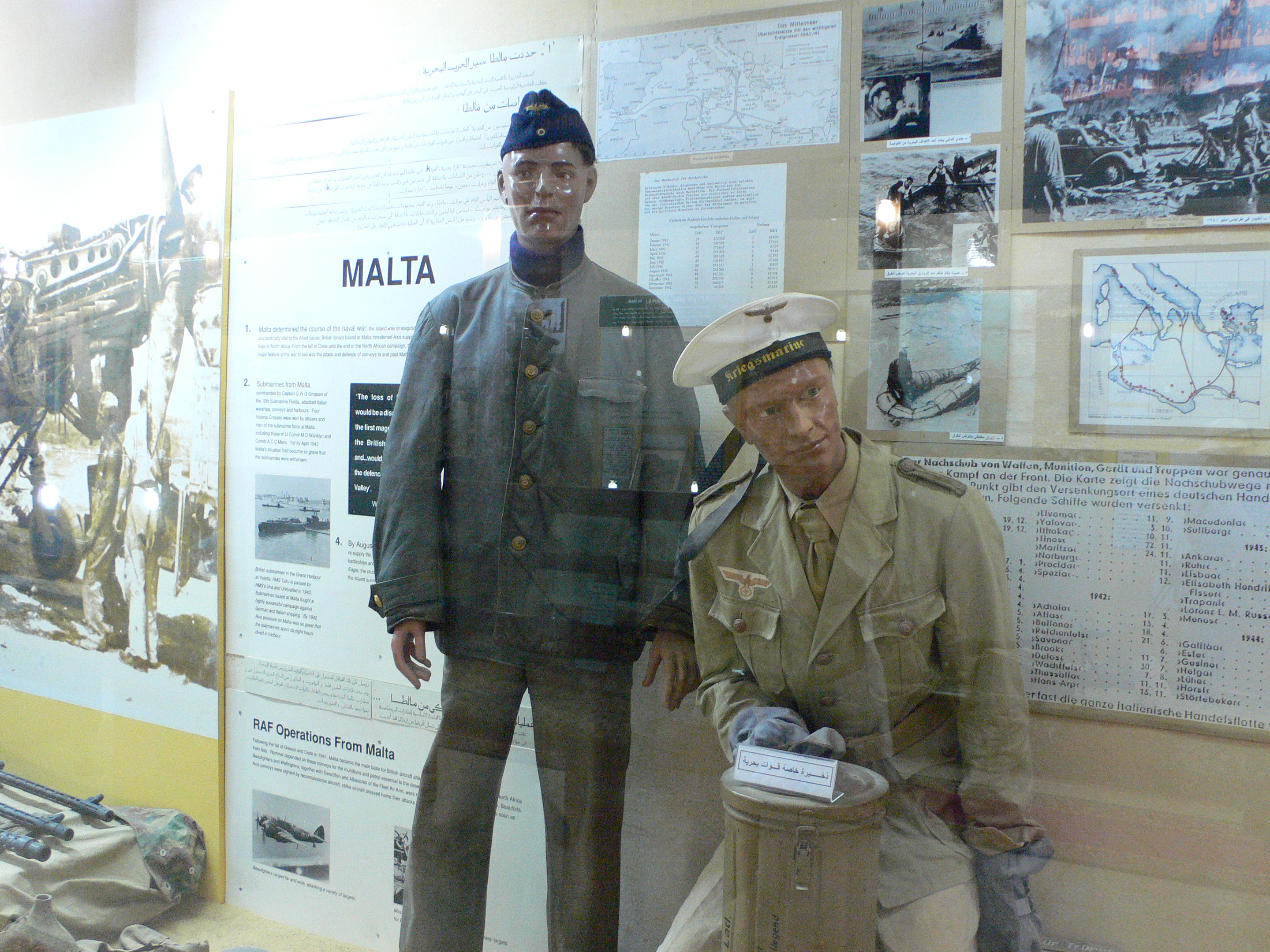
Uボート搭乗水兵の皮ジャケット（左）と海軍の熱帯服（右）
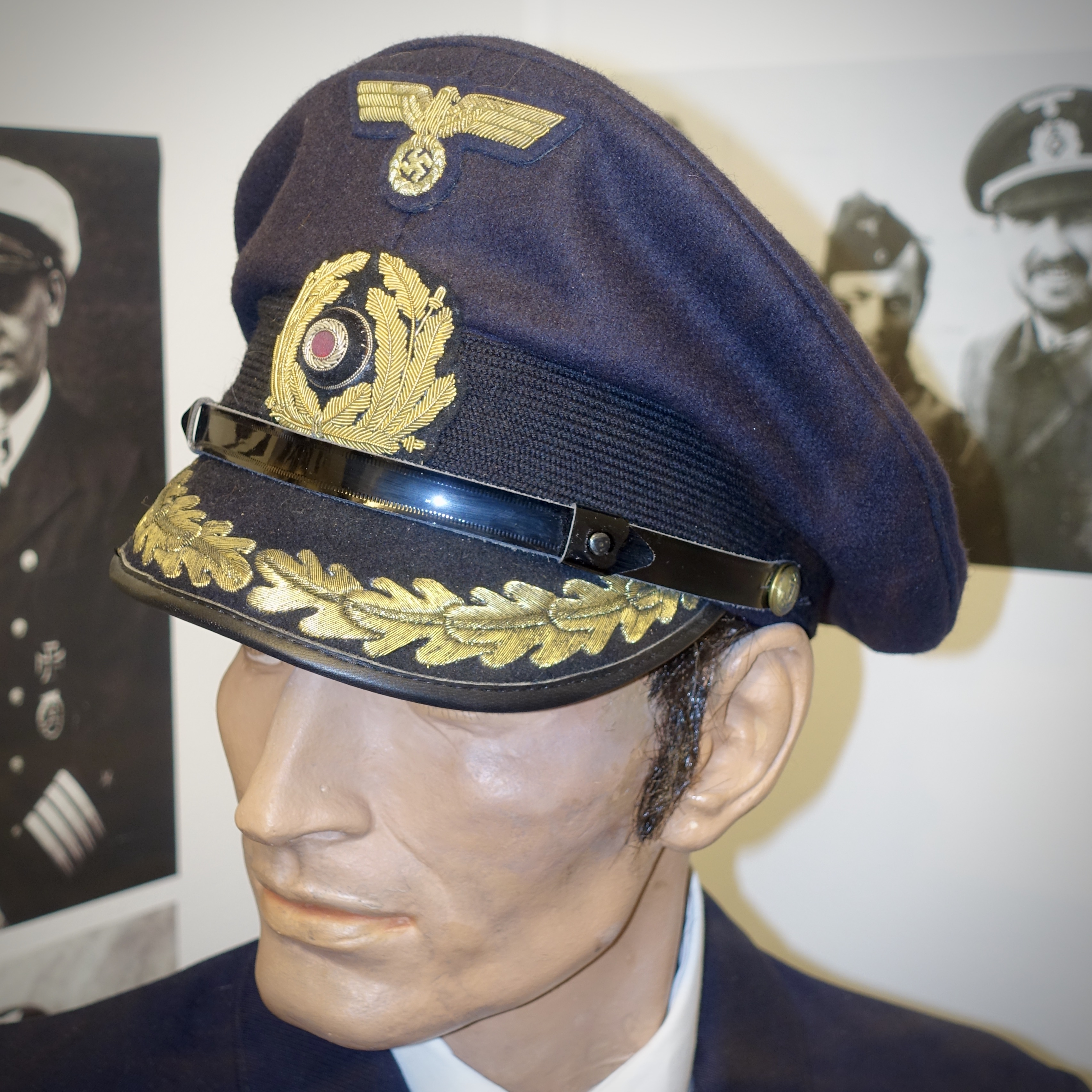
海軍将校制帽（佐官）
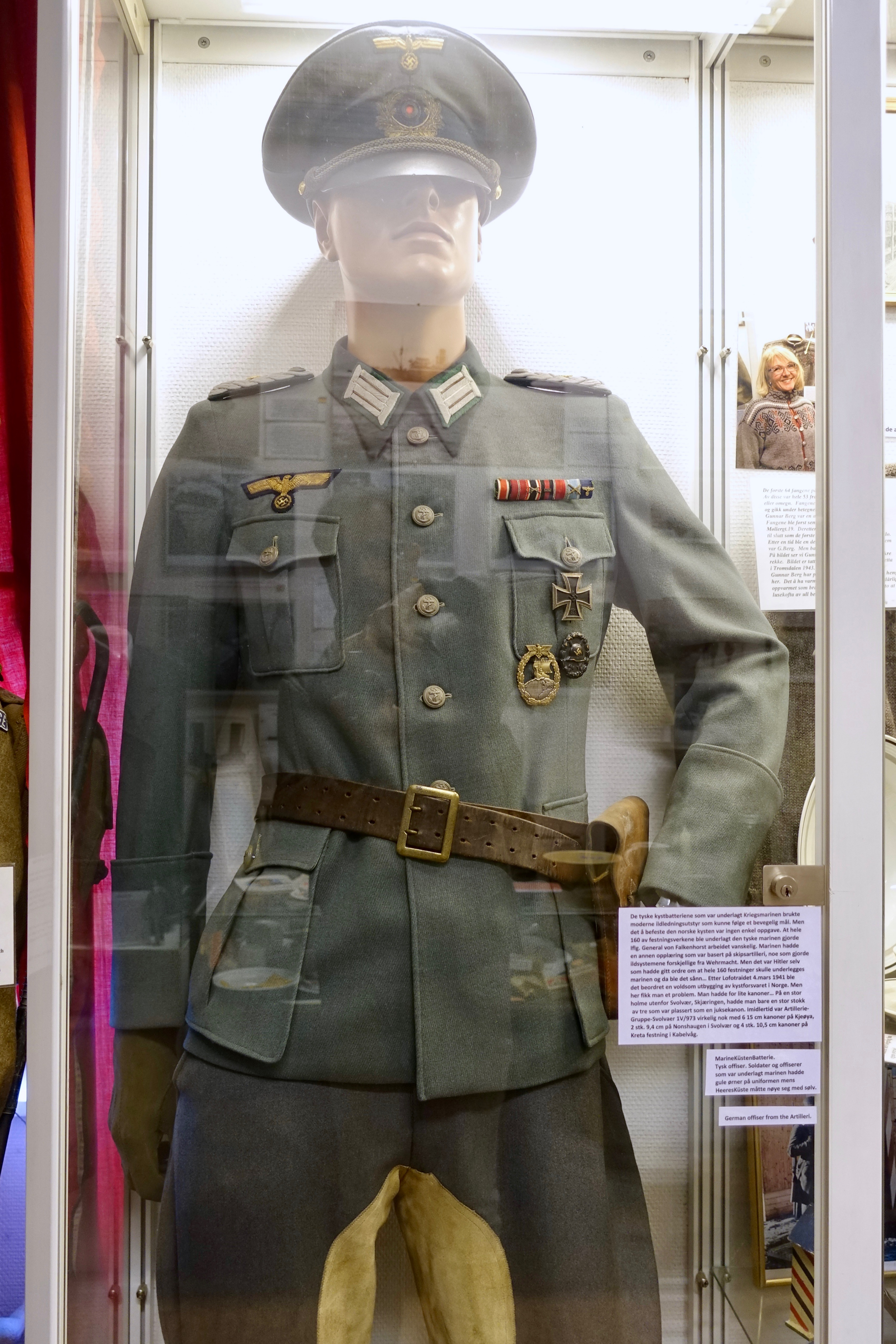
海軍陸戦部隊の将校の野戦服
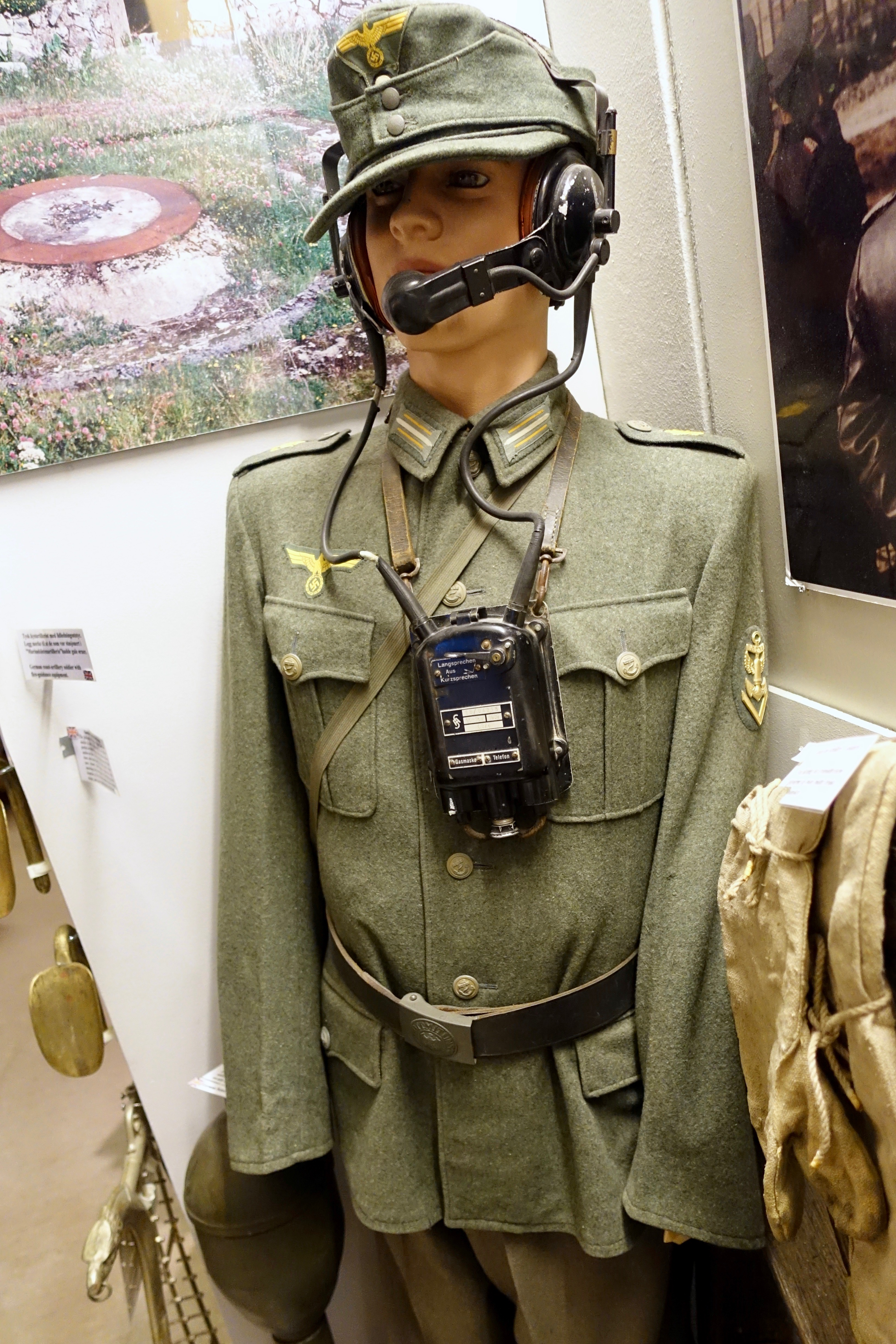
海軍陸戦部隊の兵卒の野戦服。規格帽をかぶる。
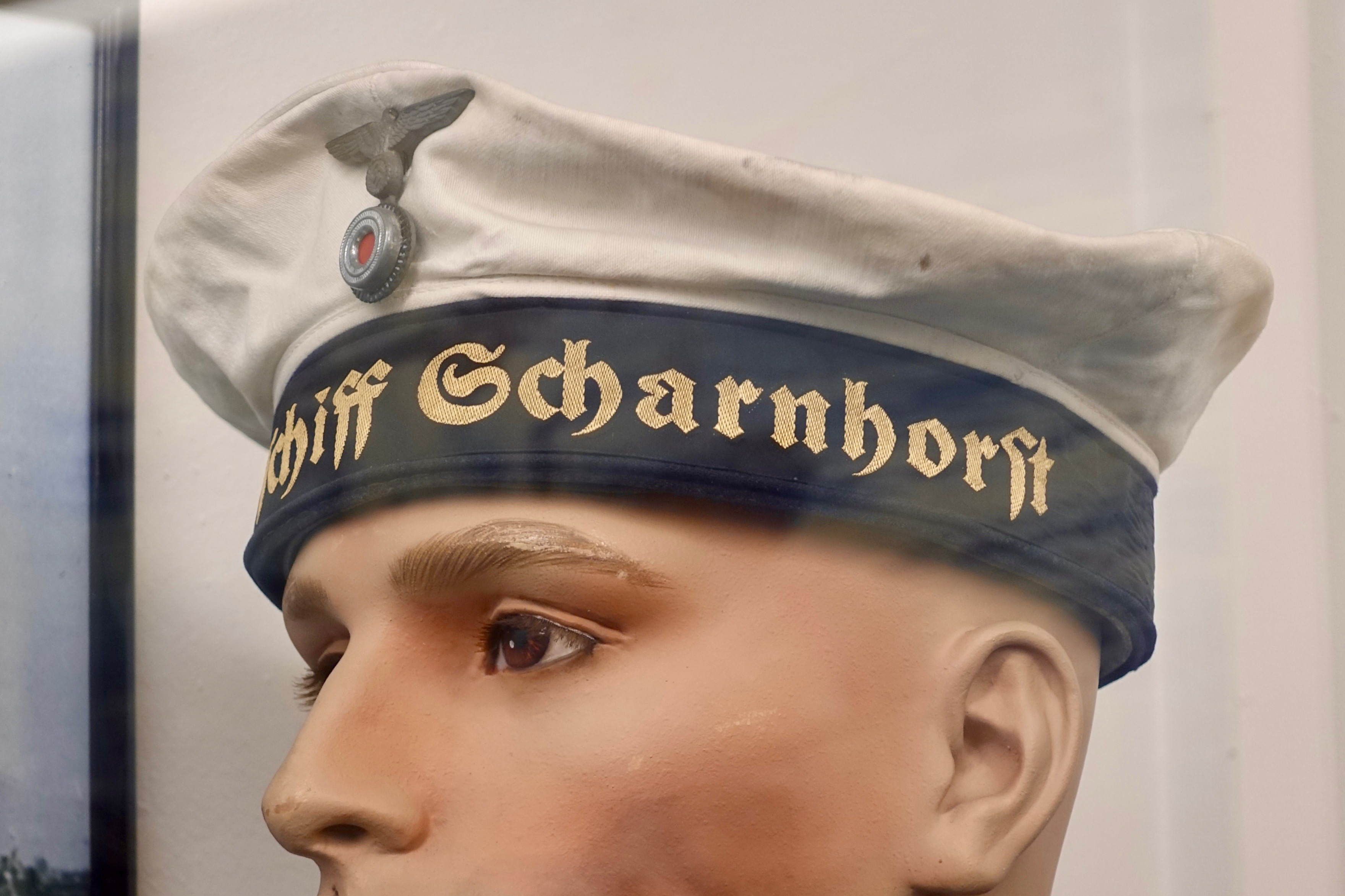
水兵帽
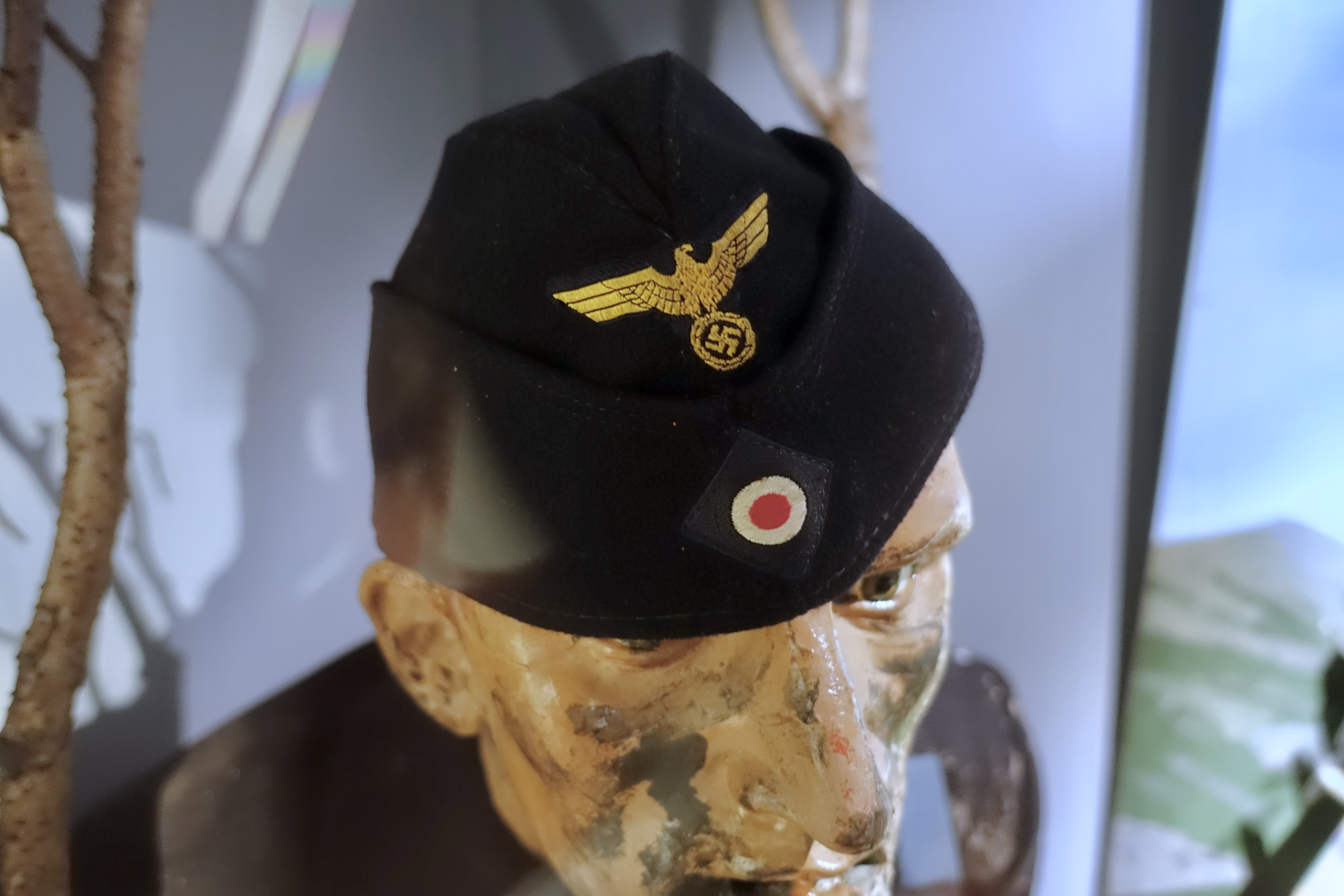
海軍略帽

#### 空軍
空軍の軍服はブルーグレーを基調とした。空軍の鷲章は陸軍海軍とデザインが異なり、空を飛んでいる躍動感のある鷲のデザインになっている。空軍のもっとも基本的軍服はトゥーフロック(Tuchrock)である。ネクタイ着用の開襟制服で肩章と襟章の両方で階級や兵科色が表示される。将校が使用することが多かった。比翼仕立てのフリーガーブルーゼ(Fliegerbluse)はパイロットが飛行服の下に着た他、下士官兵が通常制服にすることが多かった。将官には特別な席で着用する特別制服(Kleiner Rock für Generale)もあった。パイロットの飛行服は大戦初期はカバーオールの物が支給されていたが、1940年以降はフライト・ジャッケットの着用が一般的になった。降下猟兵は専用の降下用シュタールヘルム、降下用スモック、降下用ズボン、降下用ブーツがあった。

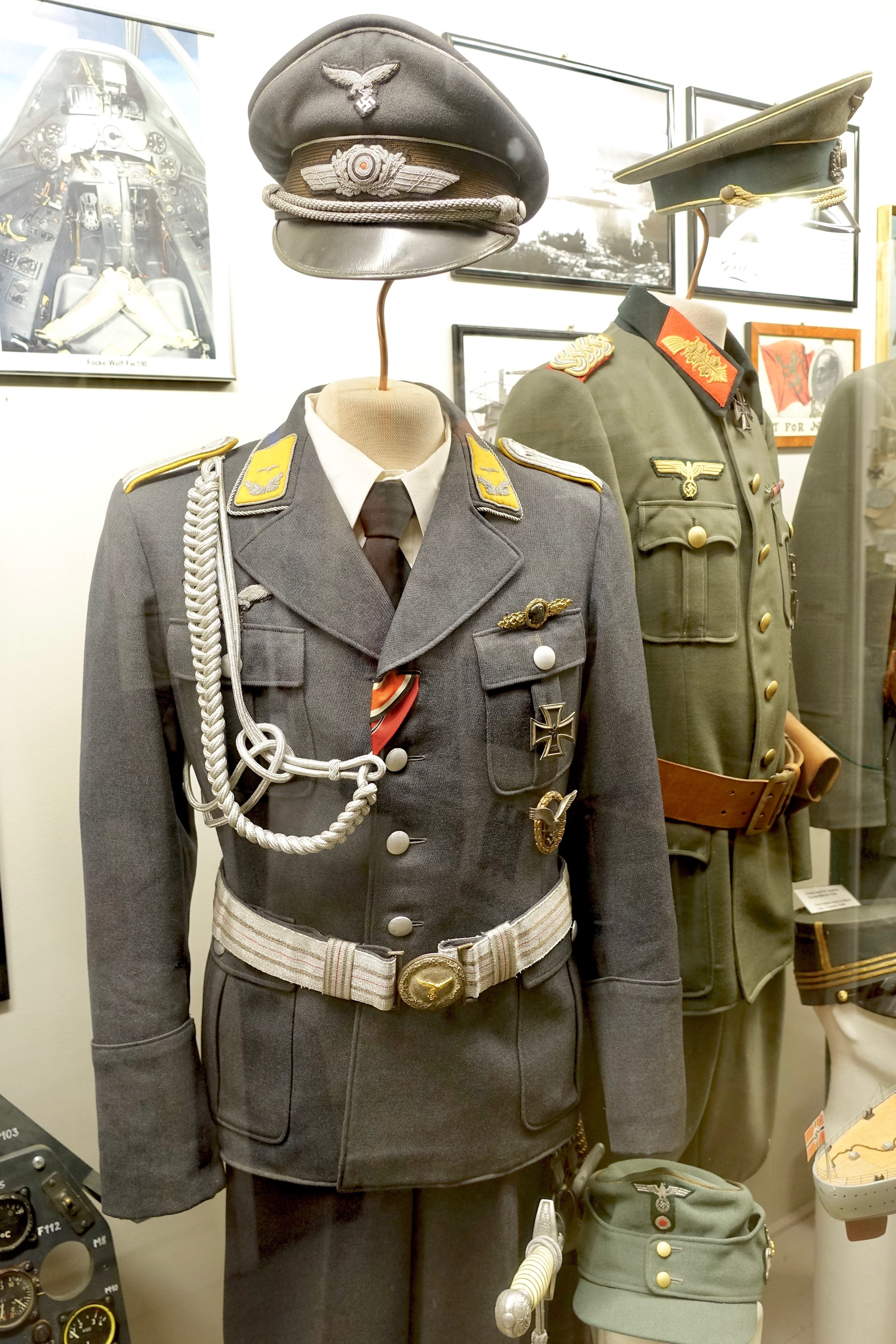
トゥーフロック。空軍将校の通常勤務服。
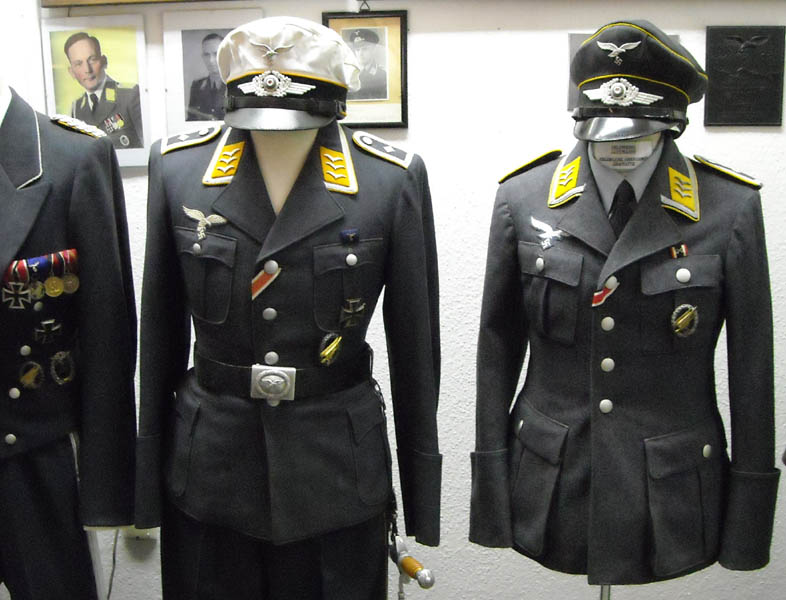
空軍下士官のトゥーフロック。
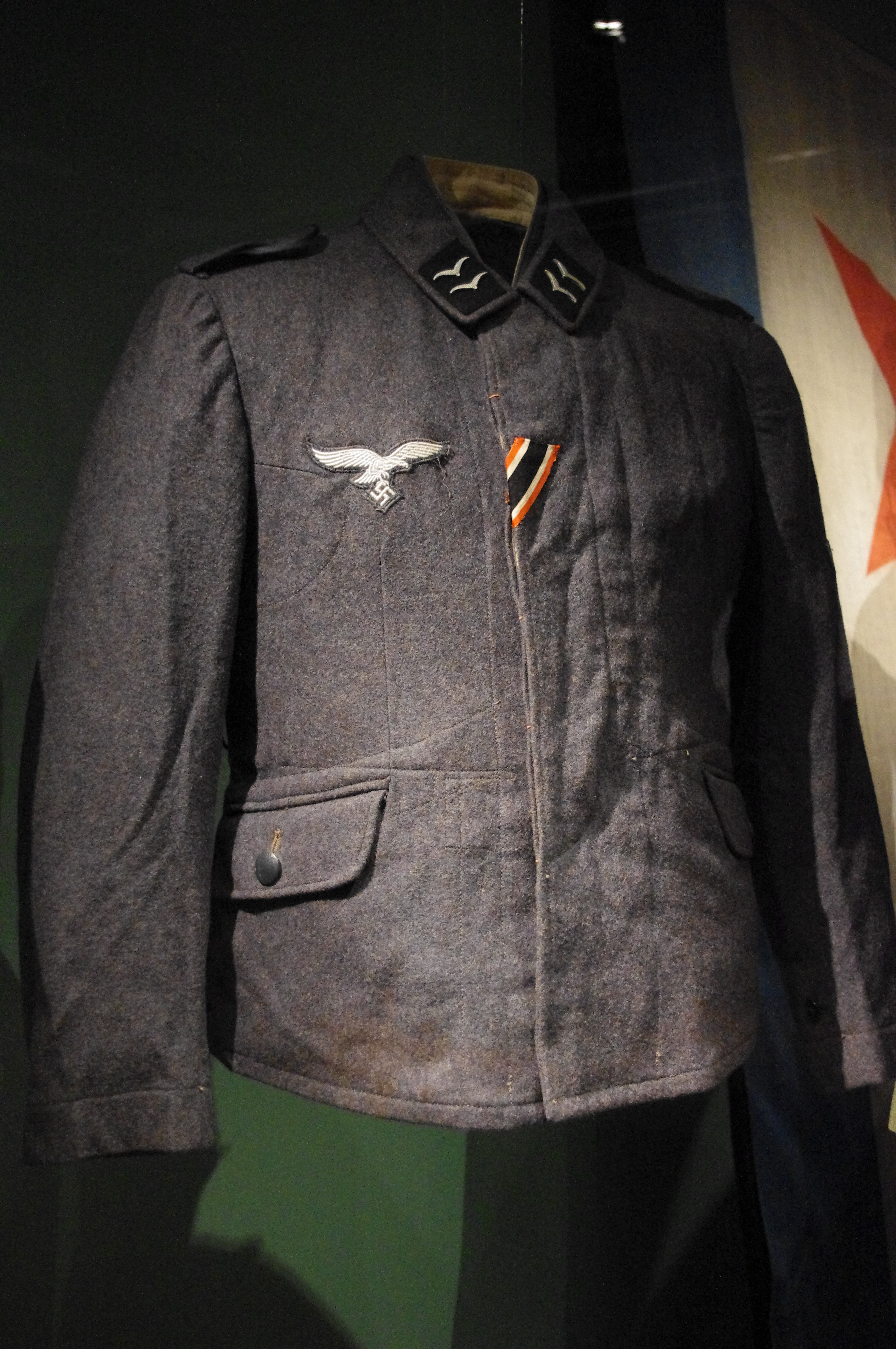
空軍のフリーガーブルーゼ。パイロットが飛行服の下に着たり、下士官兵士が通常制服にした。
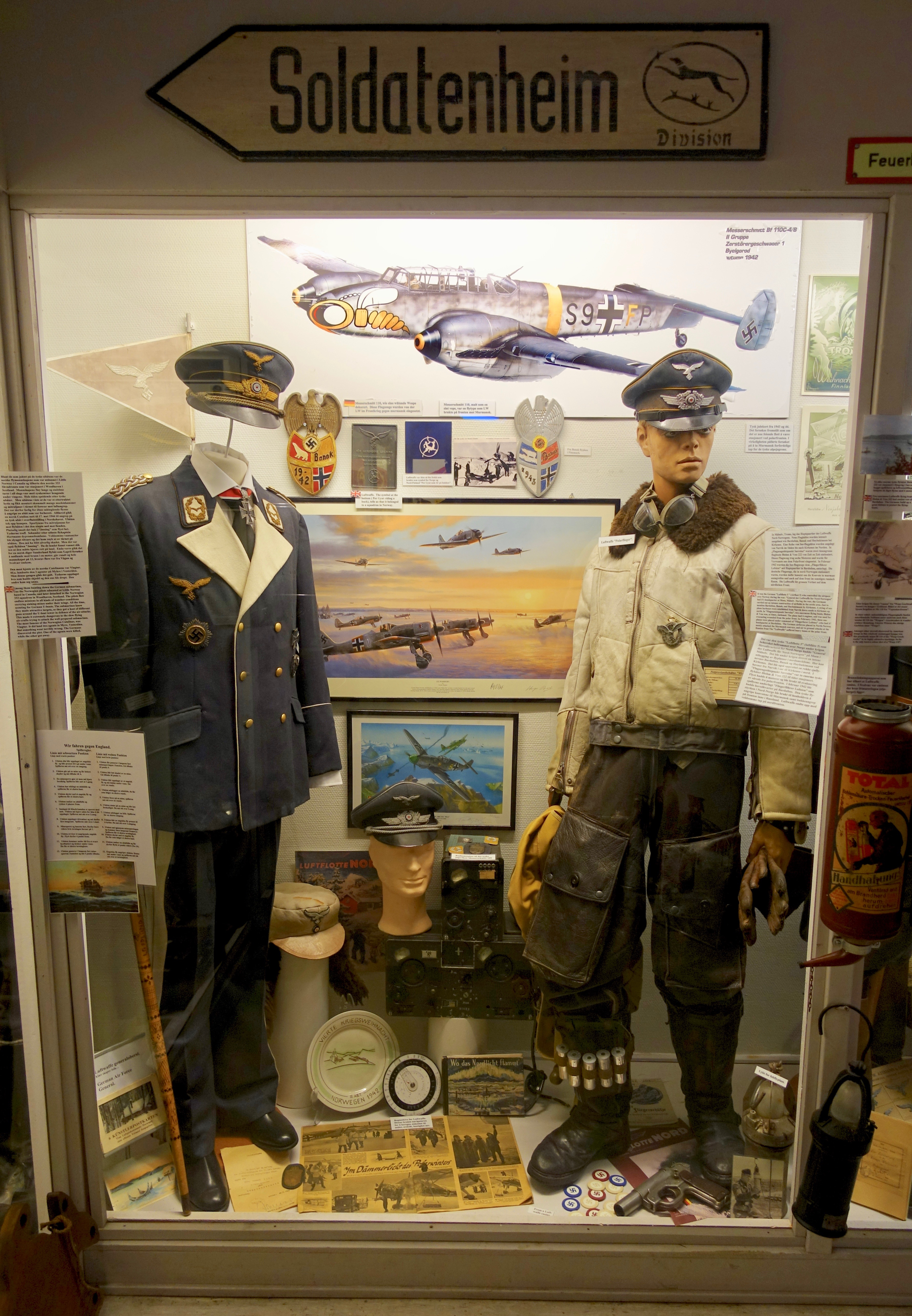
空軍将官の特別制服とパイロットのフライトジャケット
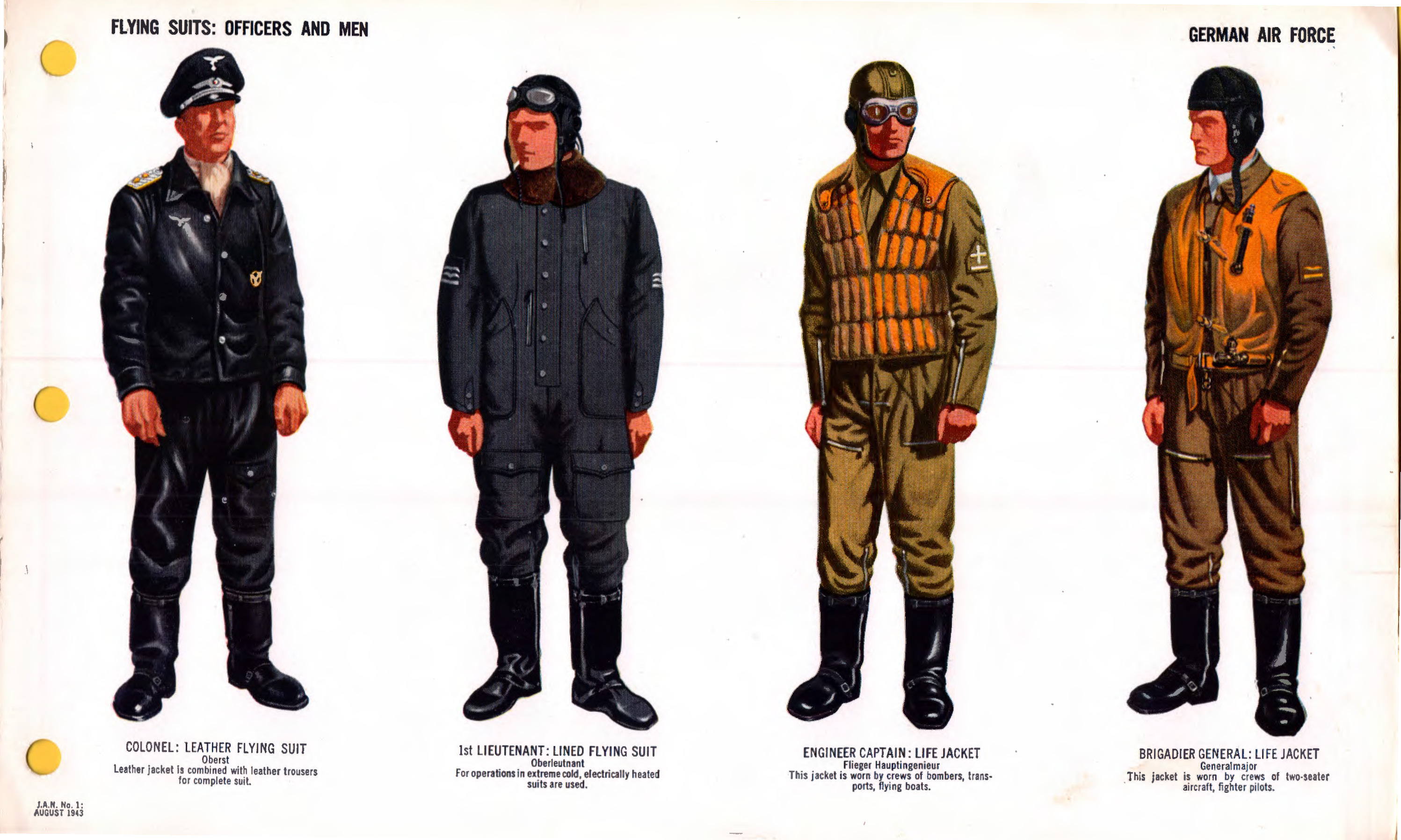
ドイツ空軍飛行服
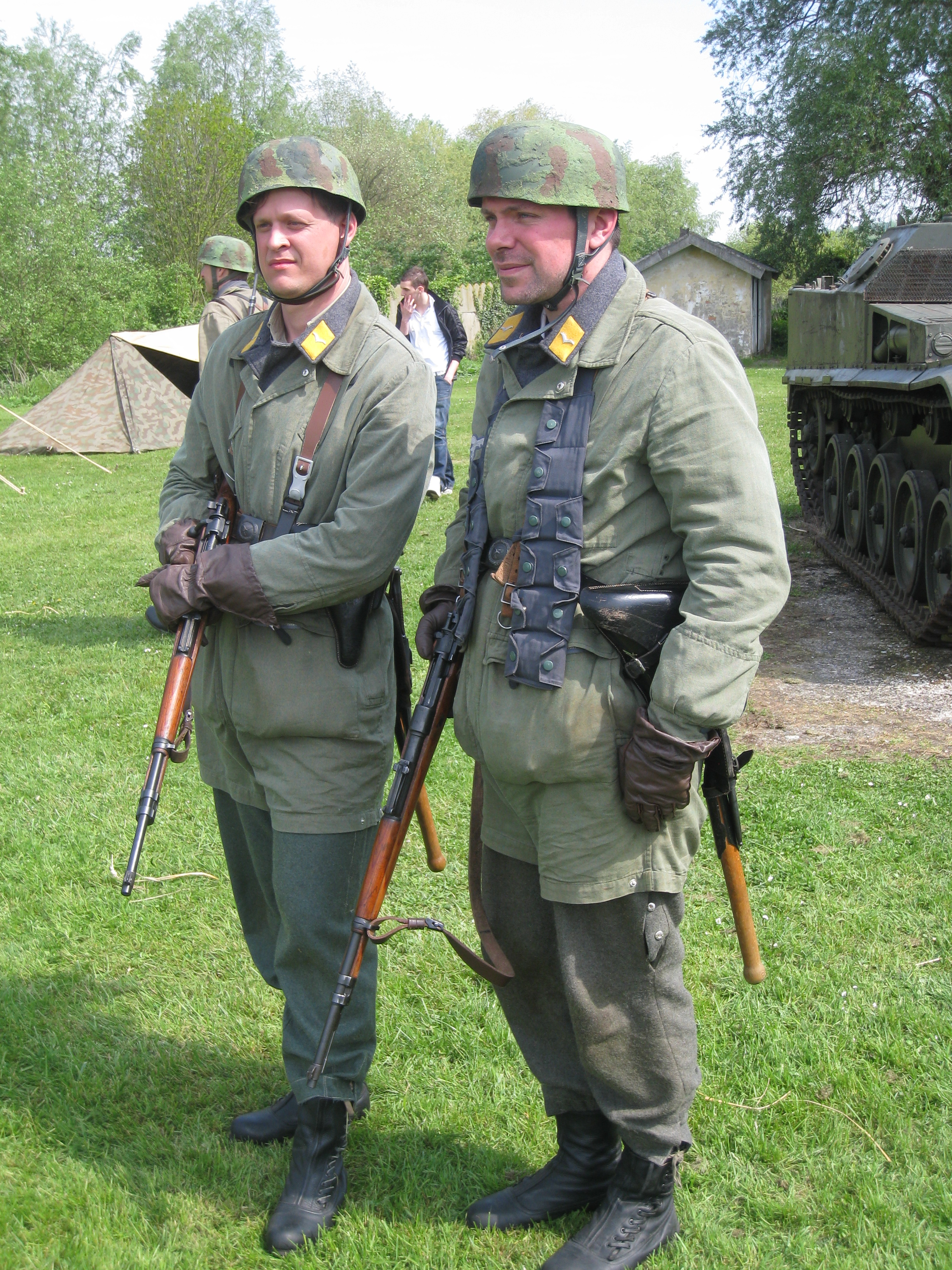
降下猟兵の降下用スモックを着用する歴史再現イベント参加者
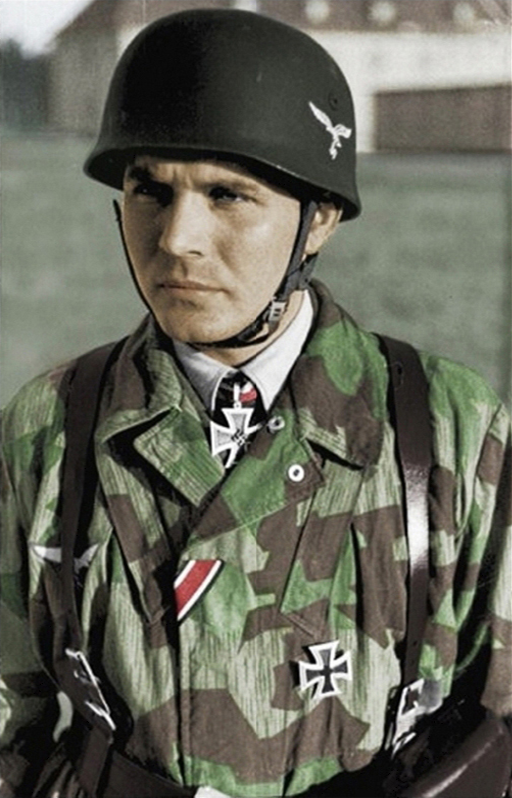
迷彩柄の降下用スモック
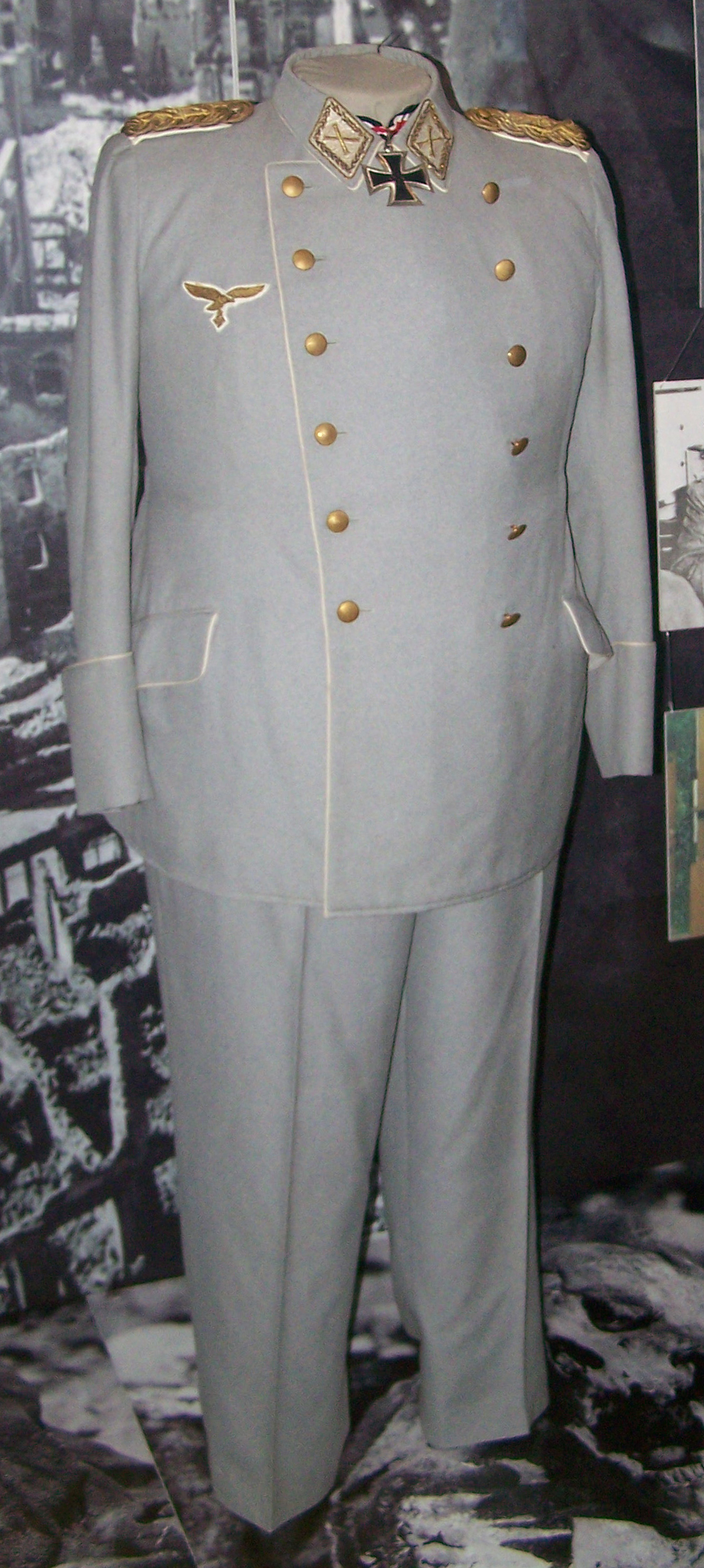
ドイツ空軍総司令官ゲーリングの軍服
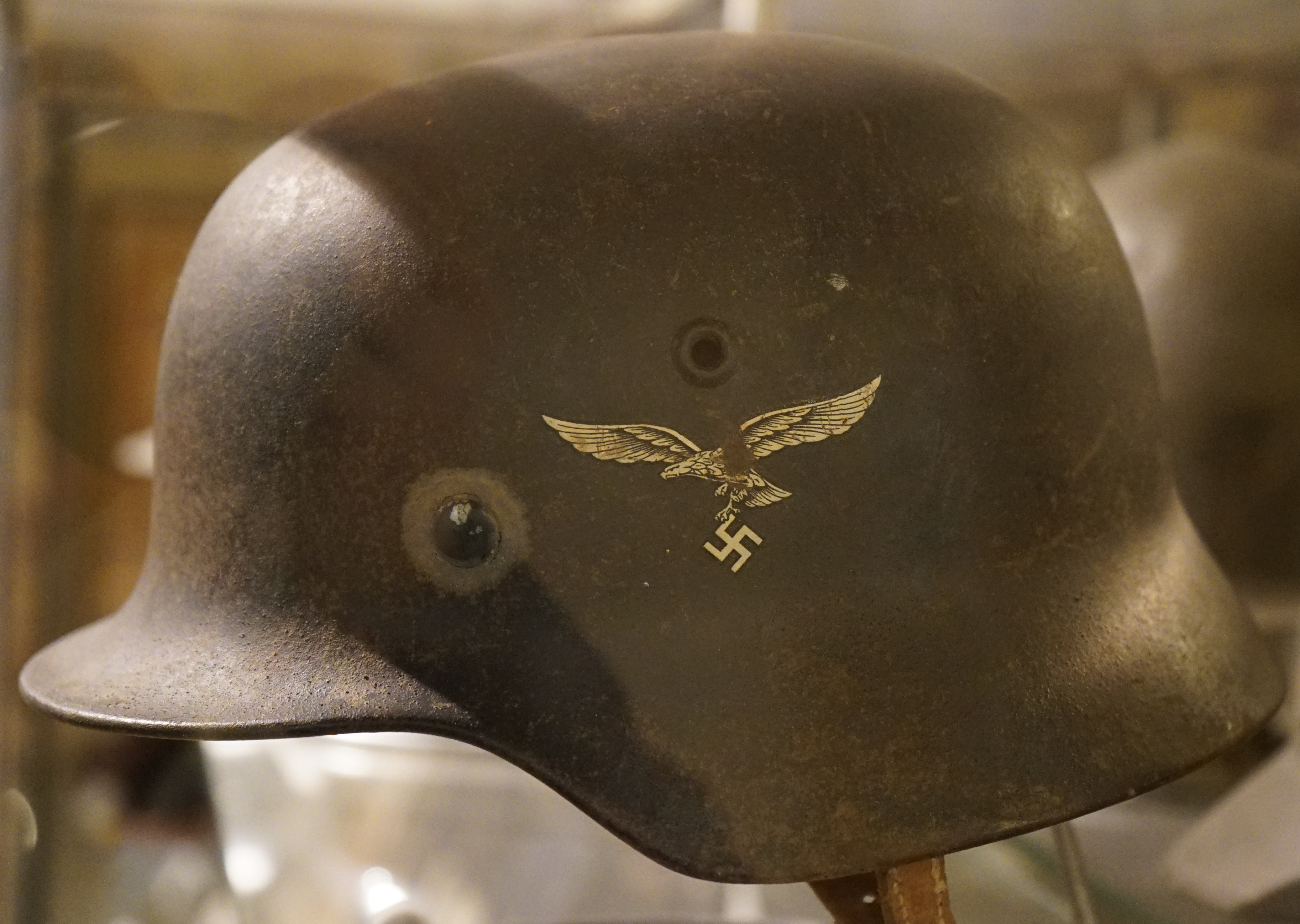
空軍シュタールヘルム
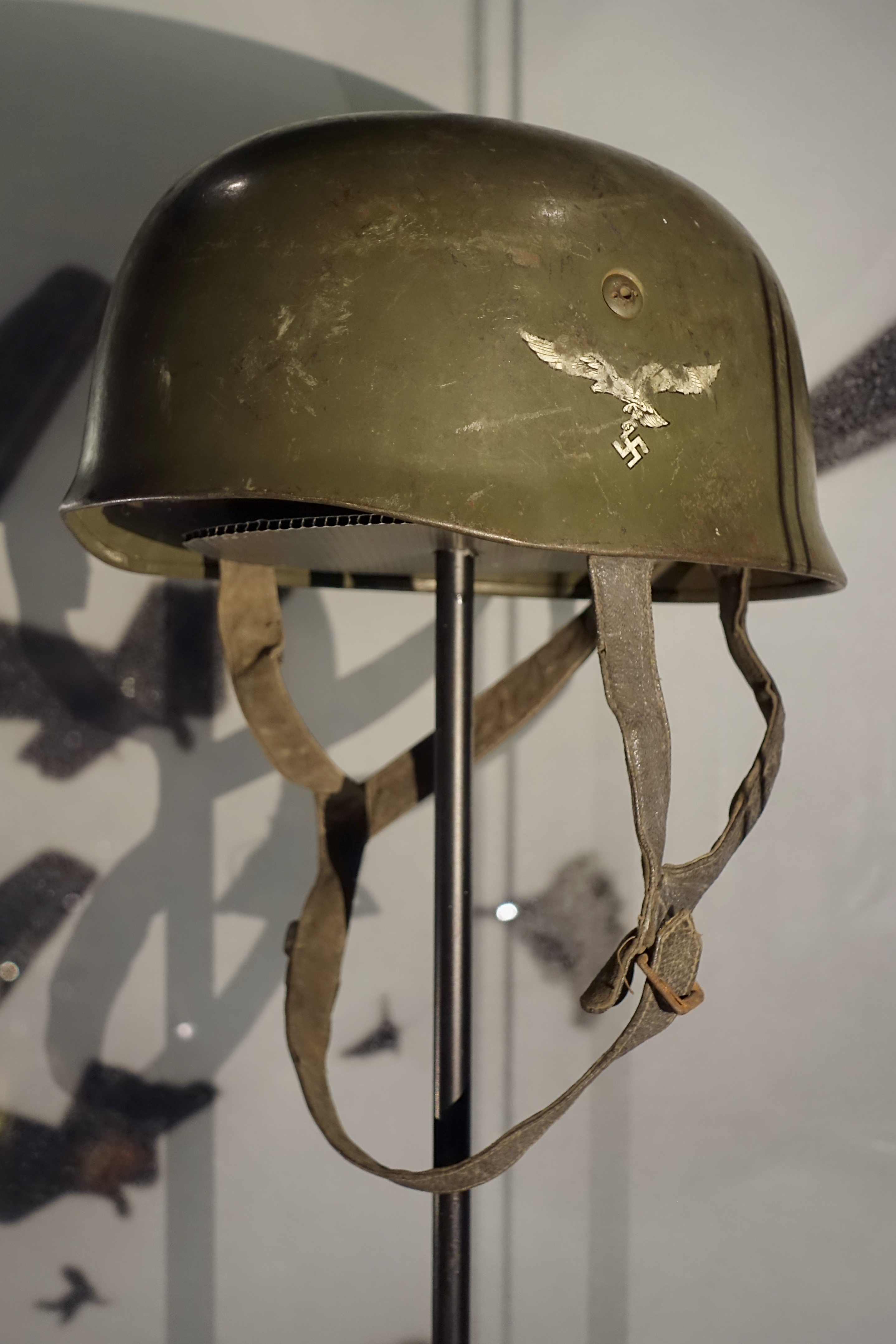
降下猟兵用のシュタールヘルム
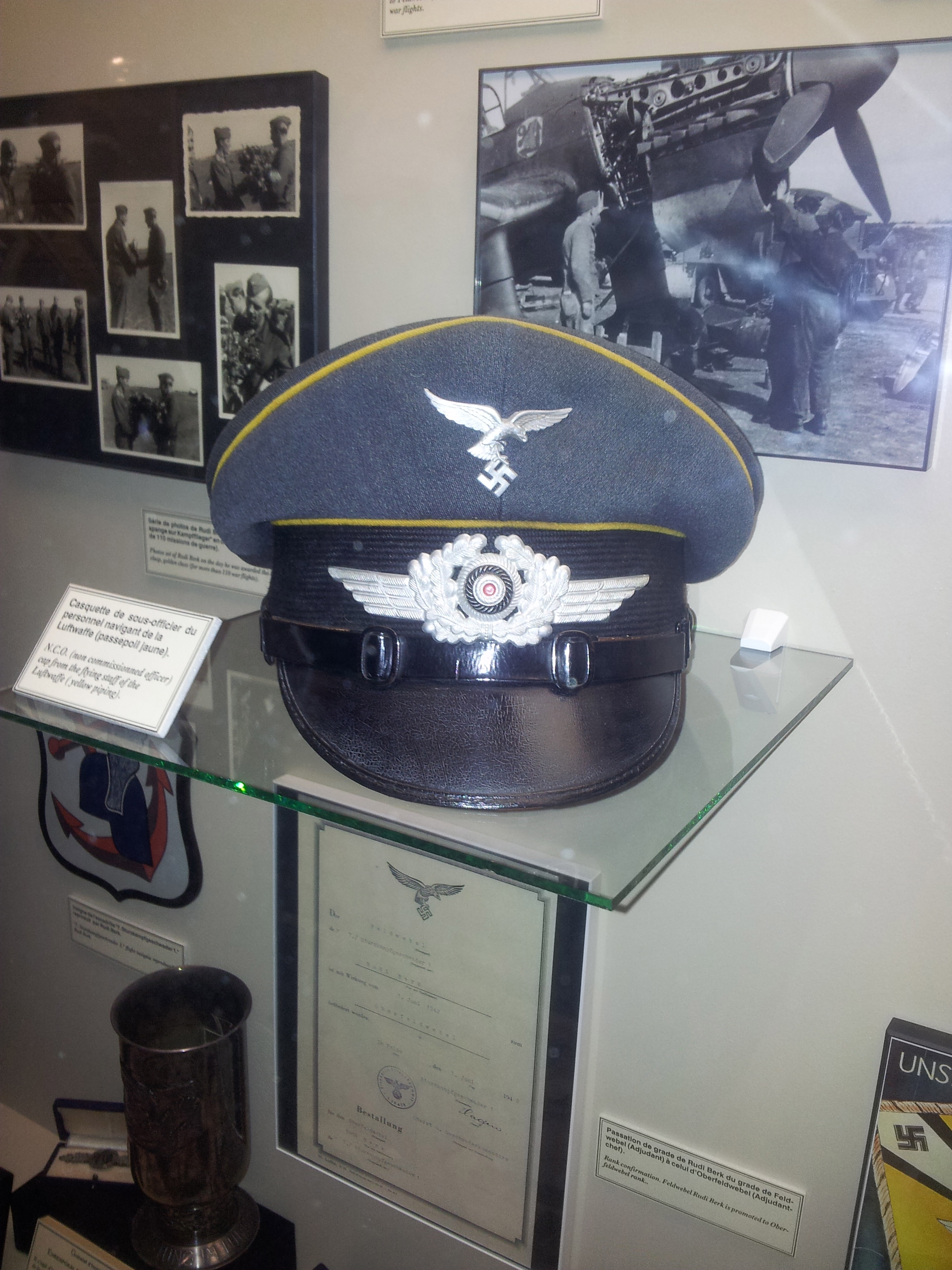
空軍下士官兵用の制帽
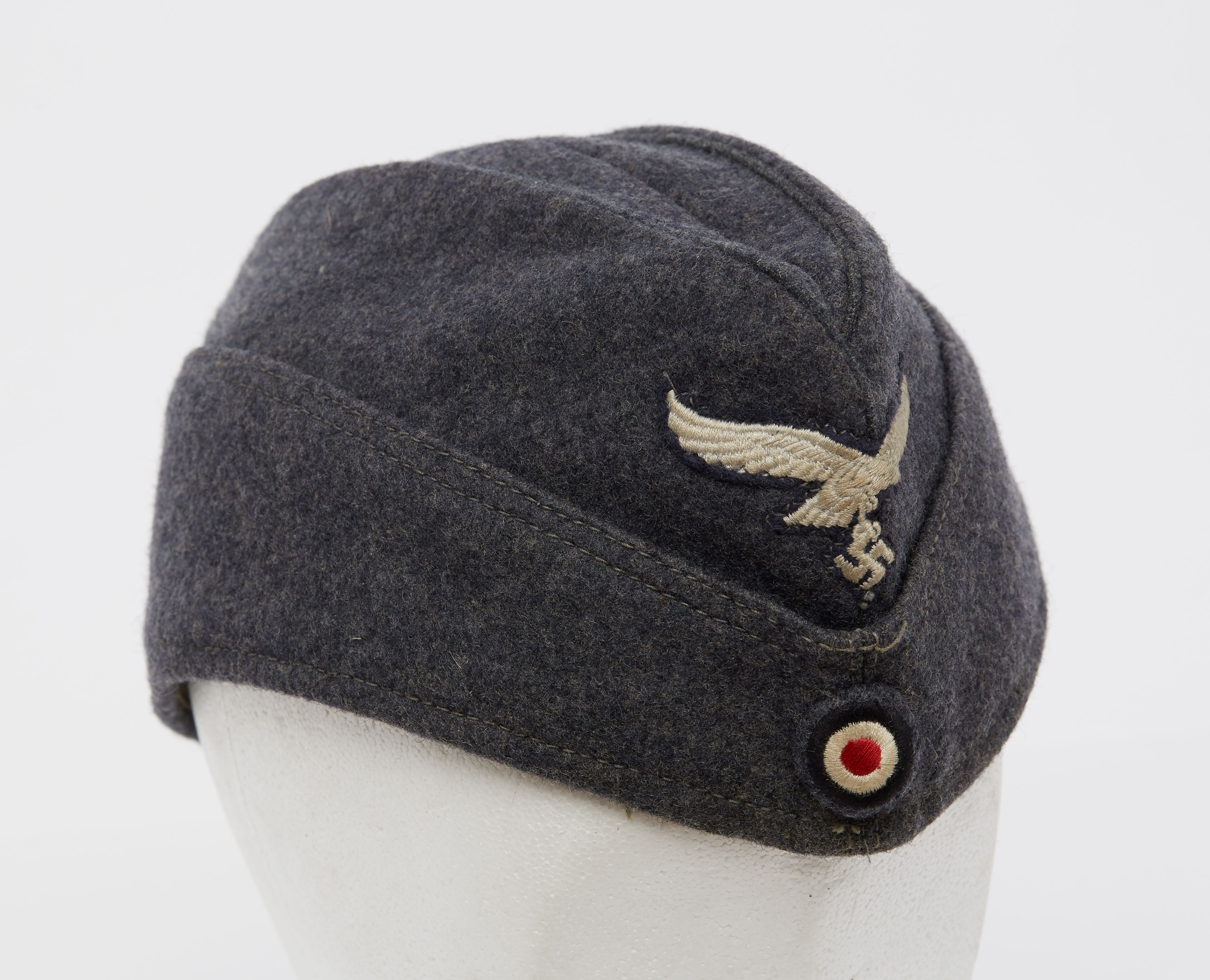
空軍略帽
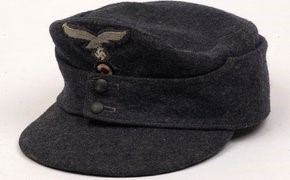
空軍規格帽

### ナチス党の軍事組織

#### 親衛隊
ナチス親衛隊の制服はデザインのスマートさからミリタリールックの中でも人気が高い制服である。親衛隊の制服で有名なのは1932年に採用された黒い勤務服である。ネクタイ着用の開襟の制服で肩章は右肩のみに付き、左腕にナチ党旗の腕章を付ける。銀のバッジやモールをあしらった漆黒の制服や制帽の髑髏（トーテンコップ）の徽章は冷酷な威圧感を醸し出している。本部勤務の常勤親衛隊員たちは1938年以降黒服から野戦灰色の勤務服に変わっていった。基本的に黒服と同型だが、肩章は両肩に付き、左腕の腕章はなくなり、代わりに鷲章が入るようになった。武装親衛隊は陸軍の野戦服と同型の詰襟でも開襟でも着用可能な野戦灰色の野戦服を着用した。鷲章は右胸ではなく左腕に付いた。戦車装甲車搭乗員も陸軍の物と類似した黒い軍服だったが、陸軍の物との違いとしては襟章が髑髏ではなく、親衛隊の階級章が付き、丈も短く、下襟が小さいために前合わせが垂直になっている点があげられる。武装親衛隊ははじめ迷彩スモック、ついでツーピースの迷彩スーツを採用していた。武装親衛隊は迷彩服の先駆者であると見なされている。

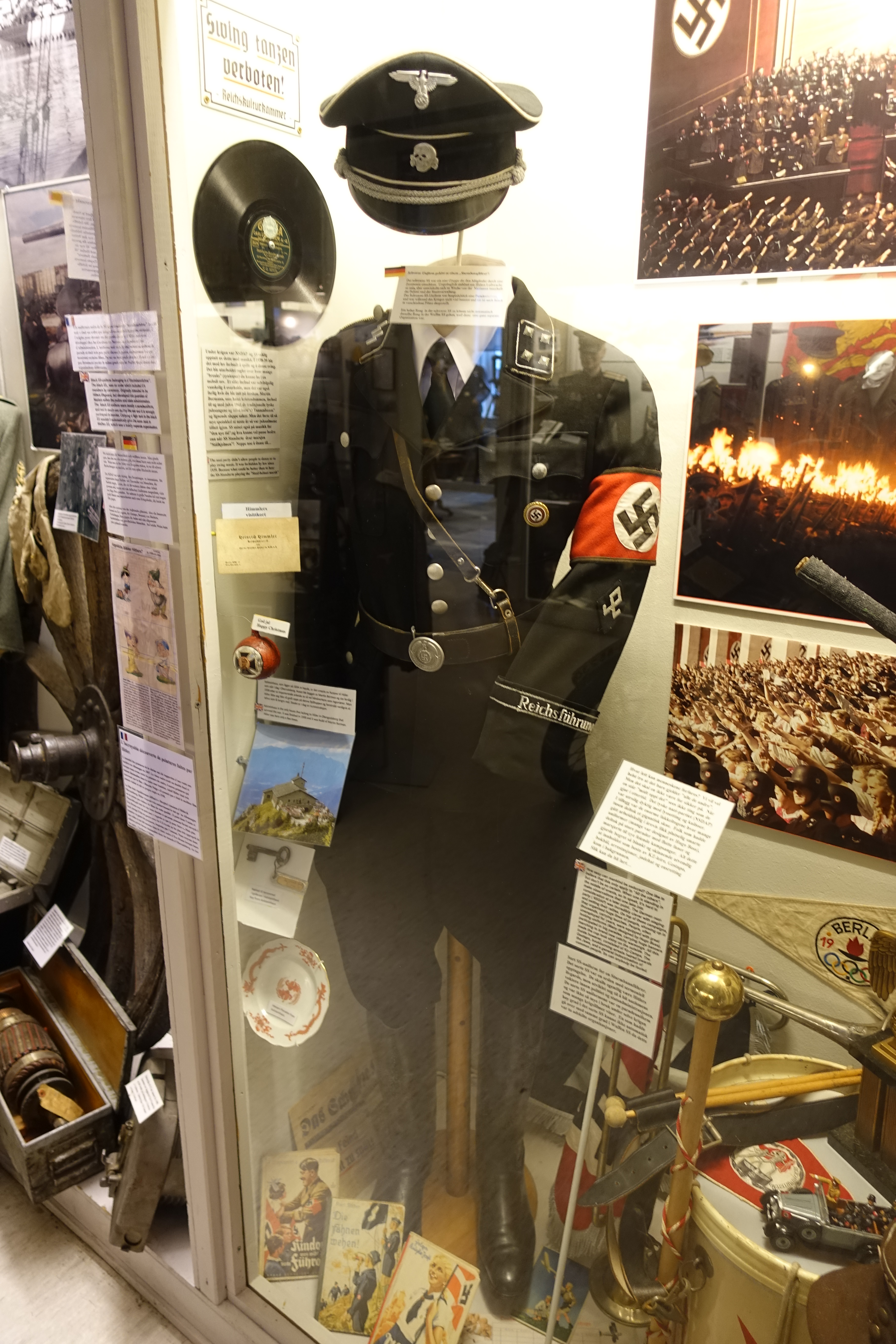
親衛隊の黒い勤務制服
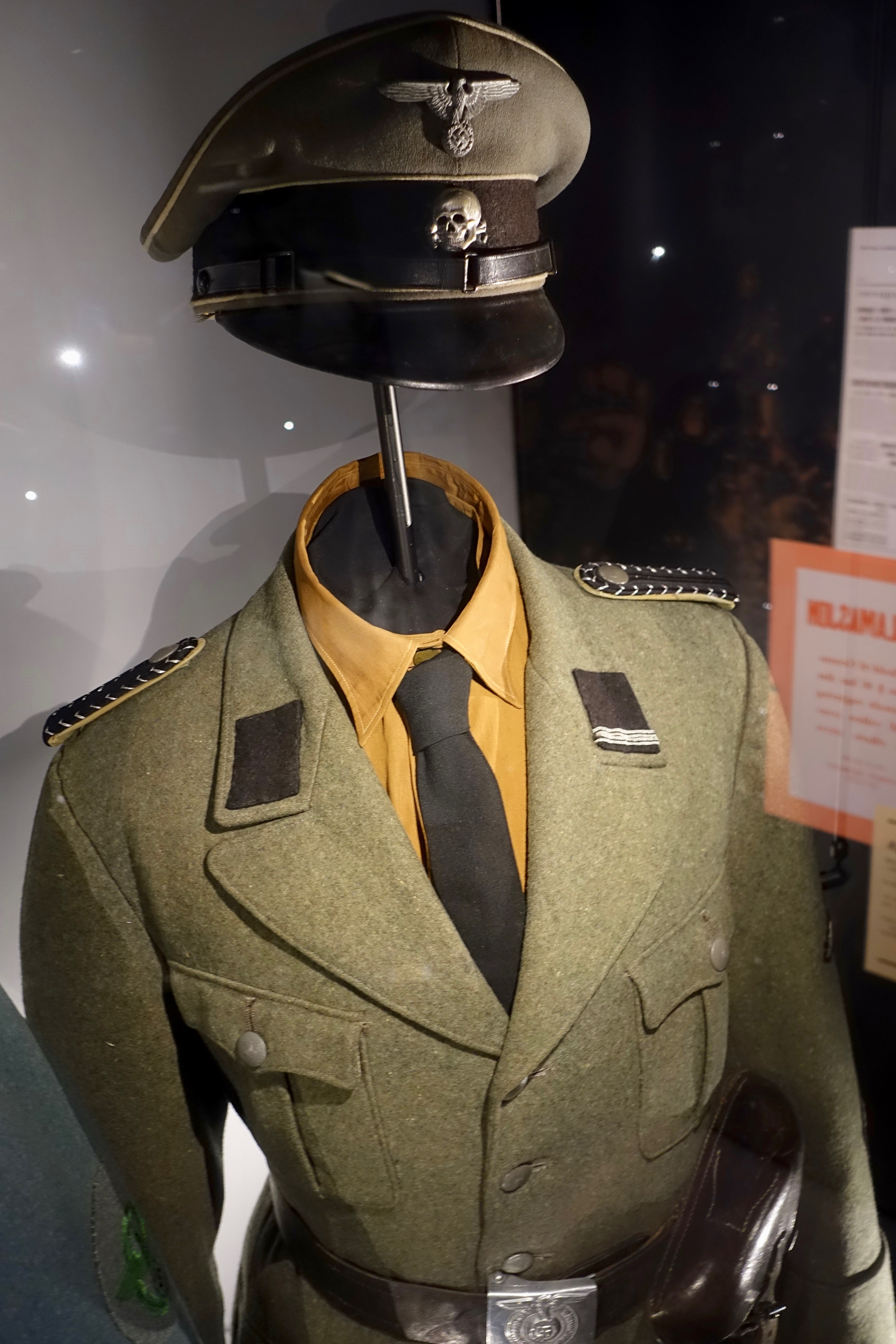
親衛隊のフィールドグレーの勤務制服
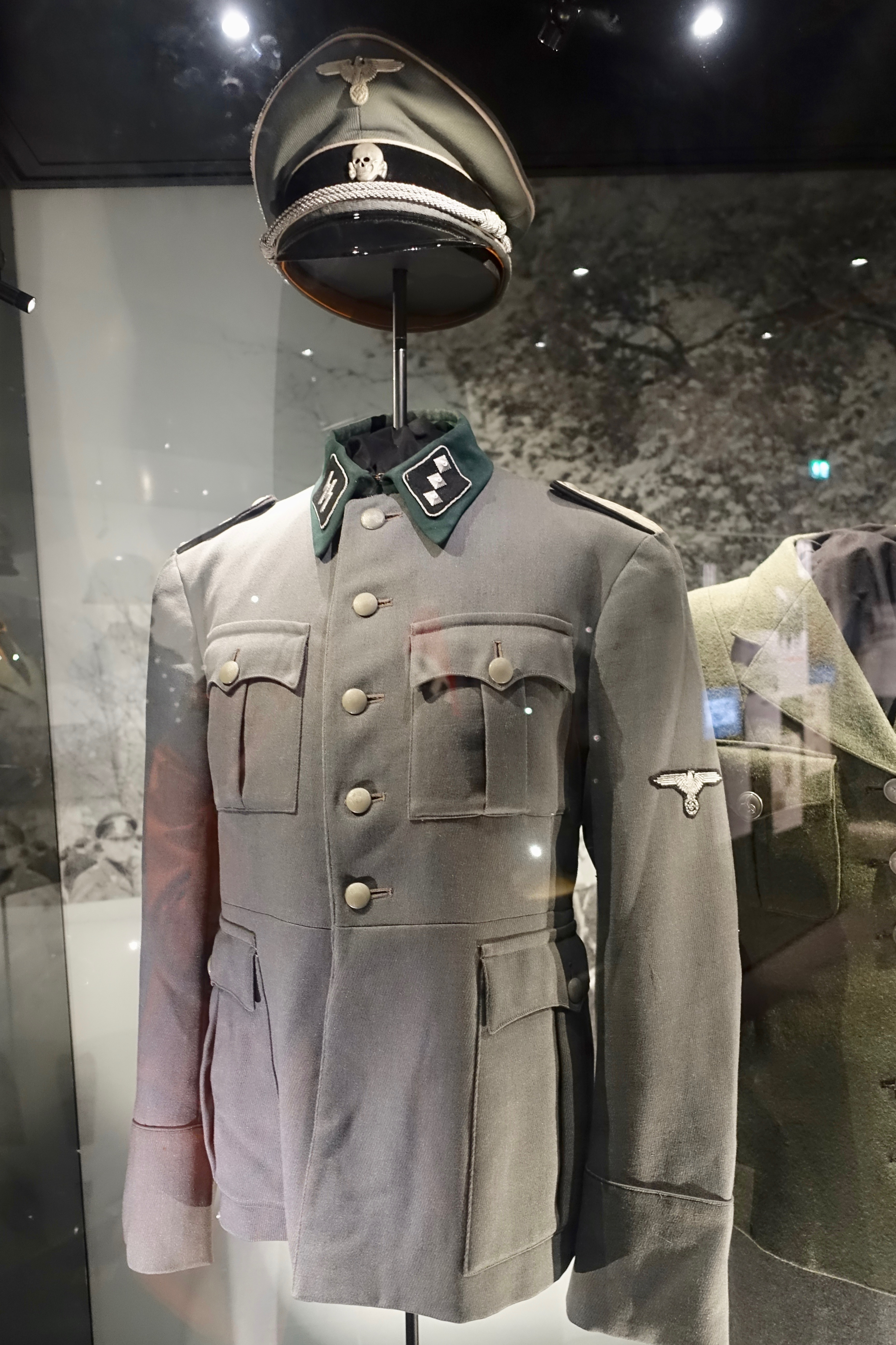
武装親衛隊将校の野戦服
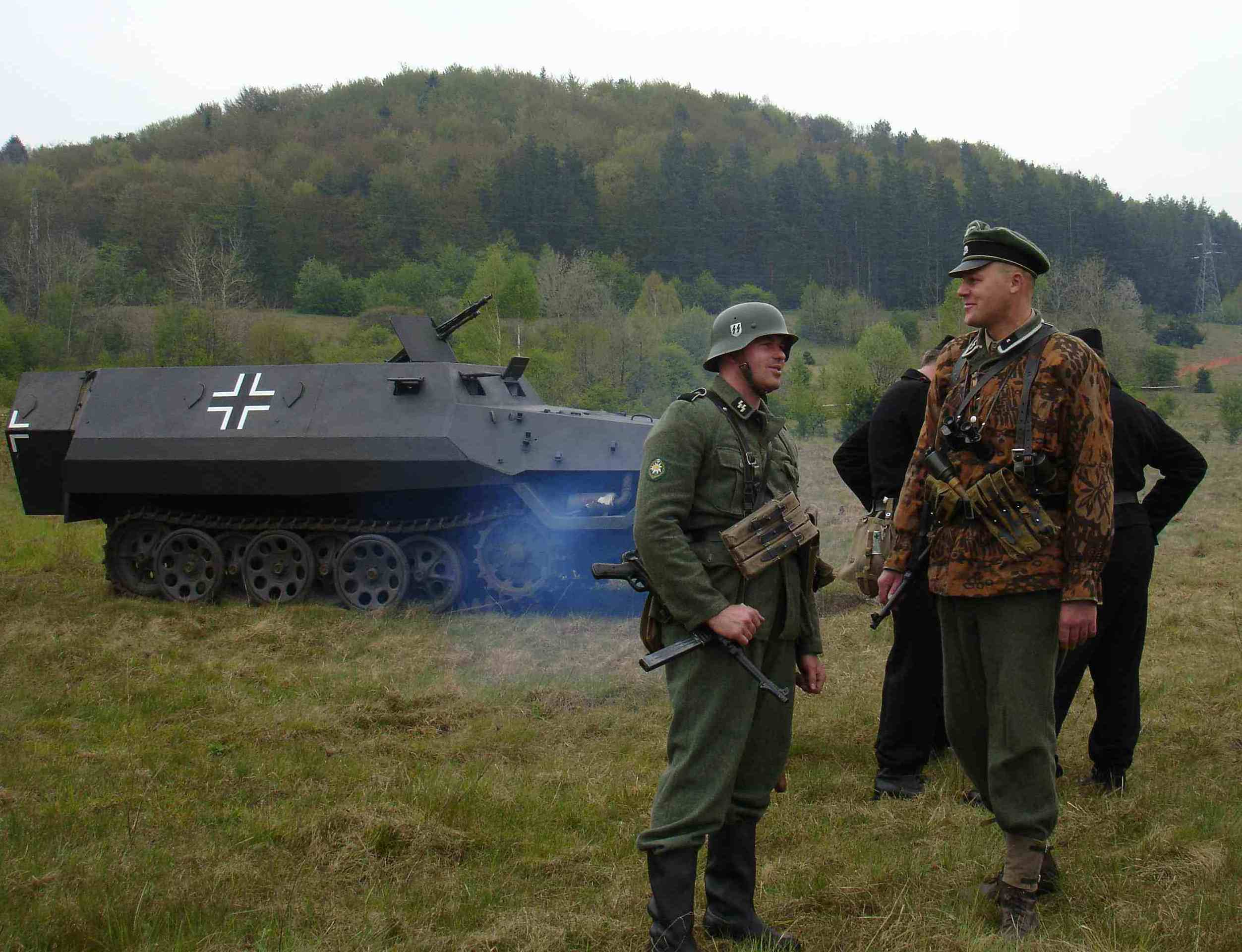
武装親衛隊の迷彩スモック
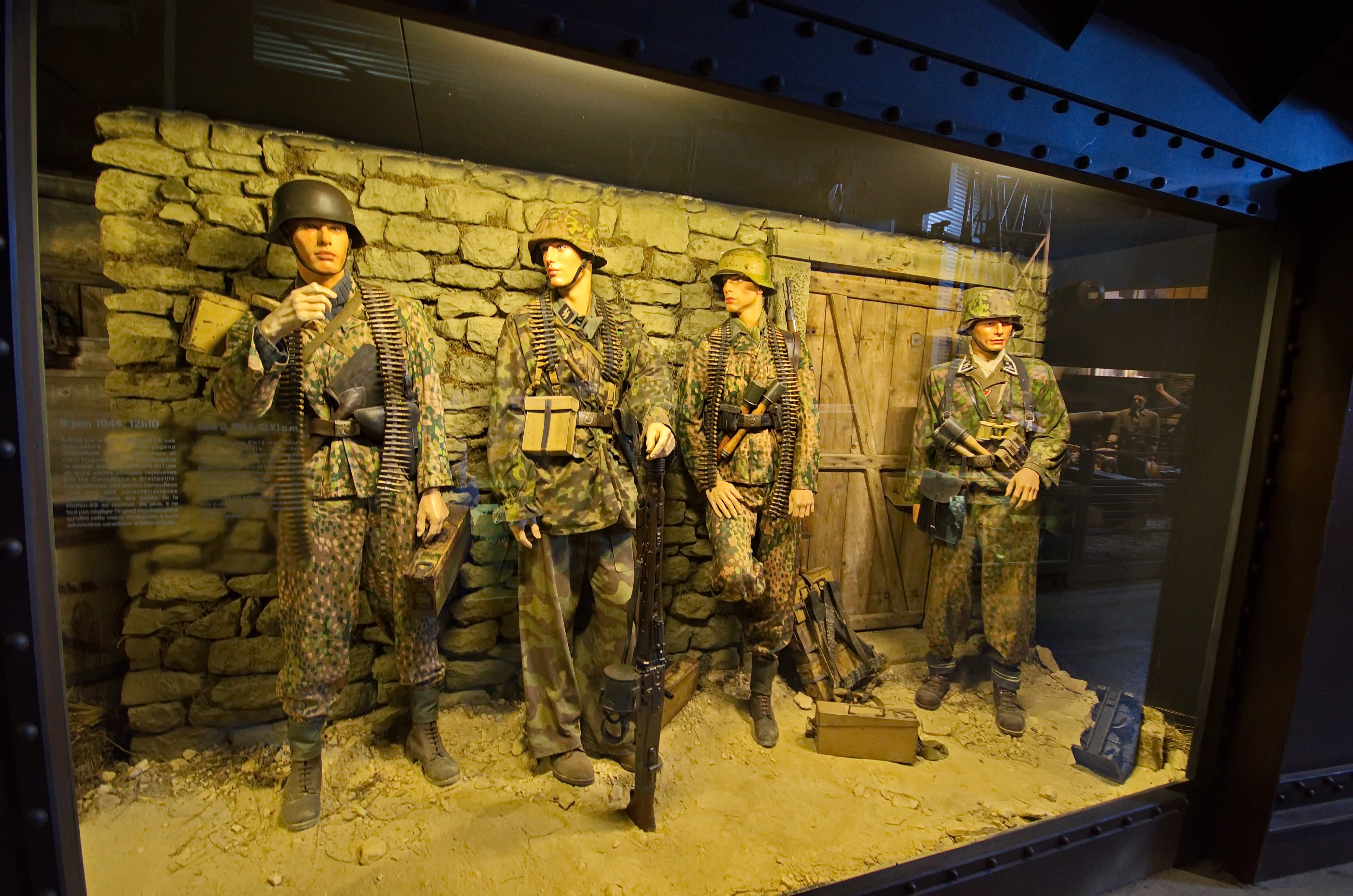
武装親衛隊の迷彩服
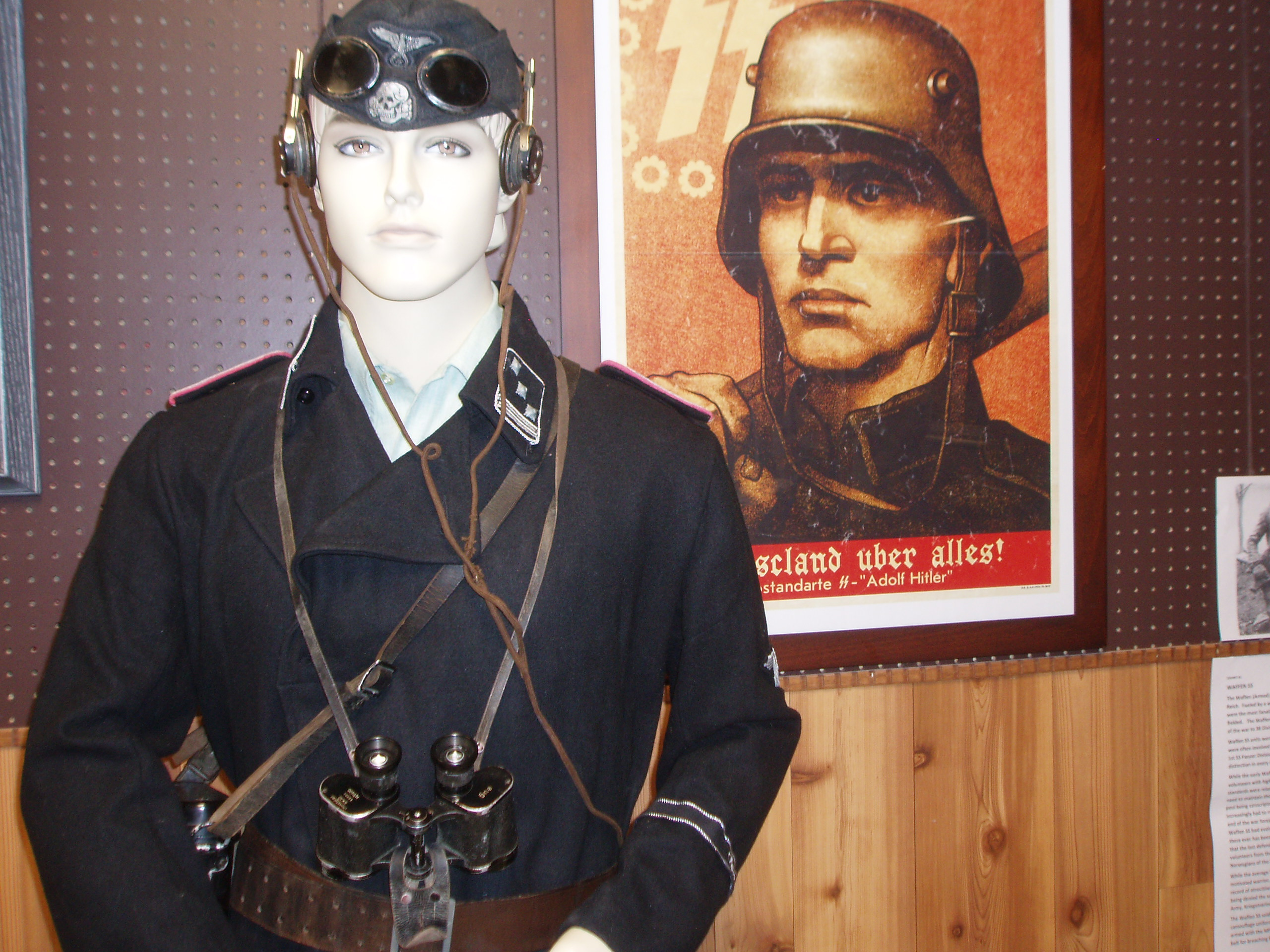
武装親衛隊の戦車装甲車搭乗員の軍服
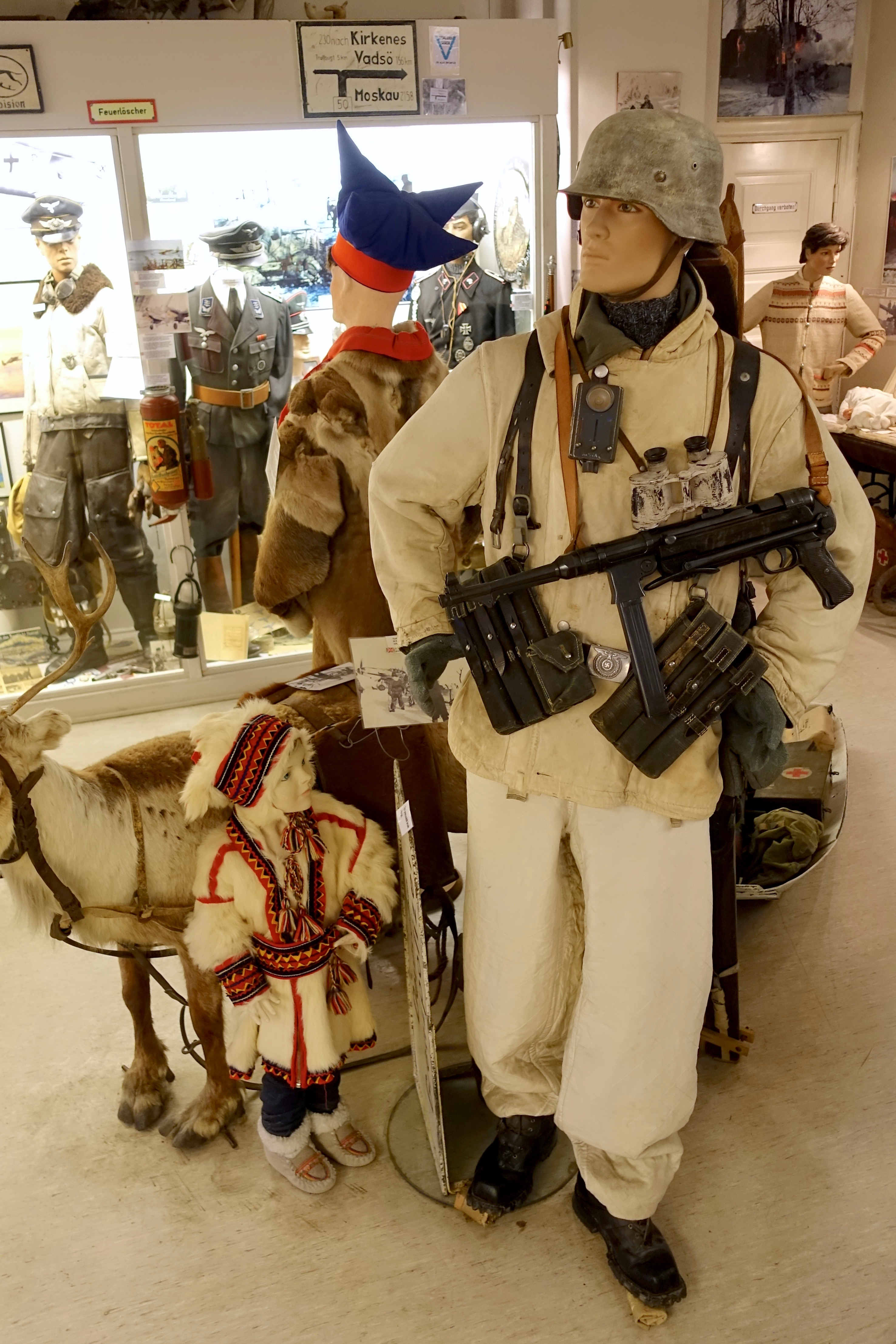
武装親衛隊の東部戦線冬季防寒着
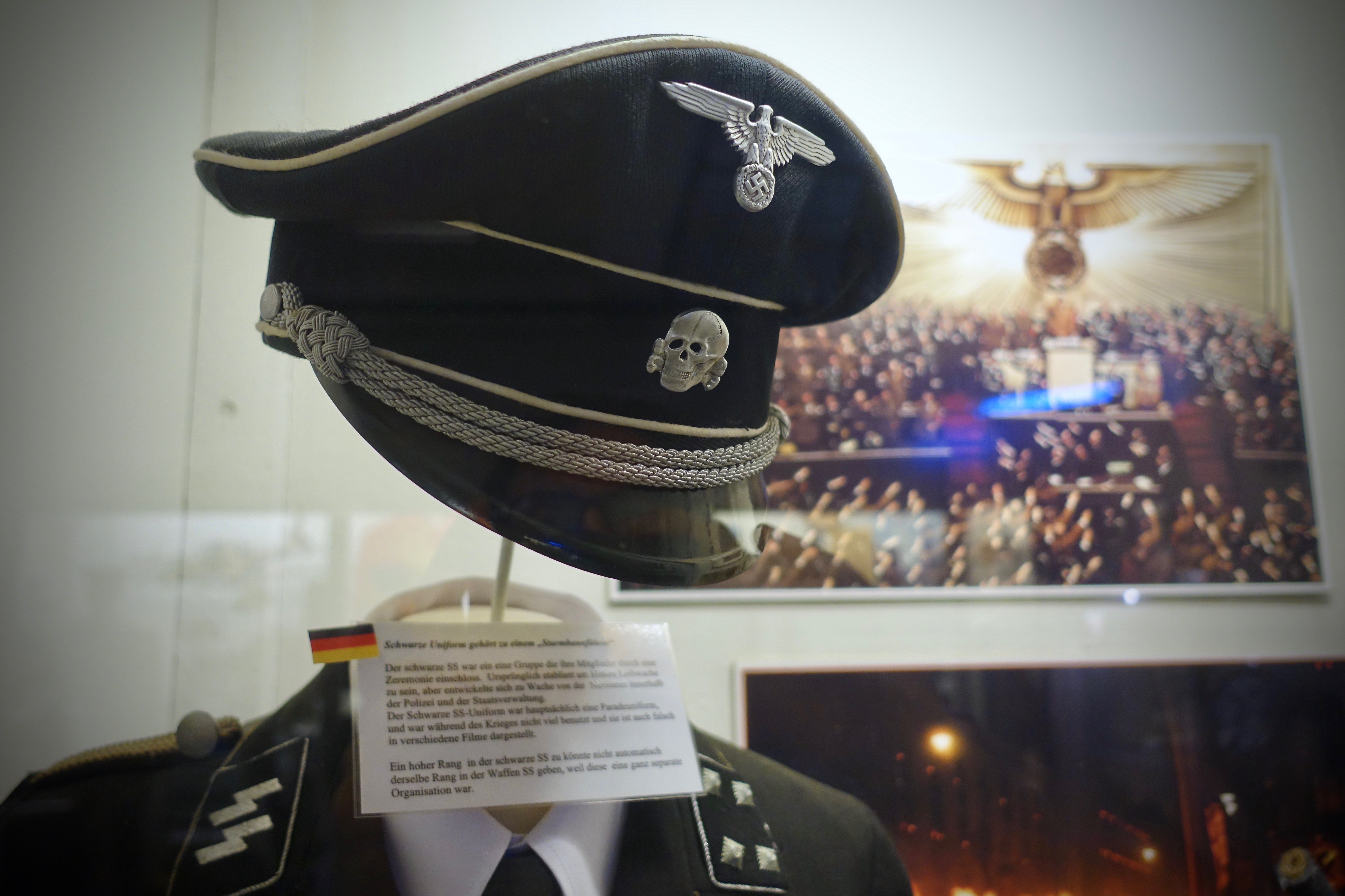
親衛隊将校の黒服制帽
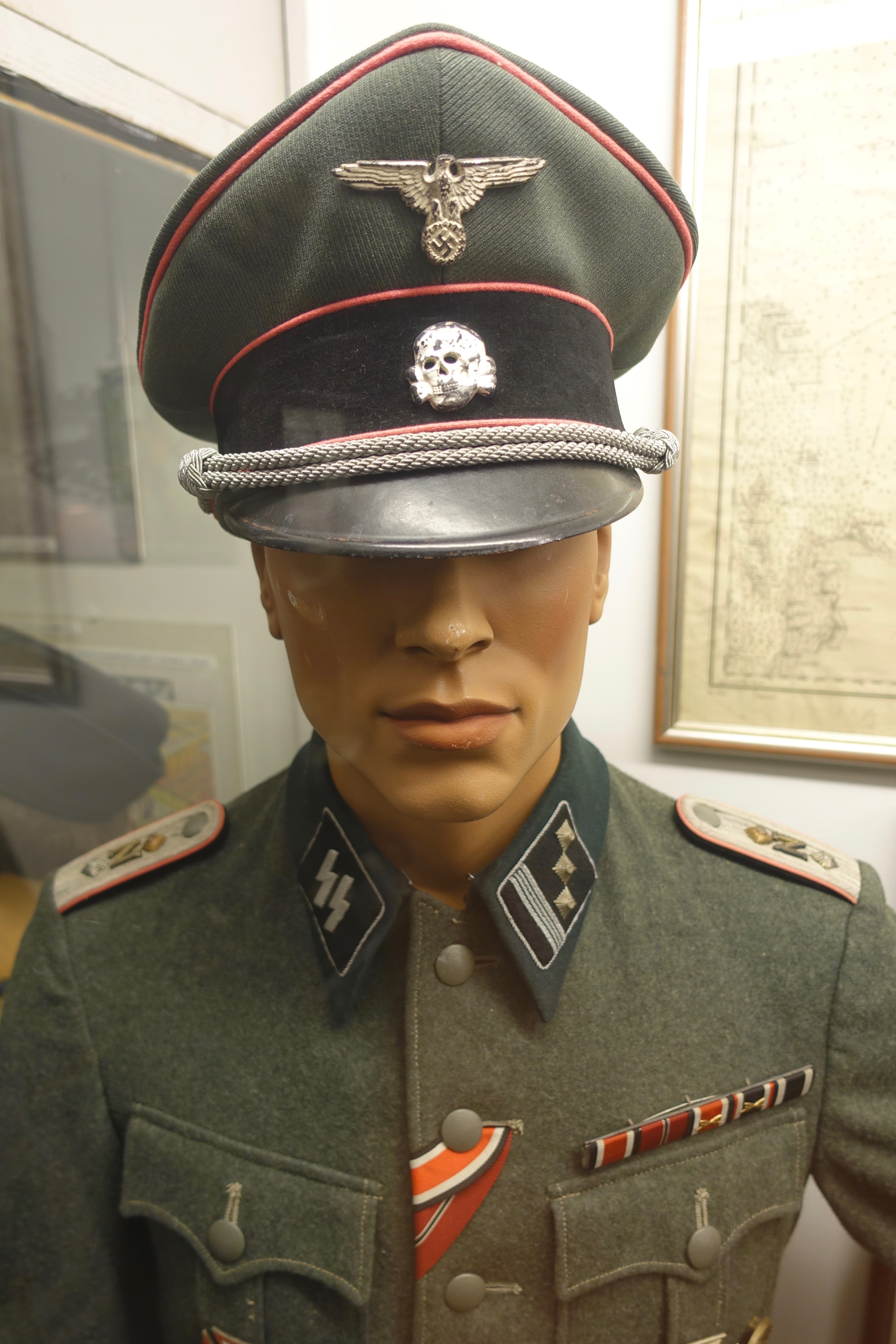
兵科色のパイピングを入れた武装親衛隊の将校の制帽
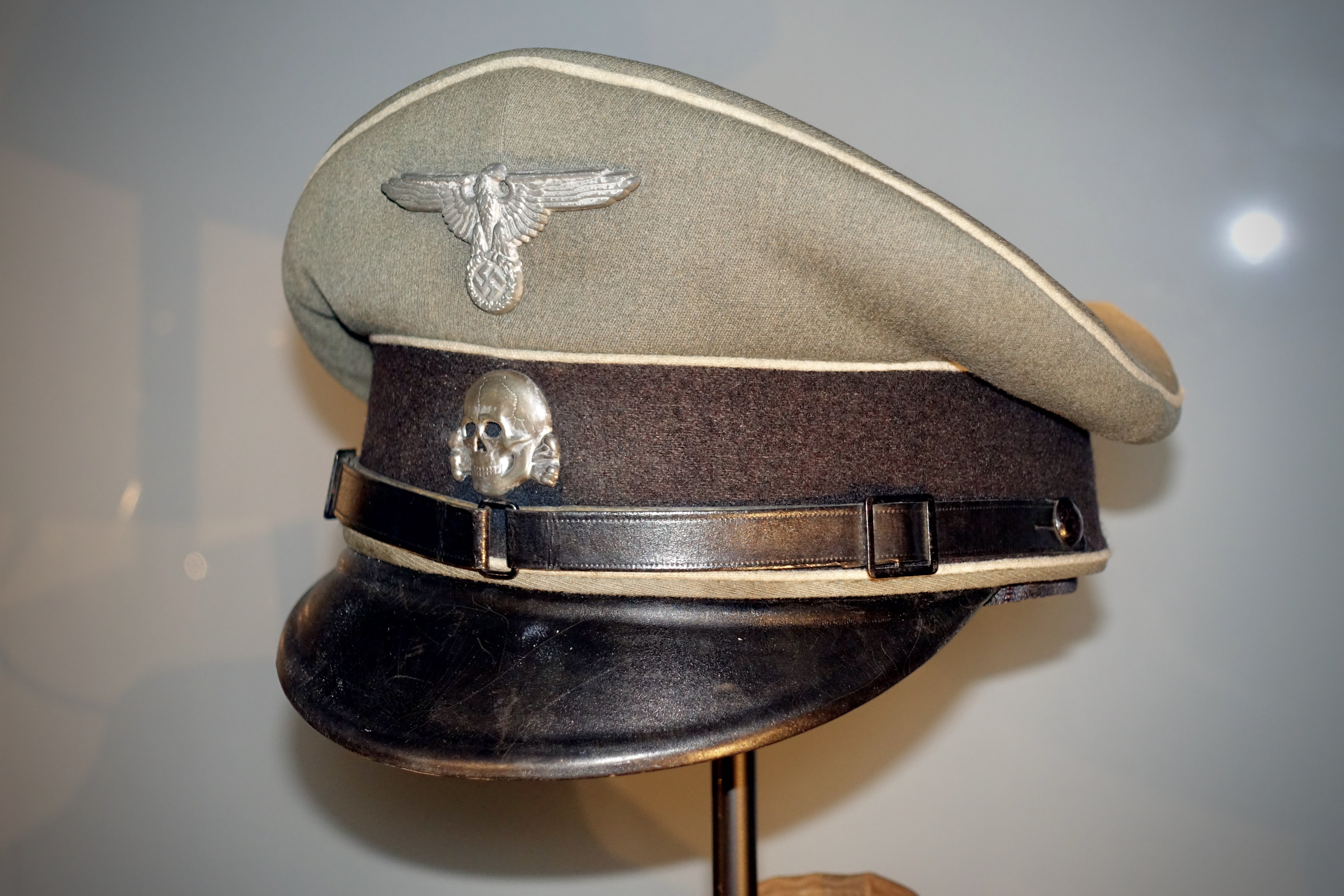
武装親衛隊下士官の制帽
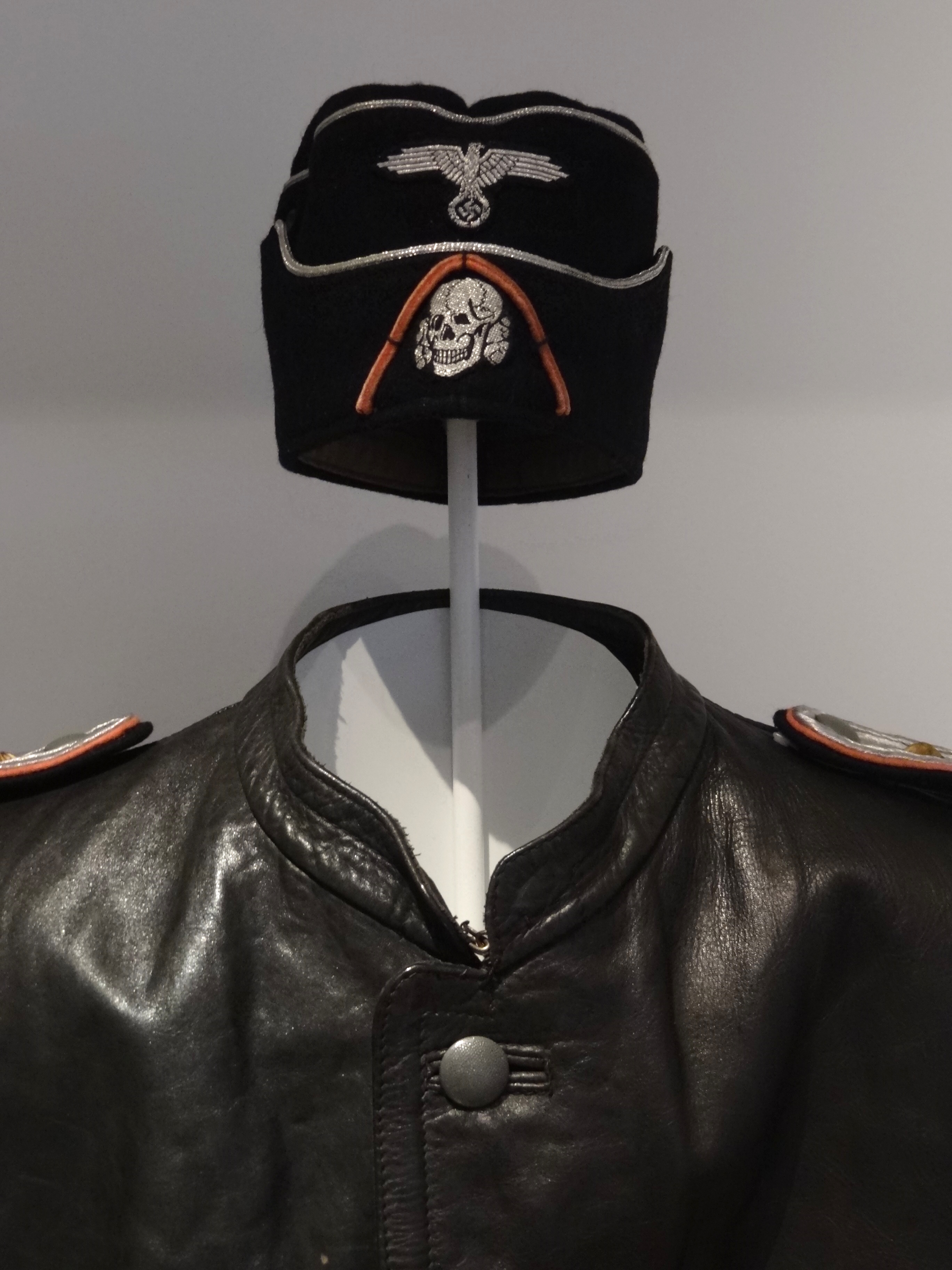
武装親衛隊の戦車兵の黒い略帽
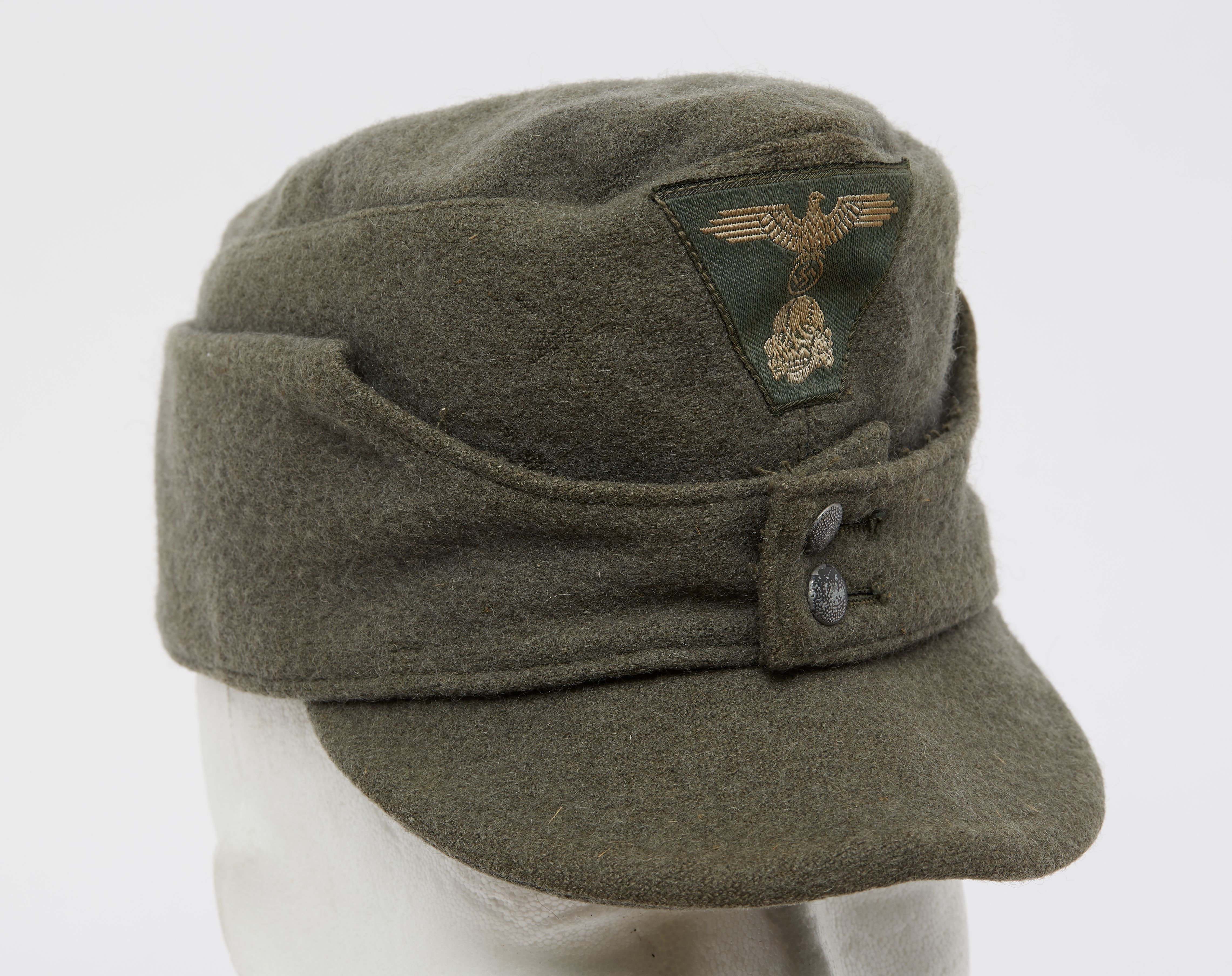
武装親衛隊の規格帽
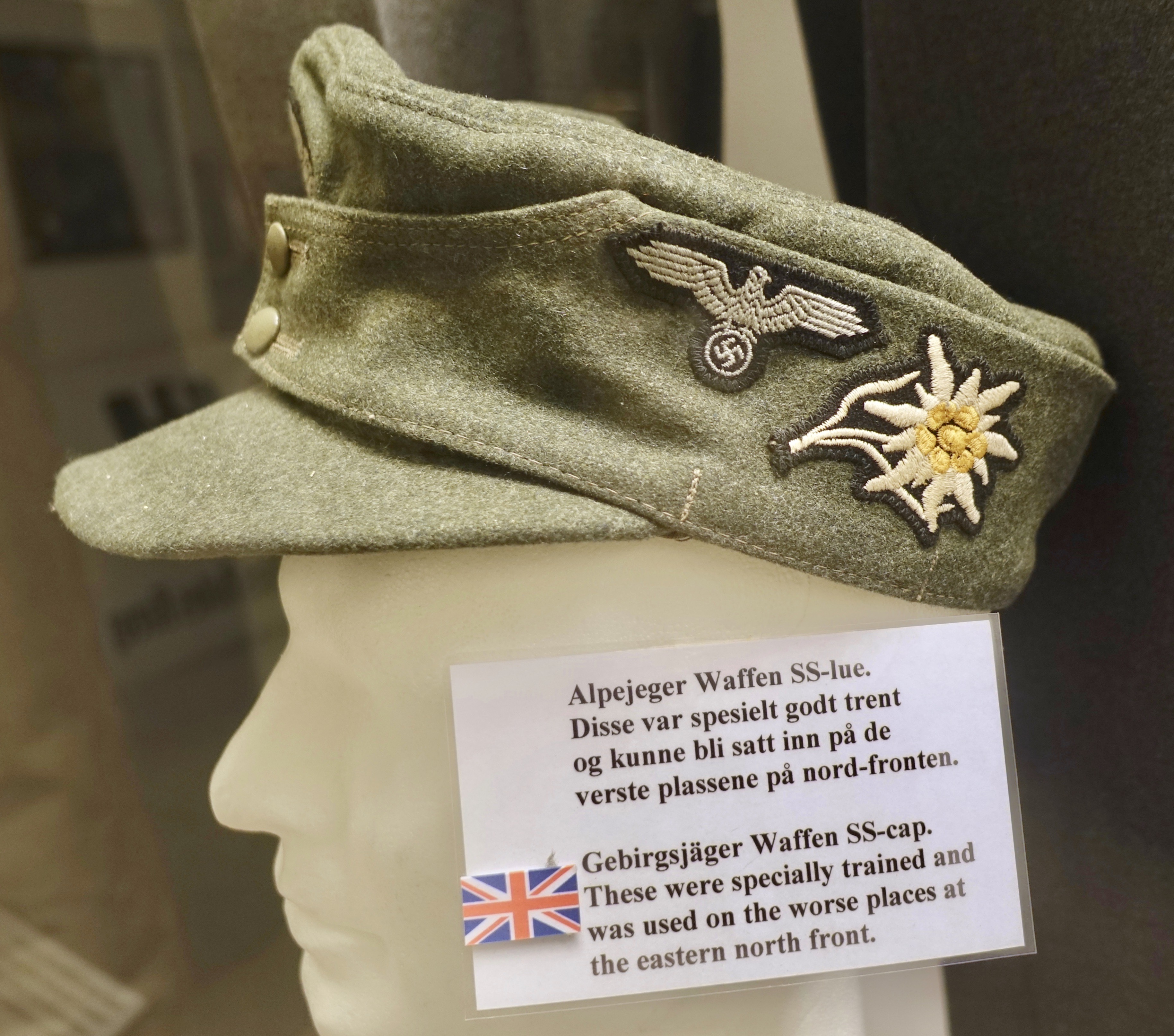
武装親衛隊の山岳帽
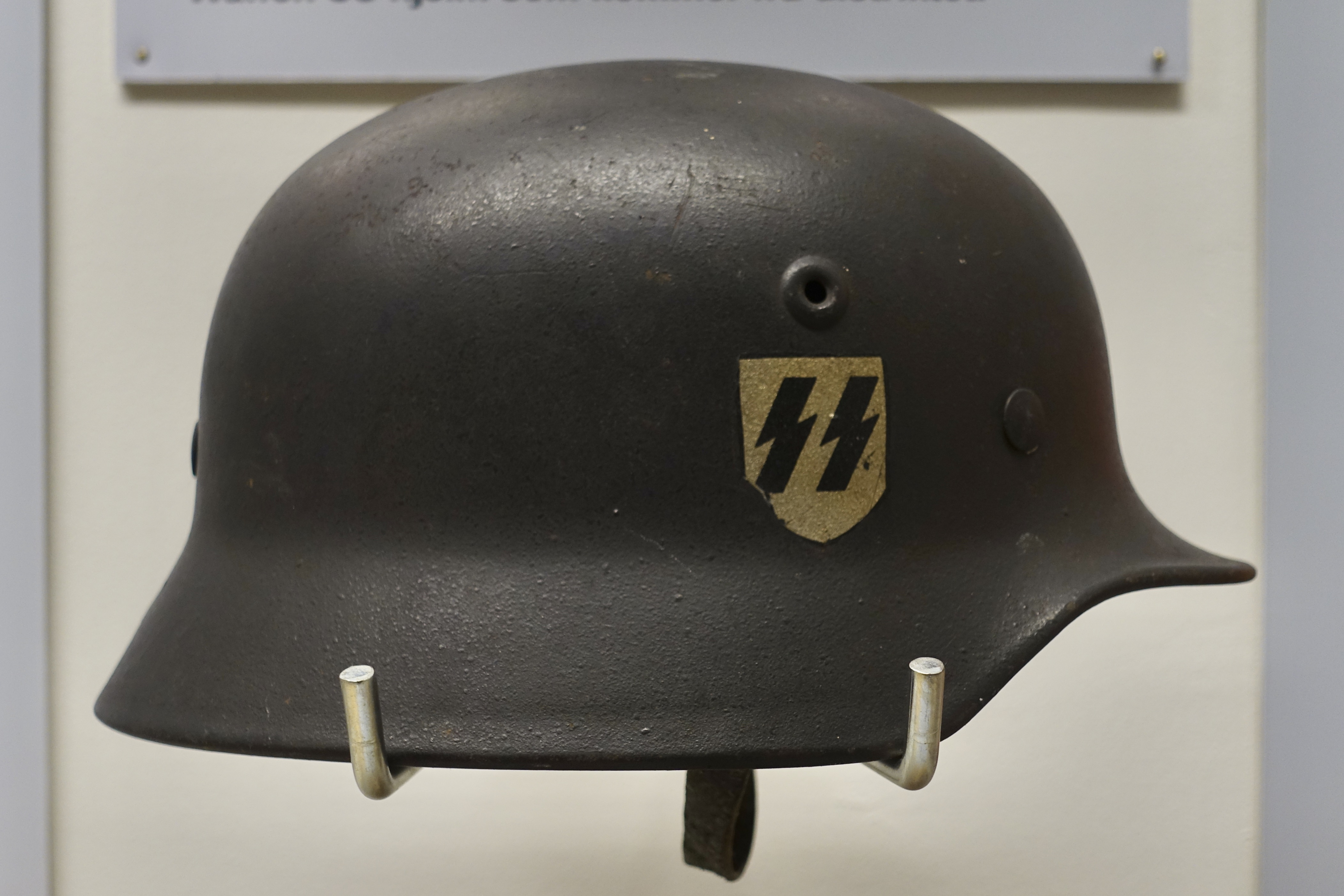
武装親衛隊のシュタールヘルム
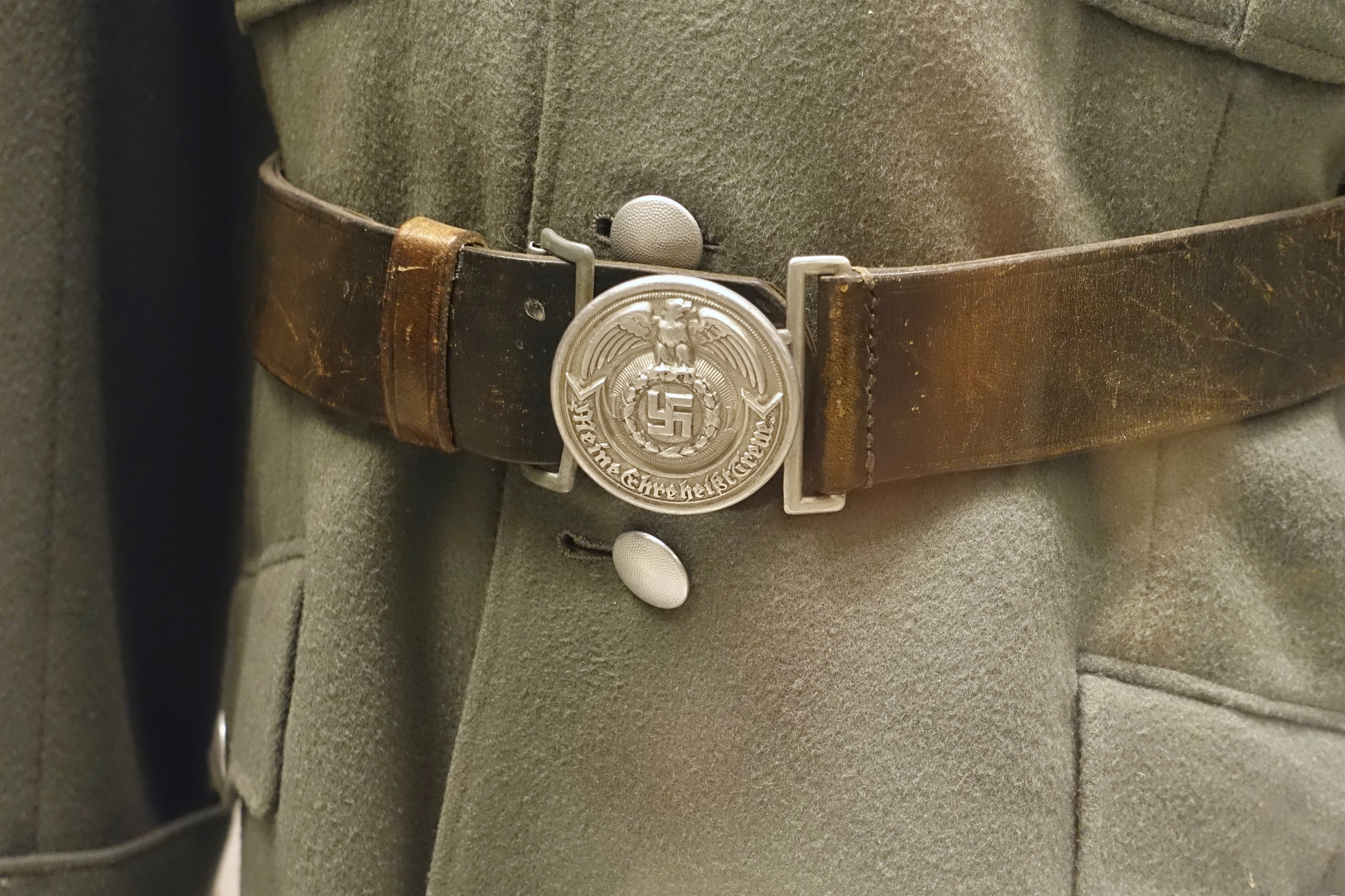
親衛隊将校のベルトバックル。文字は「忠誠こそ我が名誉(Meine Ehre heißt Treue)」

#### 突撃隊
突撃隊の制服は褐色シャツ型制服が有名であるが、1932年以降には褐色チュニックが勤務制服として使用されるようになっていた。制帽は褐色シャツも褐色チュニックもケピ帽である。ケピ帽のクラウン部分の色は突撃隊集団色である。SA集団色突撃隊海軍(SA-Marine)や突撃隊防衛団（SA-Wehrmannschaften）などは一般の突撃隊員とかなり異なった独自の制服を着用した。

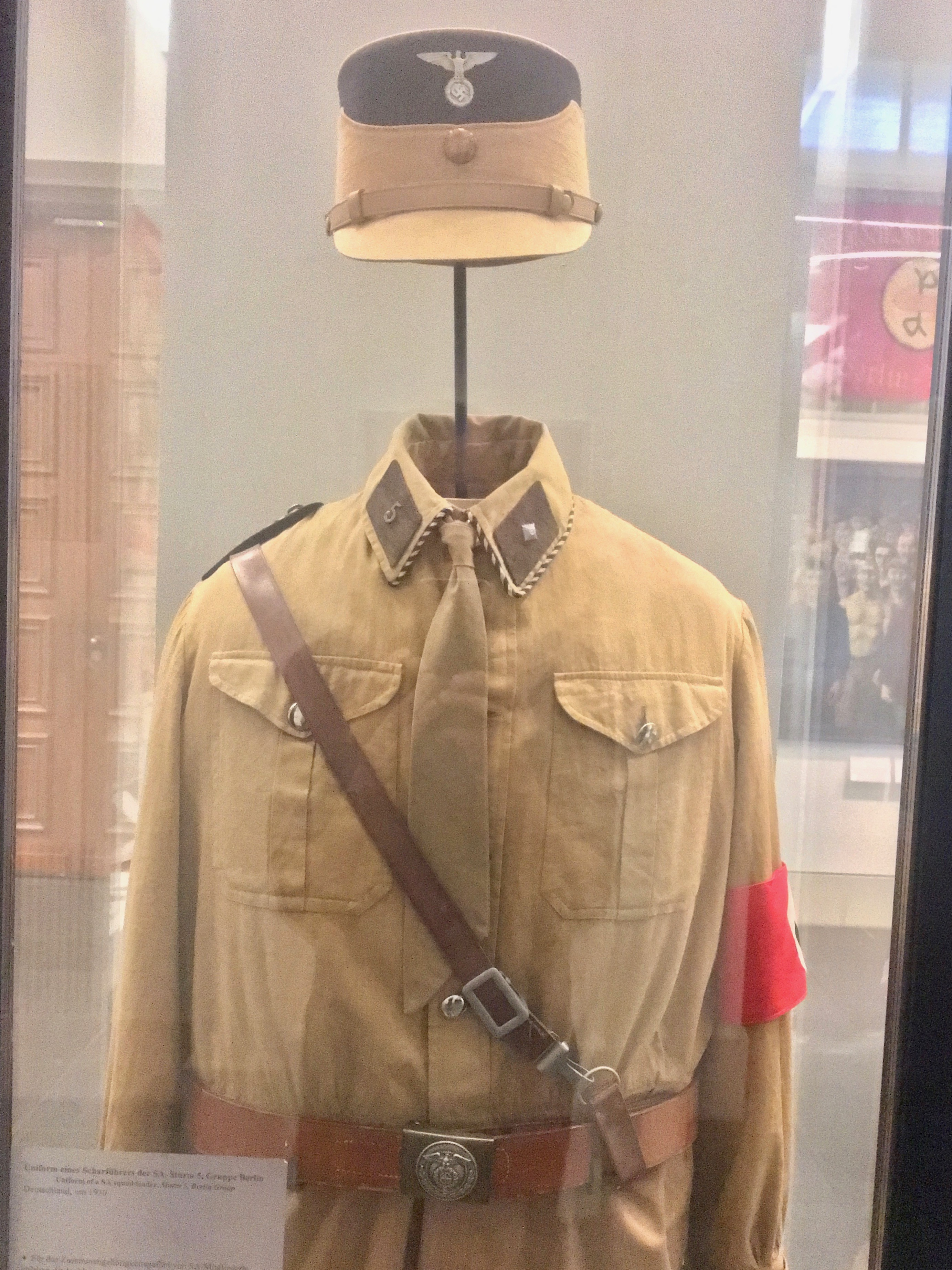
突撃隊の褐色シャツ制服
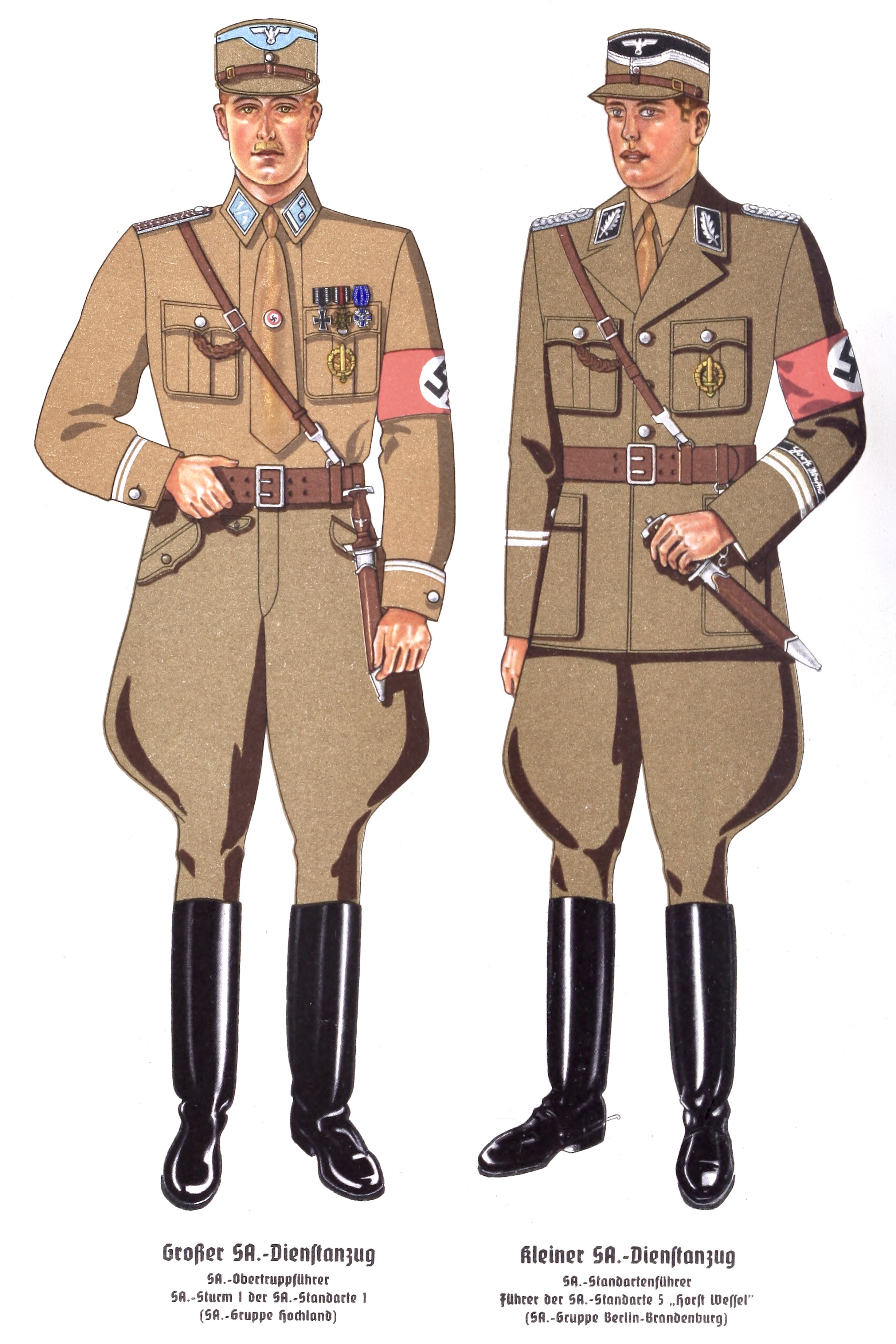
突撃隊の褐色シャツ制服(左)と褐色チュニック制服(右)
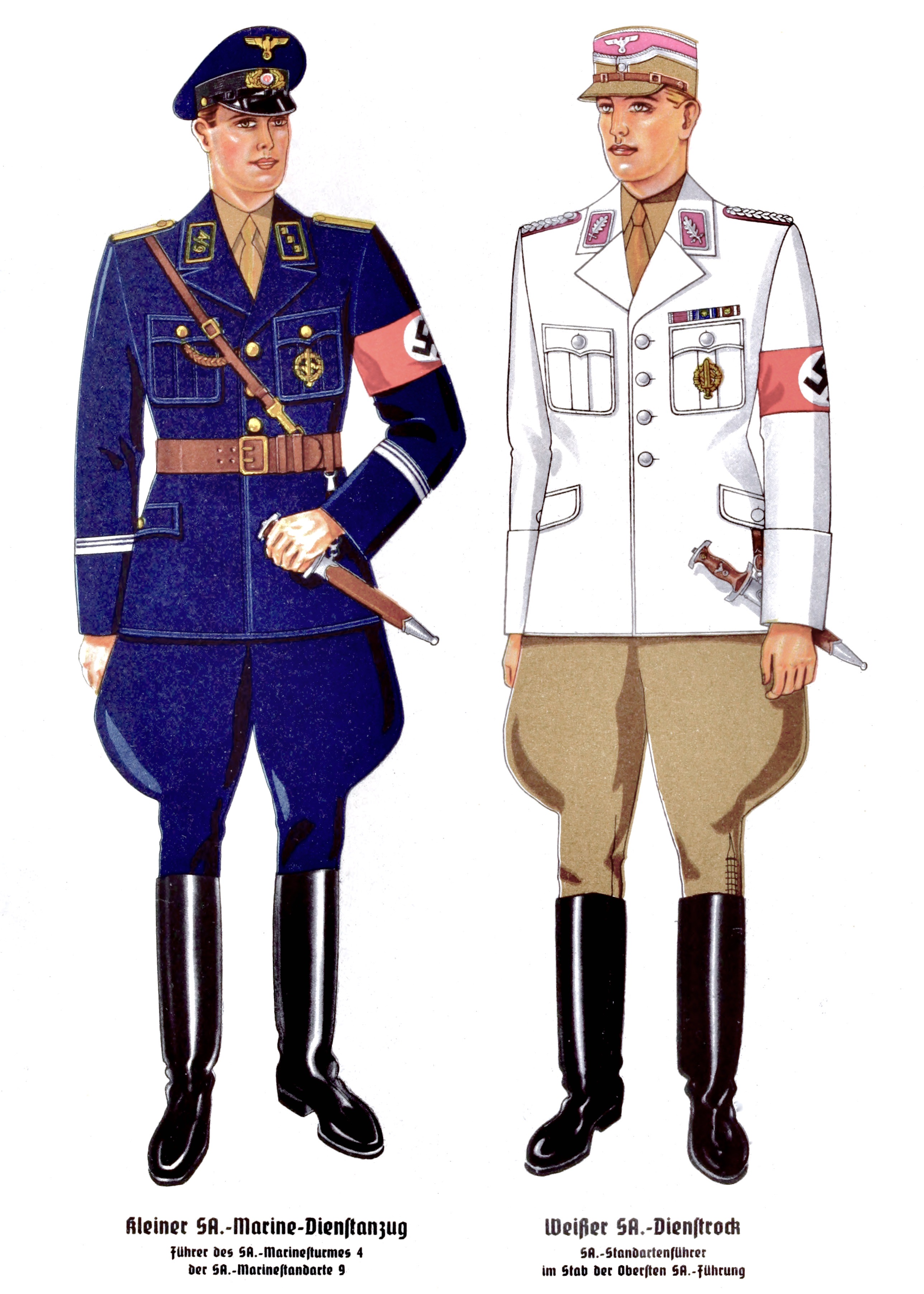
突撃隊海軍の制服と白いチュニック制服
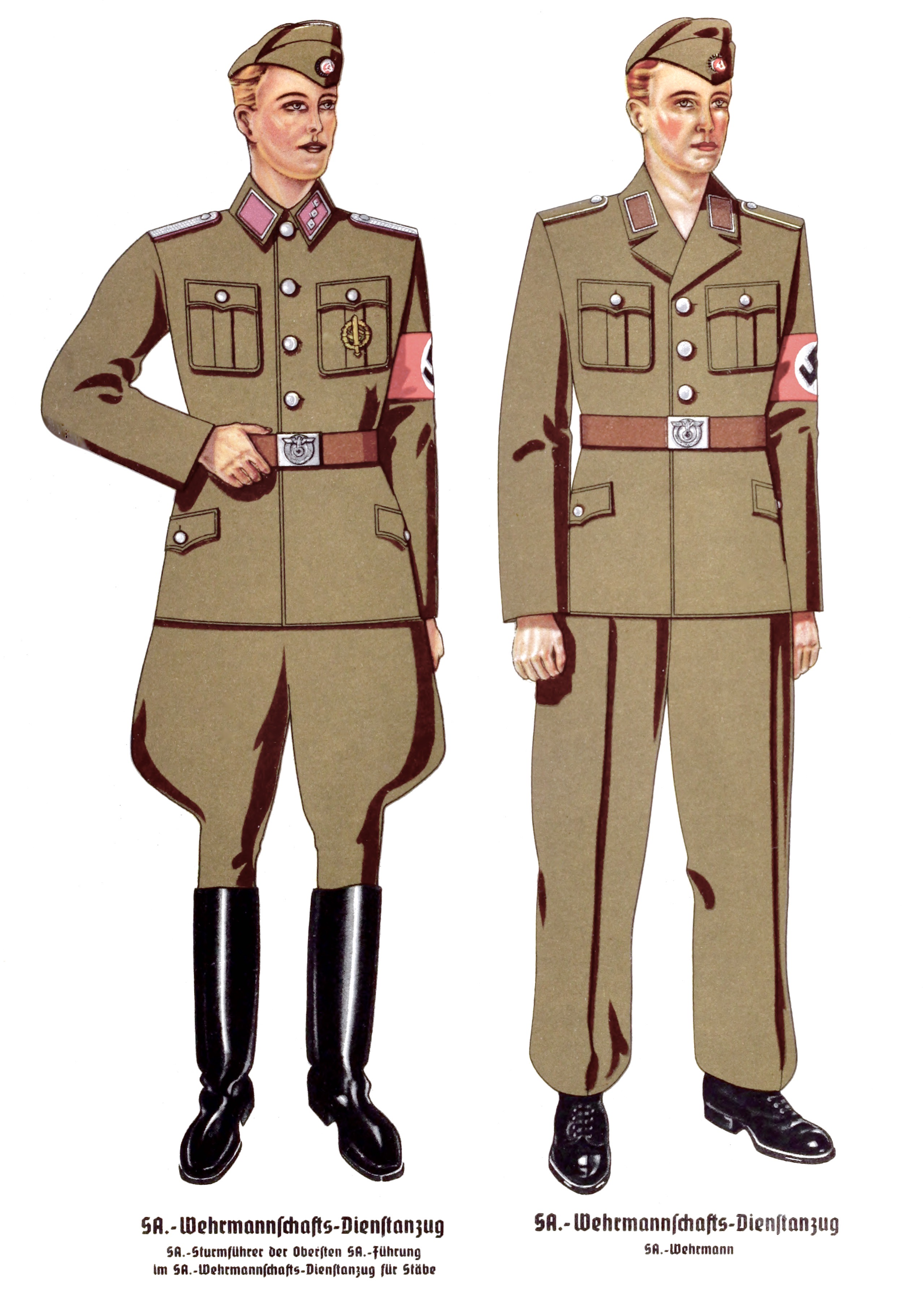
突撃隊防衛団の制服

## 第二次世界大戦後
第二次大戦後のドイツでは、ドイツ連邦共和国（西ドイツ及び（1990年統一後のドイツ）はドイツ連邦軍の勤務服として立折襟を排して開襟ネクタイ式を採用、生地のグレーも明るめの色にするなどしてナチス時代との差別化を図った。西ドイツの軍服は開襟ネクタイ式で、東西分断と冷戦の影響によりアメリカ合衆国の影響を受けつつも、戦前の旧国防軍、とりわけ空軍の影響も残している。
一方の東ドイツ（ドイツ民主共和国）の国家人民軍の軍服（1990年の東西統一まで）は、同じく東西分断の影響により当初こそソ連・ロシア式であったものの、その後戦前の軍服の伝統を踏襲したデザインが復活し、ヴァイマル共和国〜ナチス時代の軍服の継承者的存在となっていた。それに短剣・サーベル・徽章など、細部にソ連スタイルを取り入れたデザインであった。

### ドイツ連邦共和国（ドイツ連邦軍）の軍服

ドイツ連邦軍の制帽に用いられる円形章の配色
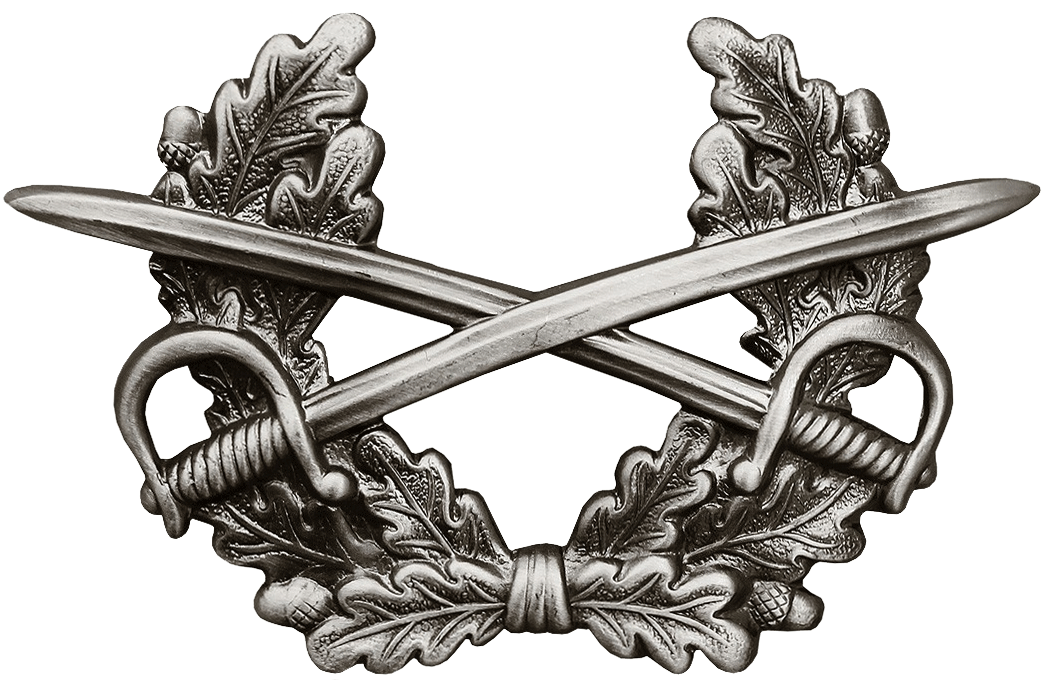
陸軍の帽章
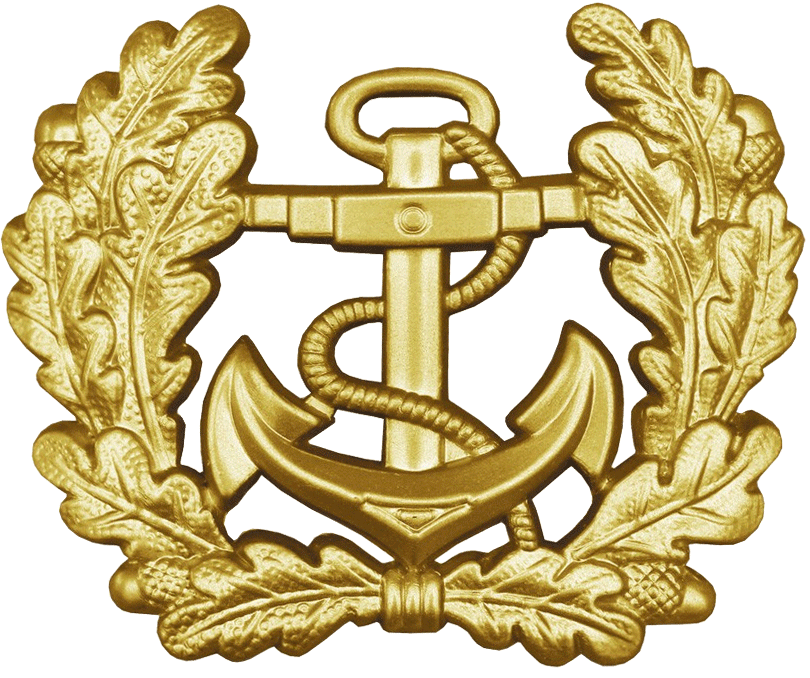
海軍の帽章
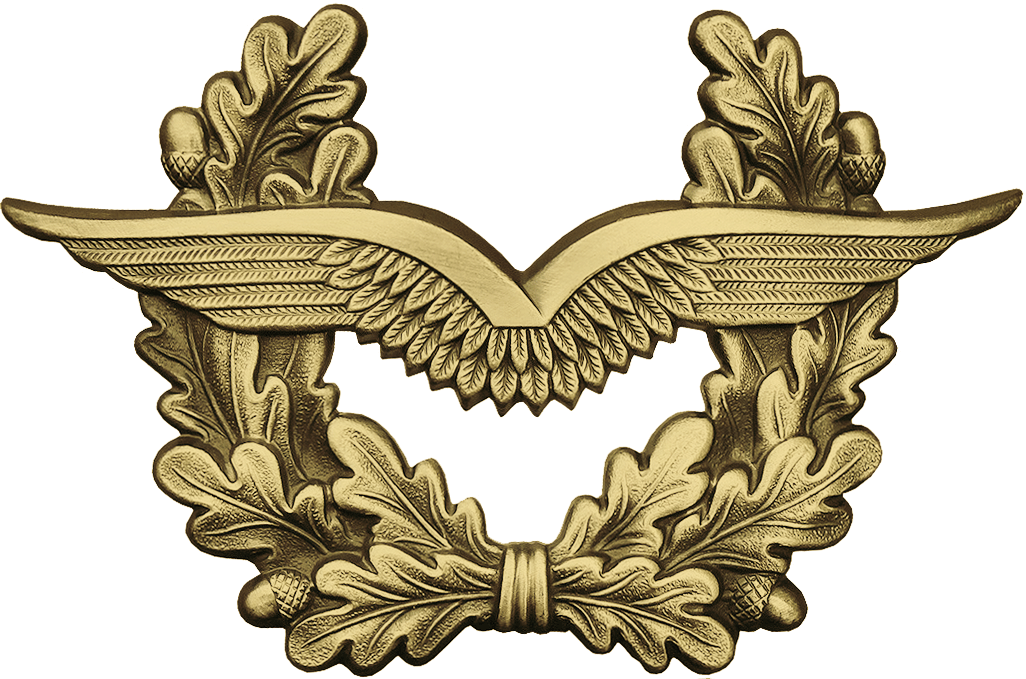
空軍の帽章
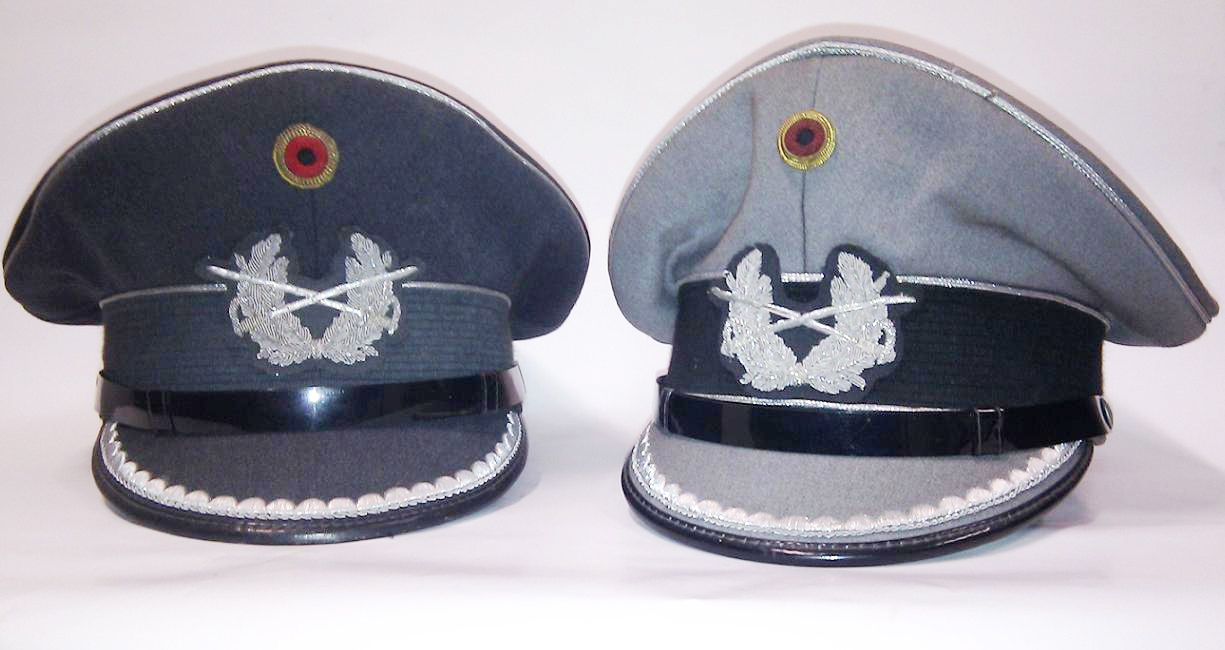
陸軍の尉官用制帽、向かって左は初期型
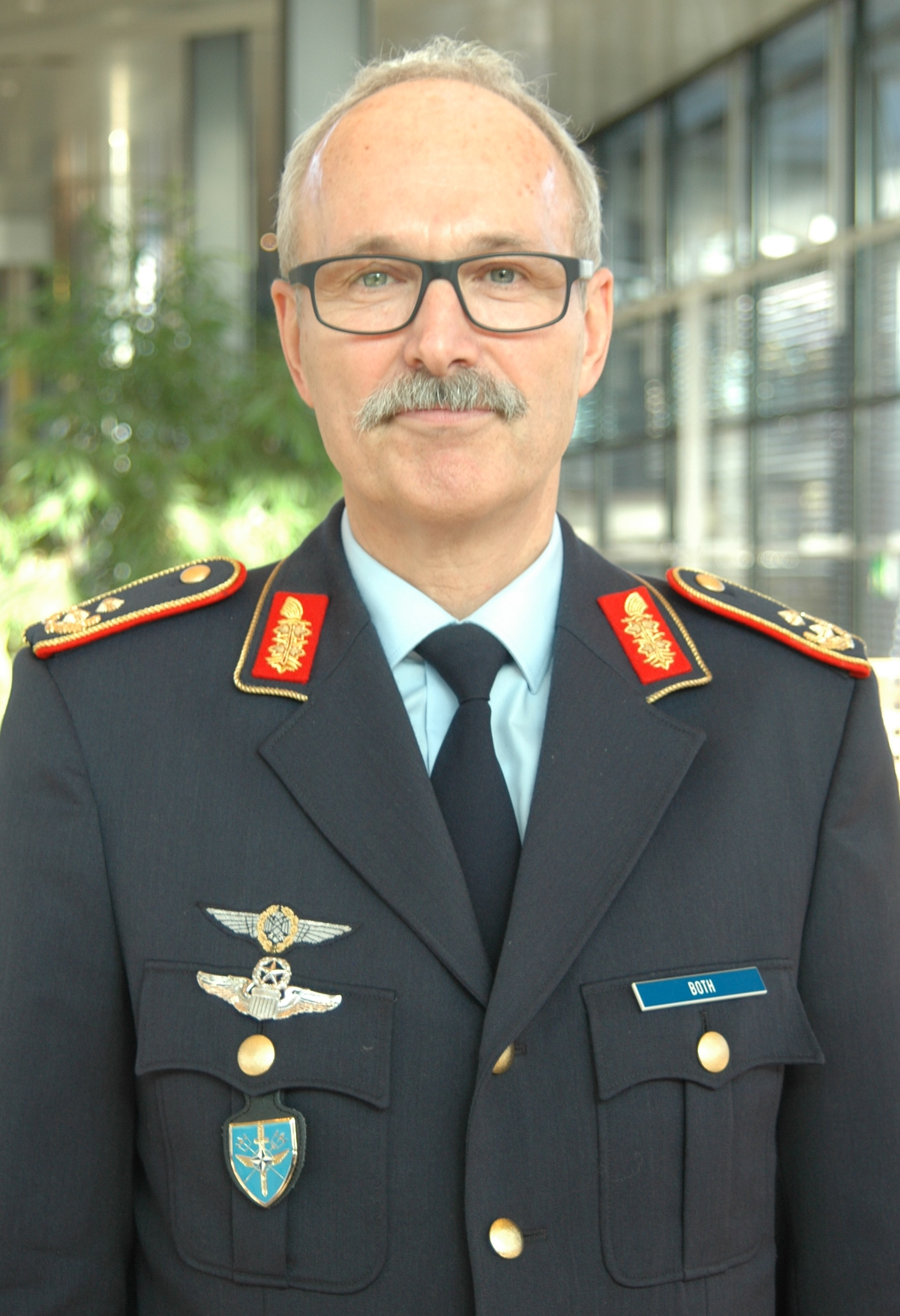
空軍の将官（ヨッヘン・ボス（ドイツ語版）少将）
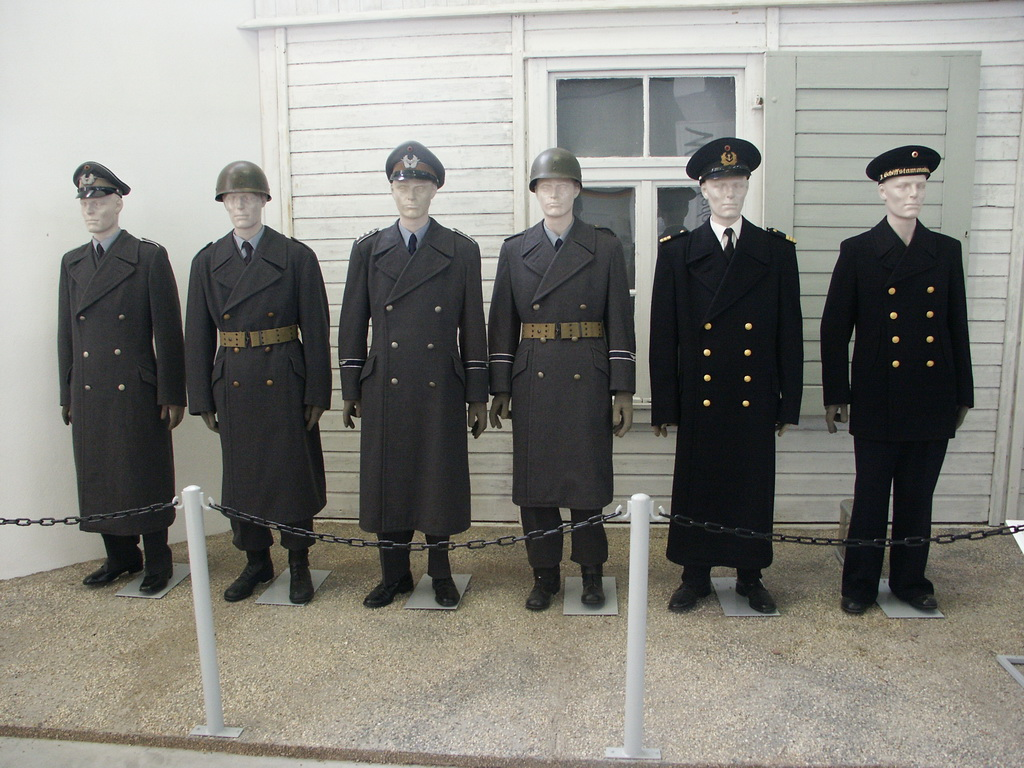
空軍、海軍の勤務服(1950年代?)
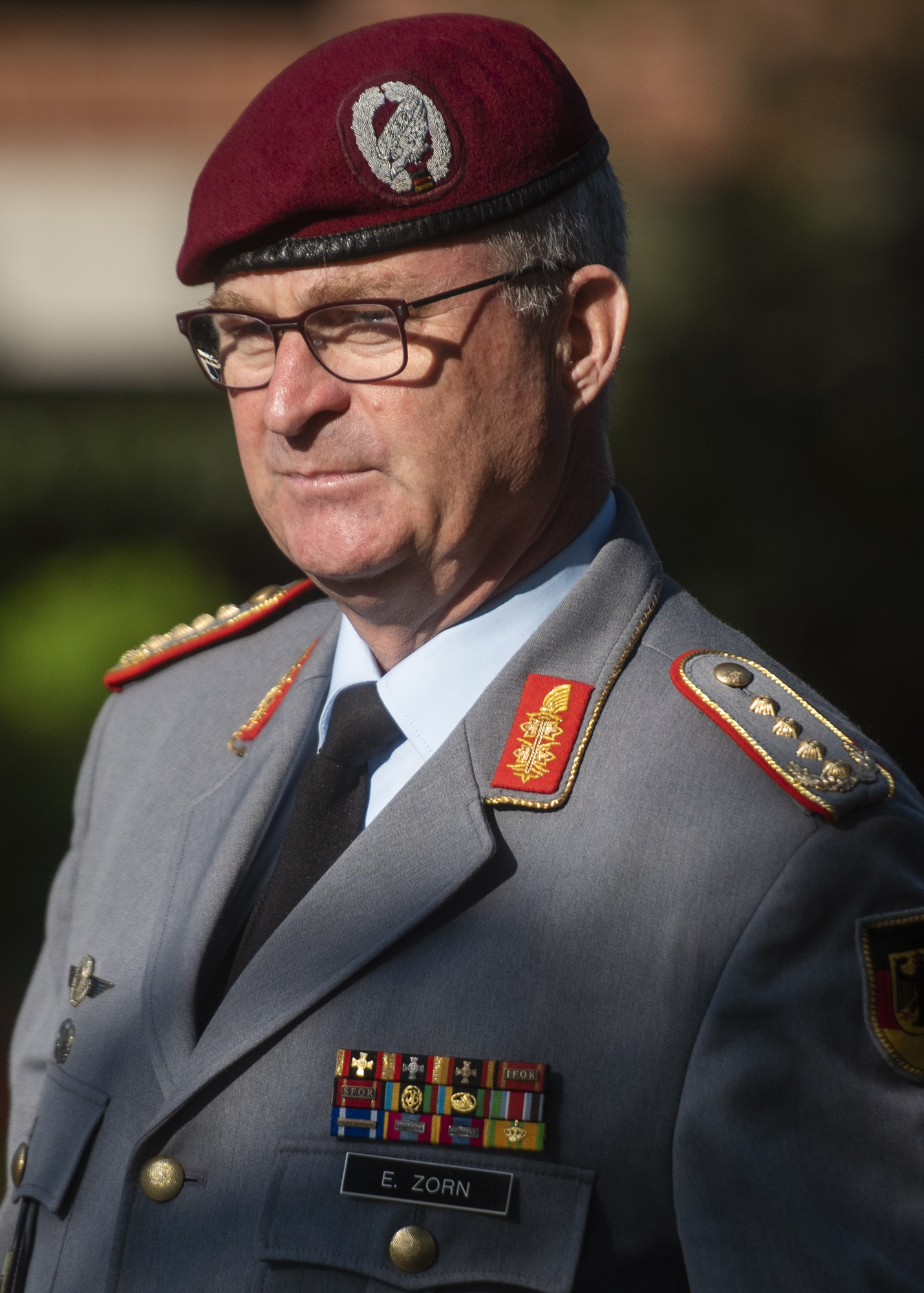
陸軍の将官用勤務服（エーベルハルト・ツォルン陸軍大将・連邦軍総監）
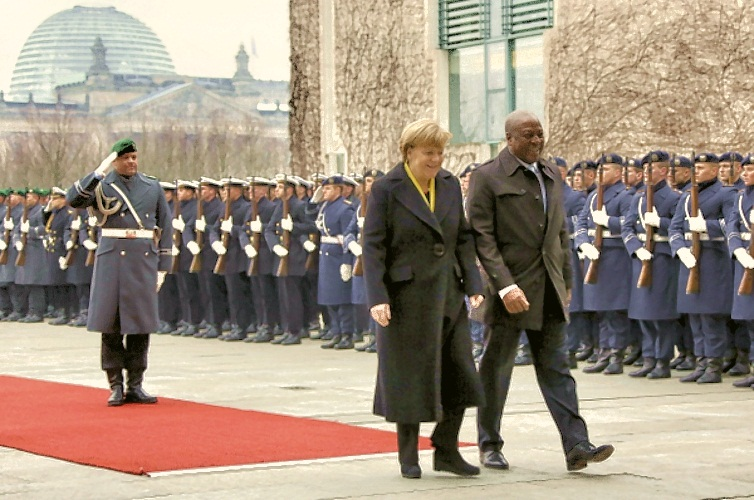
連邦軍の栄誉礼を受けるガーナのマハマ大統領とメルケル首相
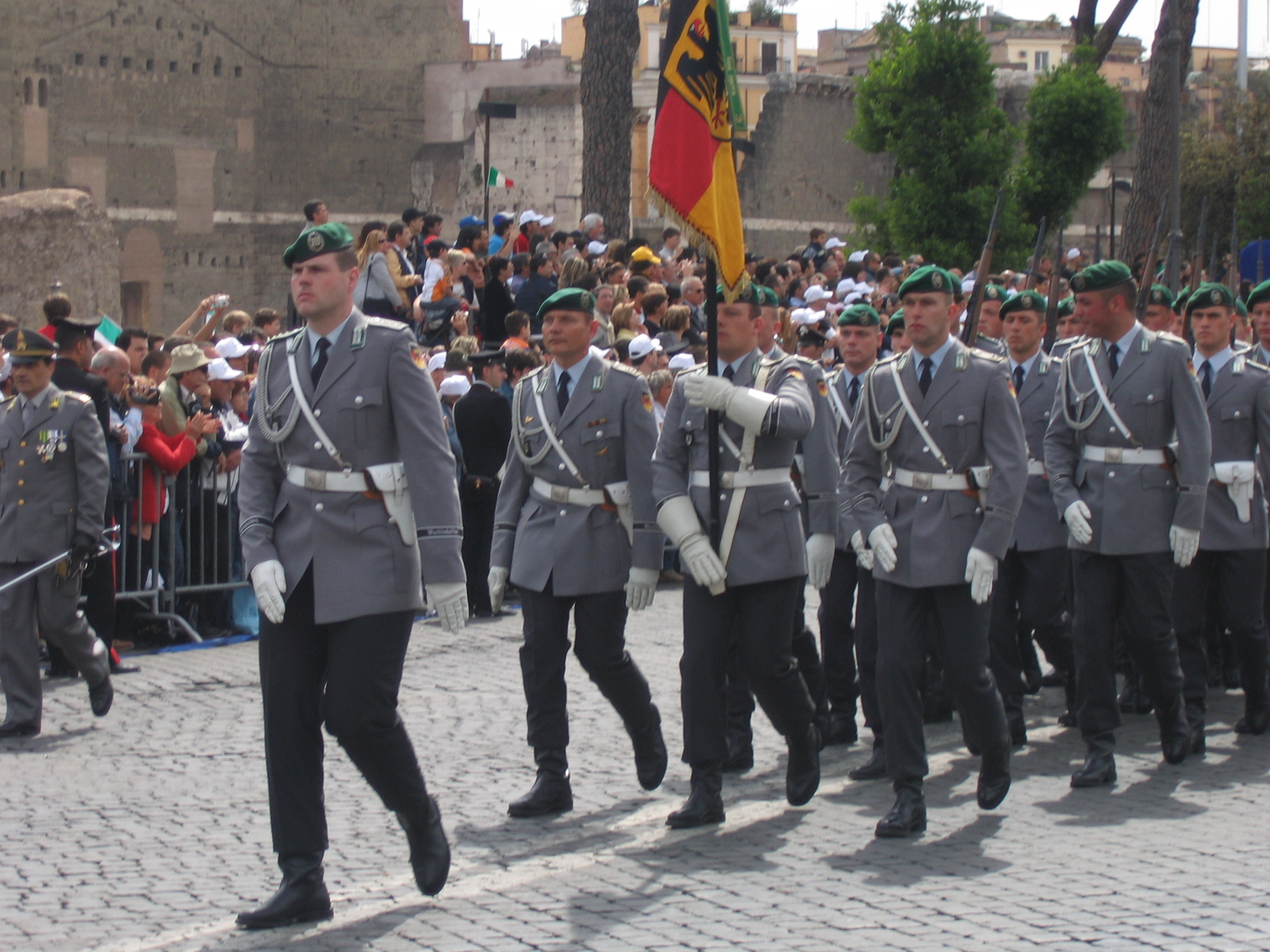
イタリア・ローマでのパレードに参加したドイツ連邦軍兵士、2006年
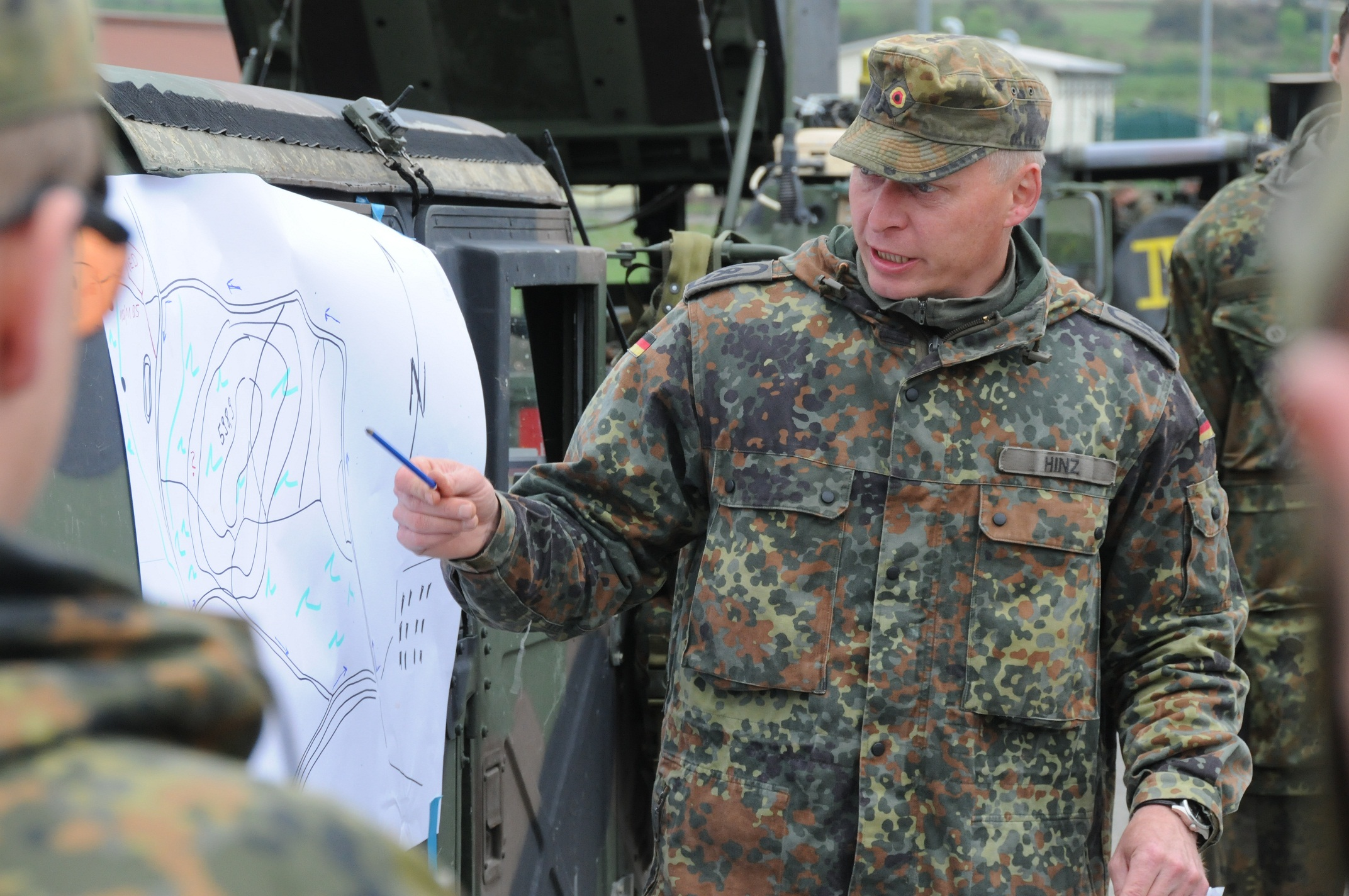
ドイツ連邦軍の迷彩服着用例
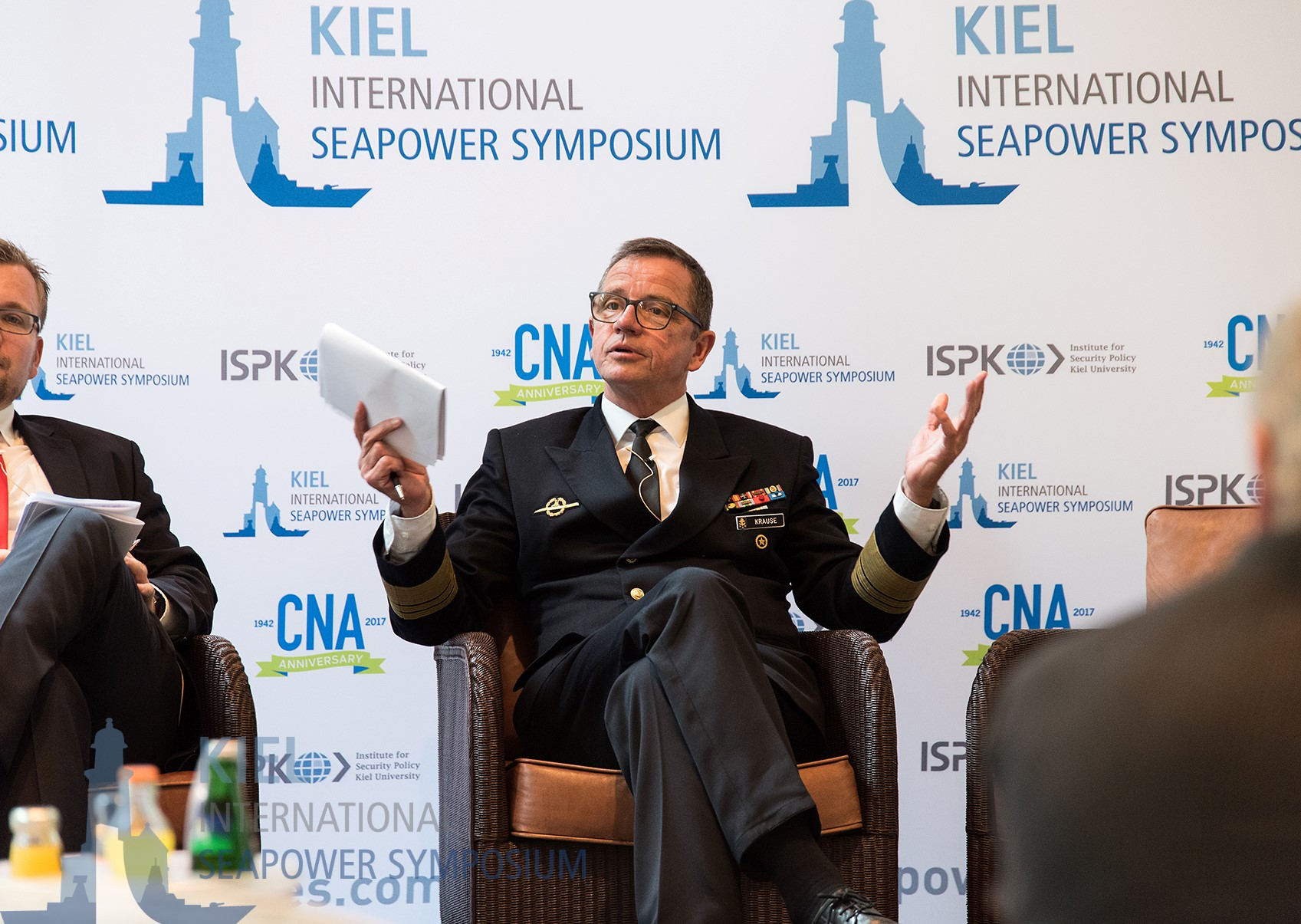
海軍の将官（アンドレアス・クラウゼ（ドイツ語版）中将、海軍総監）
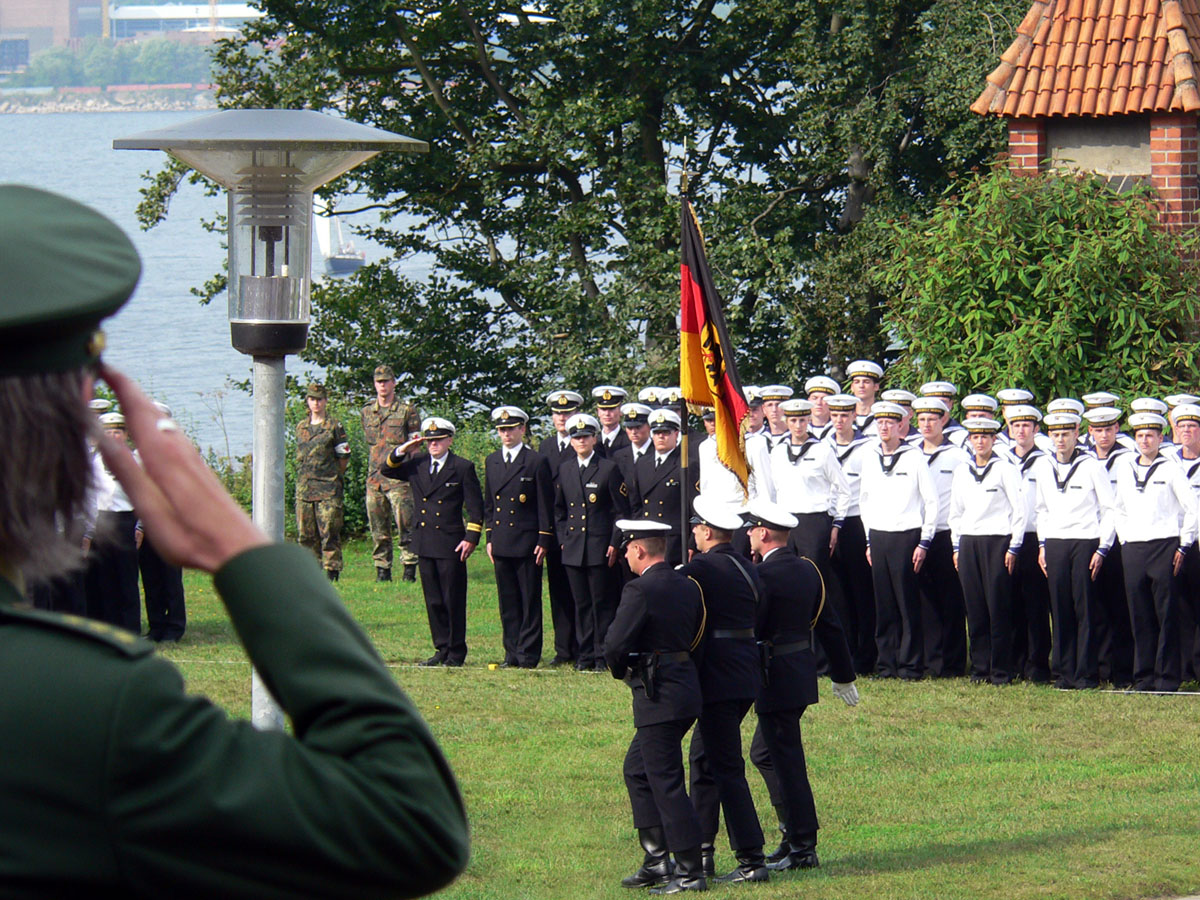
海軍将兵、2006年(左手前の緑服は警察官)
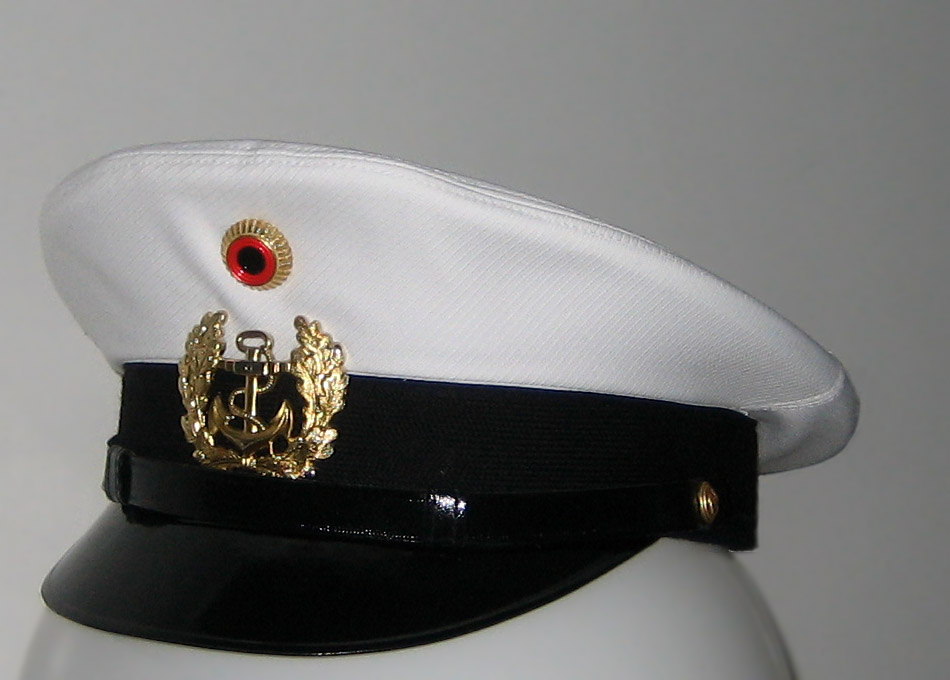
海軍下士官の制帽
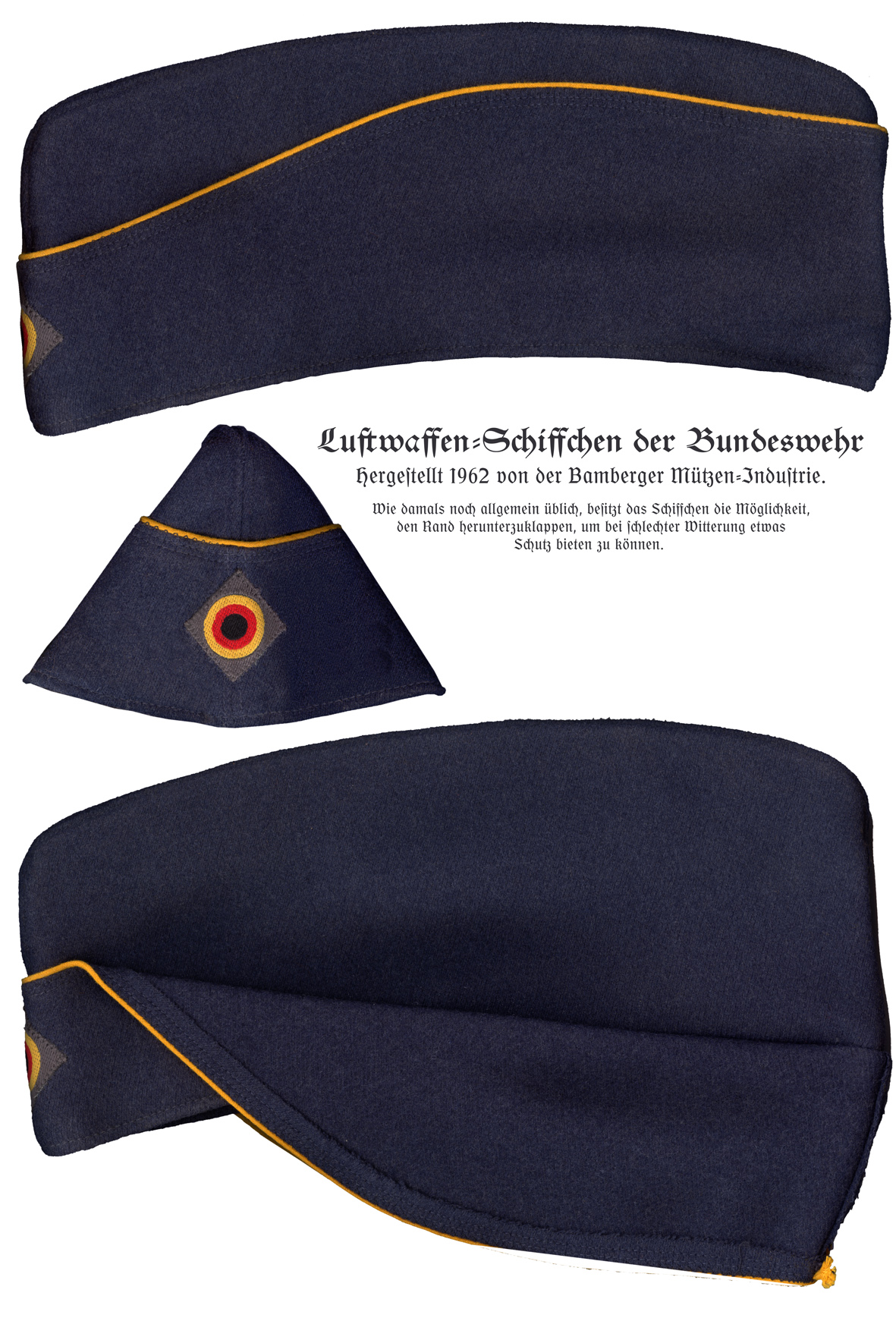
空軍の略帽。1962年。
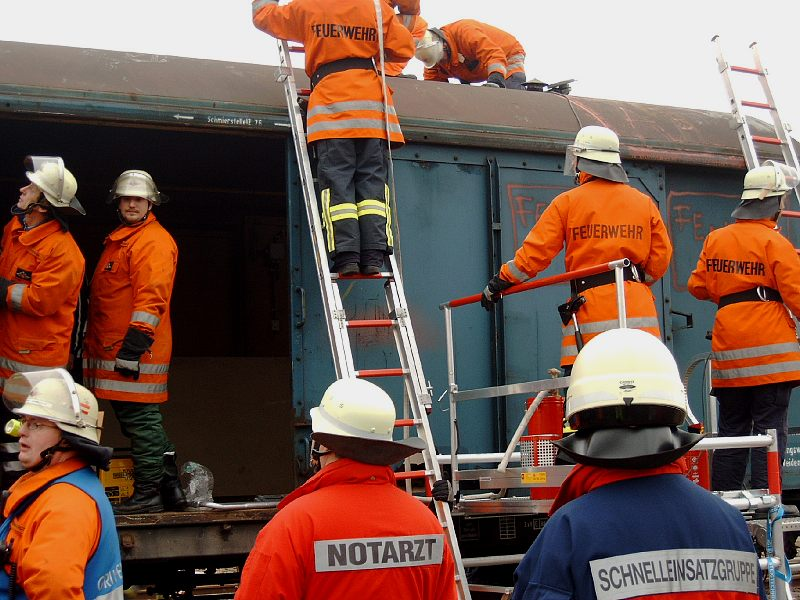
訓練を行うドイツの消防士（ヘルメットの形に注目）

#### 陸軍
勤務服の上衣は従来の折襟から開襟ネクタイ式に変更、ズボンは旧国防軍時代の長靴に対応した乗馬ズボンタイプのものから、短靴及び編み上げの半長靴に対応したものに変更された。制帽と上衣は明るい灰色、ズボンはそれよりやや濃い目の灰色が用いられる。
帽章は、X字形に交差したサーベルを柏の葉が囲む意匠が胴部につき、クラウン部には円形章（外側から金・赤・黒の同心円）がつく。
尉官制帽の庇には銀色の波模様、佐官制帽の庇には１列の銀の柏葉、将官制帽の庇には2列の金の柏葉が飾られる。
階級は肩章で表されるが、従来のモール編みの肩章が廃されて士官も含めて軟性タイプの肩章（兵科色の縁取りがつく）が用いられるようになった。尉官が四角い銀色ボタンの数、佐官が銀色の半円形の柏葉のリースの上に四角い銀色ボタンの数、将官が金色のリースの上に四角い金色ボタンの数で表される。肩章には兵科色の縁取りがつくが、将官肩章は赤の縁取りの内側に金モールの縁取りが加わる。
襟章は従来のものがほぼ踏襲されたが、平行四辺形から長方形に変更。折襟から開襟ネクタイ式への変更に対応したものと思われる。

#### 海軍
帽章は、錨を柏の葉が囲む意匠が胴部につき、クラウン部には円形章がつく。兵士は水兵帽のクラウン部に円形章のみがつく。
尉官制帽の庇には金色の波模様、佐官制帽の庇には１列の金の柏葉、将官制帽の庇には2列の金の柏葉が飾られる。
階級は兵・下士官が上腕部の臂章で、将校が袖口の金線で表される。従来将校の上衣に併用されていた、陸軍に準じた肩章は廃され、他の多くの国で用いられている例に準じて、黒地に袖口の階級章と同じ金線を配した肩章が夏服・コート・セーターに用いられるようになった。

#### 空軍
ナチス時代から開襟ネクタイ式の上衣が導入されていたことも手伝い、制服制帽の仕立て・配色等は3軍中従来からの連続性が最も強い。ただズボンは従来の乗馬ズボンタイプから、短靴の使用を念頭に置いた仕立てになっている。
帽章は、翼を柏の葉が囲む意匠が胴部につき、クラウン部には円形章がつく。
尉官制帽の庇には銀色の波模様、佐官制帽の庇には１列の銀の柏葉、将官制帽の庇には2列の金の柏葉が飾られる。
階級は陸軍のパターンに準じた肩章で表される。
襟章は兵科色の長方形の台布に、兵・下士官が銀色の飛ぶ鳥の意匠、尉官が半円形の柏葉のリースの上に飛ぶ鳥の意匠、佐官が長円形の柏葉のリースの内側に飛ぶ鳥の意匠を配したものがもちいられる。第三帝国時代に用いられた襟章と類似しているが、階級ごとに飛ぶ鳥の意匠の数が変化して「階級章」の機能を果たすことはない。また将官襟章には陸軍将官と同じもの、参謀将校はドッペルリッツエン型となる。

#### その他
- ヘルメットは、従来のタイプのものがナチス・ドイツを連想させるため、国境警備隊を除いて使用が避けられ、米軍に近いデザインのものが用いられた。1980年代半ばからアメリカ軍を中心に各国に普及したいわゆる「フリッツ・ヘルメット」も同様に旧ドイツ軍を連想させるというからか、他の国に比べて導入が遅れていたが、1990年の東西統一をはさんで、90年代半ば頃から使用されるようになった。
- ドイツ・オーストリアの警察や消防では、戦前までのデザインを踏襲したヘルメットが用いられている。

### ドイツ民主共和国（国家人民軍）の軍服

ドイツ民主共和国の国章（国家人民軍の帽章に用いられる）
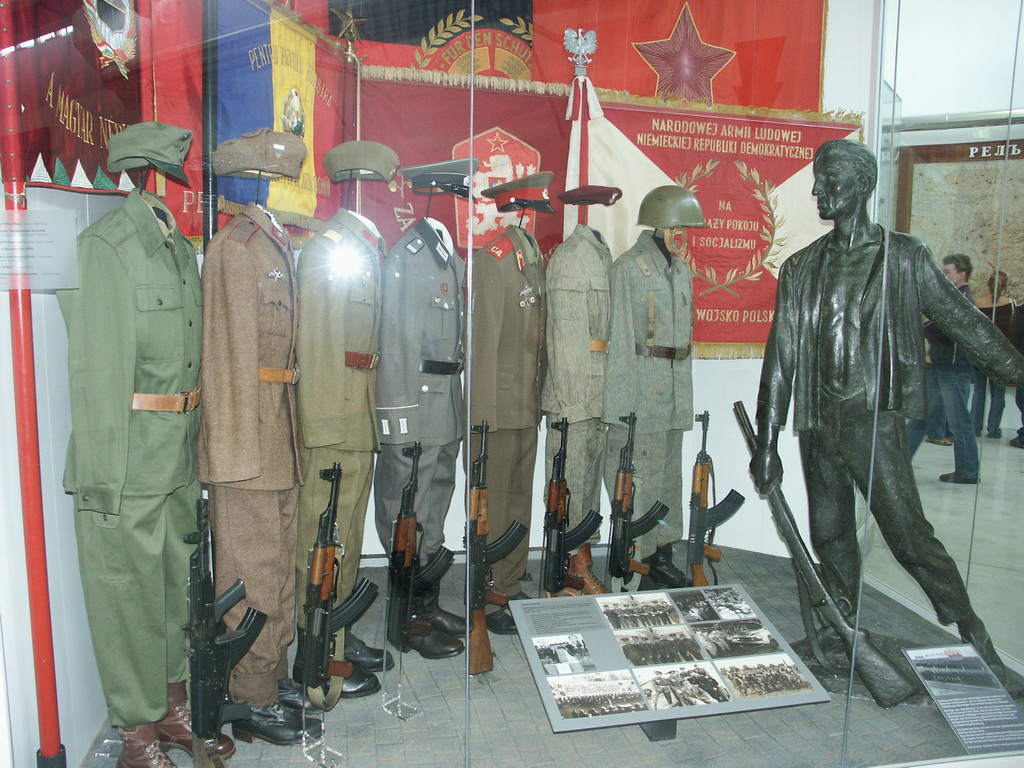
ドレスデンの軍事博物館に展示されている国家人民軍の軍服（手前から4つ目）
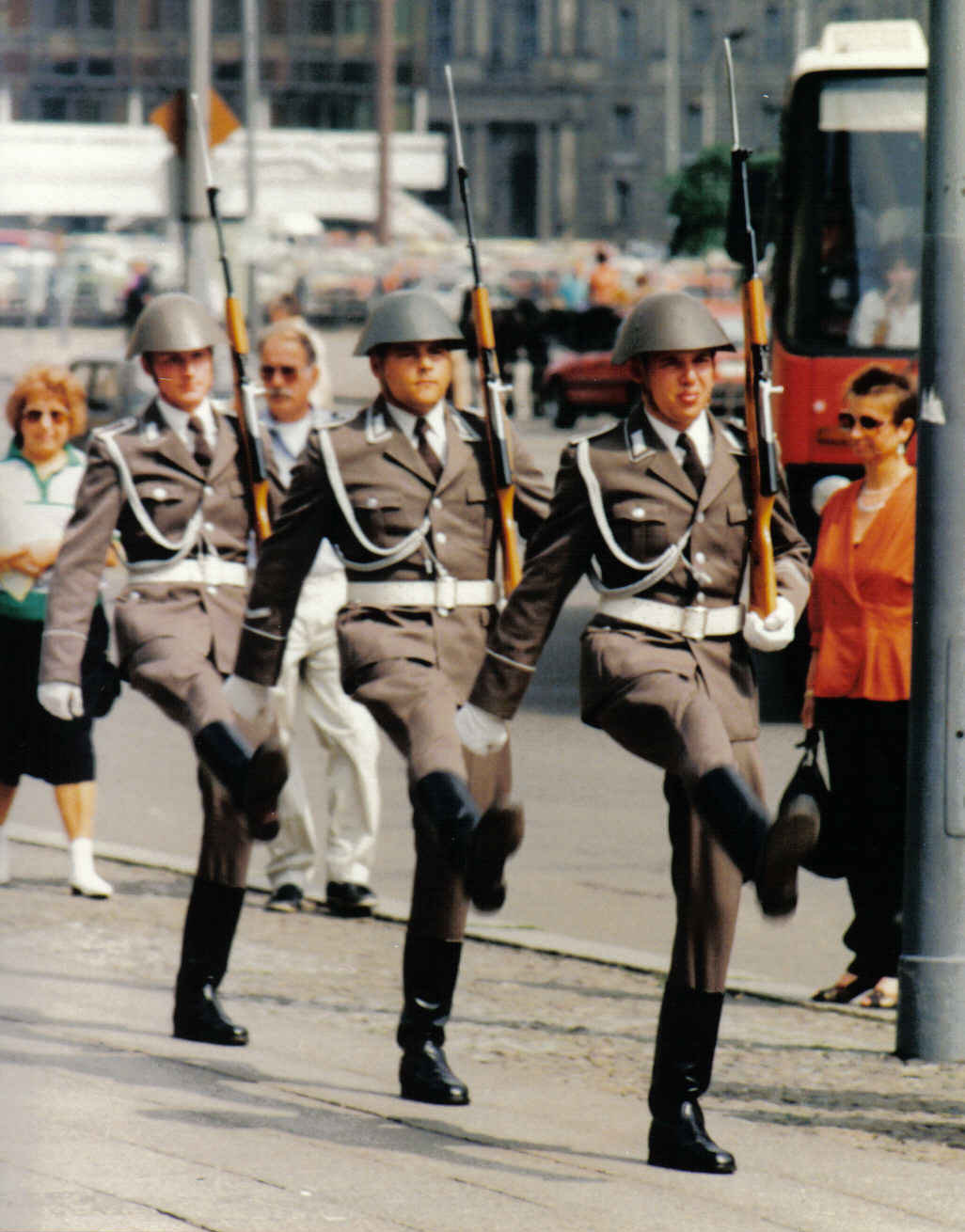
東ベルリン、ノイエ・ヴァッヘの国家人民軍衛兵交代式
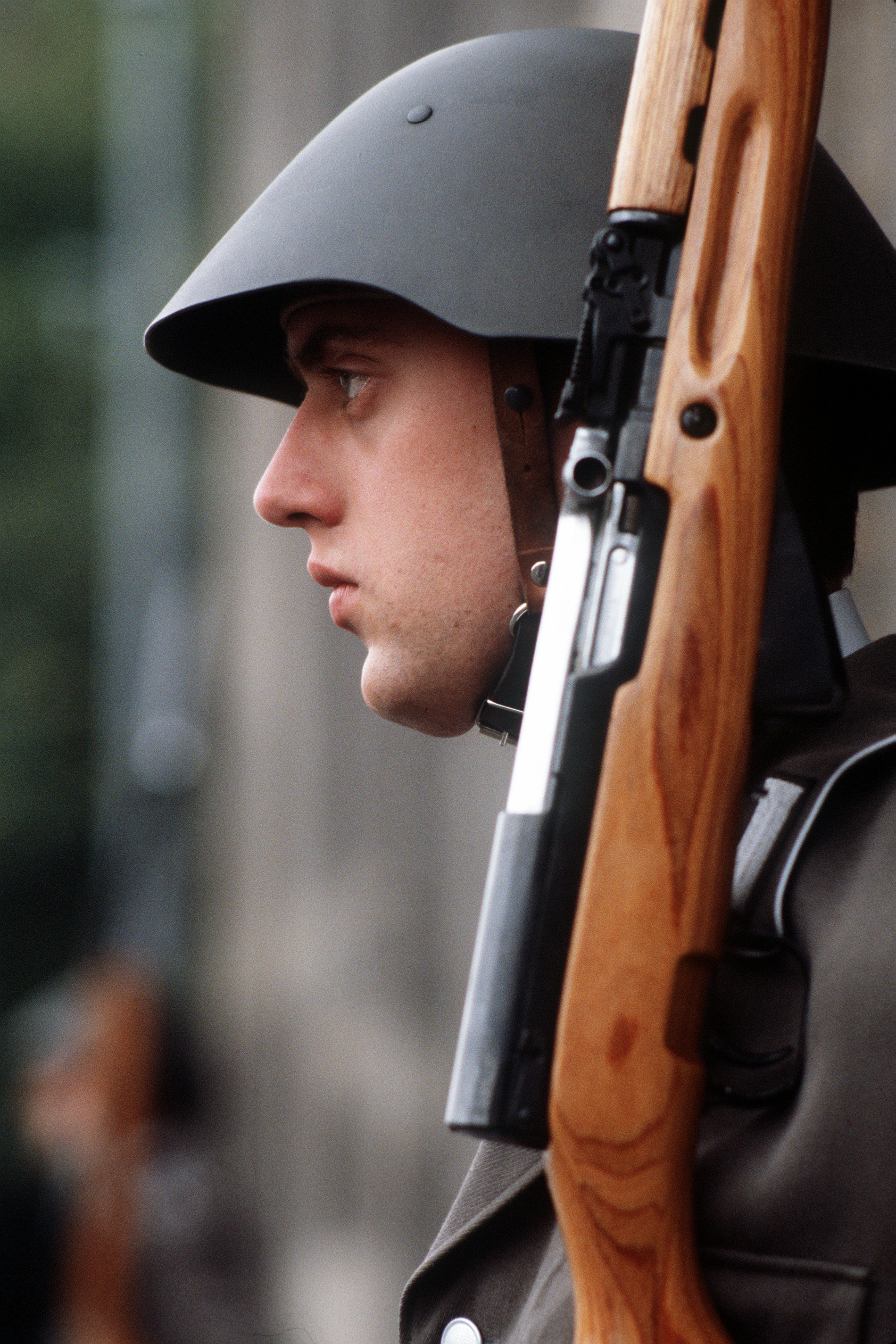
ヘルメットを着用した国家人民軍兵士
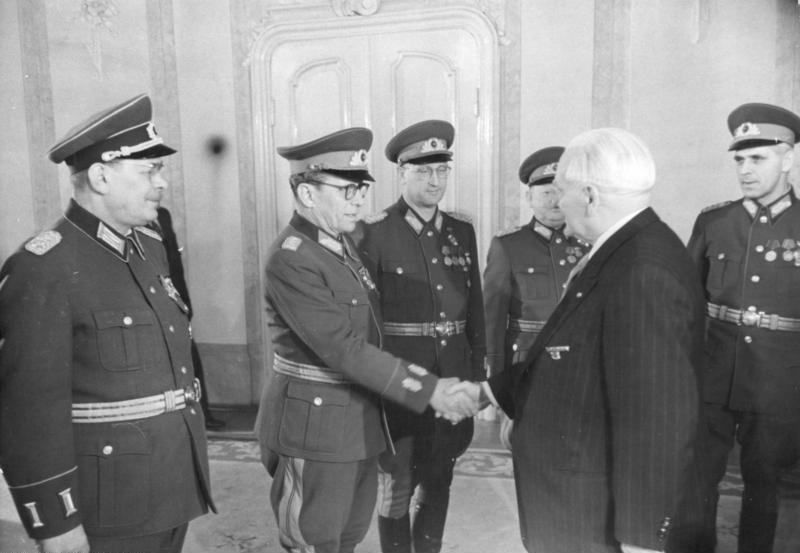
国家人民軍創設初期の制服。ヴィルヘルム・ピーク大統領と握手するヴィンツェンツ・ミュラー国防次官兼参謀総長（中将）。右端は国防相ヴィリー・シュトフ大将（1957年）
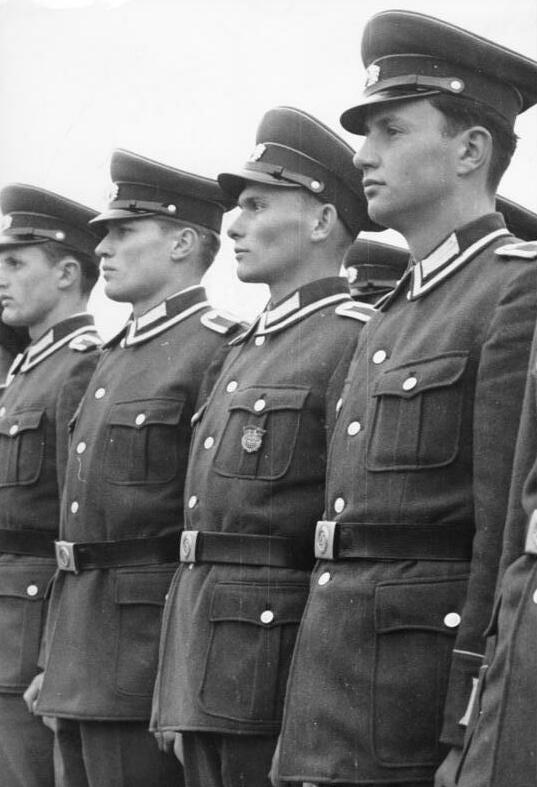
1956年の建軍時、旧国防軍様式の軍服を着て入隊宣誓式に臨む下士官達
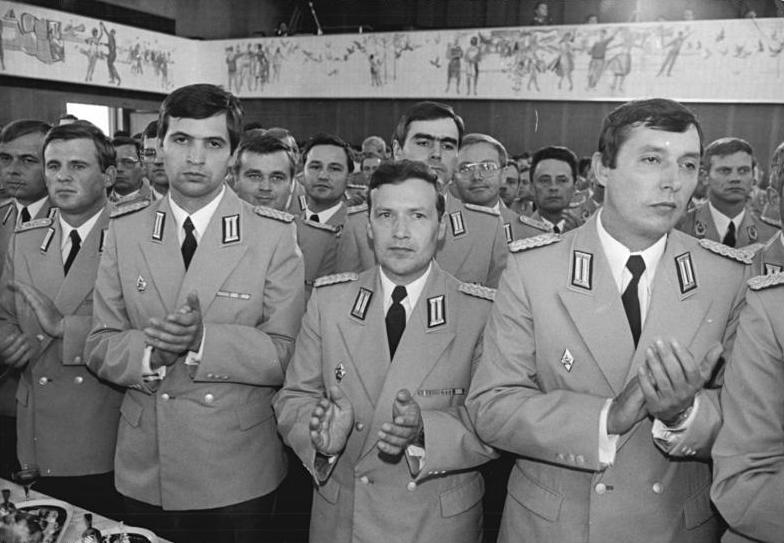
小社交服を着用した陸軍（地上軍）士官。
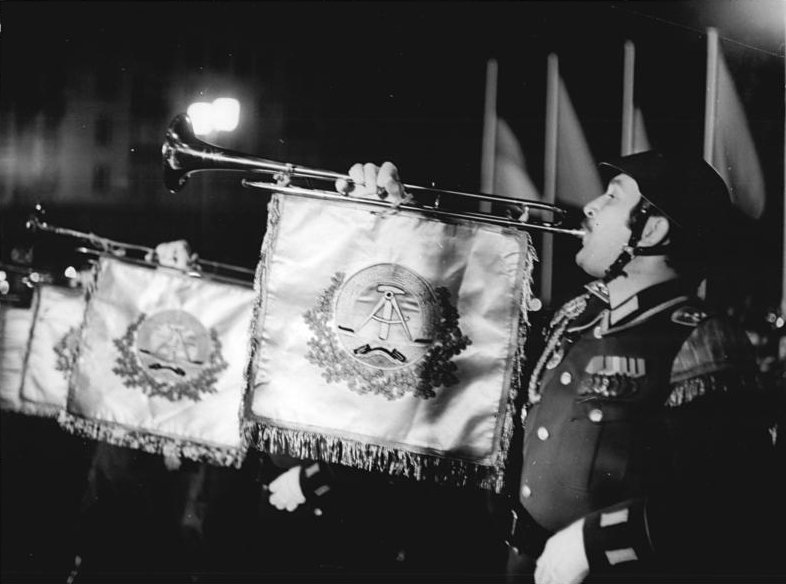
「ツバメの巣」（Schwalbennester)と呼ばれるプロイセン以来の肩飾りをつけた軍楽隊
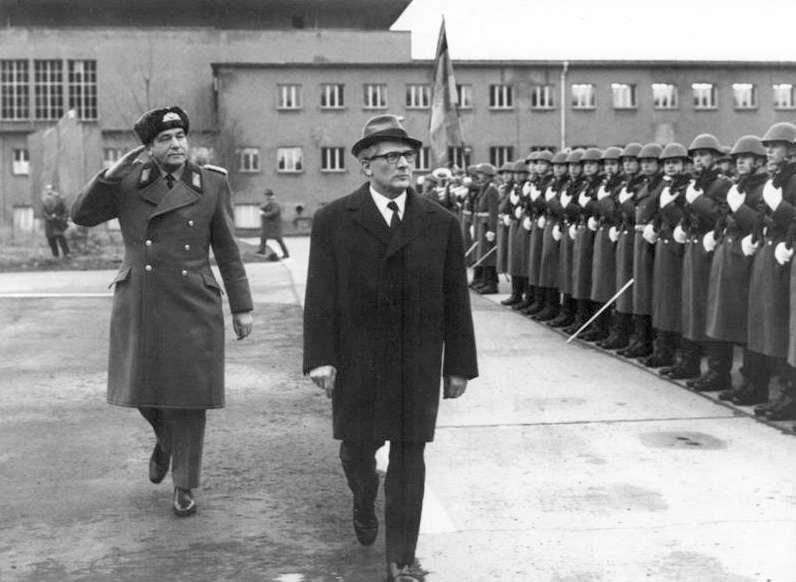
閲兵するエーリッヒ・ホーネッカーSED書記長とカール＝ハインツ・ホフマン国防相（1972年）
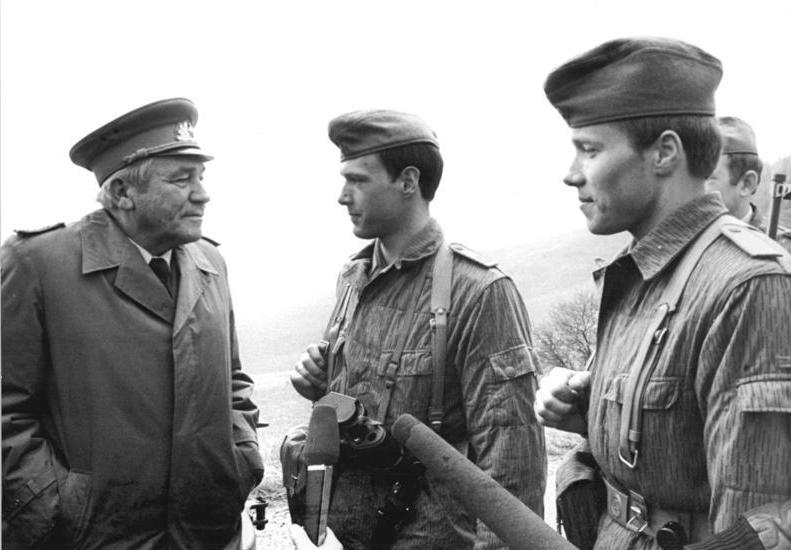
国境警備兵に話しかけるカール＝ハインツ・ホフマン国防相
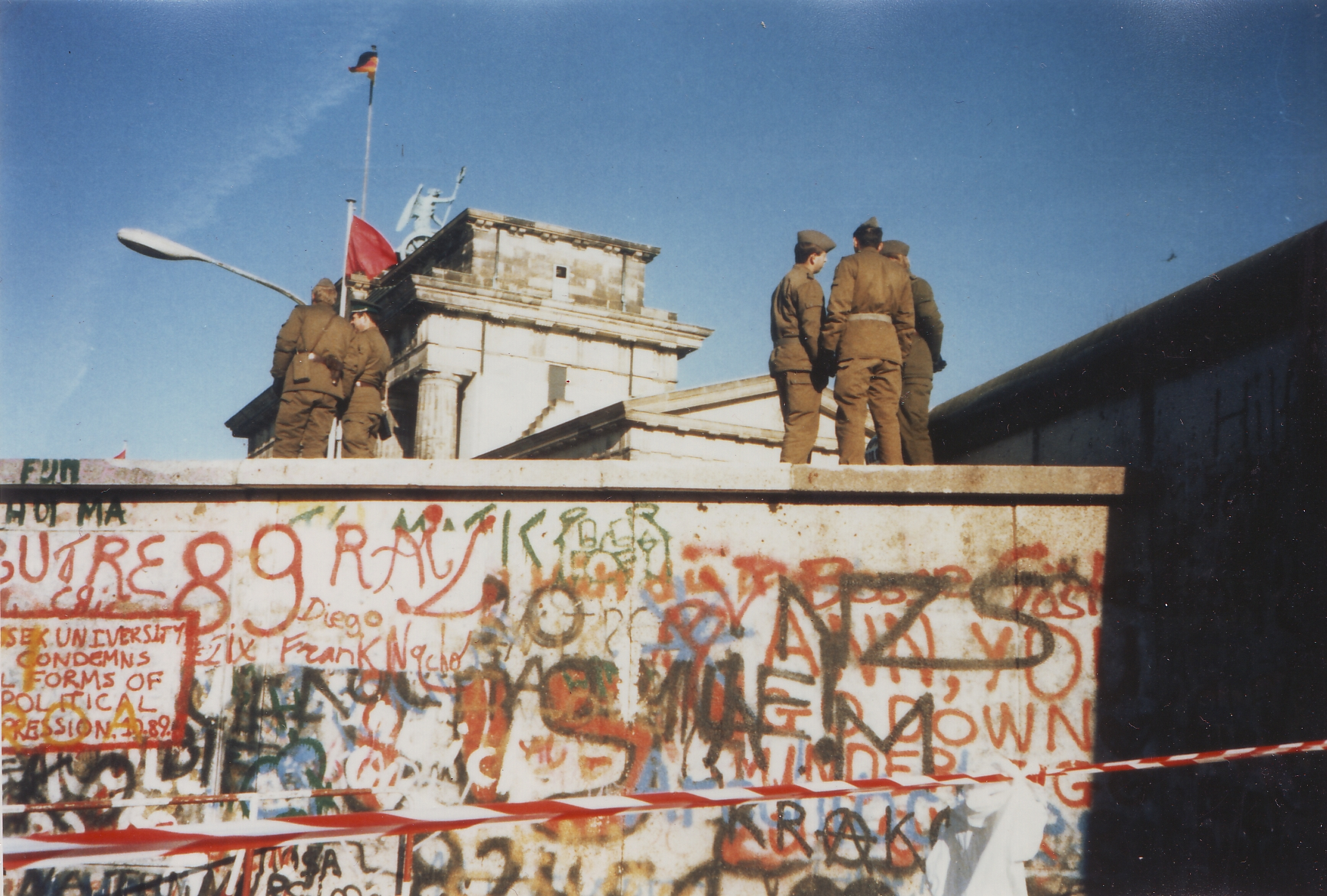
1989年11月、ベルリンの壁に上った国境警備隊兵士
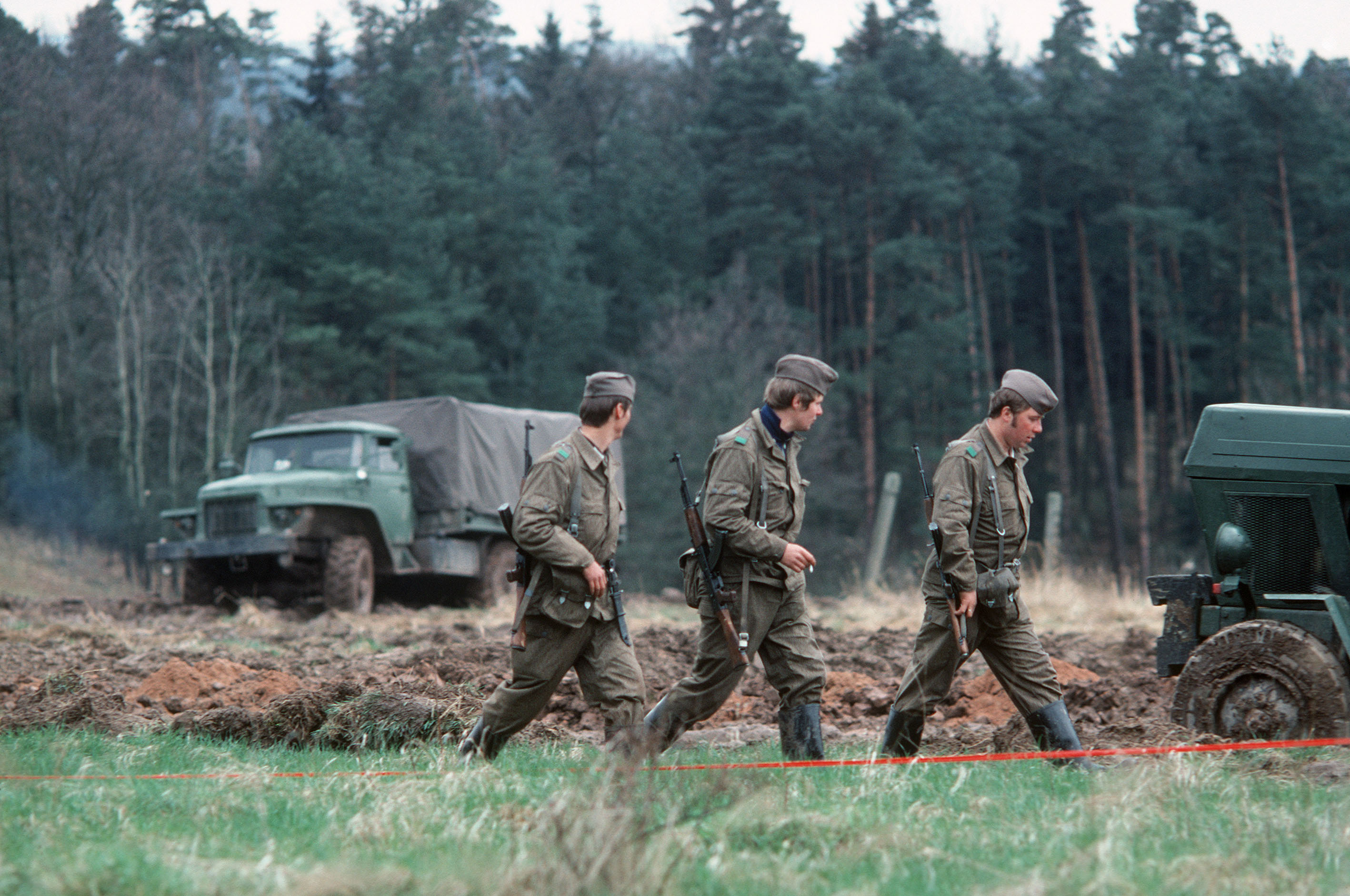
戦闘服を着た国境警備隊兵士（1979年）
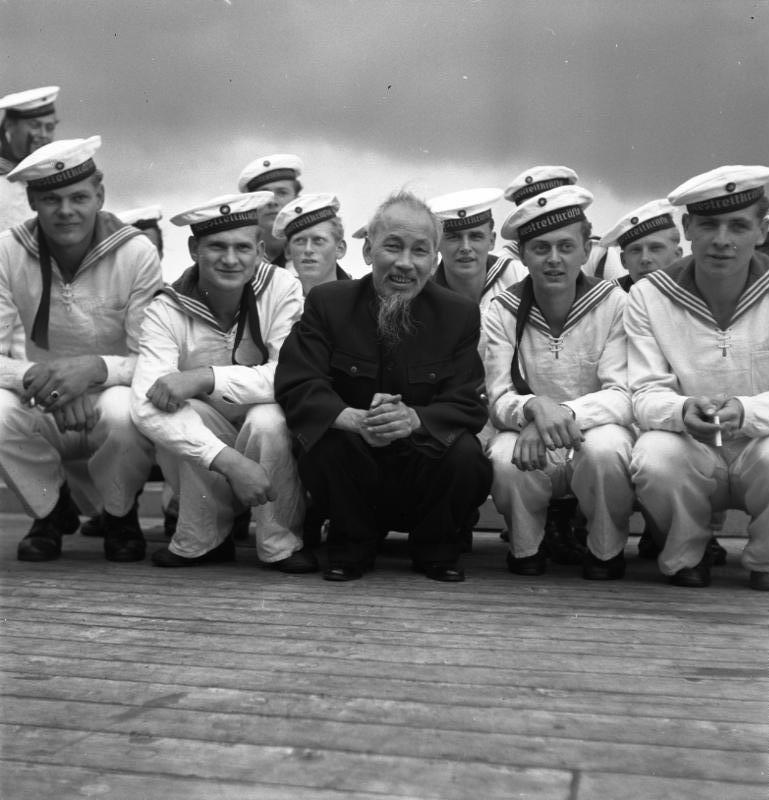
人民海軍の水兵。中央の人物は東ドイツを訪問したホー・チ・ミン
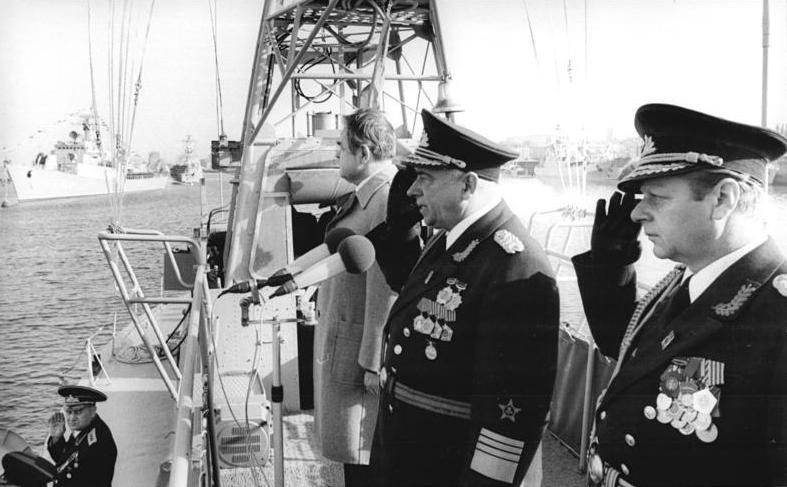
建国30周年観艦式で閲兵するヴィルヘルム・エーム副国防相兼海軍総司令官
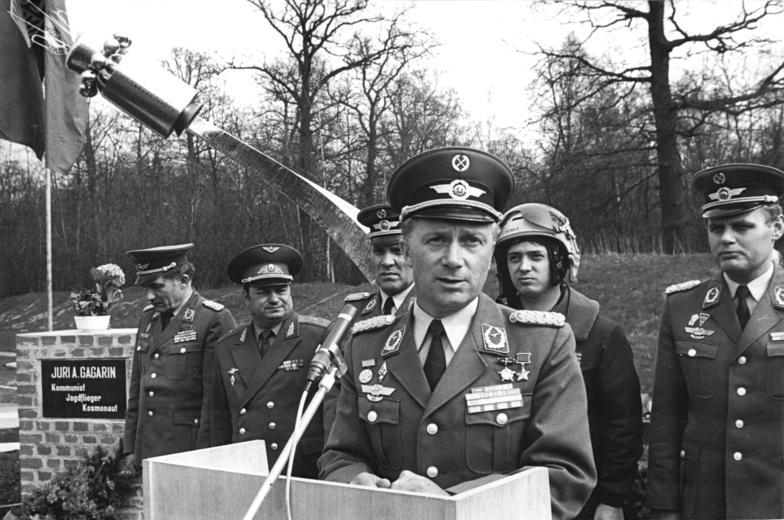
勤務服を着用した空軍の将校達（左から二人目はソ連空軍将校）。演壇に立つのはジークムント・イェーン。
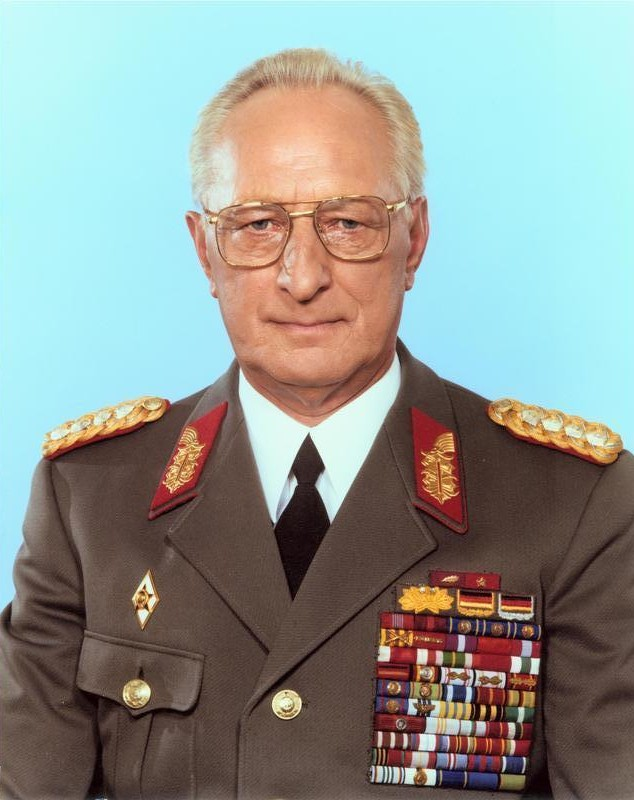
ハインツ・ケスラー国防相、空軍上級大将（1988年）
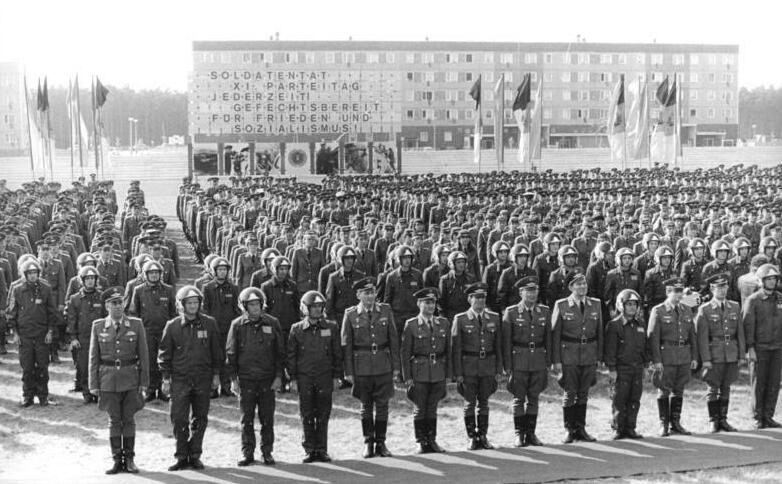
訪問したホーネッカー国家評議会議長を整列して迎える空軍兵士達。（1985年）
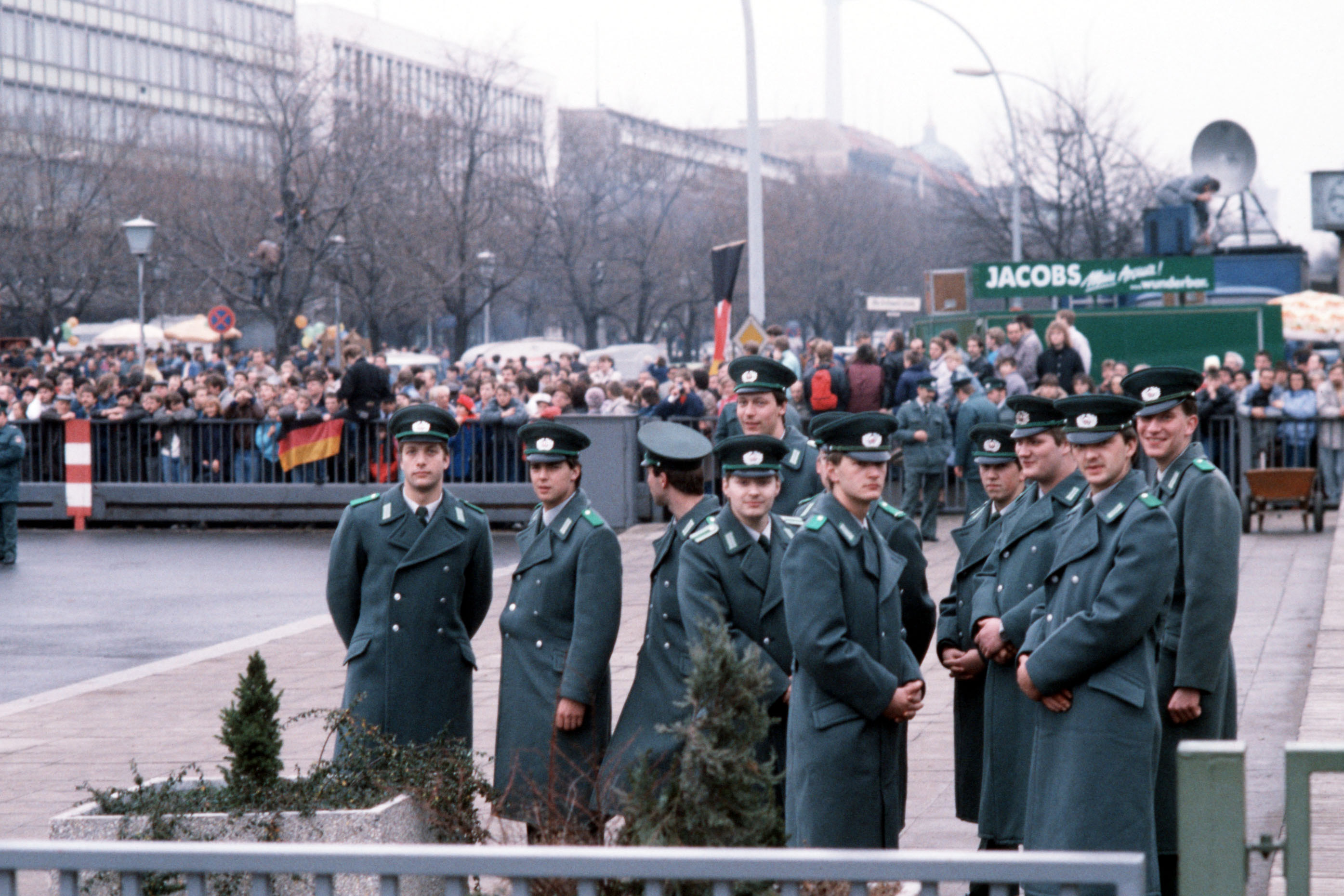
ベルリン・ブランデンブルク門の開放に備えて待機する人民警察官。1989年12月22日。
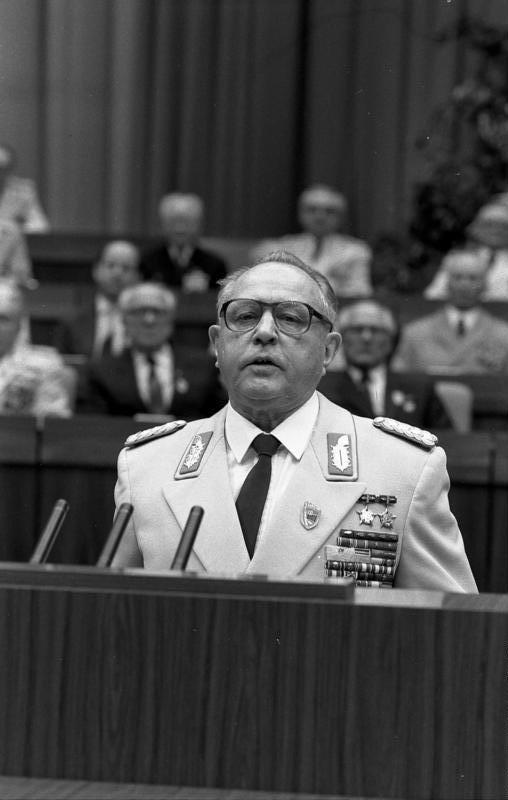
演説する略礼装のエーリッヒ・ミールケ国家保安相。
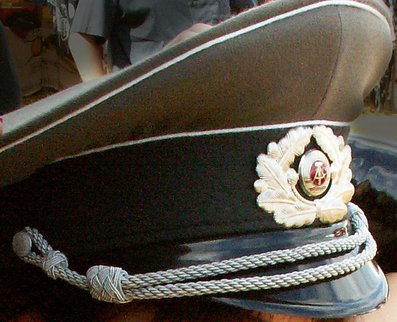
地上軍の制帽
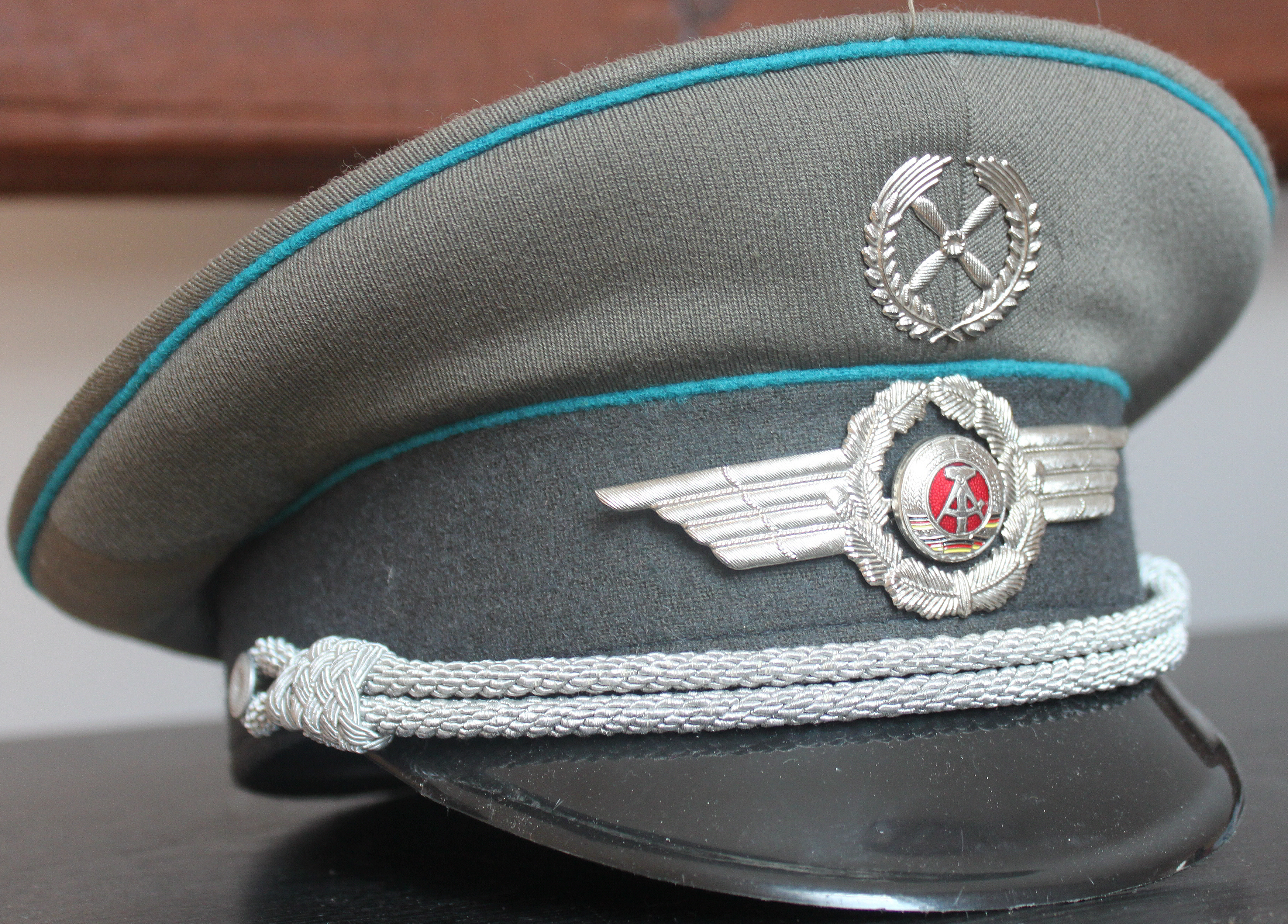
航空軍の制帽
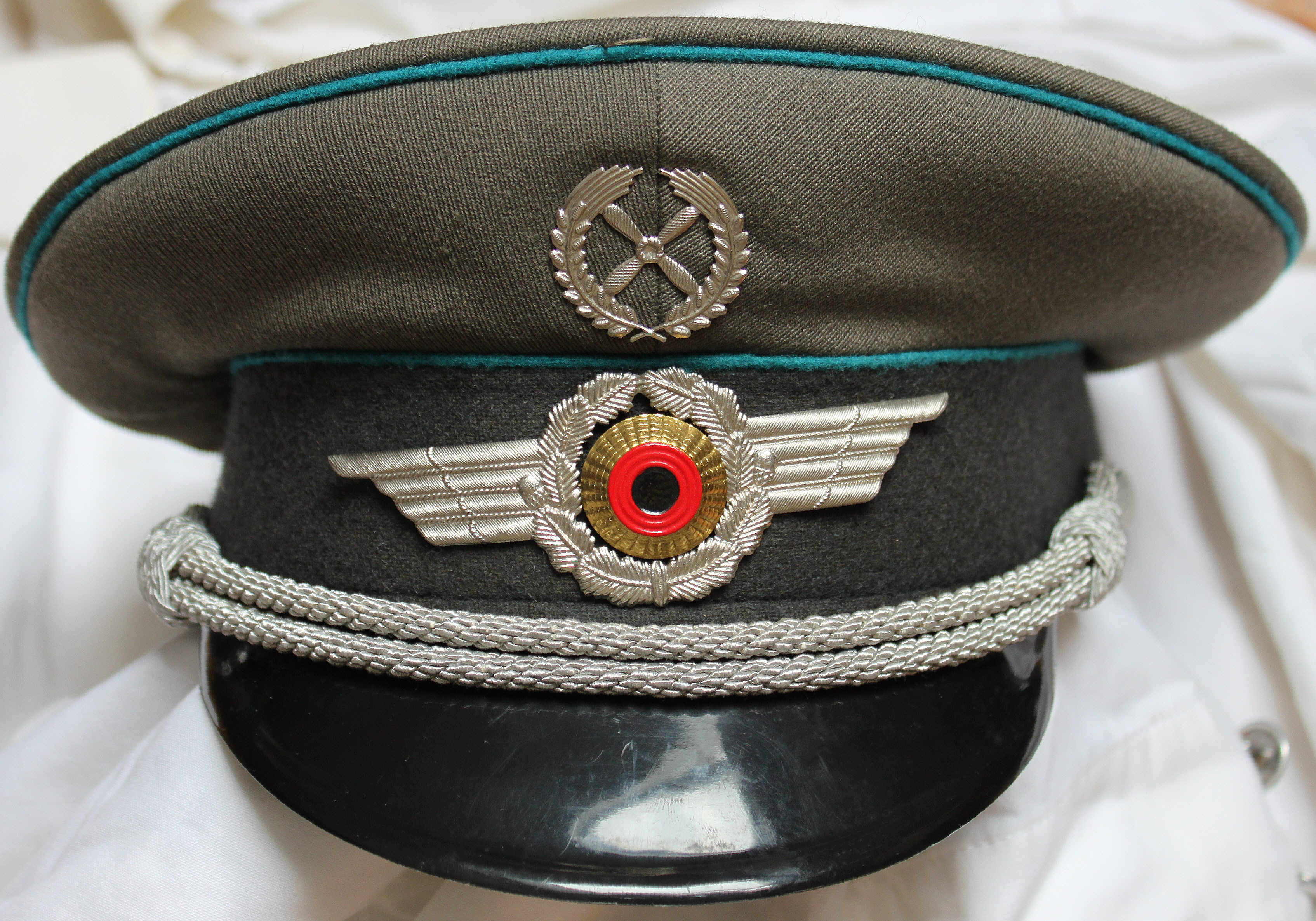
1990年に支給された航空軍の制帽。円形章が連邦軍のものになっている。

#### 陸軍（地上軍）
地上軍では戦後しばらく、ソ連・ロシア式の詰襟・大型肩章デザインの軍服を経て、ヴァイマル～ナチス時代を踏襲する折襟軍服が将校・下士官兵ともに使用されていた。幾度のマイナーチェンジを繰り返し、1970年頃より、将校は4つボタンの開襟軍服と、親衛隊の軍服を踏襲したようなデザインとなった。下士官兵は、多少デザインが変更された5つボタンの折襟であったが、70年代後半より、4つボタンでネクタイを締めることが主であった。帽章は国家章をオークの葉で囲ったもの。
戦闘服については「フィヨルドパターン」と呼ばれる4色迷彩と、1960年代より登場して主流となった「レインドロップパターン」と呼ばれる、黄土色を基調とし、縦に茶色の点線が入った迷彩の2種類が採用されていた。後者は少し離れてみると点線が目立たなくなり、結局ただの単色布地に見えることから、「アインシュトリッヒ・カインシュトリッヒ」（Ein Strich - kein Strich、「線が一本・線が無い」程度の意）と俗称された。初期型の戦闘服は胸ポケットが2つのみだったが、後期型では切り込み型の腰ポケットと、袖の上腕に小ポケットと包帯包を取り付けるためのループが追加された。
1980年代半ばより採用されたUTVと呼ばれる新型では、西側の戦闘服のように貼り付け型腰ポケット2つが追加され、階級章を付ける位置が、肩から上腕へ移動するなど、改良されている。

#### 海軍
人民海軍将校の制服は、当初は同時期のソ連海軍の物と似た紺色シングル立詰襟の物であったが、後に第二次大戦時の海軍とほぼ同じデザインの5個ボタン4ヶ掛けダブルの制服となった。この制服は将校の他、准士官および上級下士官も着用した。水兵および下級下士官の制服は一般的なセーラー服である。

#### 空軍（航空軍）
航空軍の制服は第二次世界大戦時のドイツ空軍をほぼ受け継いだデザインの物が将校として建軍時より採用された。ただし生地の色はナチス政権時の青灰色ではなく、陸軍とほぼ同様の石灰色であり、下士官兵（70年代以降は将校准士官も）の制服は襟章や帽章、淡紺青色のパイピングを除き、他の東側国家の空軍と同じく陸軍にほぼ準じていた。

## 世界各国への影響

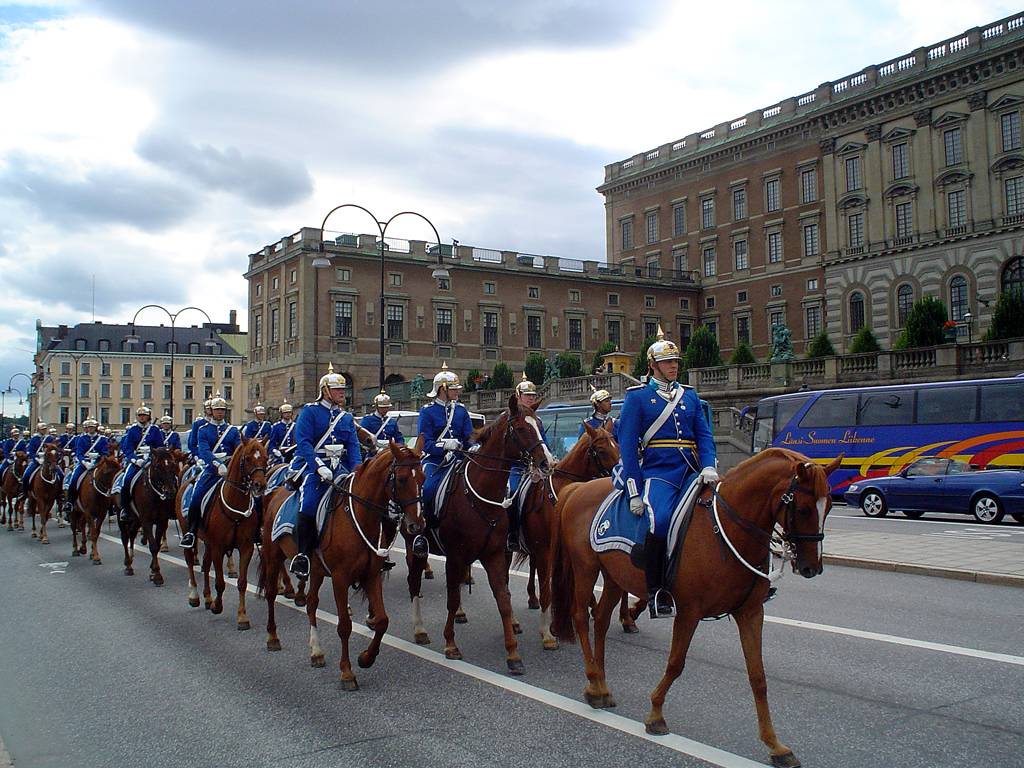
ドイツ帝国時代の軍服との共通性を示すスウェーデン軍の王宮衛兵
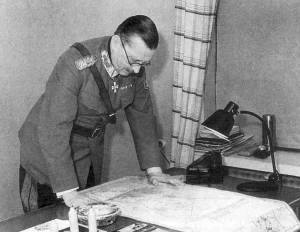
フィンランドの陸軍元帥・元大統領マンネルヘイム
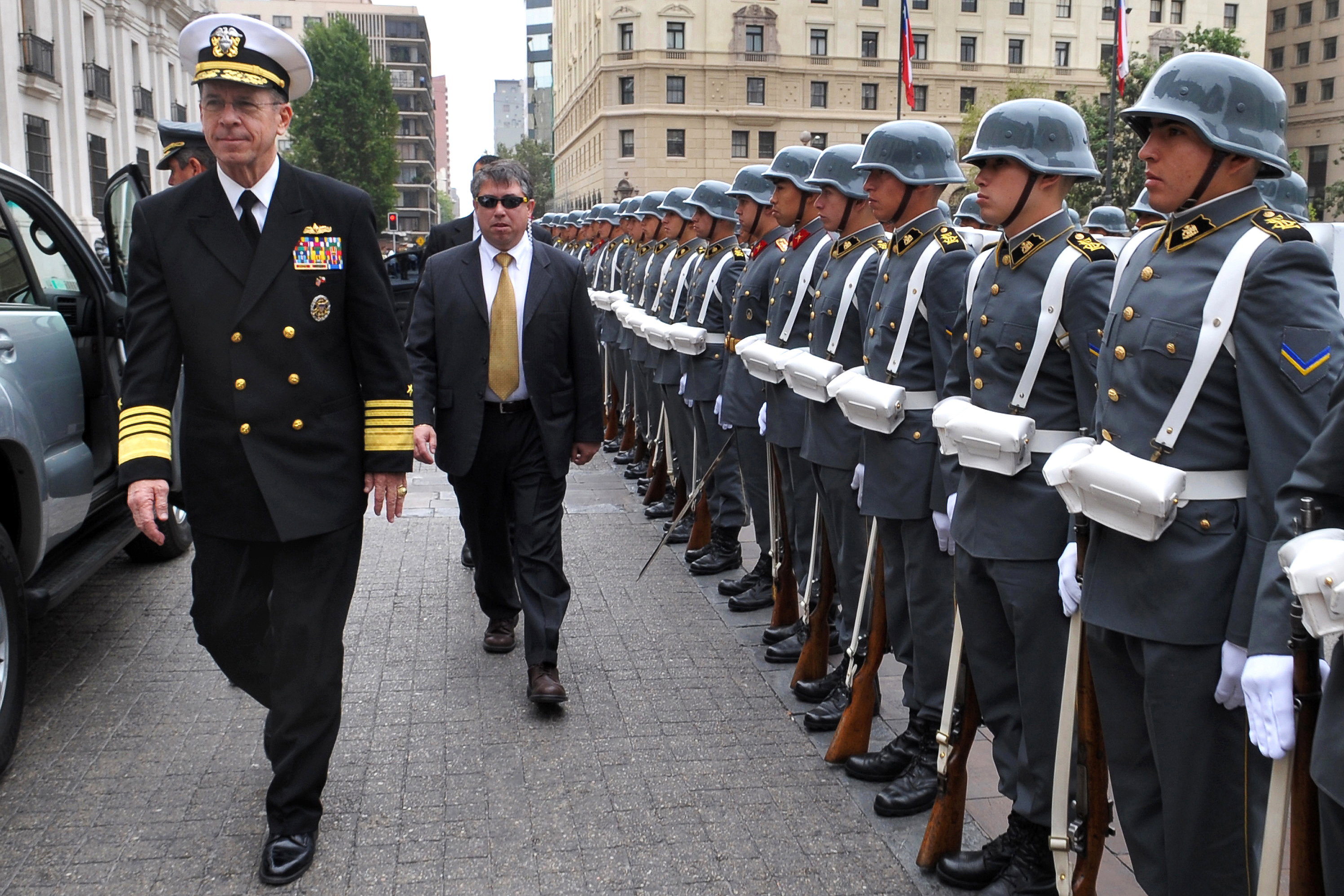
チリ軍儀仗兵を閲兵するマイケル・マレンアメリカ統合参謀本部議長。（2009年）
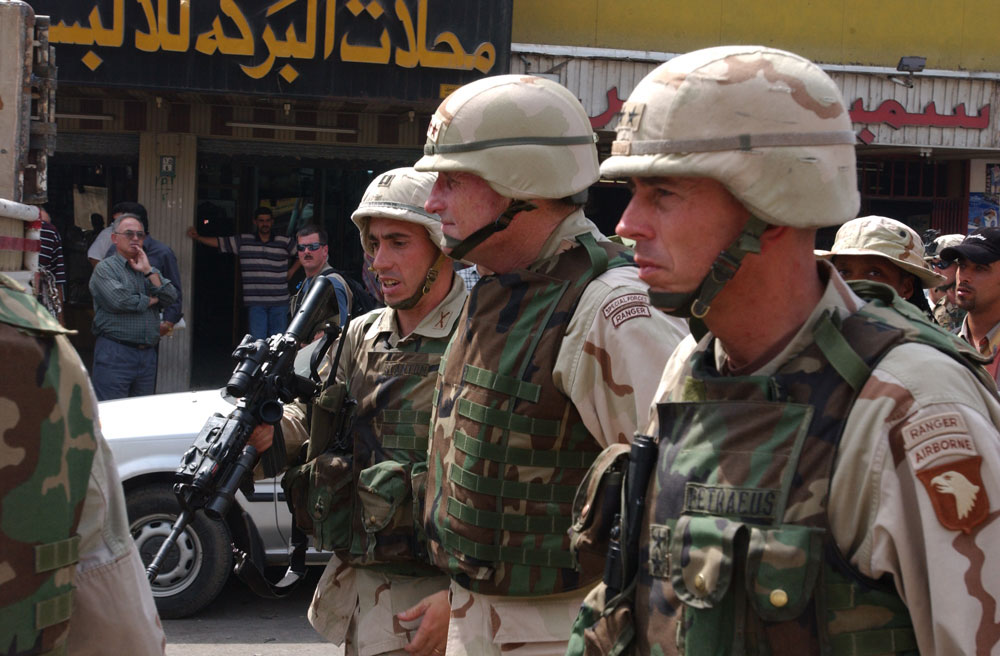
イラク戦争中の第101空挺師団の兵士のフリッツヘルメット
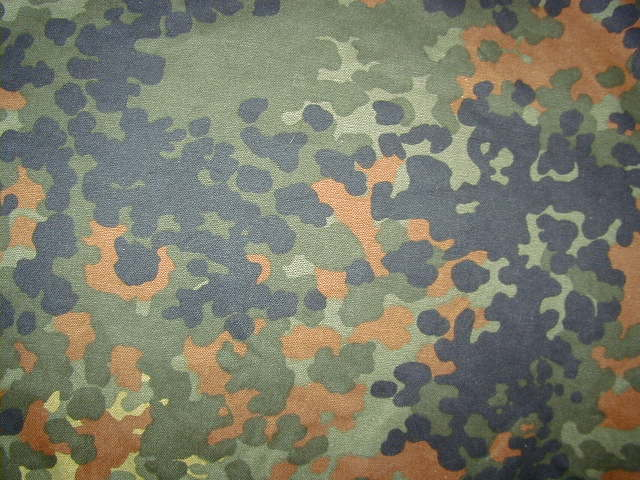
1990年代以降、世界各国の戦闘服に採用されはじめた迷彩パターンの一例。第二次世界大戦中にドイツ軍で開発・使用されたパターンと類似している。

### 概観
ドイツ軍は19世紀後半から20世紀前半までの世界の軍事・軍制に多大な影響を与えた存在であった。一方、軍服に関しては18世紀から19世紀にかけて欧米の軍服の流行を主導していた。そのため、日本陸軍など軍服にも（部分的なものも含め）少なからず影響を及ぼしている。20世紀に入るとイギリスやアメリカに取って代わられ、第二次世界大戦の頃にはドイツの軍服は時代遅れの感が否めなくなっていたが、それでもその特徴的なデザインは依然多くの国に採用され、独特のデザインのヘルメットも1930～40年代にかけて各国で採用されていた。しかし、第二次大戦の敗戦とナチス・ドイツのマイナスイメージから、大半の国でデザインの変更が行われ、現在世界各国の軍服にナチス・ドイツの影響をとどめる例は少ない。
これ以外にも、世界各国の軍服においてドイツの影響を判別しにくい要因として、以下のようなものがある。
1. 第二次世界大戦後の世界において、旧イギリス領、旧フランス領の新興独立諸国のように、新たに編成した軍隊・警察の制服を、丸ごと旧宗主国に範をとったデザインにしている例がない。（ドイツの海外植民地は、第一次世界大戦後他国領に組み入れられた）
2. 第二次世界大戦前にドイツ軍の影響を受けた諸国は、その時点で少なくとも政治的には独立を保ち、軍近代化を通じてその独立を維持・強化しようという動機と意図に基づいた国が大半である。つまり軍服の影響を「取り入れる」モチベーションがその国の側にあるわけで、どの要素をどの程度取り入れたかは国によってさまざまな様相を呈する。極論すれば、軍制面でドイツの影響（直接的な顧問の招聘も含む）を強く受けながら軍服にはほとんど影響を受けない例も、逆に、直接的な軍事関係は希薄ながら軍服は模倣する（例えば1930~40年代にナチス・ドイツと類似の政治体制であった国）例も、可能性としてはありうるわけである。
3. 影響を「与える」側のドイツ軍自体、上で述べたように何度かの政治的変動と、それにともなう軍服のデザイン変更を経ているので、その国がいつ（いつから・いつまで）ドイツ軍から影響を受けたかによって、その様相も異なってくる。

### 19世紀～第一次大戦まで
- トルコ（オスマン帝国末期～共和国初期）の軍服

- 1880年代後半のノルウェー陸軍兵士
- 明治期の日本の軍服
- 清朝の軍服

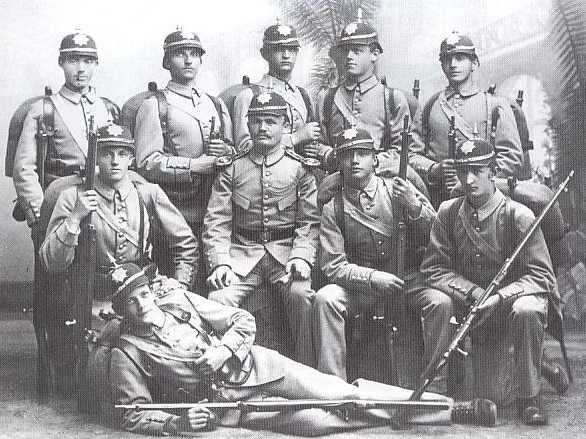
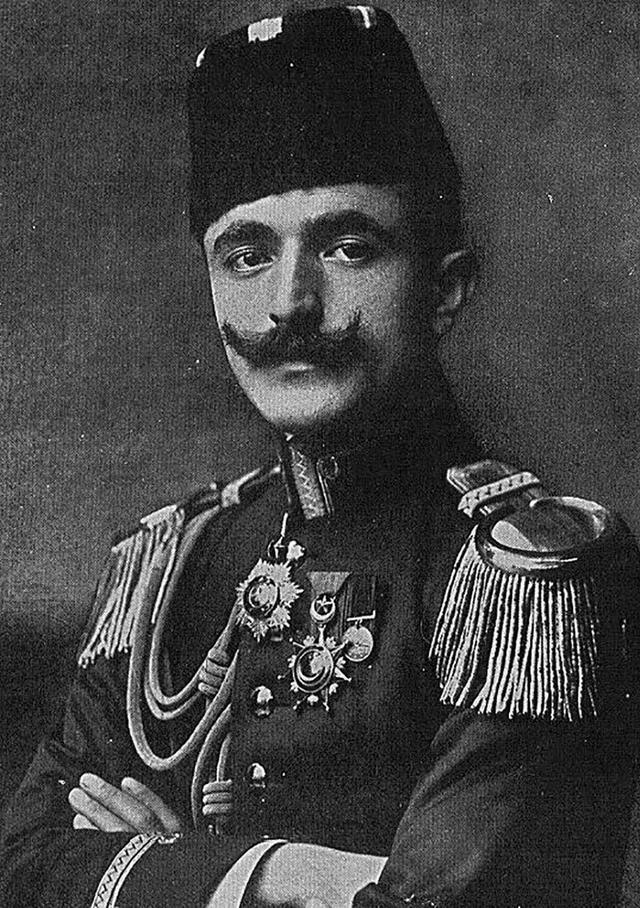
オスマン帝国末期の軍人イスマイル・エンヴェル・パシャ
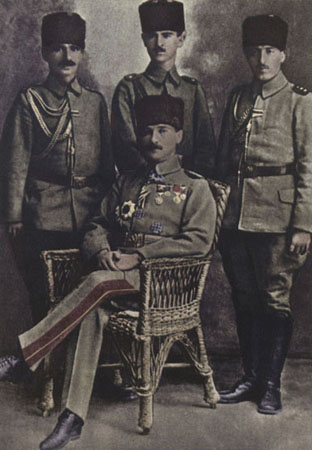
第一次大戦期のオスマン帝国軍士官（中央着座、ムスタファ・ケマル・アタテュルク）
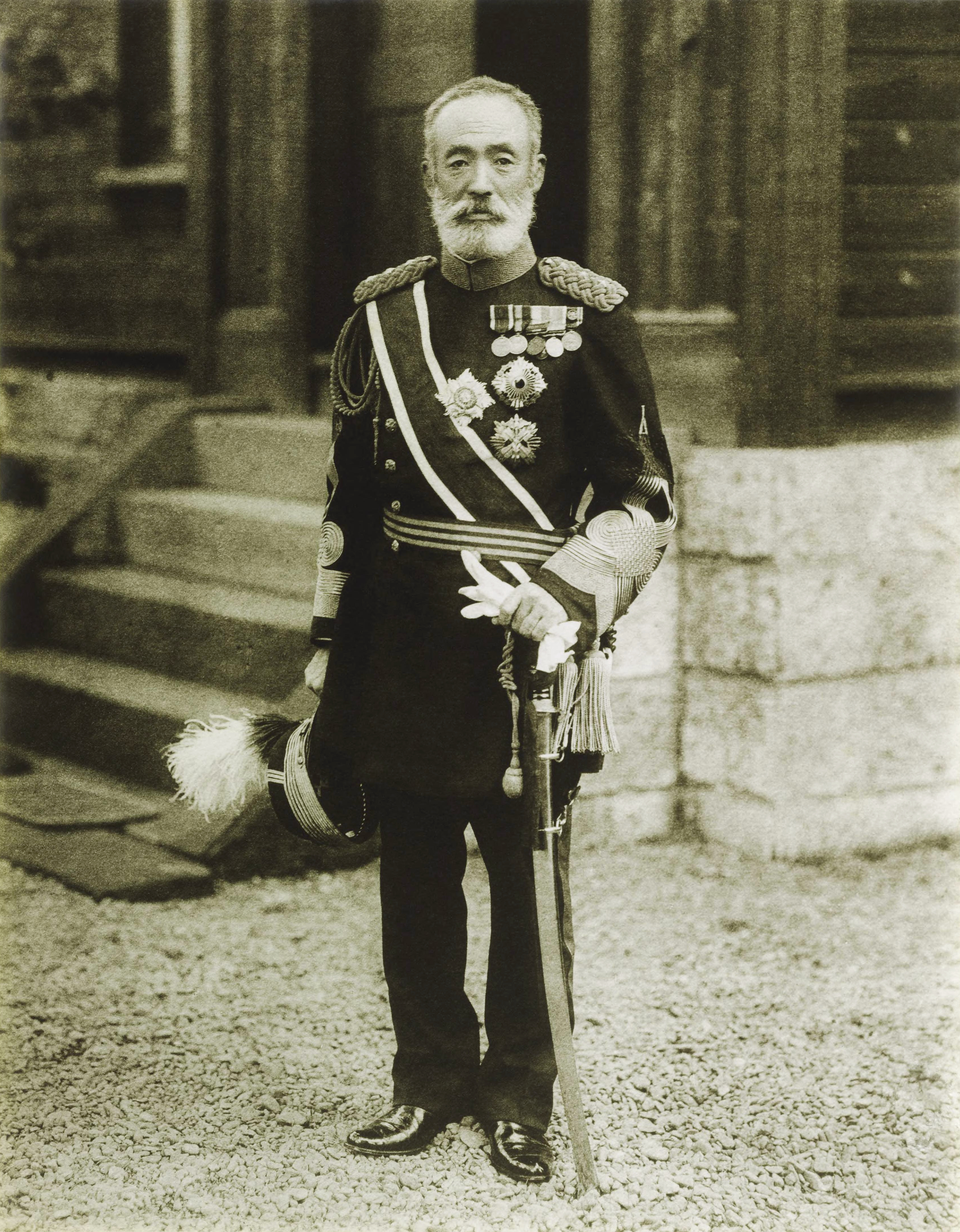
明治19年制式ないし明治33年制式の陸軍大将正装（乃木希典）フロックコート型。
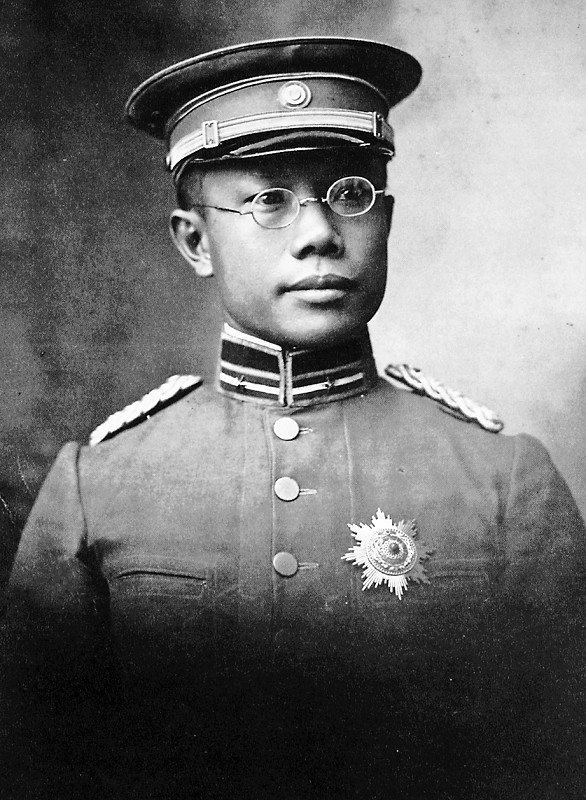
北洋新軍の軍医協参領（少佐に相当）

### 第一次大戦後～第二次大戦終了まで
- フィンランドの軍服
- 中華民国（国民政府）の軍服
  - 関連：「ドイツと中国の軍事協力」・「軍服 (中華民国)」参照。
- スペインでは、ドイツ軍のヘルメットを参考にしながら独自に開発されたヘルメットが1930年ごろから軍隊に装備された（ドイツ軍のヘルメットと比較すると、頭頂部がやや丸みを帯びており、また全体のカーブが滑らかである）。1931年の第二共和国成立を経て、1936年に勃発したスペイン内戦にあたっても、双方の陣営でこのヘルメットが着用された。この時期共和国陣営で作られたポスター等では、のち第二次世界大戦中に「ドイツ兵」「ファシズム」を象徴する視覚的要素として定着したヘルメットのフォルムが、「反ファシズムの兵士」を象徴するアイテムとして用いられている（ギャラリー参照）。一方反乱軍側には、ドイツからの軍事援助にともない、ドイツ軍のヘルメットそのものが支給されるようになり、内戦終了後のフランコ政権下ではこちらがスペイン軍の標準的なヘルメットとなり、第二次大戦後、1975年のフランコの死去をはさんで、1980年代まで用いられていた。
- アルゼンチンの軍服
- アイルランドの軍服
- ブルガリアの軍服
- 昭和期の日本の軍服

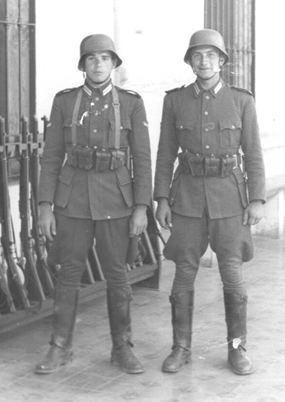
アルゼンチン軍兵士（1938年）

### 第二次大戦後

#### 直接的な影響（過去の影響の名残りを含む）
19世紀末から第二次大戦前までドイツ軍をモデルに軍近代化をはかった南アメリカ諸国のなかには、礼服や勤務服、また式典等で着用するヘルメットに、現在でもドイツ軍の影響をとどめる国がある。例：チリ、
ボリビア等。軍服 (南アメリカ)参照。
多くの国に定着しているドイツ起源の軍装としては、軍楽隊の肩章 シュヴァルベンネスター Schwalbennester がある。意味は燕の巣で、制服上衣の両肩に付けることから複数形である。ただし西ドイツ軍・現在のドイツ連邦軍では使われていない。

#### 間接的な影響（偶然の類似の可能性も含む）
- ソ連軍とその影響を受けた社会主義諸国の軍服に多く見られた以下の要素はかつてのドイツ軍と類似しているが、これらが意識的な模倣か偶然の一致かは確定しがたい。

1. 折襟の上着、乗馬ズボン、長靴という基本スタイル
2. 将官服において、襟の赤い縁取り、赤い台布に金の刺繍（国を象徴する植物の葉など）を施した襟章、ズボンの太い赤い2本の側線
3. 制帽において、円形または楕円形の帽章を囲む葉模様刺繍、将校用のモール編みのあごひも、斜めに付くひさし
4. 海軍において、水兵制帽に略式の帽章（円形章等）がつく、夏服やコートに用いられる肩章に陸軍に似たパターンのものが用いられる

- 1980年代から世界各国で採用され始めたケブラー樹脂製ヘルメットが、両耳～後頭部を覆う形状から「フリッツヘルメット」（英語圏での「ドイツ兵」の俗称から）と通称されたり、同様に各国で採用されている迷彩パターンが、第二次大戦中にドイツ軍が開発・使用したものの1つに類似していたりと、現代の最新の戦闘服装が偶然にせよかつての「ドイツ軍」に似た外観を呈しているのは興味深い（従来のM1型では耳朶まで防備する事は不可能であり、フリッツ型であれば完全ではないものの、耳朶への直接の被弾を回避する事が可能である）。

## イメージへの投影（風刺・プロパガンダ・フィクション等）
第二次世界大戦後、現実世界における各国の軍服からドイツ軍の影響が改変されていったのと同時期に(かつおそらくは同じ理由から)、映画、テレビ、漫画、アニメなど作品の中で、「敵役」の架空の組織や国（惑星や惑星系全体が国家に統一されているという設定もある）の構成員が着用する制服が、第二次世界大戦時までのドイツの軍服をイメージして設定されている例が頻繁に見られるようになった。
こうした「組織」や「国」は、独裁的・軍国主義的で侵略や征服のためには手段を選ばない、という設定がなされ、そこには明らかにナチス・ドイツの体制と、連合軍と対立するイメージが投影している。
代表的なのはスター・ウォーズシリーズの帝国軍である。そのコスチュームや権威主義はナチスがモデルになっているとジョージ・ルーカスは語っている。
イメージのフィクションへの投影の先駆的な例としては、ファシズムが現実に台頭していた同時代に、これへの鋭い風刺メッセージをこめて喜劇王チャールズ・チャップリンによって作られた映画「独裁者」（1940年）が挙げられる。ちなみに彼が1918年に制作・主演した「担え銃」にも、茶化されるキャラクターとしてドイツ軍将校が登場し、そこには既に、第一次大戦時に蓄積された「敵」のドイツ軍イメージが反映している。

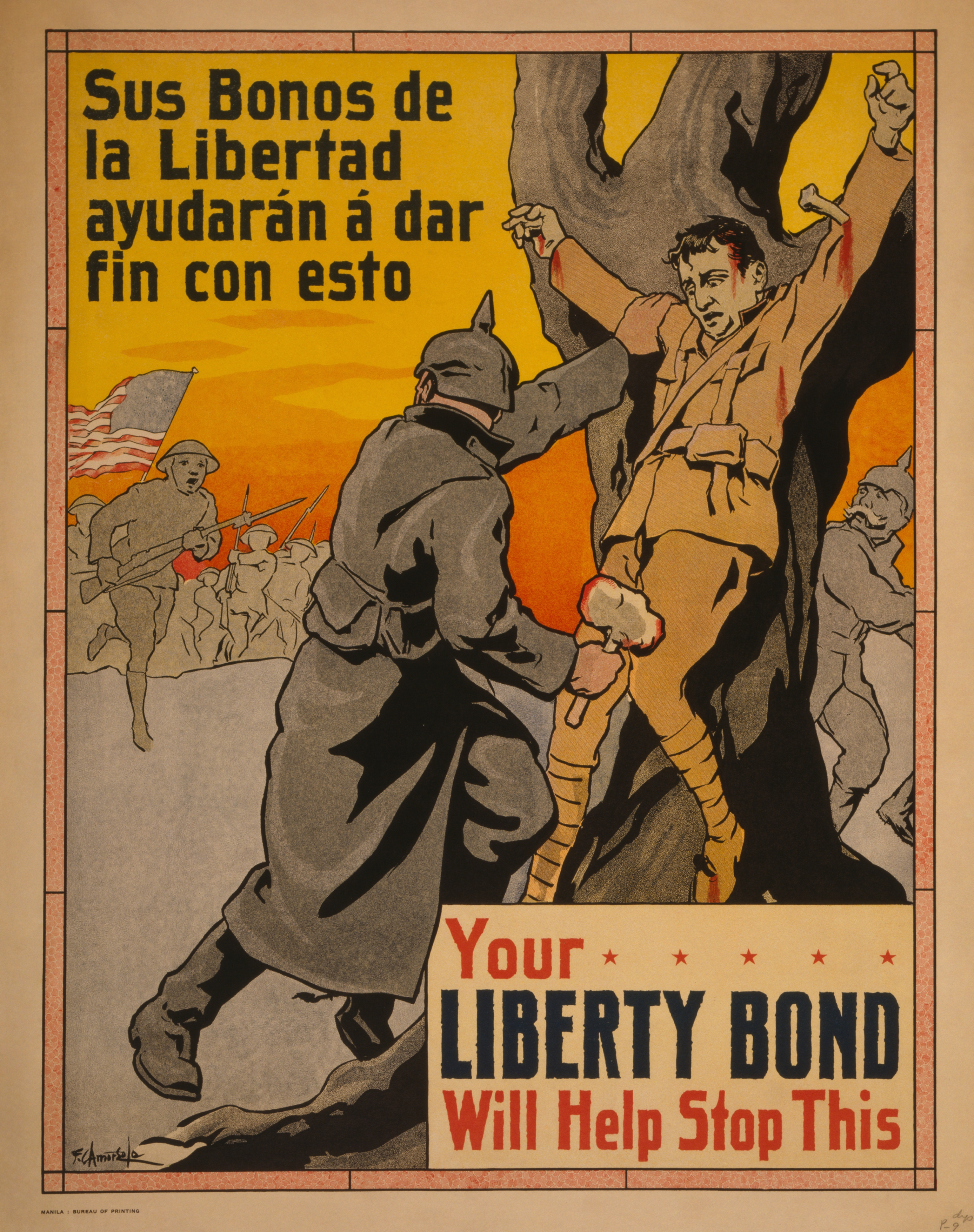
第一次世界大戦時に、アメリカがフィリピンで発行した戦時国債募集ポスター。カバーを付したピッケルハウベをかぶる第一次世界大戦中のドイツ陸軍兵士のイメージを使用。
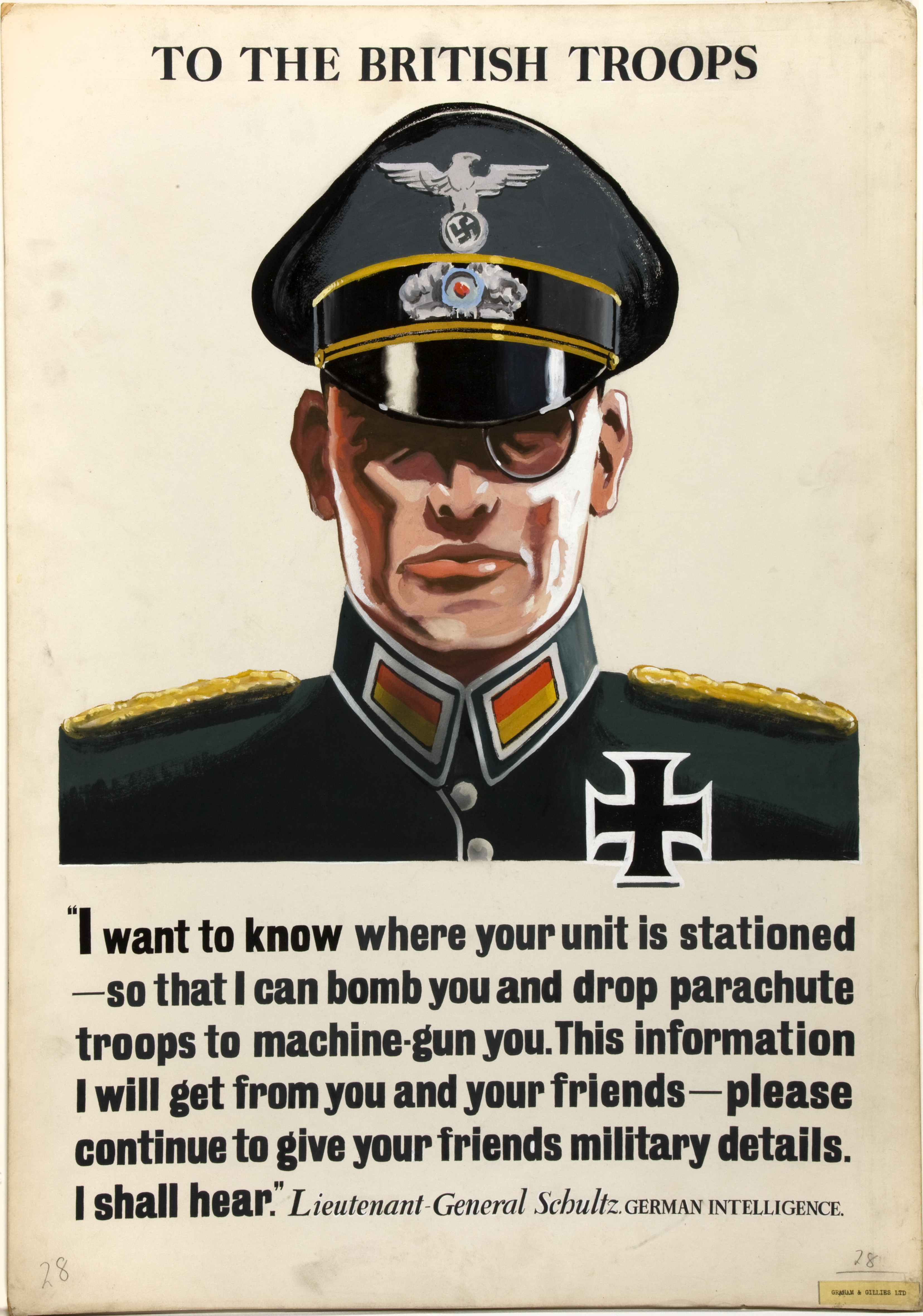
第二次世界大戦中のイギリスの反独プロパガンダ・ポスター。第二次世界大戦中の制帽をかぶって片眼鏡をかけたドイツ陸軍将校のイメージを使用。
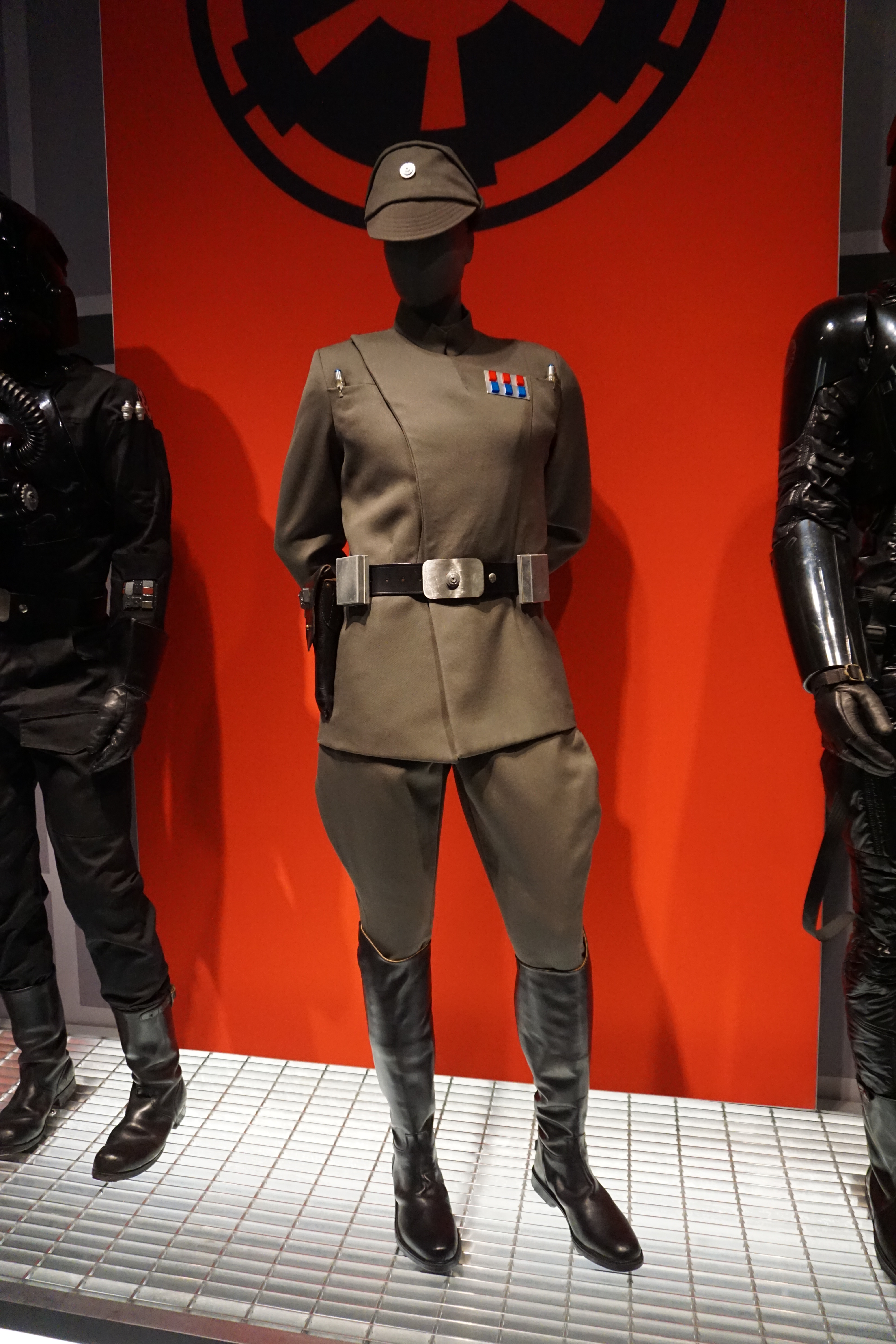
映画『スター・ウォーズ』の帝国軍の将校の制服
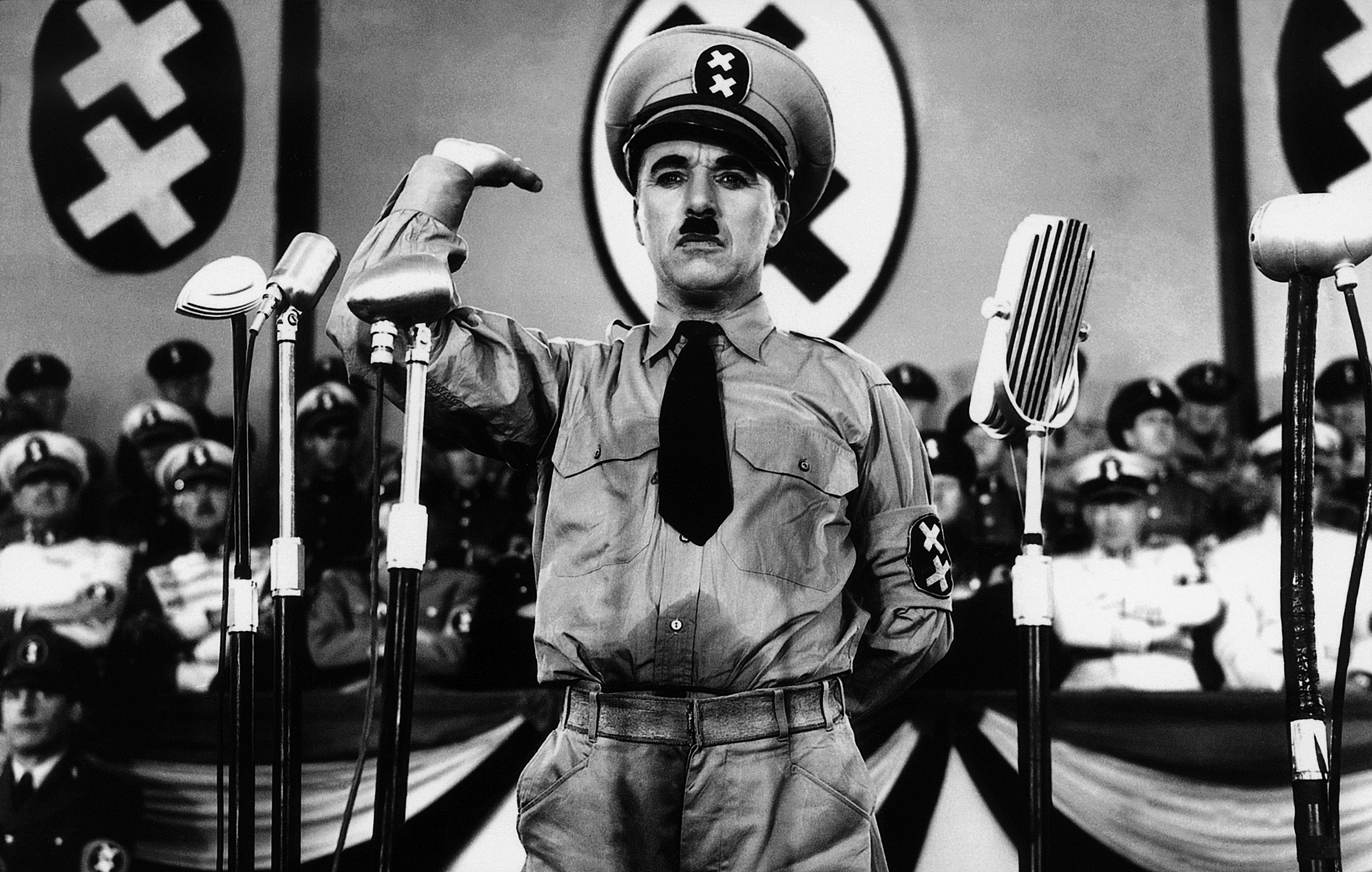
映画『独裁者』における、トメニア国の独裁者ヒンケル

## 関連文献
近世
1. Philip J Haythornthwaite (1991). Frederick the Great's army. (1)., Cavalry. London: Osprey. ISBN 978-1-85532-134-2.
2. Philip J Haythornthwaite (1991). Frederick the Great's Army (2): Infantry. London: Osprey. ISBN 978-1-85532-160-1.
3. 辻元 よしふみ,辻元 玲子 『スーツ=軍服!?―スーツ・ファッションはミリタリー・ファッションの末裔だった!!』 彩流社、2008年3月。ISBN 978-4-7791-1305-5。
4. 辻元 よしふみ,辻元 玲子『図説軍服の歴史5000年』彩流社、2012年1月。ISBN 978-4-7791-1644-5。
5. 辻元 よしふみ,辻元 玲子『軍装・服飾史カラー図鑑』イカロス出版、2016年。ISBN 978-4-8022-0225-1。
6. クリス・マクナブ 著、石津朋之、餅井雅大 訳『世界の軍装図鑑 18世紀-2010年』創元社、2014年。ISBN 978-4-422-21528-0。

陸軍
- Hans Bleckwenn（フリードリッヒ大王当時の歩兵第26連隊の軍服、後の将官の襟章となる） : Die friderizianischen Uniformen 1753-1786, Infanterie I, Harenberg, 1987, ISBN 3-88379-444-9
- Brian L.Davis, German Army Uniforms and Insignia 1933-1945, Arms and Armour, 1992, ISBN 1-85409-158-1
- John R.Angolia / Adolf Schlicht, Uniforms & Traditions of the German Army 1933-1945, Vol.1, R.James Bender Publishing, 1992, ISBN 0-912138-30-0
- John R.Angolia / Adolf Schlicht, Uniforms & Traditions of the German Army 1933-1945, Vol.2, R.James Bender Publishing, 1992, ISBN 0-912138-34-3
- John R.Angolia / Adolf Schlicht, Uniforms & Traditions of the German Army 1933-1945, Vol.3, R.James Bender Publishing, 1992, ISBN 0-912138-37-8
- マイケル・H. プルット 、 ロバート・J. エドワーズ /向井　祐子訳、『パンツァー・ユニフォーム：第二次大戦ドイツ機甲部隊の軍装』、大日本絵画、1995年、ISBN 4-499-22649-X,（戦車兵）
- Jacques SCIPION / Yves BASTIEN Afrikakorps Tropical uniforms of the German Army 1940-1945, Histoire & Collections, 1996, ISBN 2-908-182-505,（アフリカ軍団）
- 田嶋　信雄：　『ナチズム極東戦略：日独防共協定を巡る諜報戦』、講談社、1997年、ISBN 4-06-258096-9,（在華ドイツ軍事顧問団）

海軍
- Adolf Schlicht / John R.Angolia, Die deutsche Wehrmacht, Uniformierung und Ausrüstung 1933-1945:Band 2 die Kriegsmarine, Motorbuch Verlag, 1995, ISBN 3-613-01656-7

空軍
- Brian L.Davis, Uniforms and Insignia of the Luftwaffe,Volume 2:1940-1945, Arms and Armour, 1995, ISBN 1-85409-107-7

武装親衛隊の迷彩服
- Walther-Karl Holznann, Manual of the Waffen-SS, Badges, Uniforms, Equipment, Bellona Publications, 1976
- Andrew Steven / Peter Amodio : 『ドイツ武装親衛隊軍装ガイド』、上田　信訳、並木書房、ISBN 4-89063-050-3、1993年
- Dr.Jean F.Birsarello / Akira Kikuchi: 『第二次大戦ドイツ迷彩服』、ホビージャパン、ISBN 4-89425-040-3、1994年

ナチ党機関の制服
- Walther-Karl Holzmann : Manual of the Waffen-SS, Badges, Uniforms, Equipment, 1976, ISBN 0-85242-487-6
- Francis CATELLIA, Le N.S.D.A.P. : Uniformologie & Organigramme, RM Publication, ISBN 2-9501712-1-4,1987

東ドイツ軍の軍服（東ドイツ軍建軍以前の武装警察時代から1990年の国家消滅に至るまでの陸・海・空各軍の被服類全般）
- KLAUS‐ULRICH KEUBKE / MANFRED KUNZ, Militärische Uniformen in der DDR 1949‐1990, Schriften des Ateliers für Porträt‐und Historienmalerei, ISBN 3-00-011362-2,2003

主権紋章の鷹章
- アラン・ブーロー：　『鷲の紋章学：カール大帝からヒトラーまで』、松村　剛訳、平凡社、1994年、ISBN 4-582-48210-4
- サユル・フリートレンダー：『ナチズムの美学』、田中正人訳、社会思想社、1990年、ISBN 4-390-60332-9